# Argentina
Argentina, oficialmente República Argentina, es un país soberano de América del Sur, ubicado en el extremo sur y sudeste de ese subcontinente. Adopta la forma de gobierno republicana, democrática, representativa y federal. Se constituye como un país federal descentralizado, compuesto por veintitrés provincias más la Ciudad Autónoma de Buenos Aires, designada como capital federal.
La Constitución Nacional Argentina rige los principios de adhesión como una república representativa con veintitrés estados asociados —denominadas provincias—, cuya ley suprema les otorga carácter de autonomía y atributos plenos en los poderes ejecutivo, legislativo y judicial. Poseen constitución provincial, bandera y fuerzas de seguridad propias, el dominio de los recursos naturales circunscriptos en su territorio y delegan los poderes exclusivos al gobierno federal. Las provincias preexisten a la Nación aunque no tienen potestad para declarar su emancipación soberana.
Argentina se reconoce como un país bicontinental, cuyo vasto territorio abarca gran parte del Cono Sur y se extiende hasta la Antártida. En la plataforma americana limita al norte con Bolivia y Paraguay, al nordeste con Brasil, al este con Uruguay y el océano Atlántico, al oeste y sur con Chile y el pasaje de Drake.
Es el segundo país con el mayor índice de desarrollo humano (IDH) de la región, detrás de su vecino Chile.Garantiza modelos de salud y educación pública con acceso gratuito, universal y de calidad. Posee una tasa de alfabetismo en personas mayores de quince años superior al 99 %,y cuenta con una cobertura médica hospitalaria regularmente distribuida por cantidad poblacional.
La República Argentina es una de las naciones más desarrolladas e influyentes del continente americano. Hasta mediados del siglo XX, fue una de las economías más prósperas del mundo. Sin embargo, los complejos acontecimientos sociales, políticos y económicos que le sucedieron posteriormente afectaron seriamente sus variables de crecimiento, causando una inestabilidad financiera con abruptas reconfiguraciones de modelos políticos y económicos, mostrándose incapaces de revertir los agravantes hasta la actualidad. No obstante, es la segunda economía más importante de Sudamérica —detrás de Brasil— y la 24.º más grande del mundo por PIB nominal. Argentina es reconocida como una potencia regional de relevante proyección en la reconfiguración del mapa global.
Con un desarrollo científico y tecnológico referente, es el país latinoamericano más laureado con premios Nobel, con cinco en total, —tres de ellos en ciencias— y el que más unicornios tecnológicos posee. Está a la vanguardia en materia nuclear y espacial, e integra el selecto grupo de países que dominan el ciclo completo de uranio. Esto le ha permitido diseñar, construir y exportar satélites, radares, reactores nucleares, equipamiento médico nuclear, aviones de combate, helicópteros, etc. Es líder en la fabricación de automóviles, software, biotecnología, medicamentos, industria naval, siderúrgica y textil, etc. Con una capacidad para alimentar a 400 millones de personas, es uno de los principales exportadores de materias primas, tecnología, ingeniería y maquinaria agropecuaria a nivel mundial, y pionero en los avances de genética, clonación y reproducción bovina y equina.
Asimismo, ha tenido personalidades significativas a lo largo de la historia, con contribuciones destacadas en deportes, ciencias, artes, política y humanidades. El perfeccionamiento del baipás coronario, el uso de las huellas dactilares para la identificación de las personas, el método de conservación de sangre humana para su uso diferido en transfusiones, el bolígrafo, la jeringa descartable, los dibujos animados y el primer diseño funcional de los helicópteros modernos, son las creaciones de argentinos más célebres.
Argentina integra el G20 —bloque que reúne a las naciones más ricas e industrializadas del planeta— y es miembro fundador del Mercosur, de Naciones Unidas, la Organización de Estados Americanos y el NIC o nuevos países industrializados.
Su territorio bicontinental abarca una superficie de 2 780 400 km², es el país hispanohablante más extenso del planeta, el segundo más grande de América Latina y octavo en el mundo, si se considera solo la superficie continental sujeta a soberanía efectiva. Su plataforma continental, reconocida por la ONU en 2014, alcanza los 6 581 500 km², convirtiéndose en una de las más grandes del mundo, extendiéndose desde el continente americano hasta el Polo Sur en la Antártida, a través del Atlántico Sur. Si se cuentan las islas Malvinas, Georgias del Sur, Sandwich del Sur y otras numerosas islas menores (administradas por el Reino Unido, pero de soberanía en litigio), más una porción del área antártica llamada Antártida Argentina al sur del paralelo 60° S, sobre la cual Argentina reclama soberanía, la superficie se eleva a 3 761 274 km². Es una de las veinte naciones con presencia continua en la Antártida y posee la mayor cantidad de bases permanentes, con seis en total.
Su territorio reúne una gran diversidad de climas, causada por una amplitud latitudinal que supera los 30° —incluyendo varias zonas geoastronómicas—, una diferencia en la altitud que va de 107 m bajo el nivel del mar (Laguna del Carbón) a casi 7000 m s. n. m. y la extensión del litoral marítimo que alcanza 4725 km. Amplias llanuras húmedas limitan con extensos desiertos y altas montañas, mientras que la presencia de climas tropicales y subtropicales en el norte, contrastan con las nevadas y fríos extremos en las zonas cordilleranas y el sur.
Los primeros registros de pobladores en el actual territorio argentino se remontan a los trece mil años AP, durante el Paleoamericano. En tiempos protohistóricos, periodo precolombino, fue habitado por numerosos pueblos indígenas, algunos de los cuales aún habitan el país; entre ellos guaycurúes, guaraníes, mapuches, tehuelches y diaguitas, estos últimos formaban parte del Imperio incaico. La conquista española del actual territorio argentino comenzó con viajes exploratorios desde el año 1512, el establecimiento de una población en 1528 y la distribución del territorio a los adelantados. Más tarde, quedó bajo la jurisdicción del virreinato del Perú. En 1776, la Corona española fundó el virreinato del Río de la Plata, el cual sería una entidad política precedente a la actual República Argentina. El 25 de mayo de 1810 fue sustituido el sistema virreinal, deponiendo al último virrey que gobernó desde Buenos Aires, organizándose así la Primera Junta de gobierno, que actuaba de forma autónoma desconociendo al Consejo de Regencia de España. El día 9 de julio de 1816 fue proclamada la independencia en San Miguel de Tucumán.
Por lo tanto, la población argentina es un crisol de culturas y etnias, resultado de la confluencia de diversos grupos a lo largo de la historia. Los pueblos originarios, fueron los primeros habitantes del territorio. Con la llegada de los españoles en el siglo XVI, se produjo un mestizaje que dio forma a la base de la identidad argentina. Sin embargo, fue durante el siglo XX cuando la Argentina experimentó una gran oleada de inmigración, a consecuencia de ser un país próspero. Llegaron españoles pero principalmente italianos, y también inmigrantes de otros europeos como alemanes, franceses y eslavos. Se estima que entre 1857 y 1947 llegaron a Argentina alrededor de 2.967.759 inmigrantes italianos. Esta diversidad cultural se refleja en la rica cultura argentina, que combina tradiciones indígenas, españolas y europeas, y se manifiesta en su música, arte, literatura y gastronomía. La influencia de estas corrientes migratorias ha dado lugar a una sociedad cosmopolita y multicultural, donde la identidad argentina se define por su complejidad y diversidad.

## Toponimia
El nombre oficial del país es República Argentina, literalmente «República del Plata». Por elipsis, suele denominarse, «la Argentina». El uso sin artículo está muy extendido y no se considera incorrecto, si bien la Academia Argentina de Letras lo ha calificado de «reprensible».
Argentina es el femenino del adjetivo poético «argentino» que indica algo que tiene cualidades de la plata o relacionado con ella, del latín argentum (‘plata’). Argentum, a su vez, procede del protoitálico: *argentom, derivado del protoindoeuropeo: *h₂r̥ǵn̥tóm, sustantivo formado a partir del adjetivo *h₂erǵ- (‘blanco’, ‘brillante’).
Argentina fue una denominación poética de los países ribereños del Plata, río llamado así porque era un acceso a los yacimientos argentíferos del Alto Perú, donde la ciudad de la Plata (Charcas, actual Sucre) era también llamada Civitas Argentina (Ciudad Argentina).
El uso como topónimo, aunque con una declinación diferente, aparece por primera vez en 1554 en el mapa de Lopo Homem: donde los territorios de la región litoral son llamados: Terra Argentea. Más tarde, Martín del Barco Centenera la eligió, a imitación de La Araucana (1569), como título de un poema épico sobre la conquista: La Argentina (1602). Desde entonces y hasta finales del siglo XVIII, Argentina y argentino fueron denominaciones literarias del territorio y los pobladores de la región rioplatense.
Con la creación del virreinato del Río de la Plata y su posterior independencia como Provincias Unidas del Río de la Plata, Argentina y argentino se hicieron más comunes, aunque a veces con una connotación restringida a Buenos Aires y las provincias cercanas.
La Constitución de 1826, usó Argentina como nombre oficial del Estado y, desde entonces, a pesar del rechazo a dicha constitución, fue usado de manera habitual. A partir de la década de 1830, Rosas, formalmente gobernador de Buenos Aires, era el «encargado de dirigir las relaciones exteriores de la República Argentina».
La reforma constitucional argentina de 1860 sancionó como artículo 35 la norma que estableció los nombres oficiales del país, vigente desde entonces:

Las denominaciones adoptadas sucesivamente desde 1810 hasta el presente, a saber: Provincias Unidas del Río de la Plata; República Argentina, Confederación Argentina, serán en adelante nombres oficiales indistintamente para la designación del Gobierno y territorio de las provincias, empleándose las palabras «Nación Argentina» en la formación y sanción de las leyes.

En 1860, en la ciudad de Paraná, entonces capital de la Confederación Argentina, el presidente Santiago Derqui decretó que para «uniformar los actos administrativos» se usaría siempre República Argentina. Dos años más tarde, en 1862, Bartolomé Mitre, primer presidente del país reunificado, se refirió a su cargo como: presidente de la Nación Argentina.

## Historia

### Período prehispánico
La historia prehispánica de la Argentina hace referencia a los desarrollos culturales locales del actual territorio de la República Argentina previos a la conquista y colonización por parte de España.
El primer registro poblacional del territorio actualmente controlado por la Argentina se encuentra en Piedra Museo (Santa Cruz) y se remonta al 11 000 a. C. Junto con los yacimientos de Monte Verde (Chile) y Pedra Furada (Brasil) constituyen, hasta el momento, los sitios de poblamiento más antiguos hallados en Sudamérica. Estos yacimientos sustentan la teoría del poblamiento temprano de América (pre-Clovis). Cerca de allí, también es posible ver las pinturas de manos y guanacos estampadas en el 7300 a. C. en la Cueva de las Manos (río Pinturas, provincia de Santa Cruz). Para el año 9000 a. C. ya había comenzado el poblamiento de la pampa, en tanto que la zona del Noroeste del país comenzó a ser habitada hacia el 7000 a. C.
Hacia el 13.er o 12.º milenio AP se registra presencia humana en Los Toldos y Piedra Museo. Entre los pueblos originarios, los cazadores y recolectores habitaron la Patagonia, la región pampeana y el Gran Chaco. Los agricultores se instalaron en el noroeste, Cuyo, las sierras de Córdoba y después en la mesopotamia. Tastil, en el noroeste, fue la ciudad precolombina más grande ubicada en el actual territorio argentino, con una población de 2000 habitantes.
Los primeros rastros de vida humana en este territorio corresponden a pueblos de un nivel cultural paleolítico que tres mil años atrás incorporaron los primeros aportes culturales mesolíticos y neolíticos. Hasta la época de la conquista y de la colonización europea, el territorio argentino ha estado ocupado por diversos pueblos originarios, con diferentes organizaciones sociales que se pueden dividir en tres grupos principales:
- Cazadores y recolectores de alimentos básicos canoeros oceánicos, como los yaganes o yámana y los haush en Tierra del Fuego y los canales fueguinos. Cazadores y recolectores, que habitaban la Patagonia, la Pampa y el Chaco.
- Cazadores avanzados y recolectores de alimentos como los pámpidos, en el centro-este: hets en las praderas y estepas de la región pampeana y norpatagónica; y chonks en la Patagonia ―invadidos desde el s. XVIII por los mapuches alfareros procedentes de la zona cordillerana de la Patagonia― y los qom y wichi en la región chaqueña.[50] También pertenecen a este grupo los pámpidos charrúas y minuanes, que habían incorporado la cerámica.
- Los agricultores con cerámica como los guaraníes y las culturas andinas y derivadas. A partir del segundo milenio, los avá (un pueblo amazónido conocido desde el siglo XVII por los españoles como «guaraníes») invadieron el NEA y la Región del Litoral; eran cultivadores de mandioca y avaty o maíz en forma de roza (tala y quema de florestas) y por ello semisedentarios.[48] Las culturas centradas en la agricultura y ganadería del norte eran puramente sedentarias, y habían desarrollado redes comerciales englobadas en el conjunto actualmente llamado «quechua»; tras establecer un sistema cuasi estatal en torno a señoríos locales, fueron sometidos por el imperio incaico hacia el año 1480. Influidos por estas culturas andinas, otros pueblos como los diaguitas, calchaquies y huarpes desarrollaron una agricultura y ganadería de menor desarrollo, adaptada a las condiciones de las regiones llanas y serranas del centro de la actual Argentina y de Cuyo.[48]

En los siglos XIV y XV, el Imperio incaico conquistó parte de las actuales provincias de Jujuy, Salta, Catamarca, el extremo oeste de la provincia de Tucumán, la parte oeste de las provincias de La Rioja y San Juan, el noroeste de la provincia de Mendoza y, probablemente, el norte de la de Santiago del Estero, incorporando sus territorios al Collasuyo, que era la parte sur del Tahuantinsuyo o regiones de tal imperio.
Tradicionalmente, se atribuye la conquista al monarca inca Túpac Yupanqui. Varios señoríos de la región, como los quechuas, los likanantai (atacamas), los huarpes, los diaguitas y otros, intentaron resistir, pero los incas lograron dominarlos, trasladando a sus territorios a los mitimaes o colonos deportados de las tribus de los chichas, que habitaban en lo que es el suroeste del actual territorio boliviano. Otros, como los sanavirones, los lule-tonocoté y los henia-kâmîare (popularmente llamados «comechingones»), resistieron con éxito la invasión incaica y se mantuvieron como señoríos independientes.

### Conquista y colonización española
La conquista y colonización española de Argentina, conocida como la «Argentina Colonial», refiere al período entre el siglo XVI y principios del siglo XIX en el cual una parte del actual territorio de la Argentina fue conquistado y colonizado por el Imperio español. En este período aparece por primera vez la expresión Argentina (país de la plata) para denominar un área sin límites definidos que se extendía del Río de la Plata hacia el noroeste. El período incluye también la llegada por primera vez de españoles a varias zonas del actual territorio argentino, momento en el cual en muchos casos adoptaron el nombre con el que los pueblos indígenas ya denominaban a esa región y en otros las designaron con nombres nuevos.
La época colonial en la Argentina se suele dividir en tres períodos: el descubrimiento y conquista, durante el cual se llevaron a cabo las exploraciones del territorio y la fundación de las ciudades mayores; el período de las gobernaciones, durante el cual los asentamientos españoles lucharon contra las poblaciones indígenas y trataron de consolidarse, registrando pocos cambios territoriales y económicos; y el período virreinal que se extiende hasta la Revolución de Mayo de 1810, en la cual fue expulsado el virrey español y nombrada una junta de autogobierno. La guerra de Independencia Argentina ya se cita usualmente como parte de la historia de la Argentina.
Los europeos llegaron por primera vez al actual territorio argentino en 1516, con la expedición de Juan Díaz de Solís por el Río de la Plata. Posteriormente la expedición de Fernando de Magallanes en 1520 fondeó sus naves en la Bahía de San Julián, hoy provincia de Santa Cruz. El fuerte Sancti Spiritus fue el primer asentamiento europeo, instalado en 1527 a orillas del río Paraná. La primera exploración del noroeste y centro del país fue la entrada de Diego de Rojas en 1543. Las ciudades de Asunción (1537), Santiago del Estero (1553), Córdoba (1573) y Buenos Aires (1536/1580) fueron las bases del establecimiento colonial que se impuso en la mitad norte del actual territorio argentino, sujeto a la autoridad de la Corona Española (la Gobernación del Río de la Plata). El Imperio español fundó varias ciudades e impuso un dominio colonial sobre la población que habitaba una serie de regiones que se corresponden aproximadamente con las catorce provincias que se confederaron en 1860 para formar la República Argentina. Sobre el final del período colonial el Imperio español creó el Virreinato del Río de la Plata, que incluía a las catorce provincias mencionadas y los territorios de las actuales repúblicas de Bolivia, Paraguay y Uruguay.
Debido a la bula del Papa Pablo III Sublimis Deus de 1537, se declaró a los indígenas hombres con todos los efectos y capacidades de cristianos. En el Imperio español la unidad social se concebía a través de la unidad de la fe de la Iglesia católica. En el primer siglo de la colonización, el Imperio español conquistó aproximadamente un tercio del actual territorio argentino, sometiendo a los pueblos originarios que lo habitaban y produciendo una catástrofe demográfica, razón por la cual los conquistadores europeos introdujeron esclavos secuestrados en el África negra. En el siglo XVII se establecieron las misiones jesuíticas guaraníes, comunidades misionales fundados por la Compañía de Jesús entre los guaraníes y pueblos afines, que tenían como fin evangelizar y evitar la esclavización de los indígenas de las actuales provincias de Misiones, Corrientes y parte del Paraguay y Brasil. Cumplieron con éxito su tarea, hasta que en el año 1768, el rey español Carlos III ordenó expulsar a los jesuitas.
Una gran parte del territorio actual de la Argentina y de los pueblos indígenas que lo habitaban no estuvo bajo el dominio colonial de España, principalmente las regiones chaqueña —incluyendo partes de Santiago Del Estero y Santa Fe— permanecieron bajo dominio de indígenas de los grupos wichi, guaycurú y vilelas, mientras que la mayor parte de la pampeana, a excepción de partes de la Pampa húmeda, patagónica permaneció bajo dominio tehuelche, puelche y, posteriormente, mapuche. Entre 1560 y 1667, los señoríos diaguitas mantuvieron una larga resistencia conocida como las guerras calchaquíes en el actual noroeste argentino, antes de ser completamente absorbidos por la población criolla.
Durante la mayor parte del período colonial, el territorio argentino fue parte del Virreinato del Perú, hasta que en 1776 el rey Carlos III de España creó con parte de su territorio el Virreinato del Río de la Plata. La ciudad de Buenos Aires fue designada como su capital por su creciente importancia como centro comercial y con la idea de resistir mejor a un eventual ataque portugués, así como también para tener un acceso más fácil a España a través de la navegación atlántica.
En el siglo XVIII la multiplicación natural del ganado vacuno y equino cimarrón en las llanuras pampeana, de la Banda Oriental del Río de la Plata y del sur de Brasil, provocó la aparición de un tipo especial de campesino independiente a caballo llamado gaucho —en el caso de los varones— y china —en el caso de las mujeres. Los gauchos desarrollaron una cultura de características propias, adhirieron y lucharían en la guerra de la Independencia y enfrentaron a los estancieros para garantizar su derecho al acceso al ganado y la tierra, hasta ser vencidos en la segunda mitad del siglo XIX. Esta riqueza en ganado salvaje también llevó a la aparición de indígenas de tradición ecuestre en el Chaco, la Pampa y la Patagonia, que entablaron una dinámica de lucha intermitente por los recursos ganaderos con la población española y criolla.

### Independencia
El Período de la Independencia es como se le conoce en la historia de la Argentina a la época y eventos transcurridos entre la Revolución de Mayo del 25 de mayo de 1810 y la Anarquía que disolvió todas las autoridades nacionales en el año 1820.
Durante este período, las Provincias Unidas del Río de la Plata –nombre inicial de la actual República Argentina– iniciaron su existencia como país soberano, la sostuvieron exitosamente por medio de una prolongada Guerra de Independencia y declararon su independencia. Pero también durante este período fracasaron en darse un gobierno central y una constitución que fueran aceptados por todas sus provincias en forma permanente.
Fue también durante este período que varios territorios que habían formado parte del Virreinato del Río de la Plata se separaron definitivamente tanto de la Argentina como del Imperio español: el Paraguay, por haber sostenido su propio proceso independentista; el Alto Perú, por continuar bajo poder español, del que más tarde se independizaría como Estado del Alto Perú; y la Banda Oriental, por haber caído bajo el poder de Portugal, que lo heredaría al Brasil, del cual se independizaría como Estado Oriental del Uruguay. El legado de la guerra de independencia argentina es vasto ya que también inspiró la independencia de Chile y Filipinas.

### Primera Junta de Gobierno

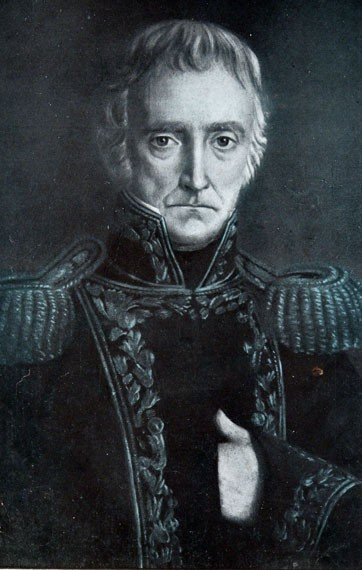
Cornelio Saavedra, presidente de la Primera Junta de las Provincias Unidas del Río de la Plata

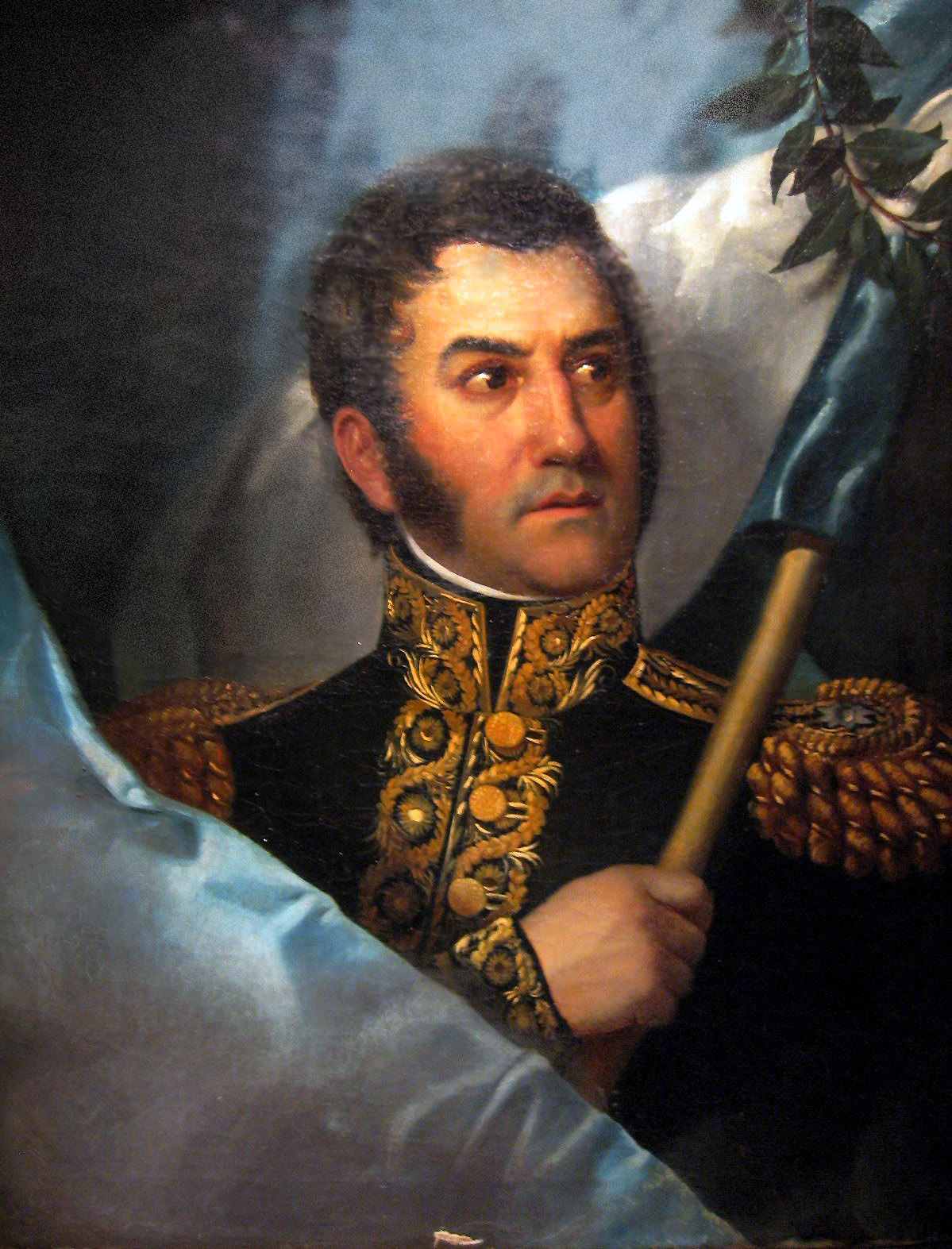
El militar y político José de San Martín.

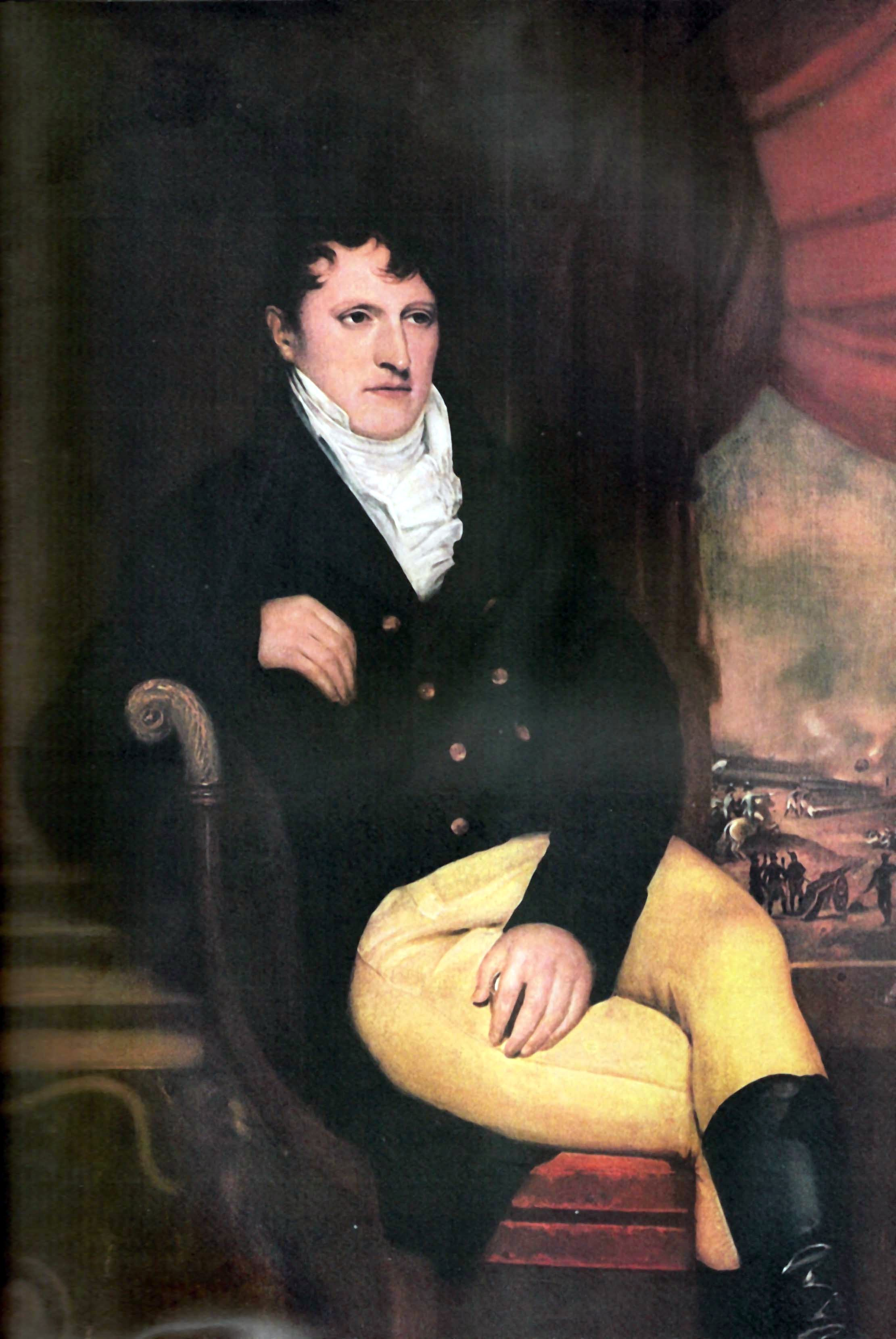
Manuel Belgrano, miembro de la Primera Junta, comandante militar y creador de la bandera argentina.

La Primera Junta de Gobierno, oficialmente Junta Provisional Gubernativa de las Provincias del Río de la Plata a nombre del Señor Don Fernando VII fue la Junta de gobierno surgida el viernes 25 de mayo de 1810 en Buenos Aires, capital del Virreinato del Río de la Plata, como consecuencia del triunfo de la Revolución de Mayo que destituyó al virrey Baltasar Hidalgo de Cisneros y nombró a Cornelio Saavedra como el presidente de la Primera Junta de las Provincias Unidas del Río de la Plata. La sede del gobierno fue fijada en el Fuerte de Buenos Aires, que sirviera desde 1776 como residencia de los virreyes y donde hoy se encuentra la Casa de Gobierno. La Primera Junta existió como tal hasta el 18 de diciembre del mismo año, ya que con la incorporación de diputados del interior se transformó en la Junta Grande, que dio origen a la prolongada Guerra de la Independencia de las Provincias Unidas del Río de la Plata contra España (1810-1824).
Mientras se desarrollaba la guerra de independencia, también tenía lugar una compleja disputa por la forma de organización del nuevo Estado, que generó en 1814 el inicio de una guerra civil que —con intermitencias— duraría más de medio siglo. El líder de la fracción federal, el oriental José Gervasio Artigas fue proclamado Protector de la Unión de los Pueblos Libres, una liga de provincias que se negaban a ser administrados por el gobierno unitario de Buenos Aires. La misma organizó el llamado Congreso de Oriente en Concepción del Uruguay, del cual aún se discute si alcanzó a proclamar —como se proponía— la independencia de España.
El 9 de julio de 1816, en la ciudad de San Miguel de Tucumán, reunido el congreso de diputados de las provincias del noroeste y centro-oeste del país y de la de Buenos Aires, junto con algunos diputados exiliados del Alto Perú, proclamó la independencia de las Provincias Unidas en Sud América, utilizando la siguiente fórmula:

[…] recuperar los derechos de que fueron despojadas, e investirse del alto carácter de una nación libre e independiente del rey Fernando VII, sus sucesores y metrópoli […]

En varios puntos de Sudamérica los nuevos gobiernos debieron enfrentar la resistencia contrarrevolucionaria de los ejércitos realistas, que intentaban restaurar la autoridad de la monarquía española en la región. Comenzaron las guerras por la independencia. Algunos de los principales comandantes fueron Manuel Belgrano, al mando del Ejército del Norte, José de San Martín, creador del Ejército de los Andes, Martín Miguel de Güemes, organizador de la guerra gaucha y Juana Azurduy, comandante de la guerra de guerrillas en el Alto Perú. El Estado argentino considera a San Martín como el mayor héroe militar de su independencia y lo honra con el título de «Padre de la Patria». Junto a Simón Bolívar, fueron los máximos responsables de las gestas libertadoras que terminaron con la presencia española en el continente.

### La formación del Estado federal

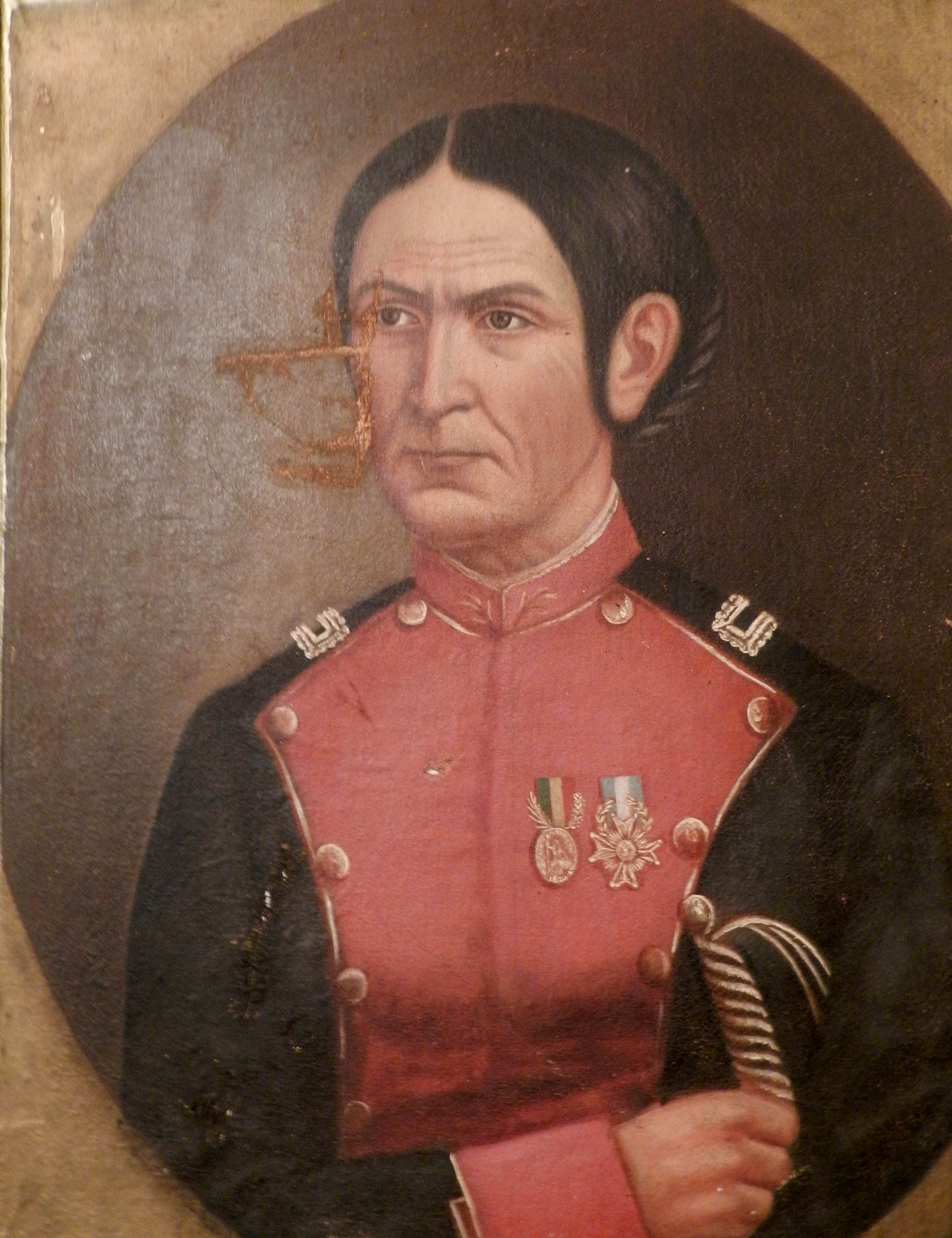
Juana Azurduy, generala (PM) del Ejército Argentino, asumió la comandancia de las guerras en el Alto Perú por la emancipación del Virreinato del Río de la Plata. Es honrada en la Argentina y en Bolivia.

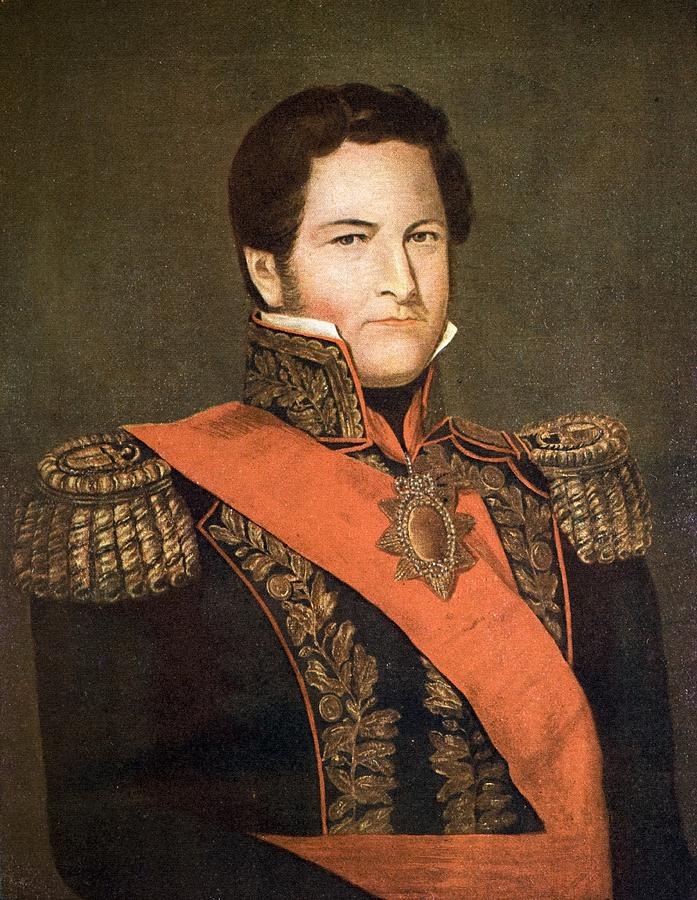
Juan Manuel de Rosas, caudillo federal de la provincia de Buenos Aires entre 1830 y 1852.

Las primeras décadas como país independiente fueron conflictivas: ante la hegemonía de los unitarios, los federales se alzaron repetidamente en defensa de la autonomía de las provincias, llevando —tras la llamada Anarquía del Año XX— a la división del país en provincias autónomas gobernadas generalmente por caudillos militares, mientras que el país —excepto un breve intervalo entre 1825 y 1827— careció de un gobierno nacional hasta 1852. Cada provincia asumió la plenitud del gobierno en el ámbito de su territorio.
La guerra de la independencia continuó hasta el año 1825, pero se luchó preferentemente en la frontera norte y en el Perú. Mientras tanto, la Provincia Oriental fue invadida por el reino de Portugal, de quien pasó al Imperio del Brasil. La consecuente guerra del Brasil culminó con la Convención Preliminar de Paz de 1828, que declaró independiente al territorio en disputa, con el nombre de Estado Oriental del Uruguay. Poco antes, en 1825, el Alto Perú formó la República de Bolivia y al año siguiente le fue agregada la ciudad de Tarija y su jurisdicción.
El territorio restante —que había logrado aumentar en algo su control territorial con algunas exitosas campañas militares contra los indígenas— comenzó a usar el nombre de «Argentina» de manera oficial a mediados de la década de 1820. La denominación oficial «Provincias Unidas del Río de la Plata» continúa considerándose, constitucionalmente, un nombre alternativo para el país, aunque ha caído en práctico desuso.
A principios de los años 1830, los federales lograron triunfar en todo el país, que adoptó el nombre de Confederación Argentina. Durante más de veinte años, el gobernador federal de Buenos Aires, Juan Manuel de Rosas, asumió en los hechos la máxima autoridad nacional, aunque en teoría solo era el depositario de la representación externa del conjunto de las provincias.
Durante la época de su hegemonía combatió y derrotó sucesivos levantamientos de los unitarios, un bloqueo del Río de la Plata por parte de Francia y luego otro bloqueo conjunto por parte de Gran Bretaña y Francia. También mantuvo conflictos bélicos contra la Confederación Perú-Boliviana y contra el llamado Gobierno de la Defensa de Montevideo, la capital uruguaya, debido a la injerencia de los dos partidos de ese país —blancos y colorados— en las guerras civiles argentinas.
Pese a la paz que fue capaz de imponer y el crecimiento económico —al menos de las provincias del Litoral—, los enemigos de Rosas reclamaban libertades individuales, políticas y de expresión, que eran férreamente anuladas por el gobernador porteño; el núcleo de sus reclamos era la sanción de una constitución política que organizara formalmente el Estado nacional y garantizara los derechos de los ciudadanos.

### Organización Nacional

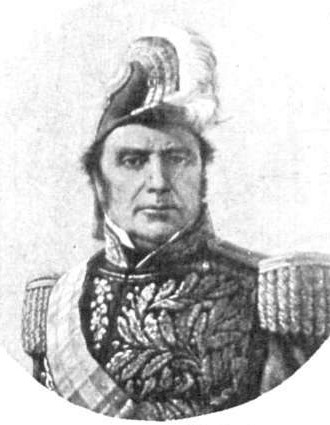
Justo José de Urquiza, caudillo federal de Entre Ríos, primer presidente de la Argentina después de la sanción de la Constitución.

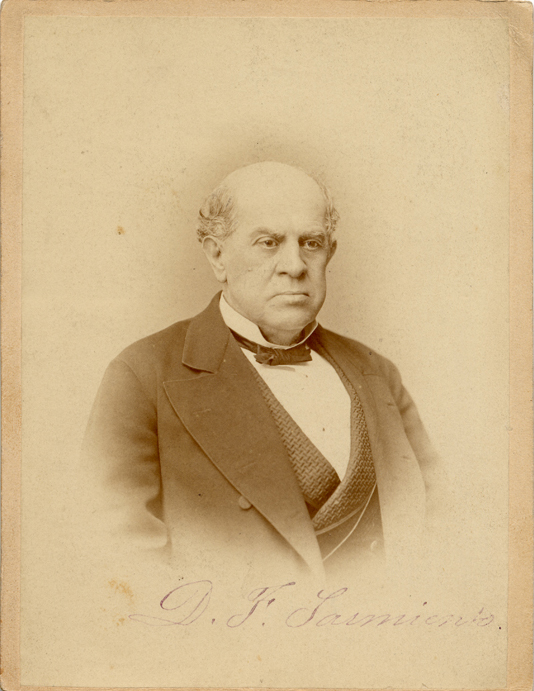
Domingo Faustino Sarmiento, presidente y destacado por su dedicación en la educación pública de la Argentina.

En 1852, Rosas fue derrotado en la batalla de Caseros por el Ejército Grande, una alianza entre las provincias de Entre Ríos y Corrientes, las tropas coloradas de Uruguay y otras de Brasil. La alianza fue encabezada por el federal antirrosista Justo José de Urquiza, gobernador de Entre Ríos, quien asumió la presidencia provisional.
Este período duró hasta la sanción de una Constitución en 1853, que con algunos cambios ha regido en el país hasta la actualidad. La misma adoptó un régimen federal, pero la provincia de Buenos Aires se separó de la Confederación Argentina, que debió establecer su capital en la ciudad de Paraná. En 1859, la Confederación derrotó a Buenos Aires en la batalla de Cepeda, forzándola a firmar el Pacto de San José de Flores, por el cual Buenos Aires se reincorporaba a la que desde entonces pasó a llamarse República Argentina. No obstante, la reunificación definitiva fue lograda bajo la dirección de Buenos Aires tras la batalla de Pavón (1861), durante la presidencia de Bartolomé Mitre.
En 1865, la Argentina se involucró nuevamente en una guerra civil en Uruguay, a lo cual el Paraguay respondió ocupando la ciudad de Corrientes. Tras firmar una Triple Alianza con el Brasil y Uruguay, la Argentina tomó parte en la guerra de la Triple Alianza contra el Paraguay, que duró cinco años y requirió la participación de diez mil soldados argentinos. El Paraguay resultó finalmente derrotado en 1870, quedando totalmente devastado y muerta una gran parte de su población masculina. Pese a su enorme costo económico y en vidas humanas y a que fue causa de la continuación de las guerras civiles en la Argentina, este país logró consolidar sus límites en el noreste, ya que se fijó la frontera en los ríos Pilcomayo, Paraguay y Paraná.
Durante las presidencias de Mitre y sobre todo de Sarmiento y Avellaneda, la Argentina se insertó en la economía mundial como un país agroexportador, sostenido por una amplia red ferroviaria y el avance del sistema educativo. Tras dos sangrientas revoluciones en 1874 y 1880, en este último año la ciudad de Buenos Aires fue federalizada y se estableció un equilibrio durable entre las provincias y la capital.

### Gobiernos conservadores y primeros gobiernos radicales

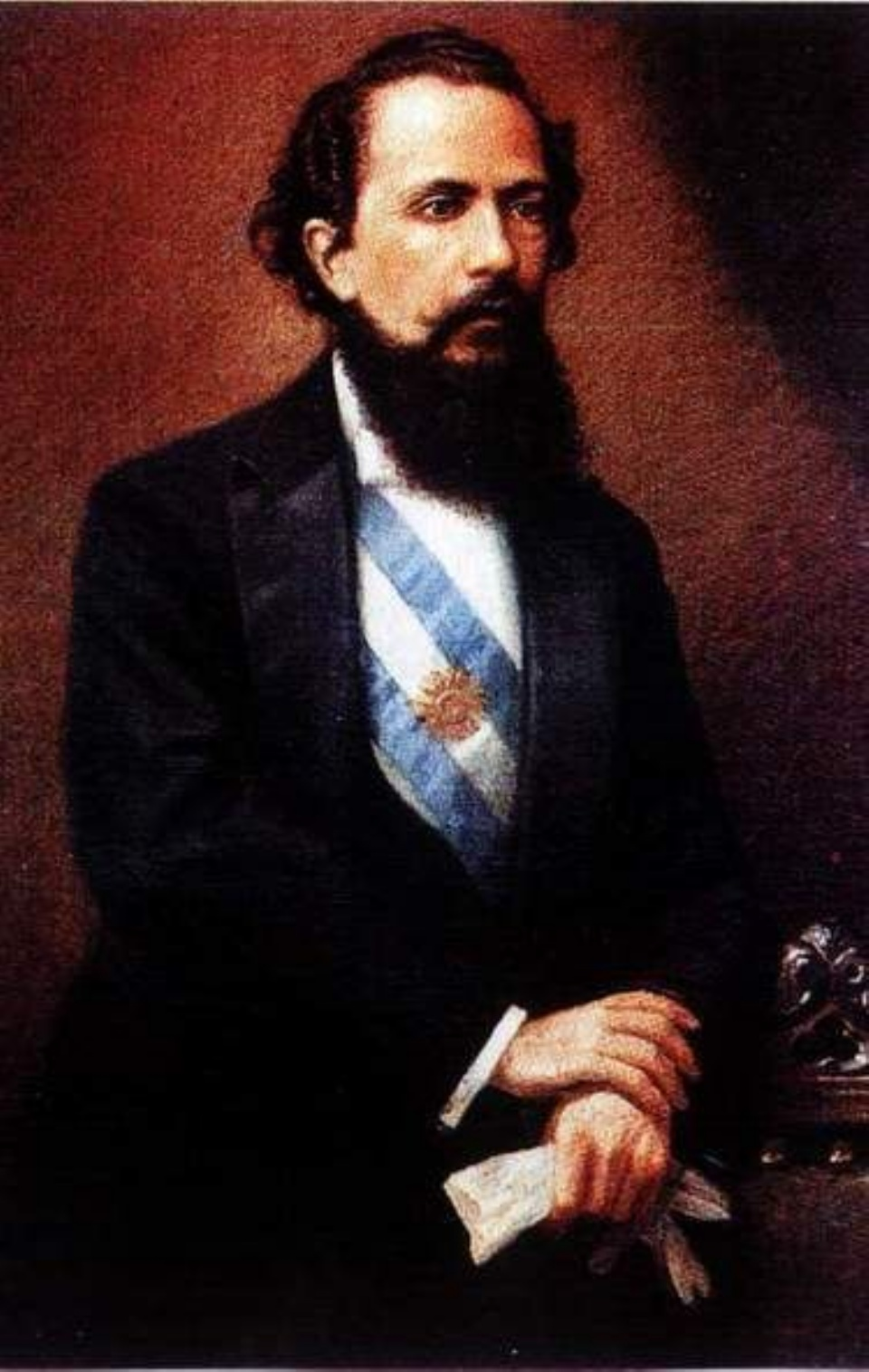
Avellaneda fue el tercer y último mandatario del período de las presidencias históricas argentinas. Gobernó entre 1874-1880.

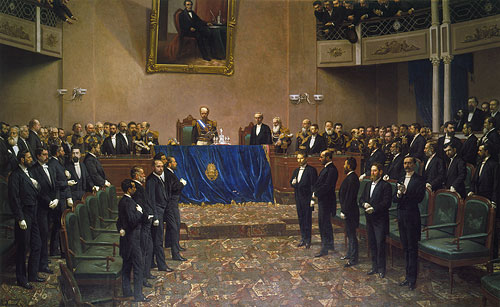
Cuadro de Juan M. Blanes reproduciendo la jura en 1898, del general Julio Argentino Roca —herido en la frente por un atentado— en el antiguo edificio del Congreso Nacional.

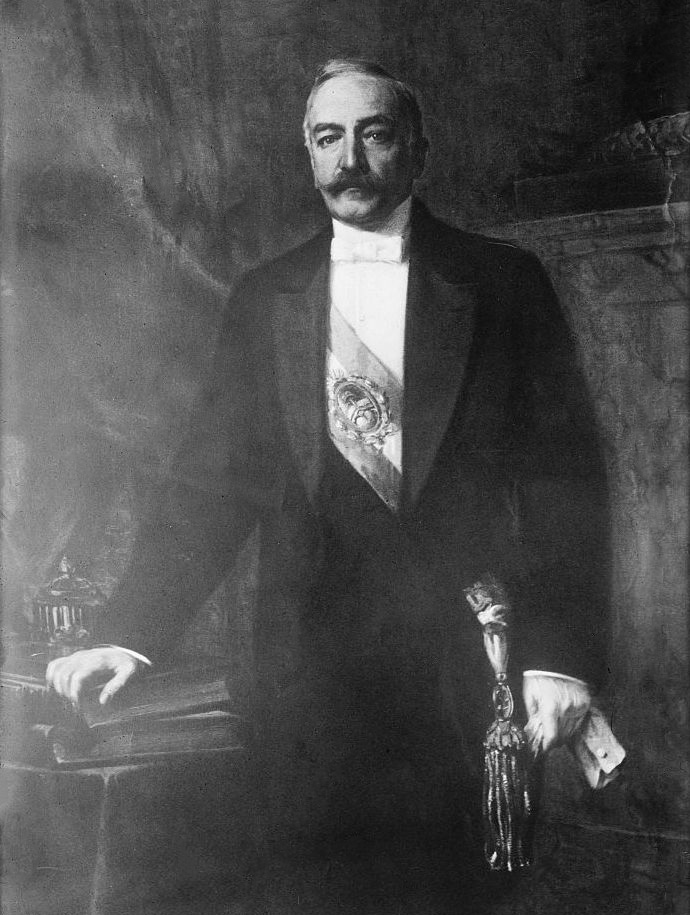
El presidente Roque Sáenz Peña logró que en 1912 fuera sancionada la ley de voto secreto y obligatorio o llamada Ley Sáenz Peña.

Entre 1878 y 1884 se produjeron las llamadas Conquista del Desierto y del Chaco, con el objeto de dar por término a los constantes enfrentamientos entre indígenas y criollos en la frontera y apropiarse de los territorios indígenas, triplicando el territorio argentino. La primera conquista, impulsada por Julio A. Roca, consistió en una serie de incursiones militares a los territorios pampeanos y patagónicos dominados por los pueblos originarios, repartiéndolos entre los miembros de la Sociedad Rural, financiadores de las expediciones. La conquista del Chaco duró hasta fines del siglo, dado que su incorporación plena al sistema económico nacional solo tuvo lugar cuando se reemplazó la mera extracción de maderas y tanino por la producción de algodón. El gobierno argentino consideró a los indígenas como seres inferiores, sin los mismos derechos que los criollos y europeos.
Entre 1880 y 1916, el Partido Autonomista Nacional (PAN) monopolizó el poder sobre la base de elecciones fraudulentas, propiciado por el sistema del voto cantado y durante 25 años, la figura excluyente fue el general Julio Argentino Roca. La llamada República Conservadora o República Oligárquica organizó un exitoso y moderno modelo agroexportador basado en la llamada división internacional del trabajo impuesta por el Imperio británico, orientado principalmente a la producción de carne y granos con destino al mercado británico. En el relato tradicional el país fue visto en esa época como «el granero del mundo».
Este modelo económico generó una concentración de la riqueza en pocas manos y la exclusión social de las clases trabajadoras y de las poblaciones asentadas fuera de la región pampeana. La economía alcanzó altos niveles de crecimiento que atrajeron una gran corriente inmigratoria principalmente constituida por millones de italianos y españoles y en menor medida de seguidos de europeos orientales y asiáticos occidentales. La población argentina, que representaba el 0.13 % de la población mundial en 1869, pasaría a representar el 0.55 % en 1930, proporción en la que, aproximadamente, se estabilizaría desde entonces.
La prosperidad de la economía impulsó el crecimiento de una considerable clase media, integrada mayoritariamente por inmigrantes o sus descendientes. Los inmigrantes europeos también introdujeron en el país ideas políticas nuevas como el socialismo y el anarquismo, así como participaron junto a la población local, especialmente la afroargentina, en la creación de organizaciones de ayuda mutua y sindicatos. Surgieron partidos políticos modernos como la Unión Cívica Radical (UCR) y el Partido Socialista (PS).
Después de más de dos décadas de conflictos políticos y sociales, fraudes electorales y graves actos de represión, en 1912 fue sancionada la Ley Sáenz Peña, que estableció el sufragio secreto, obligatorio y universal para votantes masculinos. En la primera elección presidencial con sufragio secreto, los conservadores fueron desplazados del poder por los radicales dirigidos por Hipólito Yrigoyen, que fue presidente entre 1916 y 1922, y entre 1928 y 1930. Durante su primer gobierno se inició el movimiento estudiantil conocido como la reforma universitaria, que se extendió por toda América Latina y se produjeron las masacres obreras de la Semana Trágica y la Patagonia rebelde. Entre ambos gobiernos de Yrigoyen fue elegido presidente el también radical Marcelo Torcuato de Alvear.

### Alternancia entre golpes de estado y regímenes democráticos

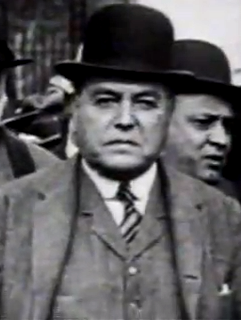
Hipólito Yrigoyen, primer presidente elegido por el voto universal y secreto de los varones (1916-1922 y 1928-1930). Su derrocamiento significó el comienzo de una serie de golpes de estado recurrentes entre 1930 y 1976.

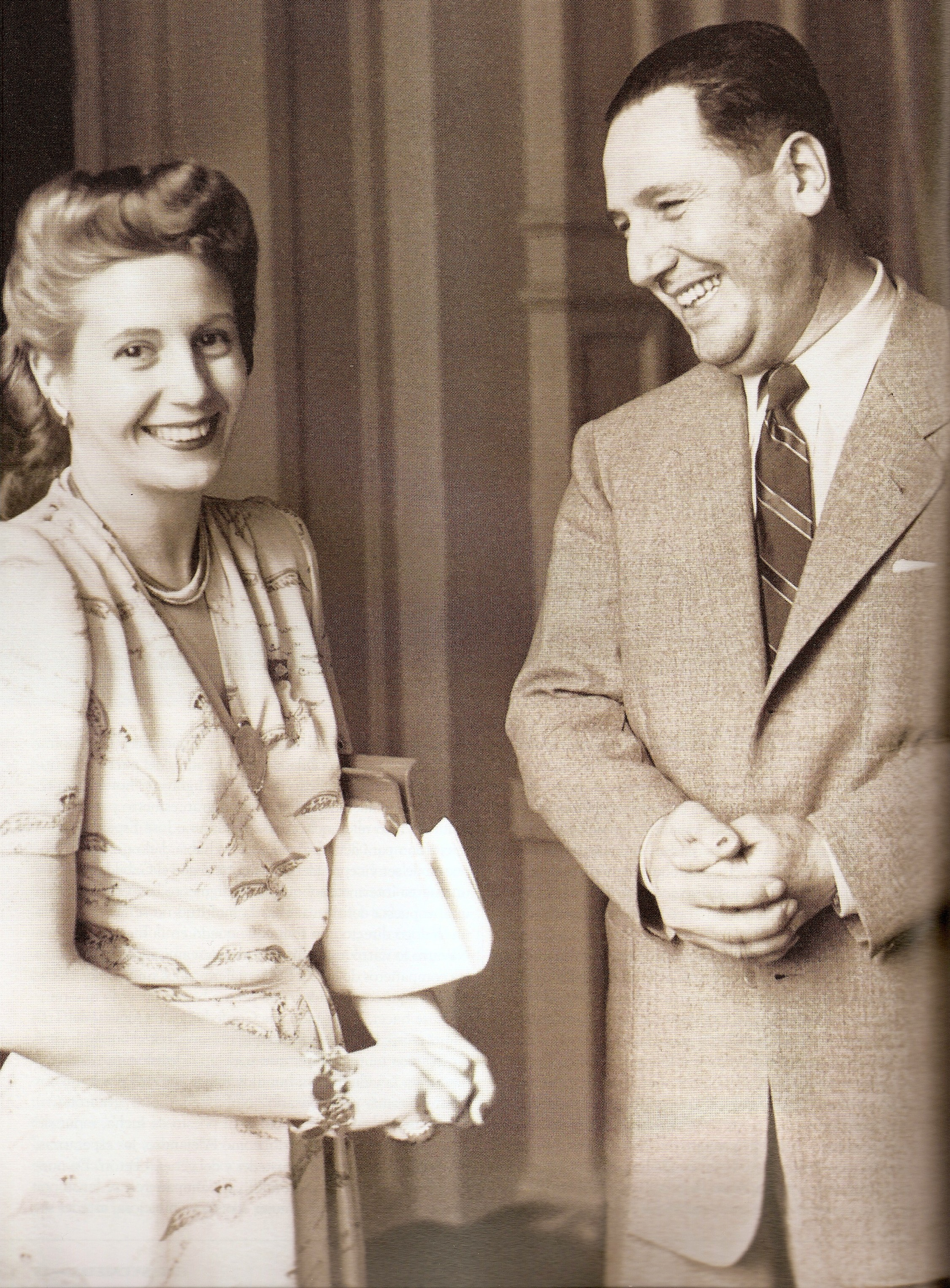
Juan Domingo Perón fue el primer presidente en ser elegido por el sufragio universal y secreto de hombres y mujeres al ser reelecto en 1951. Su esposa, Eva Perón, ejerció un papel clave en la imposición del voto femenino y fue precandidata a integrar la fórmula presidencial.

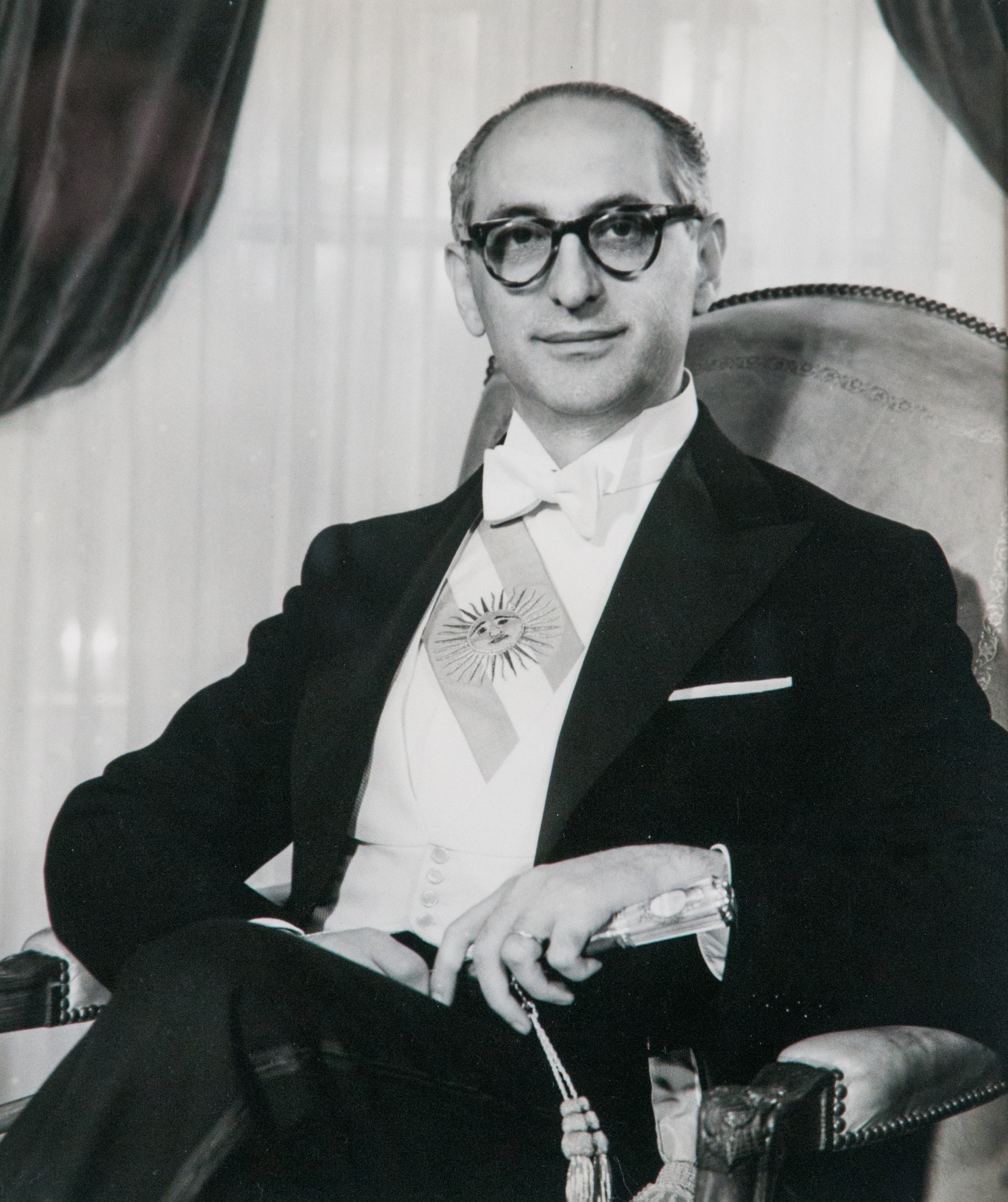
Arturo Frondizi (UCRI) fue elegido presidente en 1958 con el peronismo proscrito.

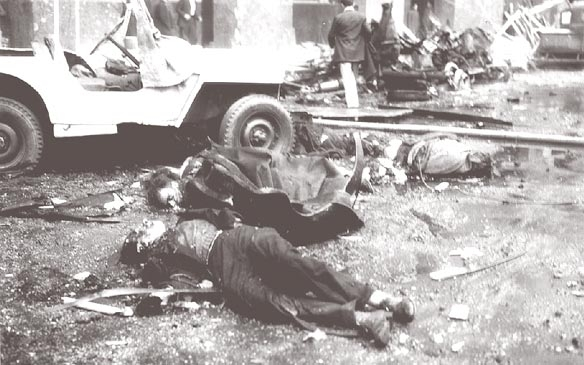
Víctimas del bombardeo de la plaza de Mayo de 1955.

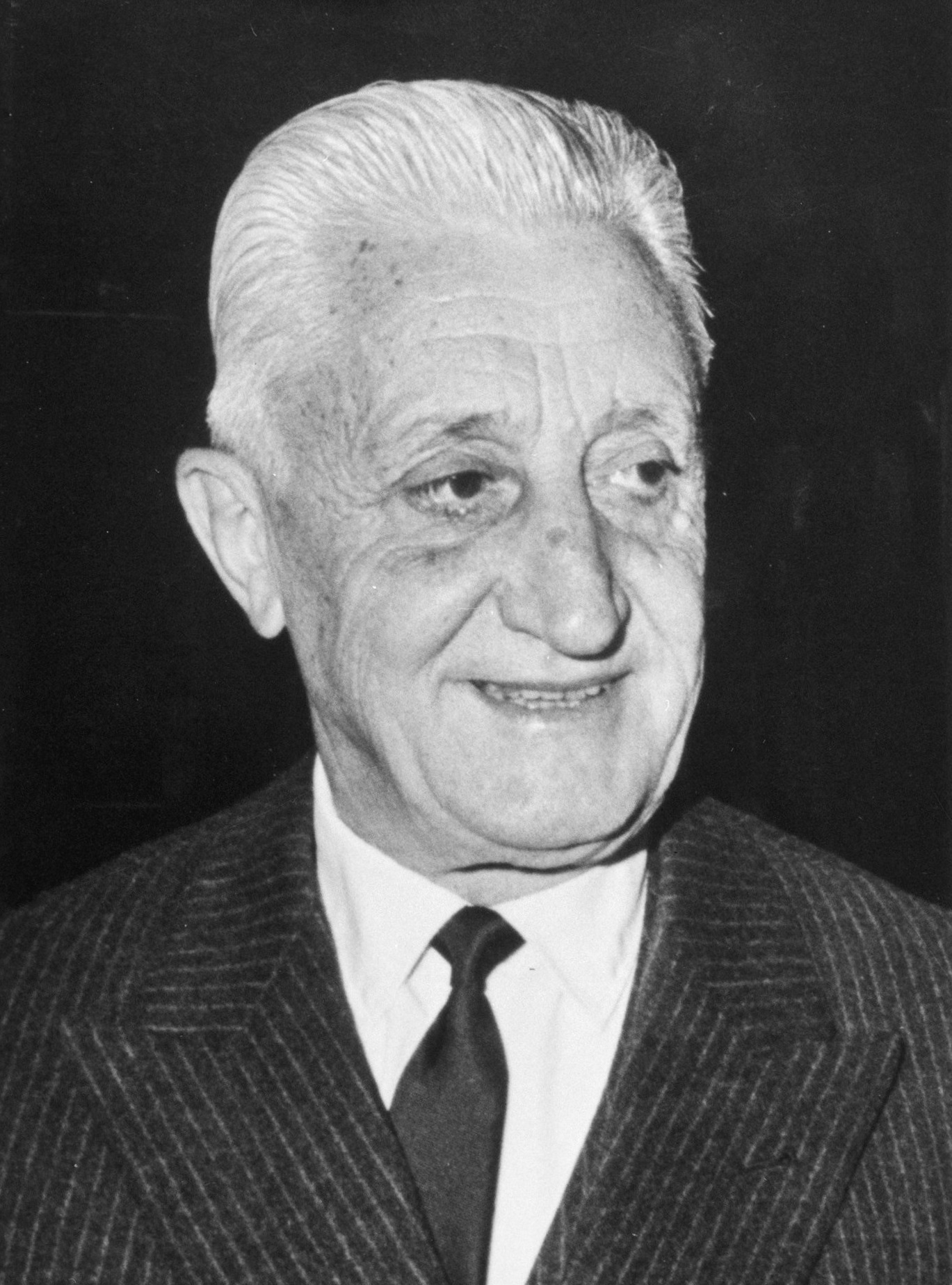
Arturo Illia (UCRP) fue elegido presidente en 1963 con el peronismo proscripto y el expresidente Frondizi aún detenido por los militares que lo derrocaron.

El 6 de septiembre de 1930 se produjo el primero de una serie de golpes de Estado en Argentina que llevó a un grupo cívico-militar a establecer una dictadura justificada por la Corte Suprema como «gobierno de facto», después de derrocar a Hipólito Yrigoyen. Este golpe de Estado inició una secuela de gobiernos fraudulentos conocidos como la Década Infame.
El modelo agroexportador argentino entró en crisis por el cierre de los mercados internacionales causado por la Crisis de 1929. El país impulsó un proceso de sustitución de importaciones que desarrolló un amplio sector industrial. La Década Infame fue derrocada por la Revolución del 43, un segundo golpe de Estado que instaló un gobierno militar en cuyo seno se produciría una alianza entre sindicatos y algunos militares que dieron origen al peronismo. A pesar de la presión de Estados Unidos desde que este país entró a la guerra a fines de 1941 cuando fue atacado por Japón, la Argentina se mantuvo neutral durante la mayor parte del resto de la II Guerra Mundial, uniéndose a los Aliados el 27 de marzo de 1945, durante el gobierno del general Edelmiro Farrell, poco antes de la terminación de la Guerra.
En 1946 fue elegido presidente Juan Domingo Perón con apoyo de los sindicatos organizados en el Partido Laborista. Perón, acompañado por su esposa Evita, encabezó un nuevo movimiento que puso el acento en la justicia social, la soberanía política y la independencia económica. Bajo su gobierno se estableció el sufragio femenino en 1947, la igualdad de hombres y mujeres en el derecho familiar, la igualdad de los hijos nacidos dentro o fuera del matrimonio, la gratuidad de la enseñanza universitaria, se erradicó el paludismo, etc.
A través de la Fundación Eva Perón, se desarrolló una ayuda social sin precedentes en el país, brindando apoyo económico a los sectores más vulnerables. También se nacionalizaron los ferrocarriles y el comercio exterior, y se generó un fuerte proceso de industrialización, promoviendo la industria pesada.
En 1951 Perón fue reelegido para un nuevo período presidencial con el 63,40 % de los votos en lo que constituyó la primera elección con sufragio universal de hombres y mujeres en la Argentina. En 1952 murió Evita. Casi 60 años después, sería declarada la Mujer del Bicentenario, como el símbolo del protagonismo de la mujer en la historia argentina.
El peronismo contó con una amplia adhesión de la población, pero también con un fuerte rechazo de los sectores opositores, polarizándose la sociedad argentina en peronistas y antiperonistas. Su política perjudicó a los intereses británicos, dominantes hasta entonces en la economía, que apoyaron a los opositores.
El inicio de un conflicto con la Iglesia católica debilitó la lealtad al gobierno de vastos sectores y unificó a la oposición.
El 16 de junio de 1955 una conjura cívico-militar, utilizando unos treinta aviones de la Armada y de la Fuerza Aérea, bombardearon y ametrallaron a la población de Buenos Aires en la plaza de Mayo y otros lugares. Este ataque produjo 308 víctimas oficialmente identificadas —entre ellas 111 activistas sindicales que incluyen a 23 mujeres—, un número de muertos que no pudieron ser individualizados debido a las mutilaciones y más de 700 heridos.
En septiembre Perón fue derrocado por un nuevo golpe autodenominado Revolución Libertadora, que proscribió al peronismo, muchos de cuyos partidarios fueron encarcelados o fusilados, lo que le valió al golpismo el mote de «Revolución Fusiladora». Perón se vio obligado a exiliarse hasta el final de la proscripción en 1973.
Durante la proscripción, el peronismo continuará teniendo influencia en la política y el sindicalismo —ámbito en el que ganó la mayoría de las elecciones—, negando legitimidad a las autoridades instaladas por medios no democráticos y desarrollando una actividad opositora conocida por la Resistencia peronista.
En 1958 fue elegido presidente Arturo Frondizi (UCRI) en elecciones con el peronismo proscripto pero después de realizar un pacto electoral con Perón, siendo derrocado por un nuevo golpe militar en 1962. El golpe esta vez tuvo la particularidad de que el poder fue asumido por el civil José María Guido, nombrado presidente por la Corte Suprema de Justicia ese mismo día tras el derrocamiento y arresto de Frondizi, alegando para su nombramiento un vacío de poder. A pesar de que formalmente Guido ejercía la presidencia, el verdadero poder material residía en la esfera militar. Durante su mandato se agudizaron los enfrentamientos entre dos facciones del Ejército Argentino, conocidas como Azules y Colorados, llegándose a enfrentamientos armados. La victoria del sector «azul» permitió al general Juan Carlos Onganía reunificar al Ejército.
Con el peronismo todavía proscripto y el expresidente Frondizi detenido, en 1963 fue elegido como mandatario Arturo Umberto Illia (UCRP), quien también sería depuesto por un golpe militar en 1966, que llevaría al gobierno a Onganía.
Su dictadura, la primera de las tres que conformaron la autodenominada Revolución Argentina (1966-1973), fue también la primera dictadura permanente instalada en el marco de los regímenes militares que se multiplicaron en América Latina con apoyo activo de Estados Unidos a través de la Escuela de las Américas y la doctrina de la seguridad nacional en el marco global de la Guerra Fría. La abolición de la actividad política y el terrorismo de Estado, provocó un estado insurreccional de la población que se manifestó en la aparición de varias organizaciones guerrilleras —como Montoneros, las FAR y el ERP— y gran cantidad de puebladas insurreccionales, como el Cordobazo, el Rosariazo y el Tucumanazo, entre otras. Acorralada por la insurrección popular, la dictadura organizó una salida electoral con participación del peronismo —aunque impidiendo la candidatura de Perón—.
En 1973 el peronismo fue legalizado y triunfó en las elecciones presidenciales, dando inicio a lo que ha dado en llamarse el tercer peronismo. Tras la renuncia del presidente Héctor José Cámpora, ese mismo año, Juan Domingo Perón fue elegido presidente por tercera vez, precipitando así su muerte nueve meses después. Lo sucedió su vicepresidenta y esposa, María Estela Martínez de Perón. Este período se caracterizó por un acelerado deterioro de la situación interna, producto de la crisis del petróleo de 1973 y la generalizada violencia política, incluyendo la organización desde el gobierno de una fuerza parapolicial llamada la Alianza Anticomunista Argentina (Triple A) que junto a las fuerzas policiales y militares, asesinaron a cientos de opositores desde 1973 —varios de ellos «detenidos desaparecidos»—, así como la instalación de centros clandestinos de detención en el marco de la represión ordenada por los llamados decretos de aniquilamiento.
El 24 de marzo de 1976 se produjo un nuevo golpe militar que instaló una nueva dictadura permanente autodenominada Proceso de Reorganización Nacional, que duraría casi ocho años y que estaría internacionalmente coordinada con las demás dictaduras sudamericanas mediante el Plan Cóndor, bajo el amparo de Estados Unidos. Durante la misma se implantó un régimen de terrorismo de Estado que llevó a cabo un plan sistemático de secuestro, tortura y eliminación de opositores, calificado por la justicia de genocidio, causando miles desaparecidos y cientos de niños que sufrieron la supresión de su identidad.

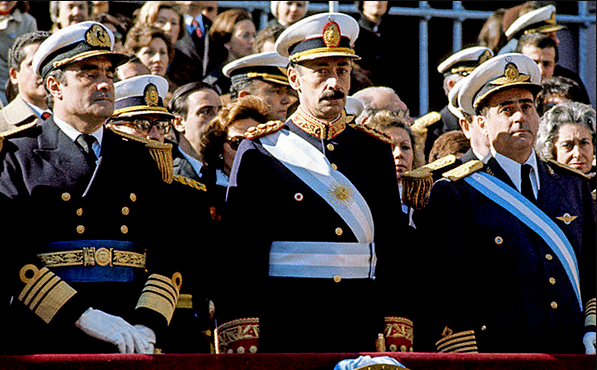
La primera junta militar, de izquierda a derecha: Emilio Massera, Jorge Videla y Orlando Agosti. Condenados a prisión perpetua en 1985 por crímenes de lesa humanidad.

Como respuesta se formaron organizaciones de derechos humanos, como las Madres de Plaza de Mayo y las Abuelas de Plaza de Mayo, que desempeñarán un rol crucial en el «juicio y castigo a los culpables» y en la recuperación de los bebés secuestrados cuya identidad había sido suprimida. También el movimiento sindical opuso una fuerte resistencia, llegando a declarar varias huelgas generales, a pesar de las desapariciones que lo afectaron masivamente, la disolución de la CGT y la intervención de los sindicatos.
La dictadura contó con apoyo activo de los principales grupos empresariales, ocupando funciones claves del gobierno, así como del Fondo Monetario Internacional, las empresas multinacionales, los principales medios de prensa, junto a periodistas y comunicadores destacados. El plan económico siguió los lineamientos de la Escuela de Chicago —frecuentemente identificada con el neoliberalismo—. Un sector importante de la población apoyó la dictadura, en tanto que otro sector la resistió mediante la acción guerrillera, la creación de organizaciones de derechos humanos como las Madres de Plaza de Mayo, o la acción sindical y las huelgas.
La deuda externa, que condicionará a los gobiernos democráticos a partir de 1983, pasó de 7700 millones en 1976 a 45 000 millones de dólares en 1983, en muchos casos fruto de operaciones delictivas en beneficio de los grupos económicos y las empresas multinacionales. En 1978, se produjo una grave crisis con Chile por los límites en la zona del canal Beagle, que llevó a ambos países al borde de la guerra. En 1982 se desarrolló la guerra de las Malvinas con el Reino Unido; la derrota argentina fue uno de los factores que llevaron al colapso del régimen militar y al llamado a elecciones generales para el año siguiente.

### Recuperación de la democracia
La historia de la Argentina entre 1983 y 2003 estuvo marcada por la recuperación de la democracia el año en que se inicia el período, el enjuiciamiento a los culpables de violaciones a los derechos humanos durante la dictadura anterior —rasgo que distingue la democracia argentina de las demás democracias recuperadas en Sudamérica—, la crisis de la deuda externa, el inicio de la globalización, las reformas neoliberales y la severa recesión económica iniciada en 1998 que terminó con la crisis generalizada de 2001/2002, durante la cual fueron asesinados decenas de opositores, incluyendo las masacres de Plaza de Mayo del 20 de diciembre de 2001 y de Avellaneda. El período abarca la primera vez en la historia argentina de dos décadas continuadas bajo régimen democrático y la primera vez en que presidentes democráticos entregan el poder a sucesores de otro partido político elegidos democráticamente.
El gobierno democrático fue restablecido el 10 de diciembre de 1983. El nuevo presidente fue Raúl Alfonsín, de la Unión Cívica Radical, quien dispuso investigar los crímenes de lesa humanidad de la dictadura creando la Conadep, ente que produjo un decisivo informe titulado Nunca más. Nueve de los diez miembros de las tres primeras juntas militares fueron enjuiciados y algunos de sus miembros condenados, aunque también bajo su mandato y por presión militar comenzaron a sancionarse las leyes de impunidad. En 1984 se puso fin a la disputa limítrofe con Chile sobre el canal de Beagle. En 1985 acordó con el nuevo presidente democrático de Brasil José Sarney, iniciar el proceso de integración regional que se concretaría en 1991 con el nombre de Mercosur.
Después de las elecciones presidenciales de 1989 y afectada la gobernabilidad del país por un proceso hiperinflacionario, Alfonsín se vio obligado a dejar la Presidencia y entregar el mando con seis meses de anticipación. Asumió Carlos Menem del Partido Justicialista. Con un fuerte protagonismo del ministro Domingo Cavallo detuvo la inflación mediante un régimen de convertibilidad y llevó adelante un amplio proceso de privatizaciones, desregulación, apertura de la economía y endeudamiento externo, en consonancia con el Consenso de Washington de 1989 y apoyo del FMI. Socialmente apareció la desocupación masiva y la criminalidad se elevó bruscamente, convirtiéndose ambos en problemas centrales de la agenda política. En 1991 la Argentina entró en guerra contra Irak sin autorización del Congreso Nacional, dentro de la coalición liderada por Estados Unidos. En 1992 y 1994 sufrió dos grandes atentados terroristas, contra la embajada de Israel y contra la AMIA, con 23 y 85 muertos respectivamente, sin que se descubrieran los culpables, en investigaciones con muchas irregularidades. Se resolvió la disputa limítrofe con Chile por 481 km² ubicados en la zona del Lago del Desierto. En 1994 un pacto entre Alfonsín y Menem permitió la reforma de la Constitución y al año siguiente Ménem fue reelecto. Una operación de tráfico de armas a Ecuador y Croacia causó la voladura de la fábrica de armamentos de Río Tercero, dañando la ciudad, causando siete muertos y afectando seriamente las relaciones con el Perú. Los conflictos sociales y las huelgas aumentaron, estallando puebladas y cortes de ruta que dieron origen al movimiento piquetero. En 1998 comenzó un período de recesión que duró cuatro años y desembocó en la peor crisis de la historia argentina.

### Kirchnerismo y macrismo
La historia de la Argentina entre 2003 y 2023 se ha caracterizado por la elección en cuatro oportunidades del peronismo-kirchnerismo (2003, 2007, 2011 y 2019) y una vez del macrismo-radicalismo (2015). Sobre el final del período sucedió la pandemia mundial por COVID-19 (2020/2021), cerrando con las elecciones presidenciales de 2023, en las que ganó un candidato liberal-libertario anarco-capitalista, por primera vez en la historia mundial.
El período se inició con la recuperación de la gran crisis de diciembre del 2001, causada por el estallido social debido a la convertibilidad económica entre el Peso Argentino y dólar estadounidense, dando paso al default de su deuda externa, generando así una enorme conmoción social, que puso a más de la mitad de la población bajo la línea de pobreza, con casi un tercio de desempleo y salarios licuados por la inflación. 
En las elecciones presidenciales de 2003, Néstor Kirchner venció al menemismo representado por el propio Carlos Menem, cuando este último renunció a presentarse al balotaje. Durante este período el Congreso inició el procedimiento de juicio político contra cinco miembros de la Corte Suprema, motivando la renuncia de tres y la remoción de otros dos. Se anularon las leyes de impunidad, y se reabrieron los juicios por crímenes de lesa humanidad durante la dictadura, en los que cientos de represores fueron condenados a prisión.
Durante su segundo mandato se aprobó la reestatización del 51 % de las acciones de la petrolera YPF, se extendió la jubilación para amas de casa y trabajadores precarizados, se aprobó las leyes de Servicios de Comunicación Audiovisual, se sancionó la Ley de Identidad de Género, se entregó millones de computadoras portátiles a niños, niñas y adolescentes de las escuelas públicas en todo el país a través del programa estatal Conectar Igualdad, se aprobó un nuevo Código Civil y Comercial y se impulsó el desarrollo del sector industrial, destacándose la puesta en órbita el 16 de octubre de 2014 del satélite ARSAT-1, un satélite de comunicación geoestacionario por parte de la empresa estatal ARSAT, habiendo sido construido por la empresa argentina INVAP. Posteriormente, el 30 de septiembre de 2015, se lanzó el ARSAT-2, el cual al igual que el anterior fueron puestos en órbita desde la Guyana Francesa. Con el desarrollo y puesta en órbita de estos satélites, Argentina pasó a formar parte del selecto grupo de países de la industria espacial global. Asimismo, estaba previsto dentro del Plan Nacional Espacial, el lanzamiento del satélite ARSAT-3, pero dicho desarrollo quedó en suspenso debido al cambio de administración política producida por el triunfo del macrismo en las elecciones del año 2015. 
Durante los dos períodos de Cristina Fernández de Kirchner, a la par de que se redujo sustancialmente la pobreza, desocupación y el trabajo no registrado, se duplicó en buena medida la clase media argentina; y también tuvo una fuerte confrontación jurídico-mediática entre el gobierno y el mayor conglomerado de medios de comunicación del país, el Grupo Clarín.
En 2012 comenzó un período de dificultades económicas y deterioro de los indicadores sociales en el marco de la Gran Recesión mundial del año 2008, y especialmente la crisis económica en Brasil del 2014, con una inflación cercana al 30 %; aunque los datos oficiales indicaron tasas menores. Debido a la coyuntura mundial y regional, el Gobierno Argentino tomó medidas como el establecimiento de regulaciones para la compra de dólares, el aumento del gasto público, y diversos tipos de subsidios tanto a la industria como a los servicios públicos. Durante sus dos períodos el PBI creció de 329 000 millones de dólares a 548 000 millones de dólares en el 2014.
En las elecciones presidenciales de 2015, el macrismo venció al peronismo-kirchnerismo por balotaje. Fue elegido presidente el político, ingeniero, ex-dirigente futbolístico y empresario Mauricio Macri (quien fue también presidente del Club Atlético Boca Juniors entre 1995 y 2007, Jefe de Gobierno de la Ciudad Autónoma de Buenos Aires de 2007 a 2015), por parte de Propuesta Republicana (PRO) con la alianza electoral Cambiemos, primero perdiendo con el 34 % en primera vuelta pero ganando con el 51 % de los votos en segunda vuelta; contra el candidato peronista-kirchnerista, Daniel Scioli, que obtuvo el 48 % en primera vuelta, y 37 % en segunda vuelta.
Su presidencia inició una etapa de cambio completo de la orientación que habían tenido hasta ese momento las políticas de los gobiernos kirchneristas, porque no solo aplicó una serie de medidas como la desregulación del mercado financiero para la libre adquisición de moneda extranjera sino también rebajas a las retenciones a las exportaciones de la soja y otros cereales, así como a las exportaciones mineras; lo que condujo a un leve ascenso del PBI y la inflación; así como la actividad productiva del país y el aumento de la deuda externa. 
A comienzos de enero del 2016, la Ley de Servicios de Comunicación Audiovisual fue modificada por Decreto de necesidad y urgencia de Mauricio Macri, flexibilizando sus normas antimonopólicas y beneficiando a los principales medios masivos de comunicación del país afines al gobierno.
En marzo del mismo año ocurrió el Tarifazo del 2016, en donde el ministro de transportes Guillermo Dietrich anunció el aumento de las tarifas de agua, energía eléctrica, combustibles y transporte público previo a los festejos del Bicentenario de la Independencia Argentina, siendo así el mayor aumento de las tarifas de la historia reciente, generando una amplia indignación en la población argentina. 
En 2017, la presidencia de Mauricio Macri impulsó una reforma del sistema de jubilaciones y pensiones conocida como la Reforma Previsional, siendo aprobada por el Congreso de la Nación Argentina el 19 de diciembre de ese mismo año. Esta reforma alcanzó a adultos mayores jubilados; pensionados, beneficiarios de las asignaciones sociales y familiares; de la Asignación Universal por Hijo, e inclusive a los veteranos de la guerra de las Malvinas. 
Según sus proponentes, los objetivos de esta reforma fueron «aumentar la sustentabilidad del sistema jubilatorio y facilitar la reducción del déficit fiscal y la inflación», pero en contrapartida recortó las jubilaciones del 3 al 8 %, así como el presupuesto a la seguridad social por unos 72 000 millones de pesos (aproximadamente 4100 millones de dólares). Esto desencadenó masivas protestas y movilizaciones con cacerolazos en rechazo a la nueva fórmula en todo el país, pero fueron reprimidos por Gendarmería Nacional, bajo órdenes de la ministra de Seguridad, Patricia Bullrich. En 2018 los montos de las jubilaciones y pensiones perdieron 19.2 % de poder adquisitvo, los haberes subían un 28.4 %, y el índice de precios al consumidor aumentó un 47.6 %.
El gobierno de Mauricio Macri decidió pagar a los especulativos fondos buitre, que estaban en litigio con la Argentina, por cifras mucho mayores a las demandadas por los mismos; Un primer pago fue de 9300 millones de dólares, cuestionado en la Justicia, diendo lugar a una «tercera generación», una nueva tanda de demandantes con bonos que no ingresaron a los canjes de deuda previos.
En las elecciones presidenciales de 2019, Mauricio Macri buscó la reelección, pero fue vencido por el candidato peronista Alberto Fernández, acompañado por Cristina Fernández de Kirchner como candidata a vicepresidenta, en donde obtuvieron el 48 % de los votos en primera vuelta. En sus primeros dos años de gobierno, el presidente Fernández debió enfrentar la pandemia de covid-19. 
El 10 de diciembre de 2023 asumió el presidente electo Javier Milei como presidente de Argentina en el Palacio del Congreso de la Nación Argentina, donde recibió la banda y bastón del expresidente Alberto Fernández.

## Gobierno y política
El Gobierno de Argentina es una democracia representativa, republicana y federal, regulado por la Constitución vigente. La Argentina se formó por la unión federativa de las provincias que surgieron después de la disolución del Virreinato del Río de la Plata, y por la incorporación de las que se fueron constituyendo a partir de los territorios nacionales establecidos a raíz de la conquista de amplios territorios indígenas. Desde el propio gobierno esta entidad gubernamental ejecutiva es comúnmente referida como Presidencia de la Nación.
Debido al carácter federal de su organización política, la Argentina posee dos estructuras paralelas de gobierno: por un lado la estructura nacional, con sus tres poderes; y por otro lado las 23 estructuras provinciales —que preexisten a la Nación— más la de la Ciudad Autónoma de Buenos Aires, que tienen autonomía y son gobernadas por tres poderes en cada caso.

### Poder Ejecutivo
El Poder Ejecutivo Nacional (PEN) de Argentina es el órgano ejecutivo del Estado central de este país. Se trata de un órgano unipersonal y piramidal que se encuentra en cabeza del presidente de la Nación Argentina, funcionario que es la máxima autoridad del país, que oficia tanto como jefe de Estado y jefe de Gobierno y que debe ser elegido cada cuatro años por sufragio directo, secreto, universal y obligatorio, en doble vuelta junto con el candidato a vicepresidente. La reforma constitucional de 1994 introdujo el mecanismo de segunda vuelta electoral, que se realiza entre las dos opciones más votadas si en la primera ninguna hubiera obtenido más del 45 % de los votos válidos o, si habiendo obtenido la opción más votada entre el 40 % y el 45 %, existiera una diferencia con la segunda opción menor al 10 %.
El presidente y el vicepresidente duran cuatro años en sus mandatos y pueden ser reelegidos inmediatamente por un mandato más. El gabinete de ministros del presidente de la Nación es dirigido por el jefe de Gabinete de Ministros, quien se encuentra a cargo de la administración del país y es responsable ante el Congreso. A partir del 10 de diciembre de 2023 el titular del PEN es Javier Milei del partido Partido Libertario con mandato hasta el 10 de diciembre de 2027. Es el décimo presidente desde la recuperación del orden constitucional en 1983.
Al PEN le corresponde la jefatura del Estado y la representación internacional del país, el comando en jefe de las Fuerzas Armadas argentinas y la conducción de la Administración Pública Nacional, entre sus principales funciones. De él dependen la Jefatura de Gabinete de Ministros, así como los ministros y secretarios asimilados. Es el ámbito estatal en Argentina que tiene el mayor presupuesto y la mayor cantidad de funcionarios y empleados.
El PEN también tiene funciones colegislativas y tareas comunitarias como la promulgación de las leyes y la facultad de vetarlas, y de común acuerdo con la Cámara de Senadores de la Nación, nombra a los jueces.

### Poder Legislativo
El Congreso de la Nación Argentina es el órgano que ejerce el poder legislativo federal de la República Argentina. Se encarga de la formación y sanción de las leyes federales. Además, tiene a su cargo la sanción de los códigos legales civil, penal, comercial, laboral y de minería, entre otros destinados a organizar la legislación común de fondo.
El Congreso de la Nación Argentina se conforma por una asamblea bicameral con 329 miembros, dividido en el Senado (72 escaños), presidido por el Vicepresidente de la Nación y la Cámara de Diputados (257 escaños) cuyo presidente es elegido por mayoría simple.
El Congreso de la Nación Argentina sesiona entre el 1 de marzo y el 30 de noviembre de cada año, aunque el Presidente de la Nación Argentina puede convocar sesiones extraordinarias o prorrogar su extensión. En el primer caso es el presidente quien determina los temas a tratar, mientras que en el segundo el Congreso de la Nación Argentina tiene libre iniciativa. Según la interpretación de las Cámaras, esta prórroga de sesiones también puede ser ordenada por el Congreso.
Su sede se encuentra en el Palacio del Congreso de la Nación Argentina en la Ciudad Autónoma de Buenos Aires, en la Plaza del Congreso que se encuentra en un extremo occidental de la Avenida de Mayo, la cual lo conecta directamente con la Plaza de Mayo, donde se encuentra la Casa Rosada, sede del Poder Ejecutivo nacional.
La Cámara de Diputados de la Nación Argentina se compone por una cantidad variable de representantes en función de la población que posee el distrito (cada una de las provincias y la Ciudad Autónoma de Buenos Aires), pero dicha cantidad nunca puede ser menor a tres, se eligen mediante el sistema de representación proporcional (sistema D'Hondt), duran cuatro años en su mandato y se renuevan por mitades cada dos años (cada distrito elige cada dos años aproximadamente la mitad de los diputados que le corresponden) pudiendo ser reelegidos indefinidamente. Son electos tomando como distrito único cada provincia y la Ciudad Autónoma de Buenos Aires, donde se vota, por una lista de todos los candidatos de cada partido político o alianza electoral, a los puestos que cada distrito ponga en disputa en esa elección. Por la Ley de paridad de género, establece que las listas de candidatos al Congreso de la Nación Argentina deben estar compuestas en un 50% por mujeres y el otro 50% por hombres. Esta ley acentuó la participación de las mujeres en la política, vigorosa en Argentina desde la sanción de la Ley de cupo Femenino, de modo que la República Argentina es el país sudamericano con mayor cantidad de mujeres en el Poder Legislativo y estando, a su vez, entre los primeros diez a nivel mundial.
El Senado de la Nación Argentina reúne a los representantes de las provincias y la Ciudad Autónoma de Buenos Aires. Le corresponde a cada una dos senadores por la mayoría y uno por la minoría, para un total de 72 Senadores. Estos son elegidos por voto directo de los habitantes de cada distrito, mediante el sistema de lista incompleta, correspondiendo dos a la lista que mayor cantidad de votos obtenga y uno a la que le sigue. Su mandato dura seis años y se renueva por tercios cada dos años, correspondiendo realizar las elecciones de renovación por distrito alternados, pudiendo ser reelegidos indefinidamente.

### Poder Judicial
Poder Judicial de la Nación (PJN) es uno de los tres poderes que conforman la República Argentina y es ejercido por la Corte Suprema de Justicia (CSJN) y por los demás tribunales inferiores que establece el Congreso en el territorio de la Nación. 
Está regulado en la sección tercera de la segunda parte de la Constitución de la Nación Argentina. La corte suprema la integran cinco jueces abogados nombrados por el Presidente de la Nación con acuerdo del Senado, que requiere para ello una mayoría de dos tercios.

### Ministerio Público
El Ministerio Público de Argentina es un organismo constitucional independiente y con autonomía funcional y financiera, con la función de promover la actuación de la justicia. El Ministerio Público es considerado por parte de la doctrina como un cuarto poder, en tanto que otra parte sostiene que se trata de un órgano extra poder.
Se trata de un organismo bicéfalo, integrado por el Ministerio Público Fiscal, dirigido por el procurador general de la Nación y encargado de la acción de los fiscales, y el Ministerio Público de Defensa dirigido por el defensor general de la Nación y encargado de la acción de los defensores oficiales o públicos. El Defensor del Pueblo no forma parte de este organismo, sino que constituye un órgano independiente en el ámbito del Congreso de la Nación, con autonomía funcional.

### Gobiernos provinciales
Debido al sistema federal adoptado por la Constitución, las provincias son autónomas y mantienen todo el poder no delegado explícitamente al gobierno federal.
Todas las provincias cuentan con una constitución republicana y representativa que organiza sus propios poderes, ejecutivo, legislativo y judicial, y regula el régimen de autonomía municipal. Las provincias pueden sancionar leyes sobre cuestiones no federales, pero las principales leyes comunes (civiles, comerciales, penales, laborales, de seguridad social y de minería) están reservadas al Congreso Nacional (Constitución Nacional, artículo 75, inciso 12).
En todas las provincias, el poder ejecutivo está a cargo de un gobernador que dura en sus funciones cuatro años y que, en general, puede ser reelegido. El poder legislativo en algunas provincias está ejercido por una legislatura unicameral y en otras por una legislatura bicameral. Todas las provincias cuentan con un poder judicial con su correspondiente Corte Superior provincial y tribunales encargados de resolver los conflictos regidos por la ley común (civil, penal, comercial, laboral, administrativo local).
La Ciudad Autónoma de Buenos Aires tiene un régimen especial de autonomía, de tal forma que sin llevar el título de «provincia», funciona igual a una provincia, similar a lo que pasa en México con la Ciudad de México, que siendo una ciudad tiene plenamente el rango de «Estado». Desde 1996 la ciudad de Buenos Aires tiene una Constitución propia de rango provincial y elige a su propio gobernador, el cual lleva el título de «Jefe de Gobierno». Desde 2005, Buenos Aires está dividida en comunas y desde 2011 se eligen la mesa o junta comunal que rige en cada comuna. Una ley sancionada en 1880 la confirmó como capital de la República y la federalizó, separándola de la provincia de Buenos Aires. Su organización política cuenta también con una Constitución republicana que establece un gobierno dividido en tres poderes (ejecutivo, legislativo y judicial) y un régimen de descentralización en comunas. Las restricciones en materia de autonomía han influido para que hasta 2006 careciera de policía propia y un sistema judicial para resolver conflictos motivados en la aplicación de las leyes comunes. El titular del poder ejecutivo lleva el título de jefe de Gobierno de la Ciudad de Buenos Aires. A 2020, dieciséis de las veinticuatro jurisdicciones de primer orden tienen Legislaturas unicamerales, en tanto todos los concejos deliberantes a lo largo de todo el país también son de cámara única.
La Constitución Nacional pide a cada provincia la organización de un régimen municipal y reconoce a los municipios su autonomía.

### Relaciones exteriores
Las relaciones exteriores de Argentina son las relaciones que tiene dicho país con los demás países del exterior, tanto en el campo político, como en los campos económico, comercial, militar, jurídico, cultural, geopolítico y geoestratégico. Desde sus inicios, la Argentina ha sido un actor primordial en Sudamérica y ha jugado un rol importante en el escenario político global, aunque su orientación y alianzas han variado mucho a lo largo del tiempo y de los diferentes gobiernos. Aun así, la Argentina se ha caracterizado, en general, y con algunas excepciones, por un mayor nivel de autonomía respecto de las grandes potencias, y una política exterior más soberana, en comparación con otros países latinoamericanos, debido a su mayor nivel de desarrollo, a la percepción de tener un rol importante que jugar en el mundo, y al mayor peso que han tenido a lo largo de su historia ideologías, intelectuales y corrientes antiimperialistas. En ese sentido, su política exterior es comparable a la de otras potencias intermedias.
Las relaciones exteriores de Argentina son gestionadas por el Ministerio de Relaciones Exteriores, Comercio Internacional y Culto de la República Argentina. Actualmente, el Canciller es Gerardo Werthein.
Participó en cada fase de la operación de Haití y también ha contribuido en operaciones pacificadoras en diversas zonas del mundo. En reconocimiento a sus contribuciones a la seguridad internacional y a la pacificación, el presidente estadounidense Bill Clinton designó a la Argentina como aliado importante extra-OTAN en enero de 1998.
La Argentina mantiene una disputa de soberanía sobre las islas Malvinas, Sandwich del Sur, Aurora y Georgias del Sur, administradas por el Reino Unido, junto con sus espacios marítimos circundantes. Asimismo, reclama casi 1 millón de kilómetros cuadrados en la Antártida que no son reconocidos por otro país.

### Defensa y seguridad

#### Fuerzas Armadas
Las Fuerzas Armadas Argentinas constituyen el instrumento militar para la defensa nacional de la Argentina. Las Fuerzas Armadas son exclusivamente el Ejército, la Armada y la Fuerza Aérea. Además de la defensa nacional, participan con apoyo a la comunidad en situaciones de emergencia, el despliegue de tropas en operaciones de mantenimiento de la paz bajo mandato de ONU y el apoyo logístico y de transporte a la presencia argentina en la Antártida.
El presidente de la Nación es el comandante en jefe de las Fuerzas Armadas y le compete la conducción del instrumento militar, conforme a las atribuciones conferidas por el Artículo 99 de la Constitución Argentina.
Desde 2006 el accionar de la defensa se hallaba restringido a agresiones externas por fuerzas armadas de otro Estado. Aunque la legislación permite el empleo subsidiario de elementos militares en apoyo a la seguridad interior, el restablecimiento del orden en jurisdicción militar, o el restablecimiento del orden en el ámbito interno, previa declaración del estado de sitio por el presidente de la República. Desde 2024, el decreto 1112/24 contempla las «nuevas amenazas» permitiendo el accionar contra amenazas de naturaleza no-estatal y adiciona como misión subsidiaria la protección de objetivos de valor estratégico.
Los Estados Mayores Generales las tres FF. AA. sólo se dedican al adiestramiento, alistamiento y sostenimiento de los medios. Así, el empleo de esos medios en tiempos de paz queda asignado al Estado Mayor Conjunto (EMCO) y las operaciones militares en tiempos de paz quedan asignadas al Comando de Operaciones Conjuntas en la órbita del EMCO, el que cumple con la vigilancia y control de los espacios terrestres, marítimos y aeroespaciales de la Nación.
La defensa aérea en tiempos de paz contra tránsitos aéreos irregulares (TAI) es llevada a cabo por el Comando Conjunto Aeroespacial (COCAES) por medio de interceptación de esas aeronaves civiles, cumpliendo las recomendaciones impartidas por la OACI.
Las FF. AA. han reducido su tamaño desde el fin del servicio militar obligatorio (SMO) en 1994 y los recortes de gastos ejecutados desde los años 80 y con más acento desde 2004. Así el presupuesto de defensa de la Argentina sufrió una notable baja representando en promedio sólo entre el 0,7 y 0,9 % del PBI, y llegando incluso a bajar al 0,4 % en 2022 (piso histórico). El FONDEF (fondo nacional para la defensa) aprobado en 2020 permite una asignación extra para asignar más dinero.
La Argentina mantiene vínculos en materia de defensa con Brasil y Chile con acuerdos y mecanismos de cooperación. También es aliado importante extra-OTAN (MNNA), nombrado por Bill Clinton en 1998. Permance el embargo de armas impuesto por el Reino Unido desde 1982.

#### Fuerzas de Seguridad
La seguridad de las aguas territoriales corresponde a la Prefectura Naval Argentina (PNA), la de regiones fronterizas y obras de infraestructura críticas a la Gendarmería Nacional Argentina (GNA) y la de los aeropuertos a la Policía de Seguridad Aeroportuaria (PSA); estas fuerzas de seguridad dependen del Ministerio de Seguridad.
El Sistema de Inteligencia Nacional dirige las acciones de inteligencia, dentro de los que se destaca la Agencia Federal de Inteligencia (AFI), aunque también existen diferentes organismos públicos como la Dirección de Observaciones Judiciales, el Departamento de Intercepción y Captación de las Comunicaciones, la Inteligencia de la Gendarmería Nacional, la Oficina Anticorrupción, entre otras.
Cada provincia cuenta con su propia policía, que puede trabajar en conjunto con la PFA la fuerza de seguridad que se encarga de los delitos de ámbito exclusivamente federal o que involucran a más de una jurisdicción. La Policía Federal fue hasta 2009 la fuerza policial de la ciudad de Buenos Aires, cuando el entonces jefe de Gobierno porteño Mauricio Macri creó la Policía Metropolitana de Buenos Aires, la misma fue creada en el marco de la ley n.º 2894, de Seguridad Pública, que fue sancionada el 28 de octubre de 2008 y promulgada por medio del decreto 1354 del 18 de noviembre de ese año. La reglamentación de la norma se registró el 20 de marzo de 2009 por medio del decreto 210.

### Derechos humanos

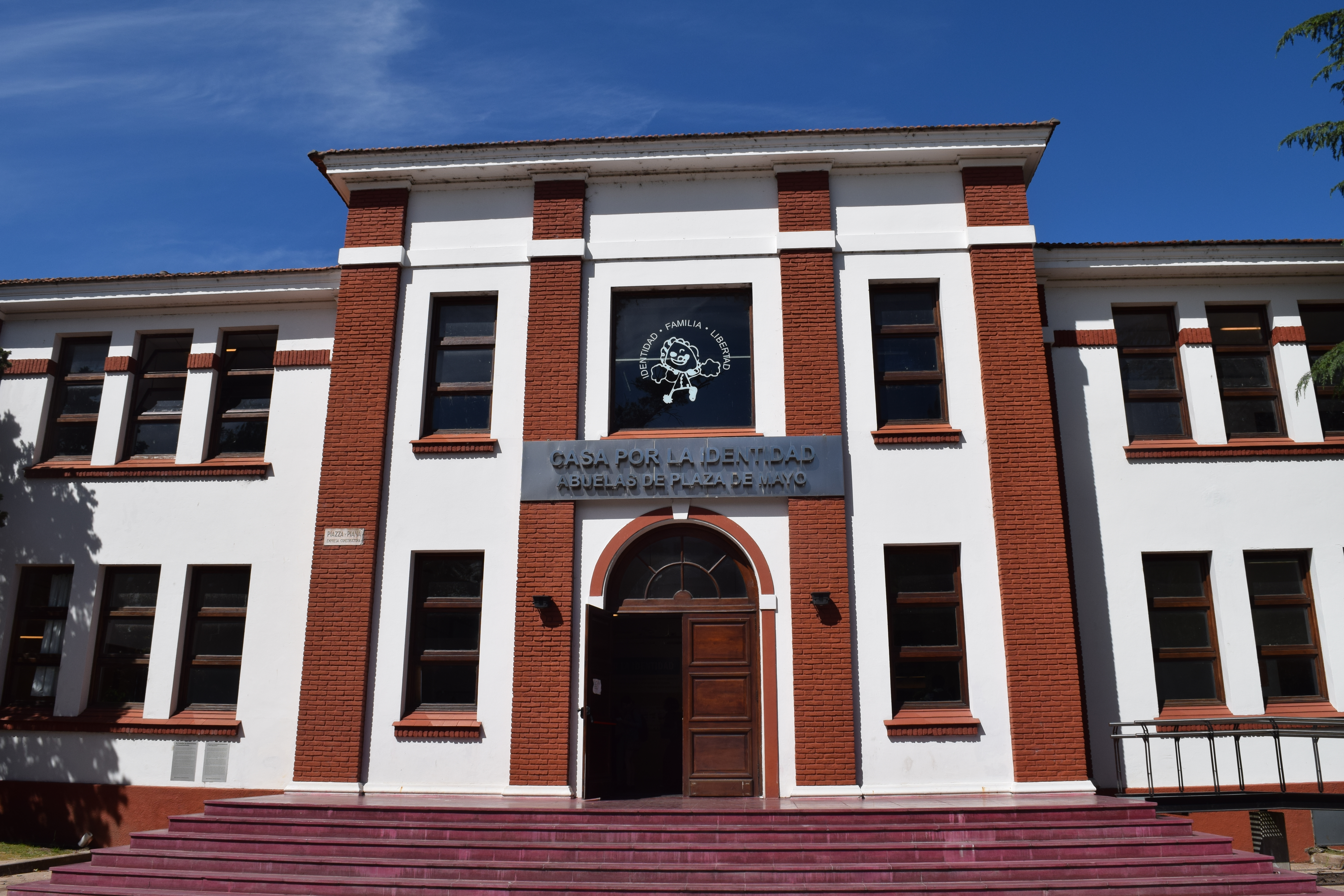
«Casa por la Identidad», antiguo predio de la Escuela Superior de Mecánica de la Armada (ex-ESMA).

En su Constitución, Argentina establece la jerarquía constitucional de los tratados de derechos humanos.
De acuerdo con el Informe sobre Desarrollo Humano del Programa de las Naciones Unidas para el Desarrollo de 2018, la Argentina tiene un Índice de Desarrollo Humano (IDH) de 0,825. A nivel mundial, se sitúa en el puesto 47 dentro de los 189 estados que participan en la clasificación, encasillado como un país de IDH muy alto que junto con Chile y Uruguay son los únicos países de América Latina que se encuentran en este nivel de IDH.
En materia de derechos humanos, respecto a la pertenencia a los siete organismos de la Carta Internacional de Derechos Humanos, que incluyen al Comité de Derechos Humanos (HRC), Argentina ha firmado o ratificado:
| Argentina | Tratados internacionales | Tratados internacionales | Tratados internacionales | Tratados internacionales | Tratados internacionales | Tratados internacionales | Tratados internacionales | Tratados internacionales | Tratados internacionales | Tratados internacionales | Tratados internacionales | Tratados internacionales | Tratados internacionales | Tratados internacionales | Tratados internacionales | Tratados internacionales | Tratados internacionales | Tratados internacionales |
| --- | ------------------------ | ------------------------ | ------------------------ | --- | ------------------------ | ------------------------ | ------------------------ | ------------------------ | ------------------------ | ------------------------ | ------------------------ | ------------------------ | ------------------------ | ------------------------ | ------------------------ | ------------------------ | ------------------------ | ------------------------ |
| Argentina | CESCR                    | CESCR                    | CCPR                     | CCPR | CCPR                     | CERD                     | CED                      | CEDAW                    | CEDAW                    | CAT                      | CAT                      | CRC                      | CRC                      | CRC                      | CRC                      | MWC                      | CRPD                     | CRPD                     |
| Argentina | CESCR                    | CESCR-OP                 | CCPR                     | CCPR-OP1 | CCPR-OP2-DP              | CERD                     | CED                      | CEDAW                    | CEDAW-OP                 | CAT                      | CAT-OP                   | CRC                      | CRC-OP-AC                | CRC-OP-SC                | CRC-OP-CP                | MWC                      | CRPD                     | CRPD-OP                  |
| Pertenencia | Firmado y ratificado.    | Firmado y ratificado.    | Firmado y ratificado.    | Argentina ha reconocido la competencia de recibir y procesar comunicaciones individuales por parte de los órganos competentes. | Firmado y ratificado.    | Firmado y ratificado.    | Firmado y ratificado.    | Firmado y ratificado.    | Firmado y ratificado.    | Firmado y ratificado.    | Firmado y ratificado.    | Firmado y ratificado.    | Firmado y ratificado.    | Firmado y ratificado.    | Sin información.         | Firmado y ratificado.    | Firmado y ratificado.    | Firmado y ratificado.    |
| Firmado y ratificado, firmado, pero no ratificado, ni firmado ni ratificado, sin información, ha accedido a firmar y ratificar el órgano en cuestión, pero también reconoce la competencia de recibir y procesar comunicaciones individuales por parte de los órganos competentes. |                          |                          |                          | |                          |                          |                          |                          |                          |                          |                          |                          |                          |                          |                          |                          |                          |                          |

## Organización territorial

### Provincias
En la Argentina se denomina provincia a cada uno de los veintitrés estados federados denominados así en la Constitución de la Nación Argentina, que junto a la Ciudad Autónoma de Buenos Aires constituyen las jurisdicciones-divisiones territoriales de primer orden del país. 

### Ciudad Autónoma de Buenos Aires
Buenos Aires es la capital y ciudad más poblada de la República Argentina. Sus nombres oficiales son Ciudad de Buenos Aires o Ciudad Autónoma de Buenos Aires (CABA). También es llamada Capital Federal, sede del Gobierno nacional. Es uno de los 24 distritos, o «jurisdicciones de primer orden», que conforman el país. Desde 1996 es una ciudad autónoma, por lo que tiene sus propios poderes ejecutivo, legislativo y judicial. Está situada en la región centro-este del país, sobre la orilla sur del Río de la Plata, en la región pampeana. La ciudad de Buenos Aires fue cedida en 1880 por la provincia de Buenos Aires para que fuera la capital federal del país; a partir de 2020 es considerada «capital principal», junto a 24 capitales alternas. En virtud de la reforma constitucional de 1994, goza de un régimen de autonomía.
Su tejido urbano se asemeja a un abanico que limita al sur, oeste y norte con la lindante provincia de Buenos Aires y al este con el Río de la Plata. Oficialmente la ciudad se encuentra dividida en 15 comunas que agrupan a 48 barrios.
La población de la ciudad, según el Censo de 2022, es de 3 120 612 habitantes. Integra un aglomerado urbano mayor denominado área metropolitana de Buenos Aires (AMBA) junto a cuarenta partidos-municipios de la lindera provincia de Buenos Aires, que en total suma una población de 13 395 796 habitantes.
Buenos Aires es una ciudad cosmopolita y un importante destino turístico. Su compleja infraestructura la convierte en una de las metrópolis de mayor importancia de América y es una ciudad global de categoría «alfa -», dadas sus influencias en el comercio, finanzas, moda, arte, gastronomía, educación, entretenimiento y principalmente en su marcada cultura.   Su renta per cápita es de las más altas de la región. En 2022, fue la ciudad más visitada de Latinoamérica. Es considerada una de las veinticinco ciudades más influyentes del mundo.

## Geografía
El territorio de la República Argentina es el segundo más grande de América del Sur luego del de Brasil, cuarto en toda América y el octavo en extensión de la Tierra. Si se cuentan los territorios reclamados en Antártida, Malvinas, Georgias del Sur y Sandwich del Sur lo convierte en el séptimo país más extenso del mundo.
Limita con Bolivia, Brasil, Chile, Paraguay y Uruguay. Su geografía es muy variada, encontrándose mayormente llanuras en el este, serranías en el centro y montañas en el oeste. El país se encuentra atravesado, en su extremo occidental, de norte a sur por la cordillera de los Andes. El pico más alto de la Argentina es el Aconcagua, de 6960,8 m s. n. m.
El territorio argentino bajo soberanía efectiva tiene un gran desarrollo longitudinal: 3700 kilómetros entre el extremo norte y el extremo sur, de Santa Catalina (Jujuy) a Ushuaia, lo que lo convierte en uno de los países más largos del mundo.
La superficie continental americana de Argentina es de 2.791.820 km². De ellos, 2 780 400 km² corresponden al área nacional bajo soberanía efectiva, correspondientes a la Capital Federal (Ciudad Autónoma de Buenos Aires) y 23 provincias argentinas. El resto está constituido por los 11 410 km² de las islas Malvinas, territorios en litigio con el Reino Unido, país que las controla.
La superficie continental antártica ―área bajo los postulados del Tratado Antártico― comprende 969 464 km². De estos, unos 965 597 km² corresponden a la Antártida Argentina (territorio reclamado). Además esta superficie incluye a las islas Shetland del Sur y las islas Orcadas del Sur. Los 3867 km² restantes están formados por las islas Georgias del Sur (3560 km²) y las islas Sandwich del Sur (307 km²) que forman parte del departamento Islas del Atlántico Sur de la provincia de Tierra del Fuego, Antártida e Islas del Atlántico Sur, al igual que el sector Antártico (incluido como departamento).

### Geografía política
La  República Argentina es un país ubicado en América del Sur, más específicamente en el Cono Sur. Tiene 2 780 400 km² de extensión, lo que lo convierte en el octavo país más grande del mundo, el más grande de habla hispana y el segundo más extenso de Sudamérica, solo superado por Brasil. Si se contaran los territorios reclamados o en disputa, Argentina sería el séptimo país más extenso del mundo, superando a la India.
Argentina tiene fronteras de 11 968 km (con cinco países limítrofes: Bolivia, Brasil,  Paraguay, Uruguay y  Chile, destacando esta última, ya que es la tercera frontera más larga del mundo) y una costa de 4989 km. Existen gran cantidad de ríos, especialmente en la zona del Delta del Paraná, la Mesopotamia argentina, el Chaco Austral y el Noroeste argentino, destacando el Paraná, el Salado Norte, el Uruguay, el Iguazú y el Bermejo.

#### Ubicación
| Noroeste: Chile / Bolivia | Norte: Bolivia / Paraguay                                              | Nordeste: Paraguay / Brasil |
| Oeste: Chile              |                                                                        | Este: Brasil · Uruguay      |
| Suroeste: Chile           | Sur: Canal de Beagle / Mar de Hoces (sector del océano Atlántico Sur). | Sureste: Océano Atlántico   |

Argentina está ubicada en el extremo meridional de Sudamérica, perteneciendo al Cono Sur. Limita al norte con Bolivia y el Paraguay, al sur limita con Chile y el Océano Atlántico, al este limita con el Brasil,el Uruguay y el Océano Atlántico, mientras que al oeste limita con Chile.
Su antípoda (el lugar más alejado de otro) es Zhendong en la República Popular China, a 20 000 km de distancia de Buenos Aires.

### Regiones naturales
Las regiones geográficas de Argentina son cada una de las grandes divisiones territoriales, definidas por características geográficas e histórico-sociales en las que se divide la nación sudamericana.
En la Argentina la idea de región no está asociada a una entidad político-administrativa, o a las relaciones de poder, sino a un área definida tanto por la geografía física como por la geografía humana.

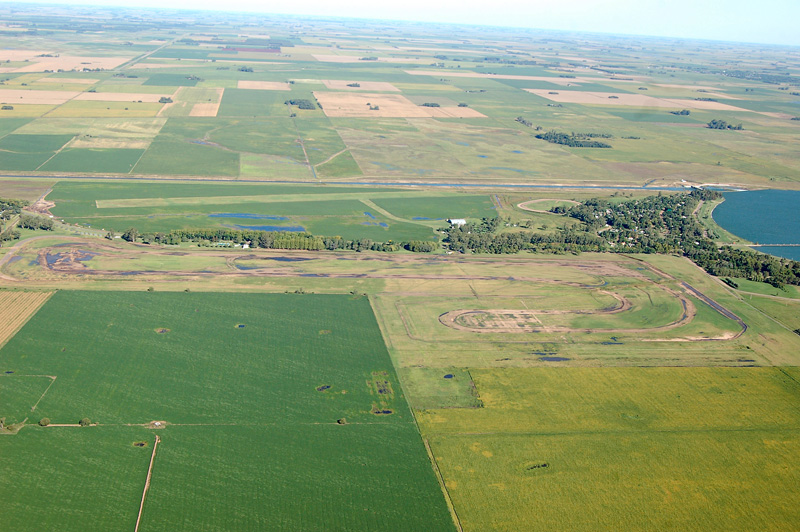
Región pampeana
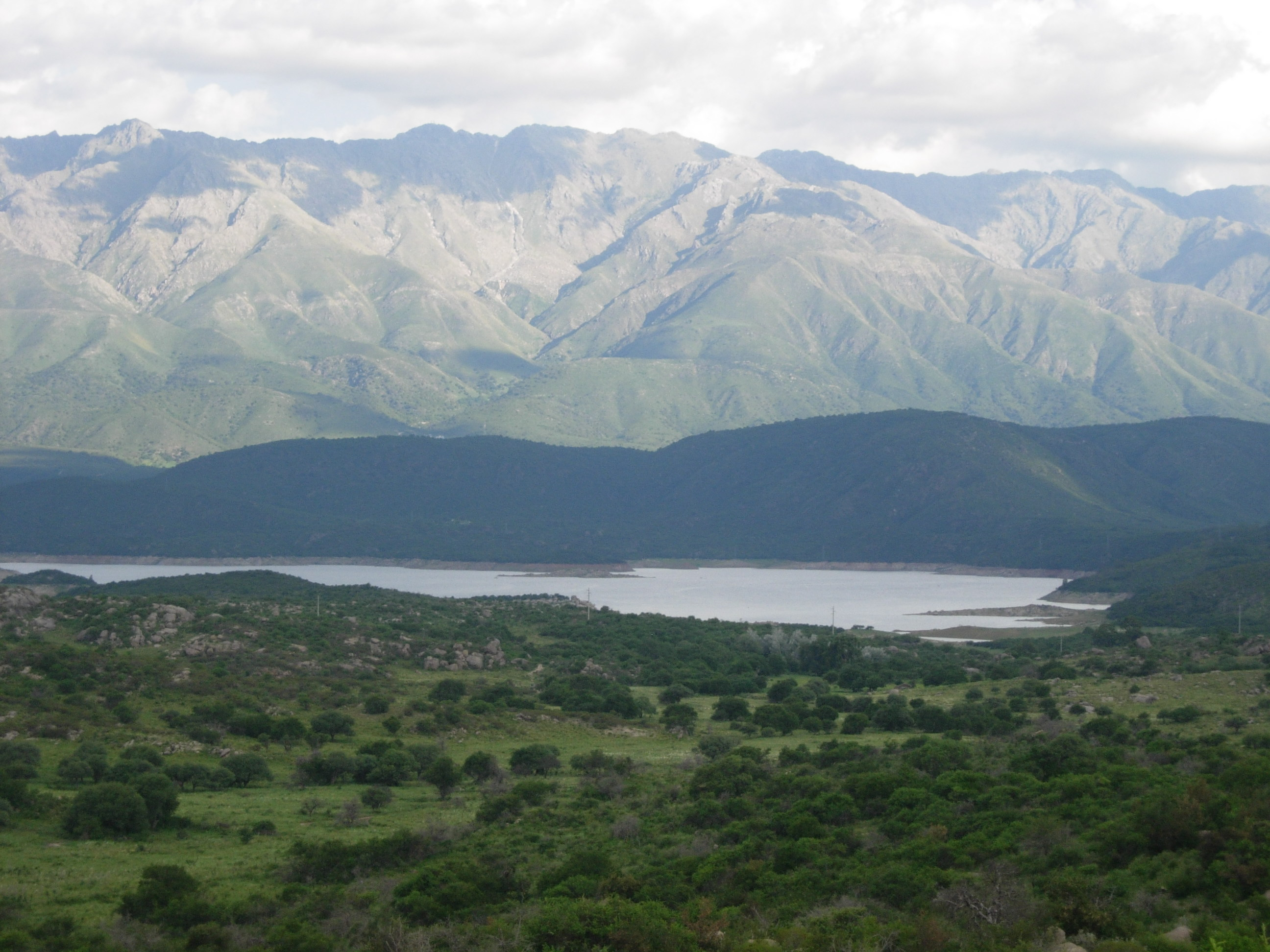
Sierras Pampeanas
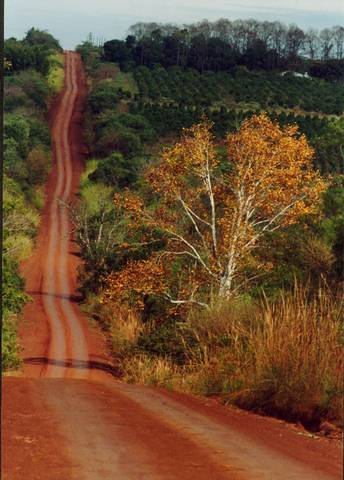
Mesopotamia
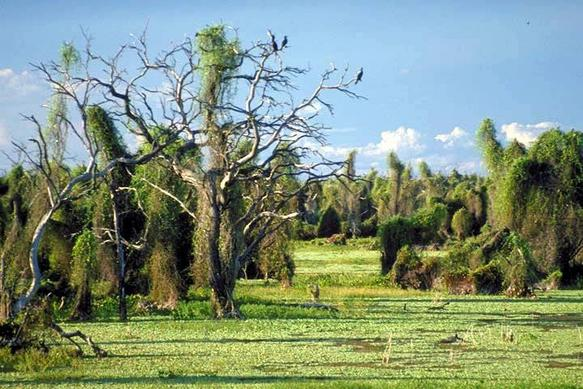
Gran Chaco
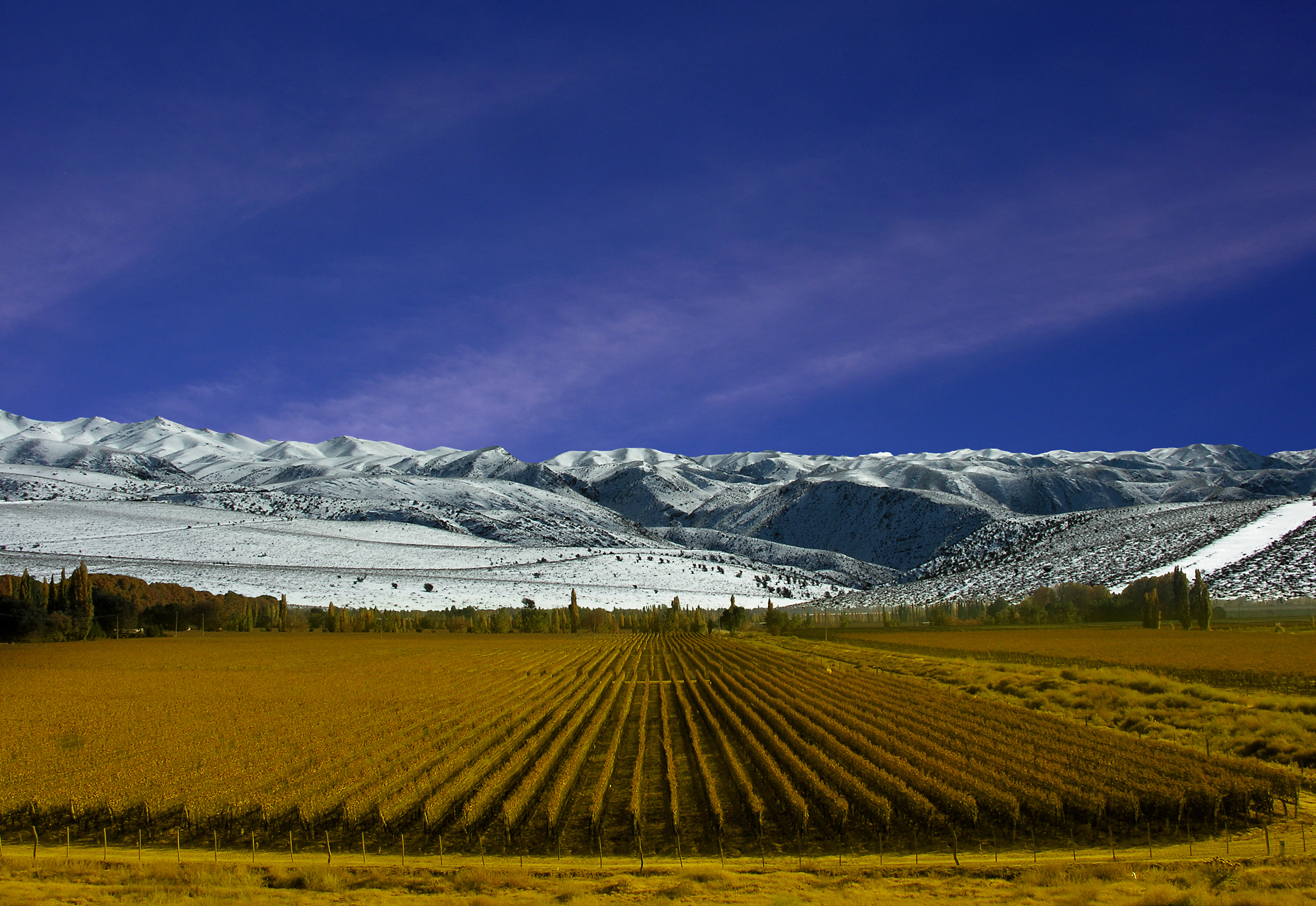
Región de Cuyo
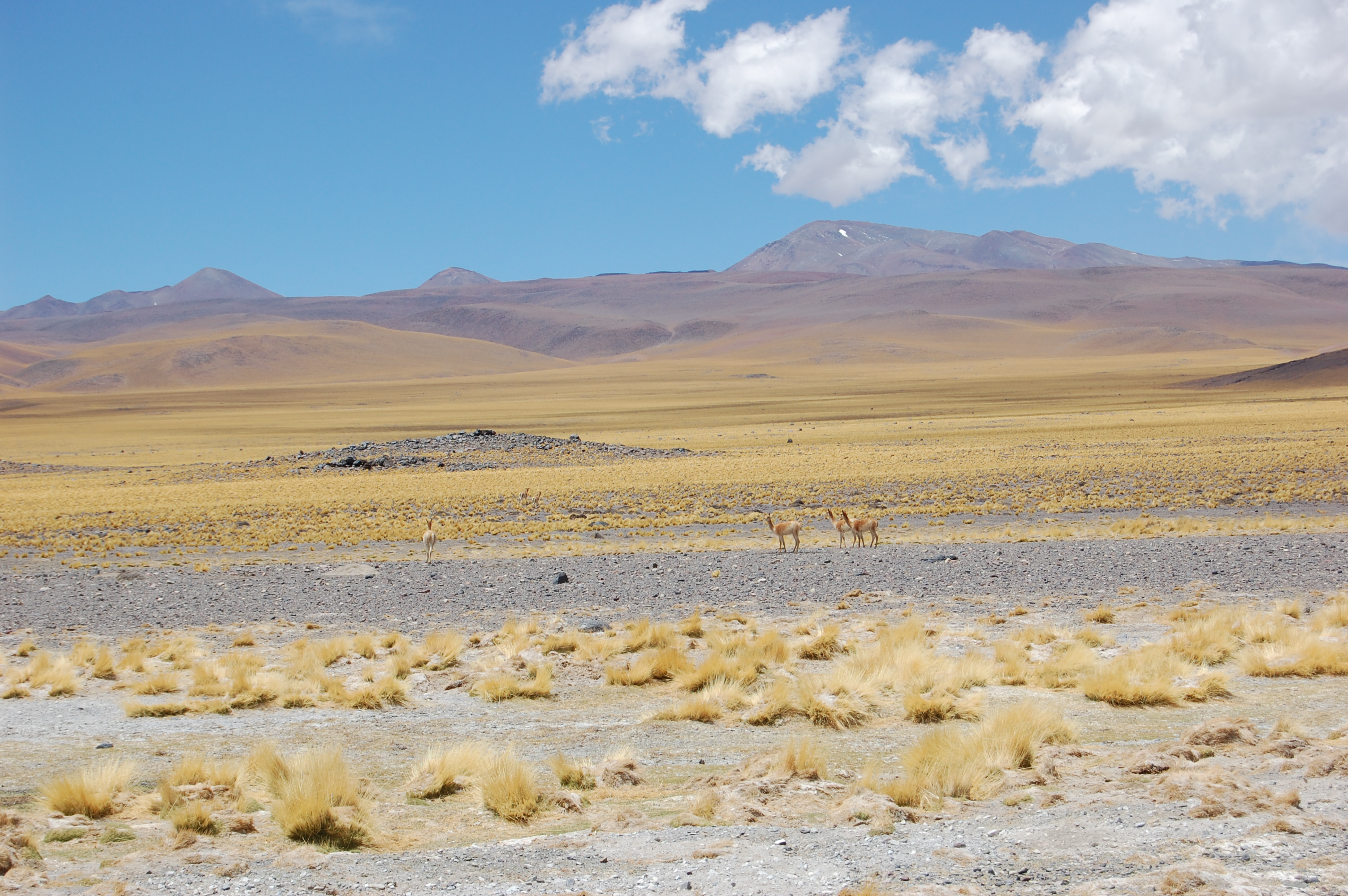
Puna en el Noroeste argentino
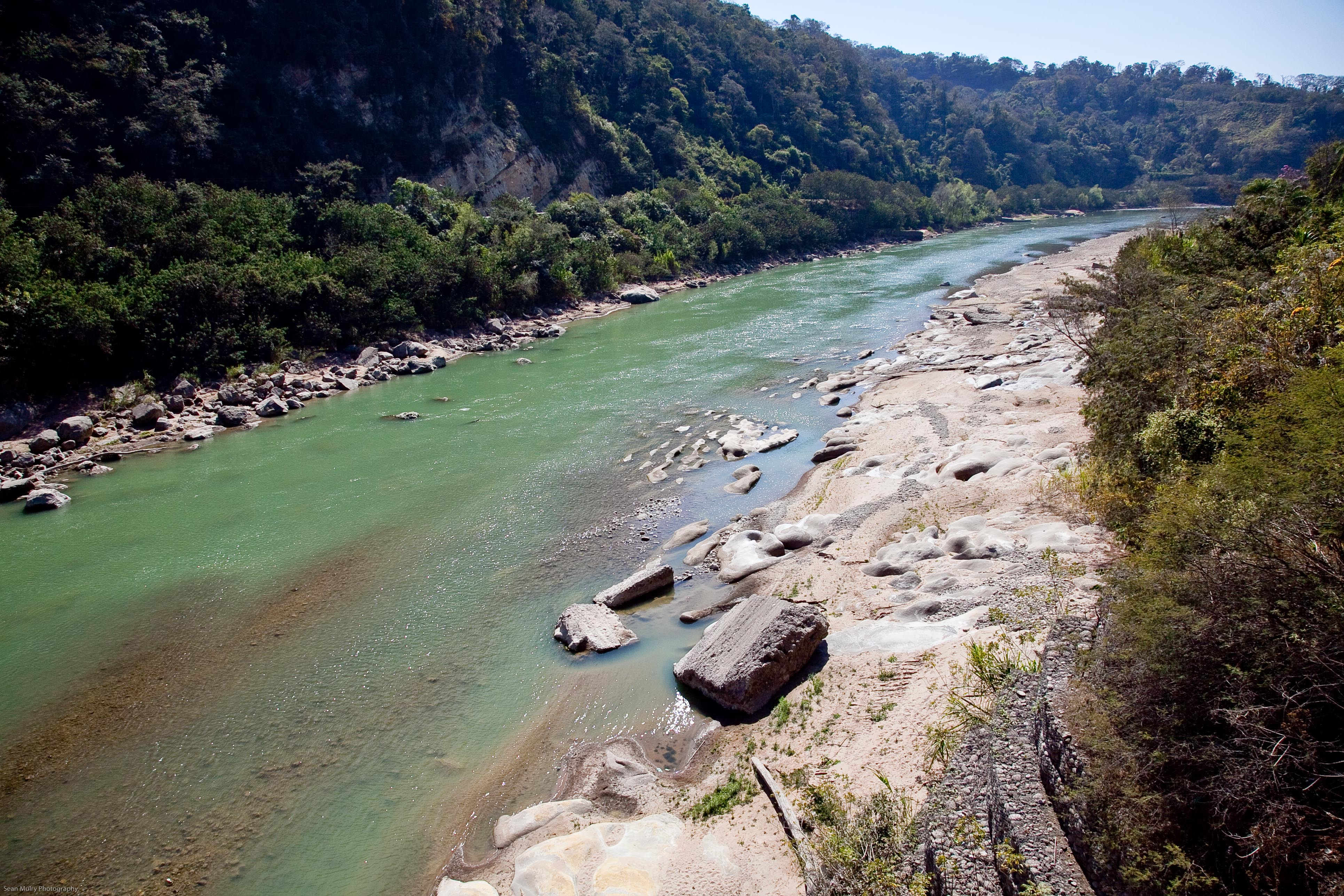
Yungas en el Noroeste argentino
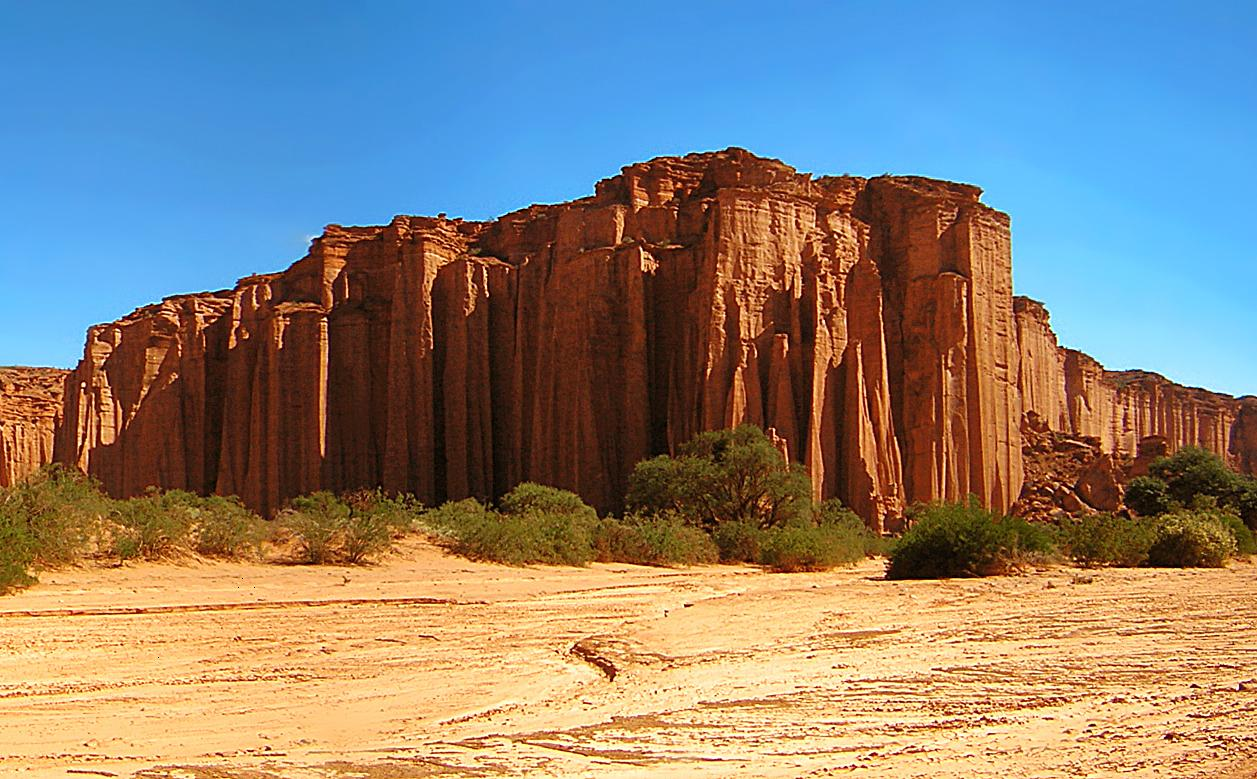
Parque nacional Talampaya, provincia de La Rioja.
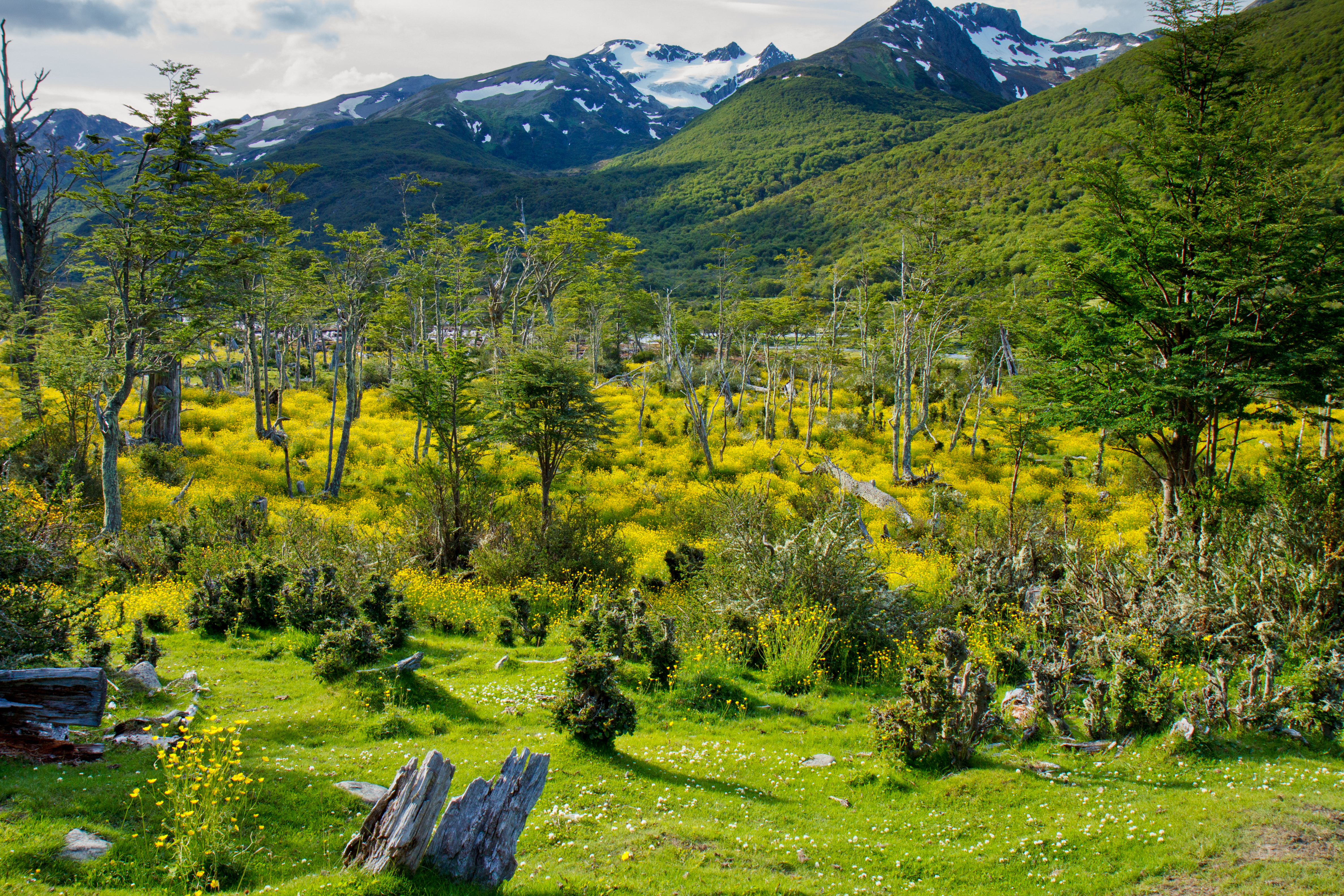
Patagonia en sector cordillerano
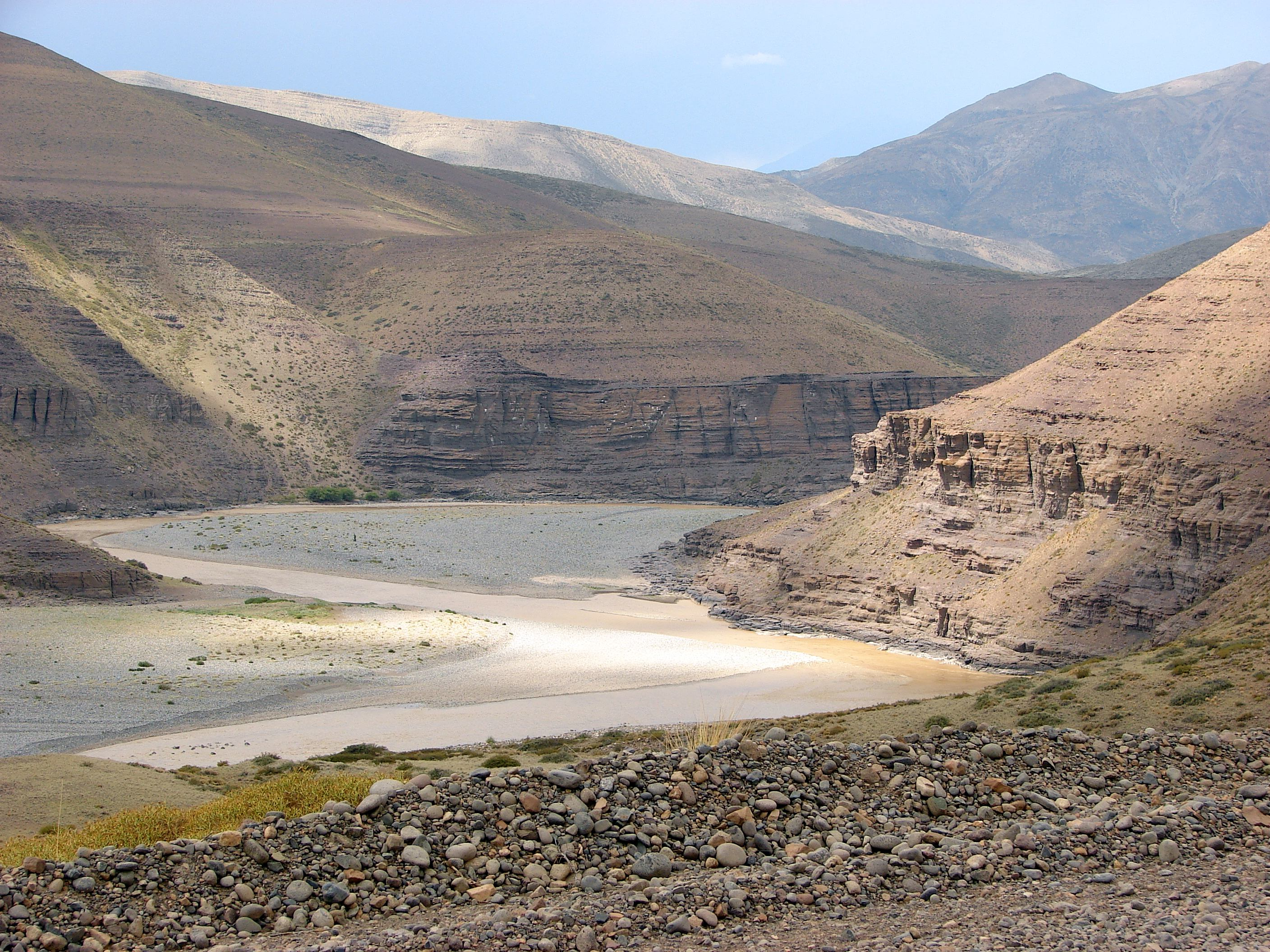
Clima desértico en la Patagonia
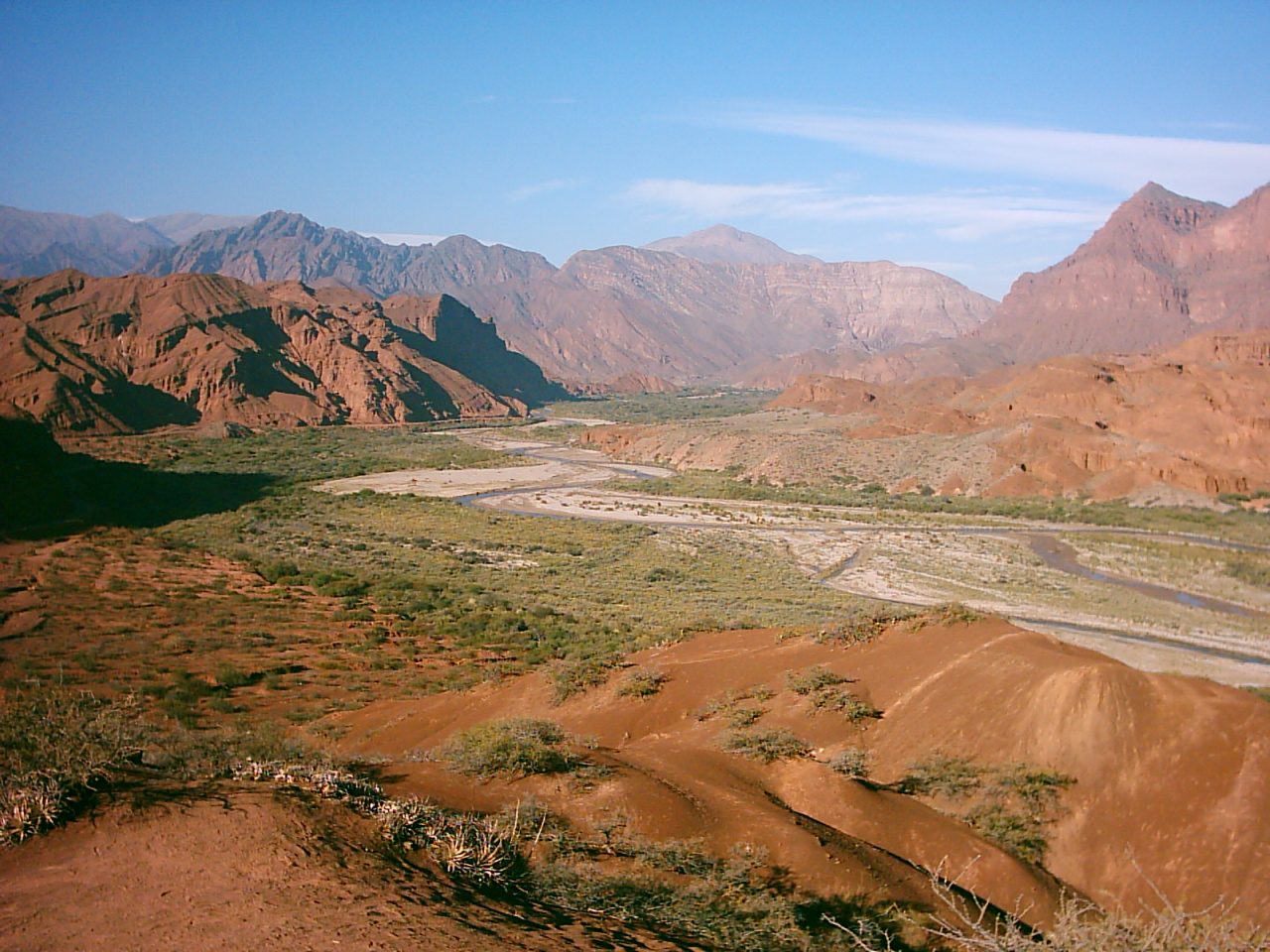
Vista de la Quebrada de Cafayate, en el punto denominado Tres Cruces.
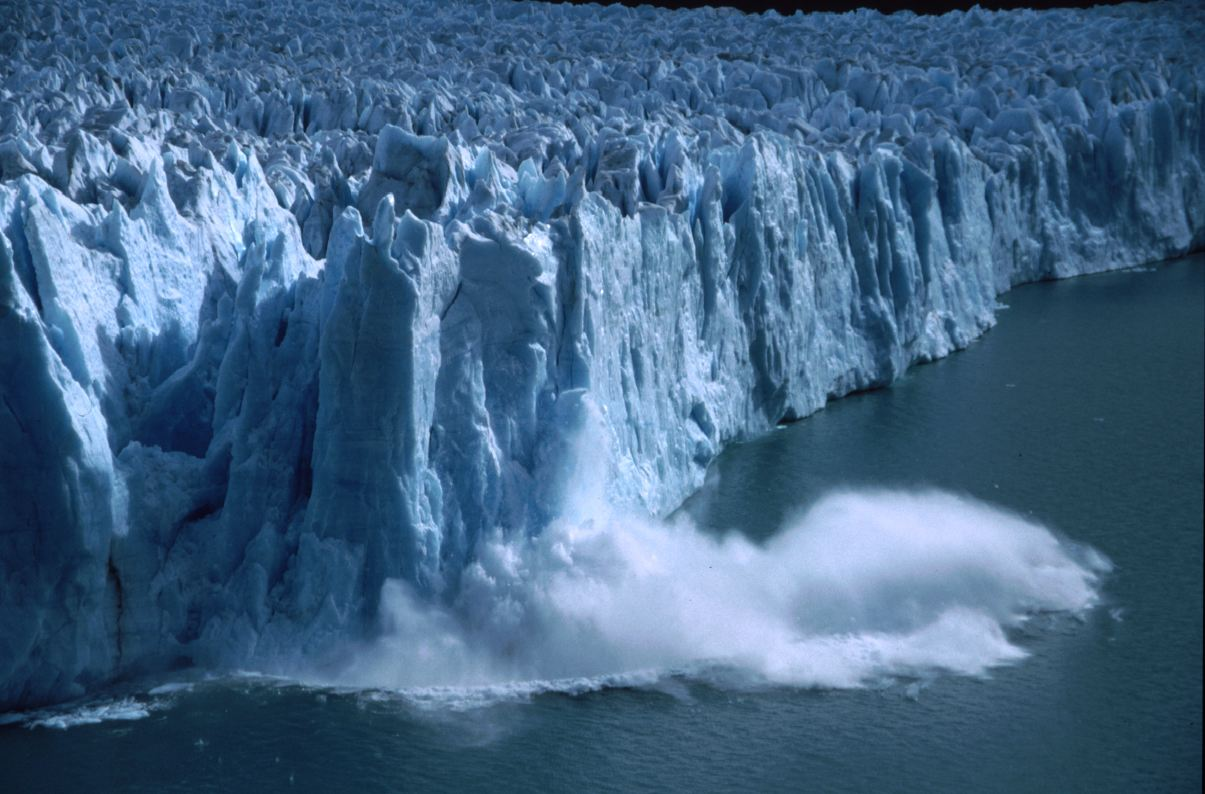
Glaciar Perito Moreno, en el Parque nacional Los Glaciares, sur de Argentina.
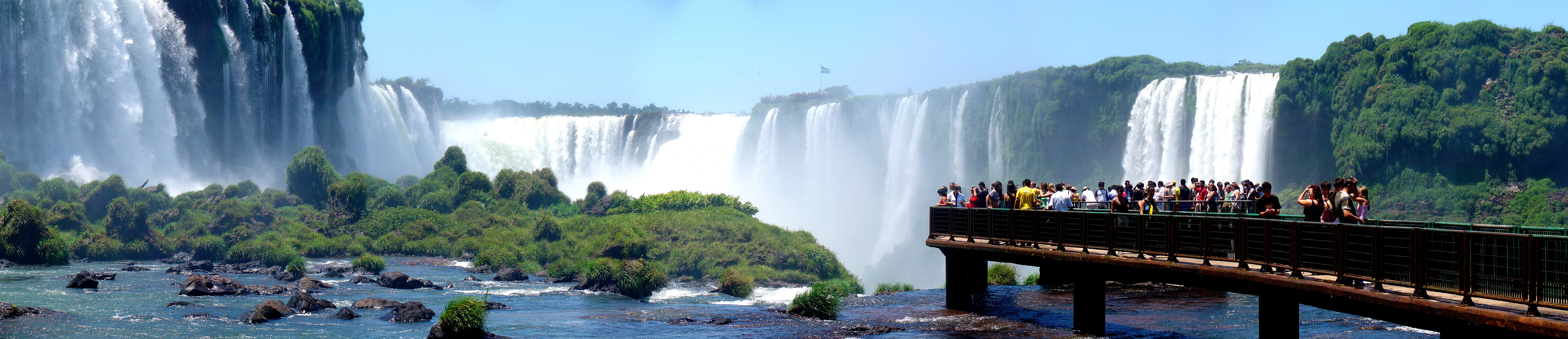
Las Cataratas del Iguazú se encuentran más de un 80 % en territorio argentino, fueron declaradas como Patrimonio de la Humanidad por la UNESCO y son una de las Siete maravillas naturales del mundo.
Glaciar Perito Moreno, Parque nacional Los Glaciares, Santa Cruz. Uno de los glaciares más visitados y una de las mayores reservas de agua dulce del mundo. Fue declarado Patrimonio de la Humanidad por la UNESCO en 1981.

### Relieve
Las características generales de la orografía de la Argentina son la presencia de montañas en el oeste y de llanos en el este, configurando una planimetría que disminuye en altitud de oeste a este.
El extremo oeste está conformado por la Cordillera Principal del sistema andino. Al norte se encuentran los sectores más altos de la cordillera, que son también los más altos del continente. Allí se encuentra el cerro Aconcagua, que con una altitud de 6960,8 m s. n. m., es el punto más alto del mundo fuera del sistema de los Himalayas. Otros picos prominentes son el monte Pissis (6882 m s. n. m.) en La Rioja, el nevado Ojos del Salado (6864 m s. n. m.) en Catamarca, el cerro Bonete Chico (6850 m s. n. m.) en La Rioja, el cerro Tupungato (6800 m s. n. m.) en Mendoza, el cerro Mercedario (6770 m s. n. m.) en San Juan, entre otros. El tramo patagónico de los Andes, que nace en Neuquén, es notoriamente más bajo que el sector norte: el volcán Lanín (3776 m s. n. m.) en Neuquén, el monte Tronador (3478 m s. n. m.) en Río Negro y el monte Fitz Roy o Chaltén (3405 m s. n. m.) en Santa Cruz, son sus mayores alturas.
Inmediatamente al este de la cadena principal, se encuentran una serie de cordilleras o sierras que, teniendo orígenes distintos o idénticos a la cordillera de los Andes en sí misma, forman con esta parte del sistema andino. Un primer grupo de éstas, son aquellas cordilleras que corren paralelas a la Cordillera Principal en su parte más elevada: Sierra de la Punilla (cerro Silvo, 4486 m s. n. m.) en San Juan, Sierra del Tontal (cerro Pircas 4366 m s. n. m.) en San Juan, Sierra de Uspallata (cerro Pelado 3452 m s. n. m.) en Mendoza, Cordón del Plata (cerro Blanco 5490 m s. n. m.) en Mendoza, a los que se puede agregar la Cordillera del Viento (volcán Domuyo 4709 m s. n. m.) en el norte de Neuquén.
Las Sierras Subandinas, en el norte, son una serie de sierras escalonadas que conforman valles muy poblados; en estas sierras se encuentran el Nevado de Cachi (6380 m s. n. m.), el Nevado de Chañi (6200 m s. n. m.), el Nevado de Palermo (6172 m s. n. m.) y el Nevado Queva (6130 m s. n. m.), todos en Salta y Jujuy. Al sur de las mismas se encuentran las Sierras Pampeanas, más espaciadas entre sí y separadas por llanuras.
Más espaciadas, al sur de las sierras subandinas y al este de las paralelas a la Cordillera Principal, se encuentran varias sierras y cordilleras separadas por llanuras. Ellas son la Sierra del Aconquija (Cerro del Bolsón 5550 m s. n. m., en Tucumán) en Catamarca y Tucumán, la Sierra de Fiambalá (cerro Morado, 4920 m s. n. m.) en Catamarca, la Sierra de Ambato (4407 m s. n. m.) en Catamarca, la Sierra de Famatina (cerro General Belgrano, 6201 m s. n. m.) en La Rioja, la Sierra de Velasco (cerro El Mela, 4257 m s. n. m.) en La Rioja, la Sierra de Valle Fértil (cerro Tres Mojones, 2537 m s. n. m.) en San Juan, la Sierra Pie de Palo (mogote Corralitos, 3162 m s. n. m.) en San Juan, las Sierras de Córdoba (cerro Champaquí, 2790 m s. n. m.) en Córdoba, la Sierra de San Luis (cerro Agua Hedionda, 2150 m s. n. m.) en San Luis y la Sierra del Nevado (cerro Nevado, 3810 m s. n. m.) en Mendoza.
La meseta patagónica es un conjunto de altiplanos y llanuras elevadas y áridas intrincada con escarpadas sierras, enclavada entre los Andes patagónicos y el océano Atlántico, donde cae abruptamente en altos acantilados que dan al Mar Argentino. Esta altiplanicie está salpicada por esporádicas sierras bajas y pequeñas y cerros aislados (cerro Anecón Grande, 2010 m s. n. m. en Río Negro, cerro Calfuquir, de 1885 m s. n. m. en Chubut, cerro Cojudo Blanco, 1335 m s. n. m. en Santa Cruz). En la Patagonia argentina también se encuentra la depresión más profunda de toda América: la laguna del Carbón a 105 metros bajo el nivel del mar.
En la Mesopotamia oriental, sobre las estribaciones del macizo de Brasilia, el relieve se presenta como sierras bajas en la provincia de Misiones (sierra de Misiones o del Imán, 846 m s. n. m.), que hacia el sur, en las provincias de Corrientes y Entre Ríos, se transforman en cuchillas o lomadas de origen sedimentario más bajas aún, que constituyen una topografía ondulante (Tres Cerros, 138 m s. n. m. en Corrientes).

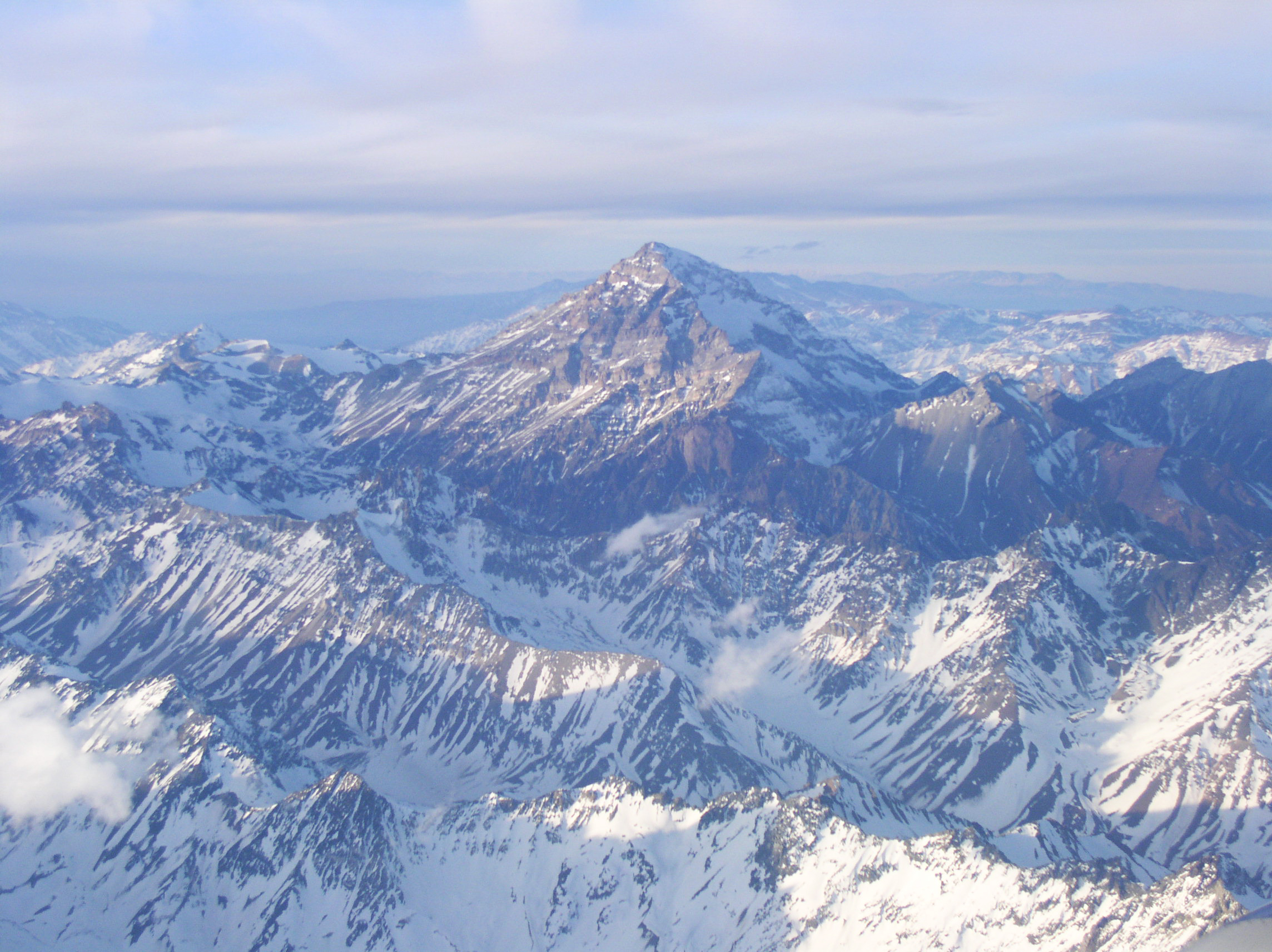
El Aconcagua, ubicado en la provincia de Mendoza, es con 6960,8 msnm el punto más alto del mundo fuera de los Himalayas, además de ser la cumbre de mayor altitud de los hemisferios meridional y occidental.
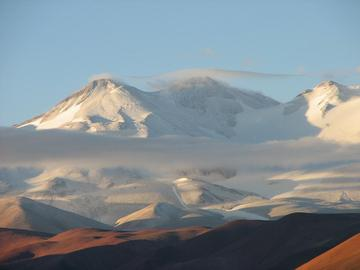
El Monte Pissis es la tercera cumbre de mayor altura de los hemisferios Sur y Occidental, con una altitud de 6795 msnm.
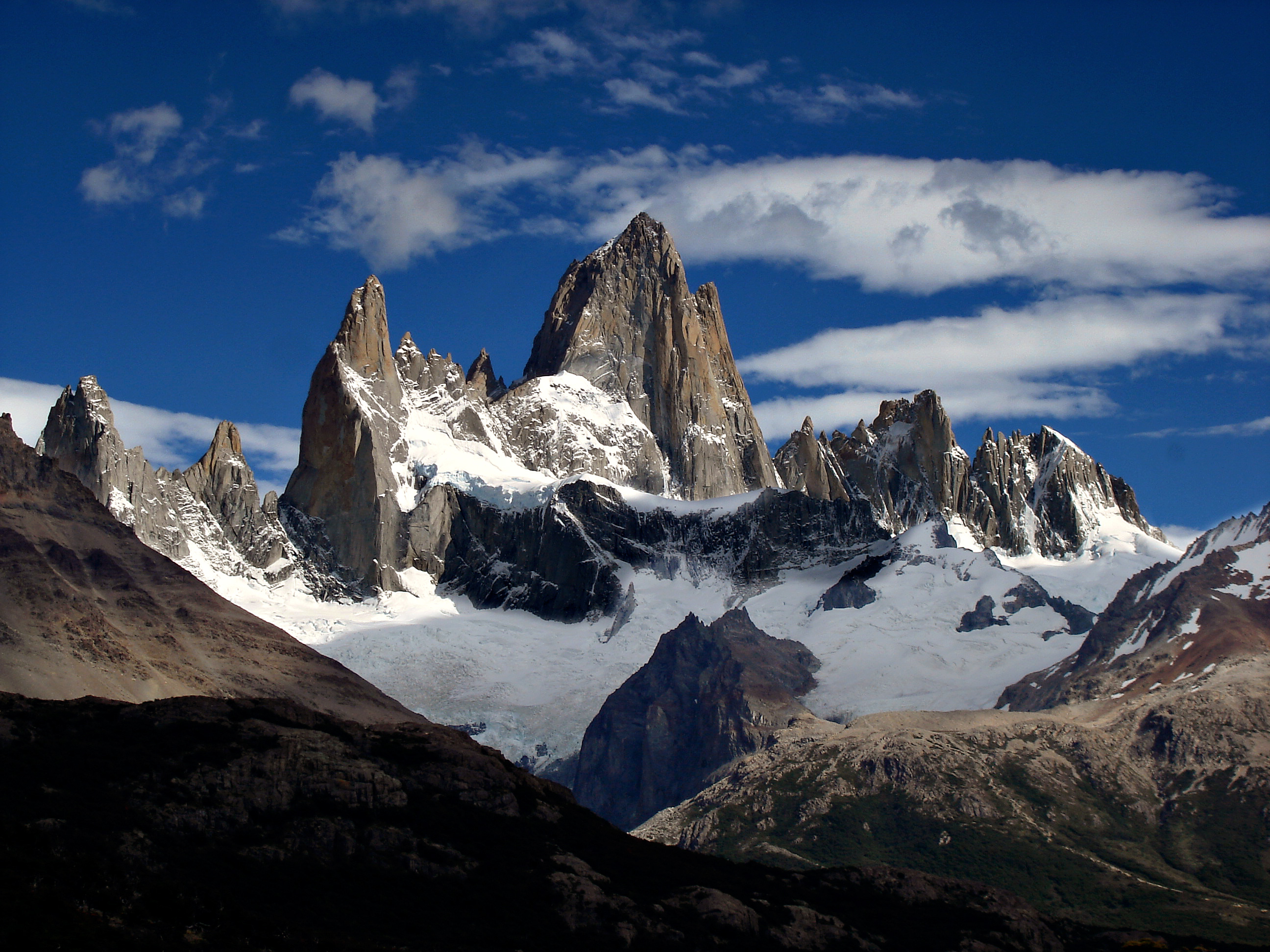
El Chaltén en la Patagonia argentina.
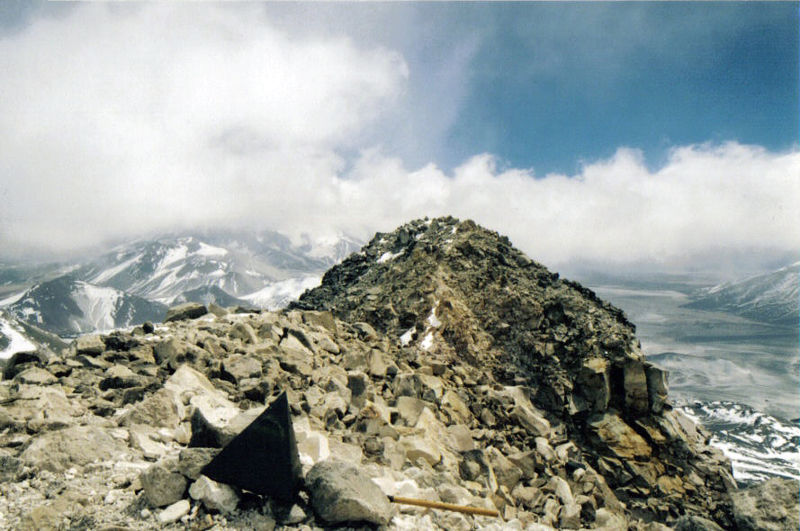
El Nevado Ojos del Salado es el volcán más alto del mundo y la segunda cumbre más alta del continente. Los ocho volcanes más altos del planeta Tierra se hallan en la cordillera argentina.
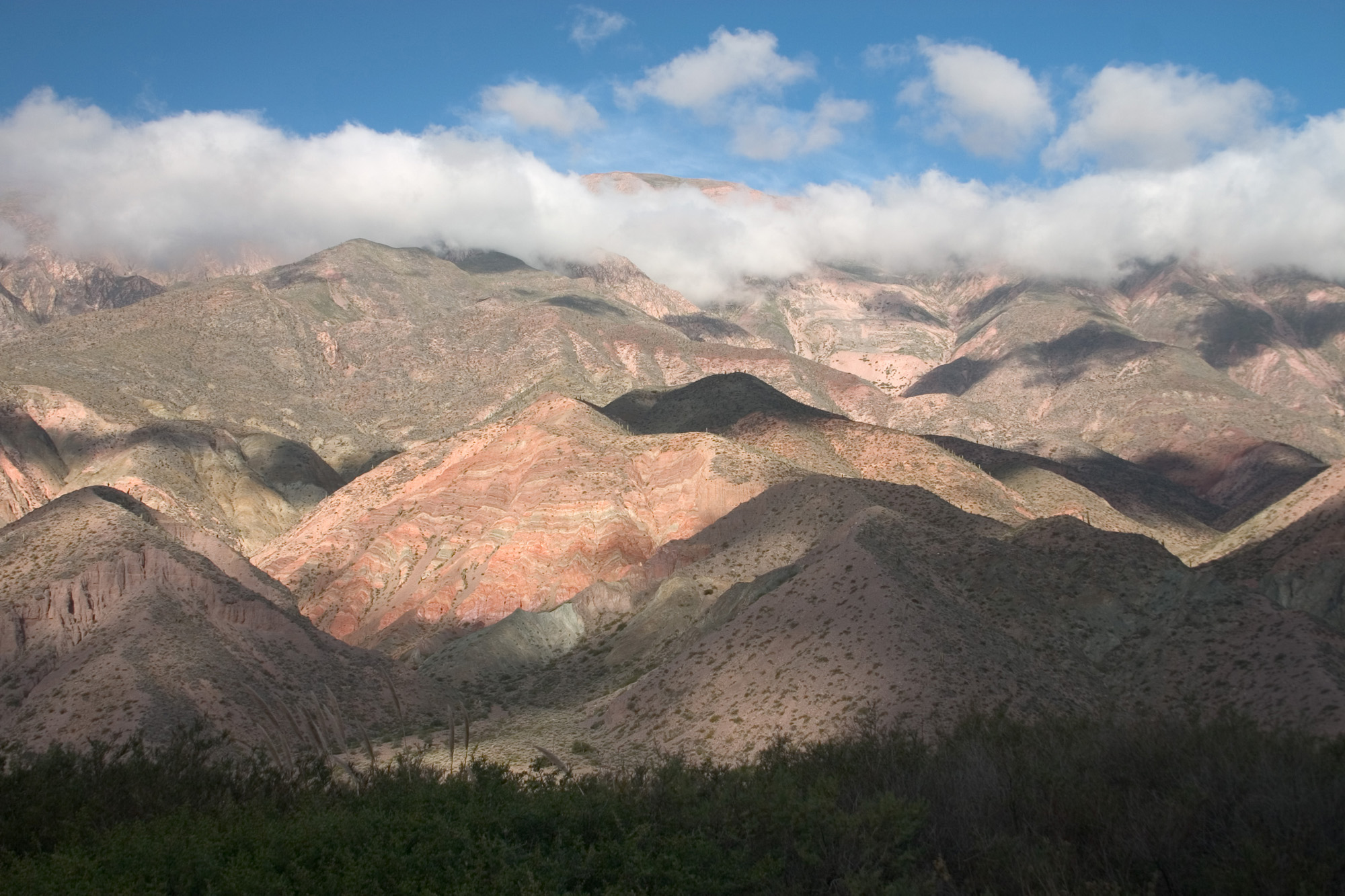
La Quebrada de Humahuaca, un profundo surco de origen tectónico-fluvial, considerado Patrimonio Mundial de la Humanidad.
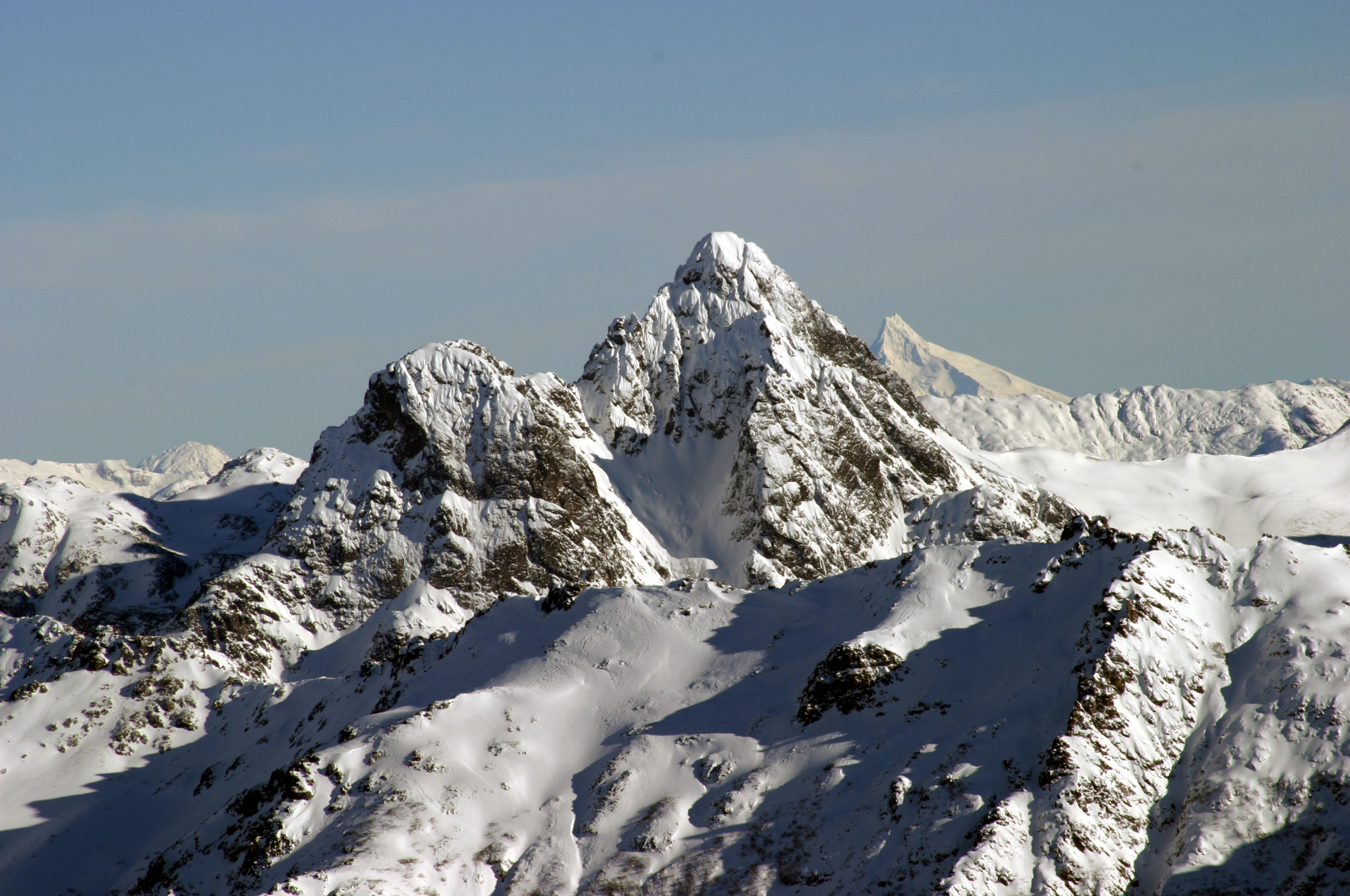
Cima del Cerro Catedral.

### Hidrografía
La hidrografía de Argentina estudia los cuerpos de agua naturales del país, que incluyen ríos, lagos, humedales, campos de hielo y aguas subterráneas; además de los creados por la acción del hombre, como embalses y canales.

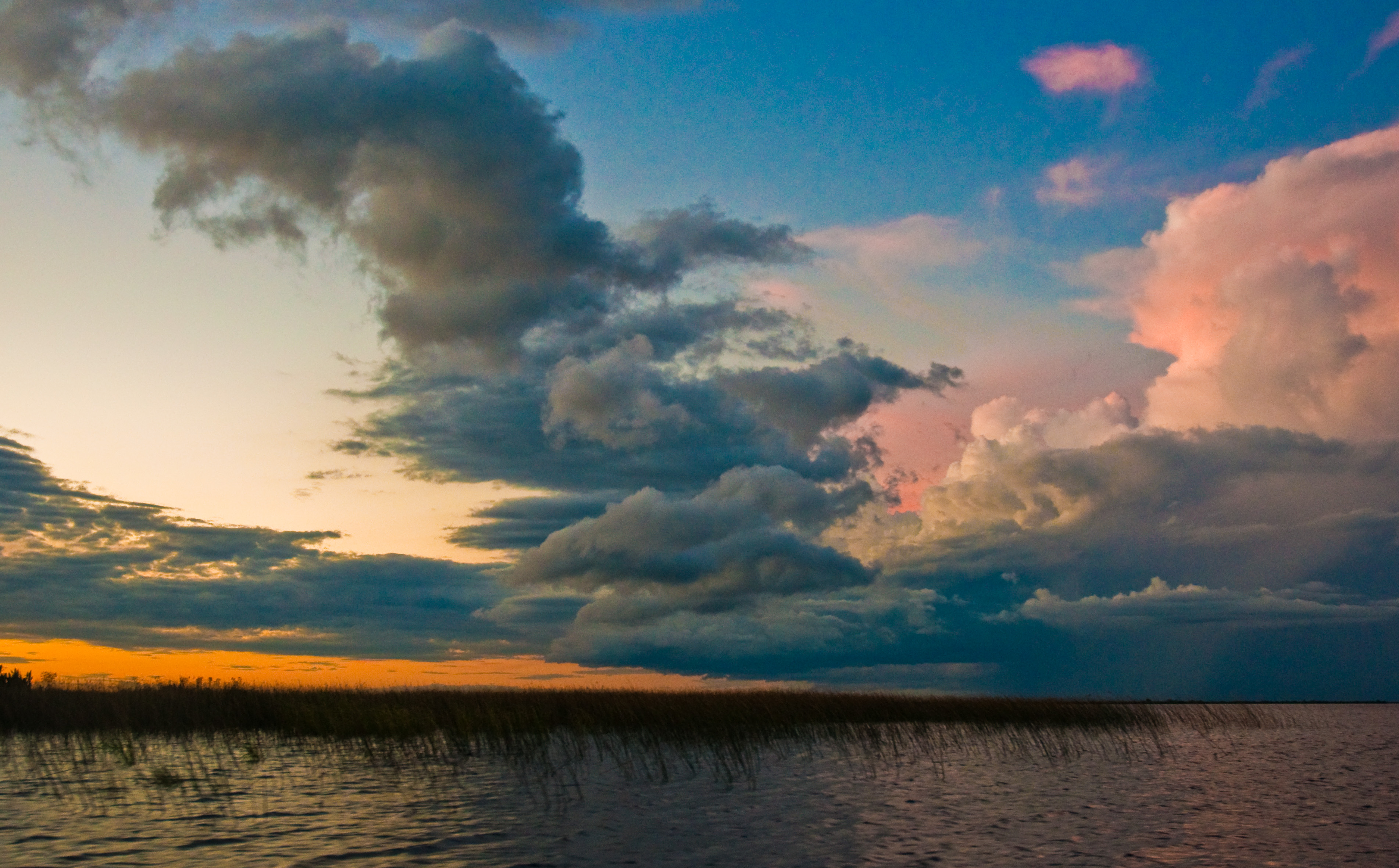
Los esteros del Iberá, en Corrientes, abarcan entre 15 000 y 25 000 km² y son el segundo humedal más grande del mundo.
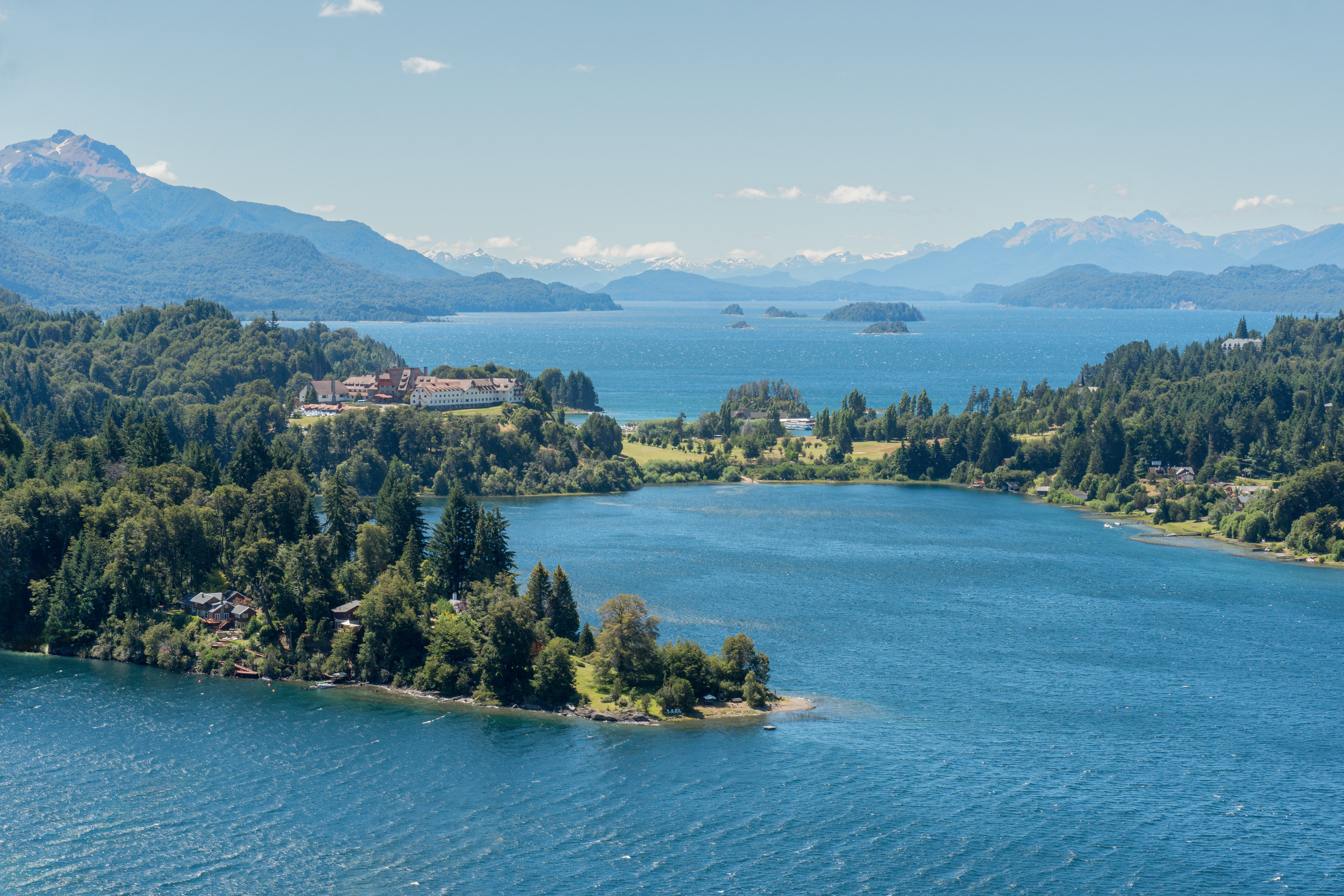
Lago Nahuel Huapi.
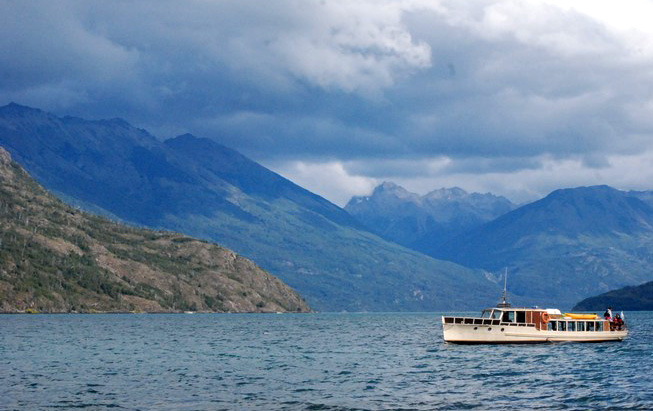
Lago Puelo, Chubut
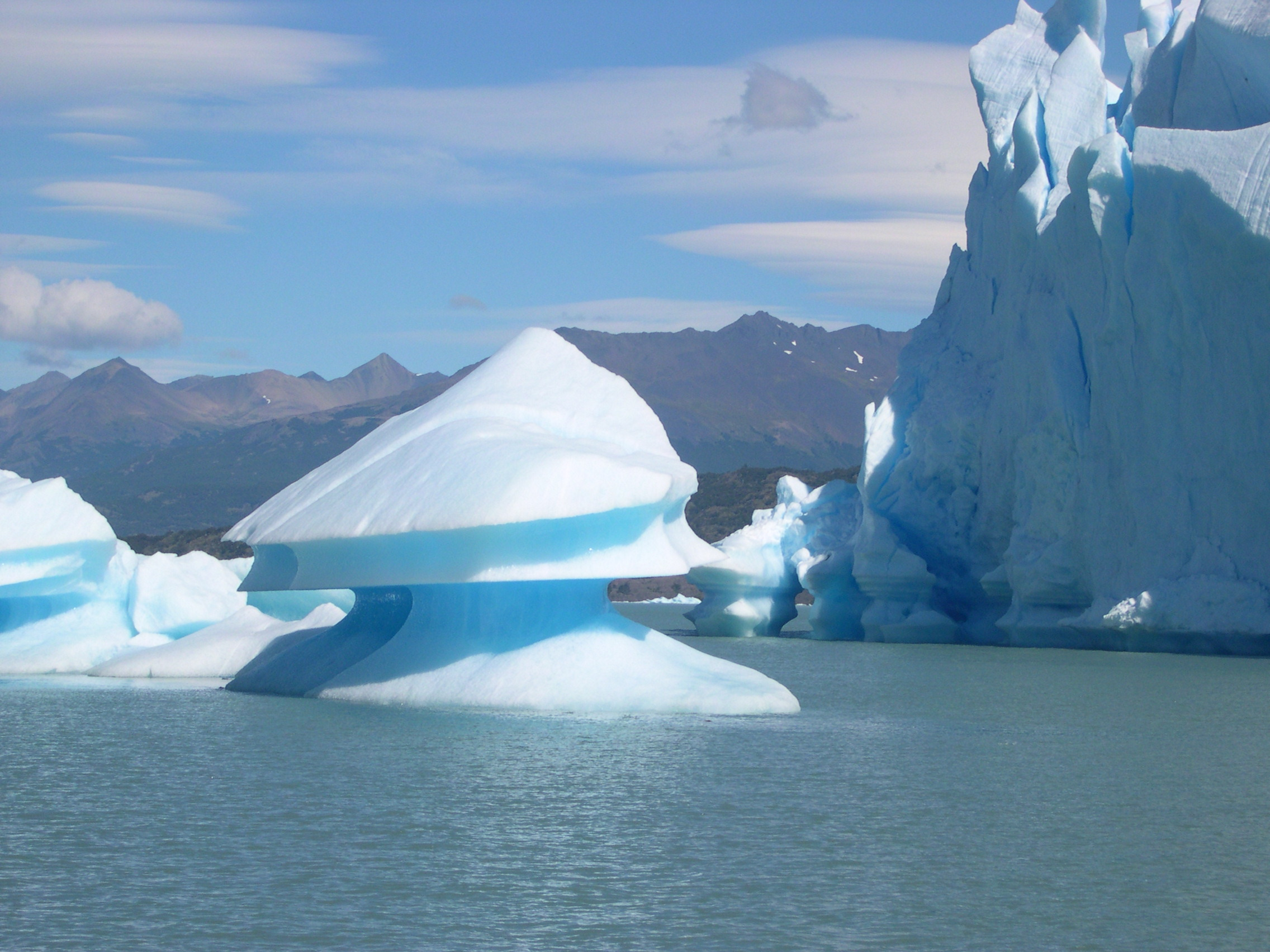
Glaciar Upsala, Santa Cruz.
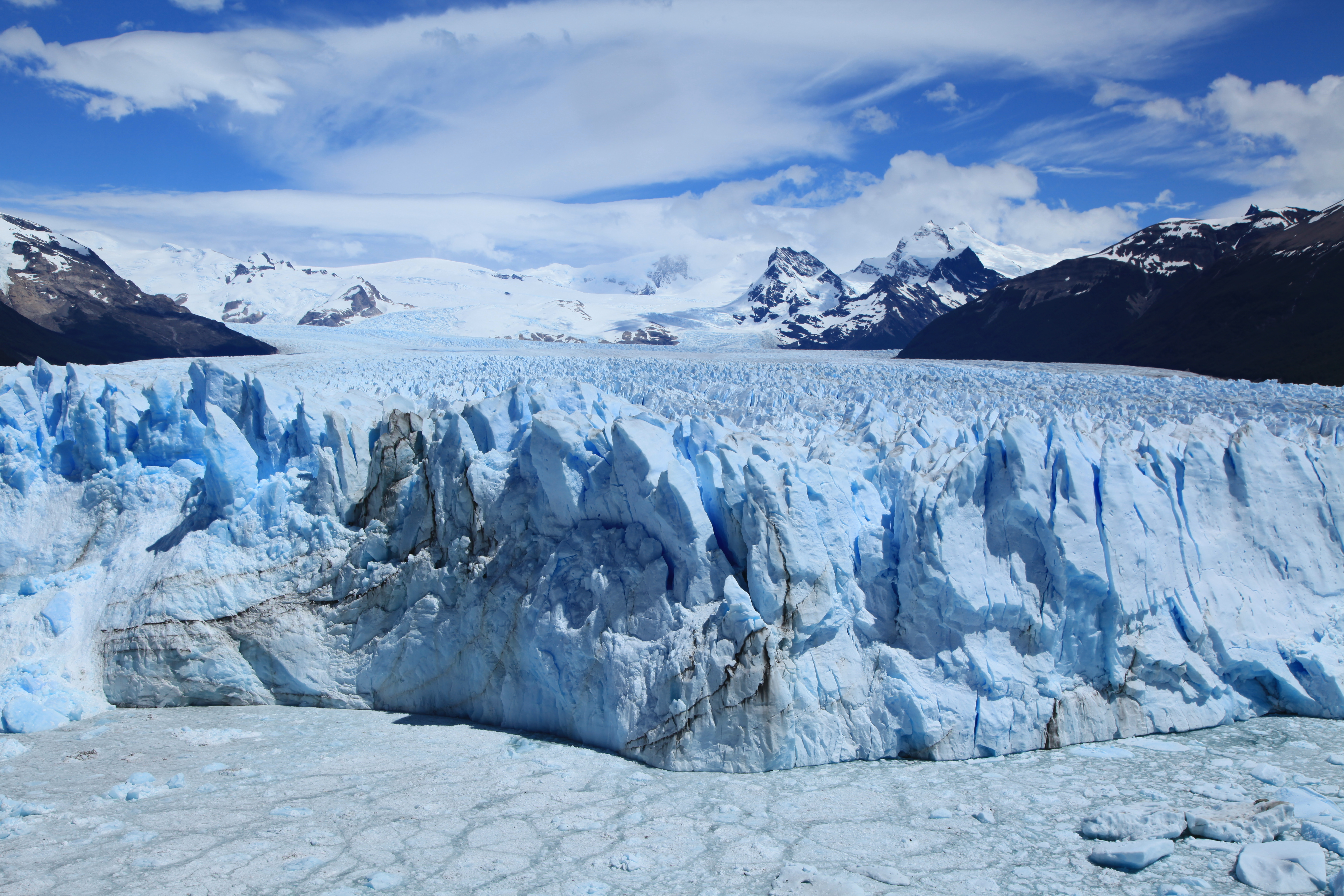
Glaciar Perito Moreno
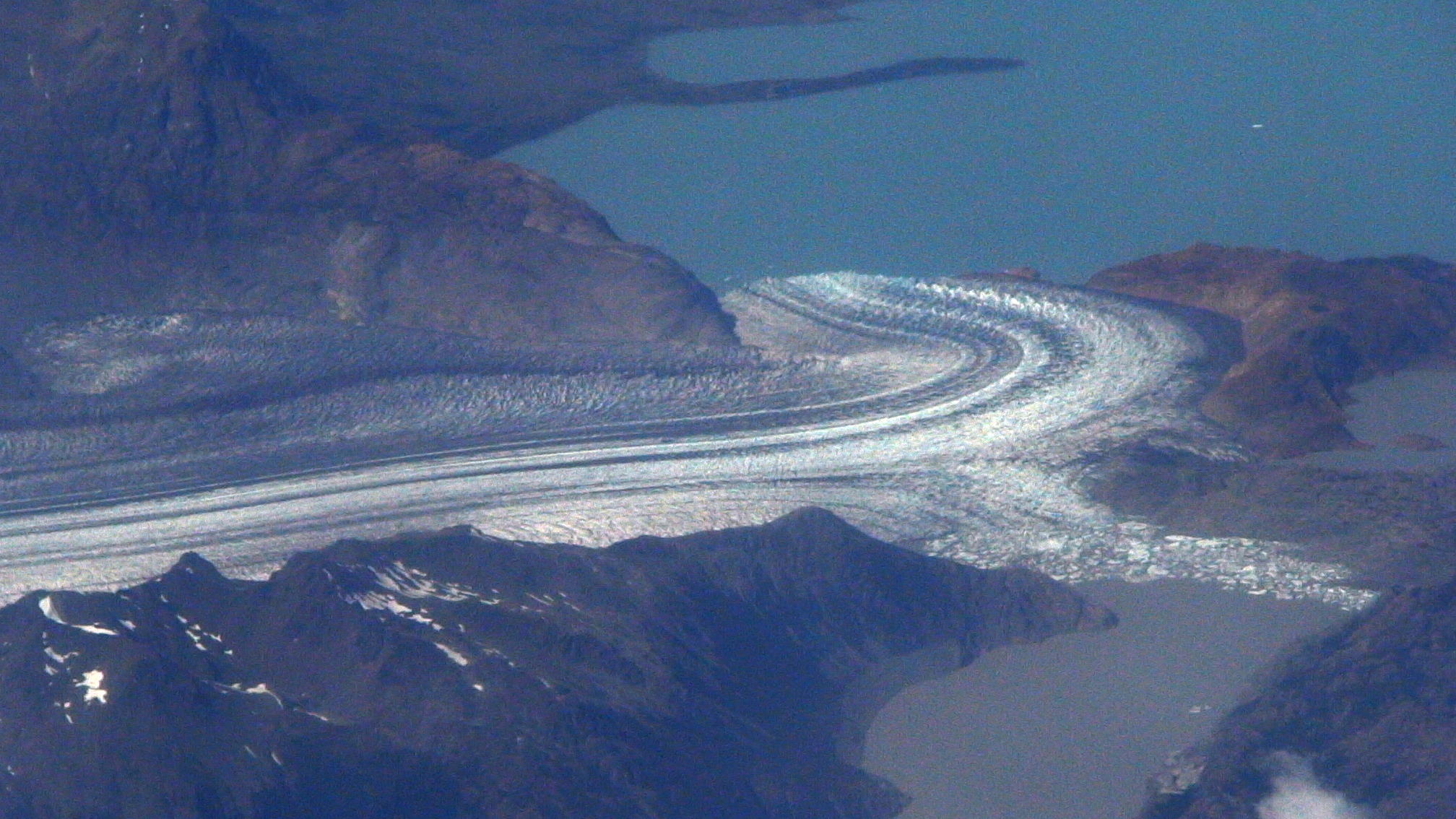
El glaciar Viedma es el glaciar más largo del país y el segundo del hemisferio sur fuera de la Antártida.
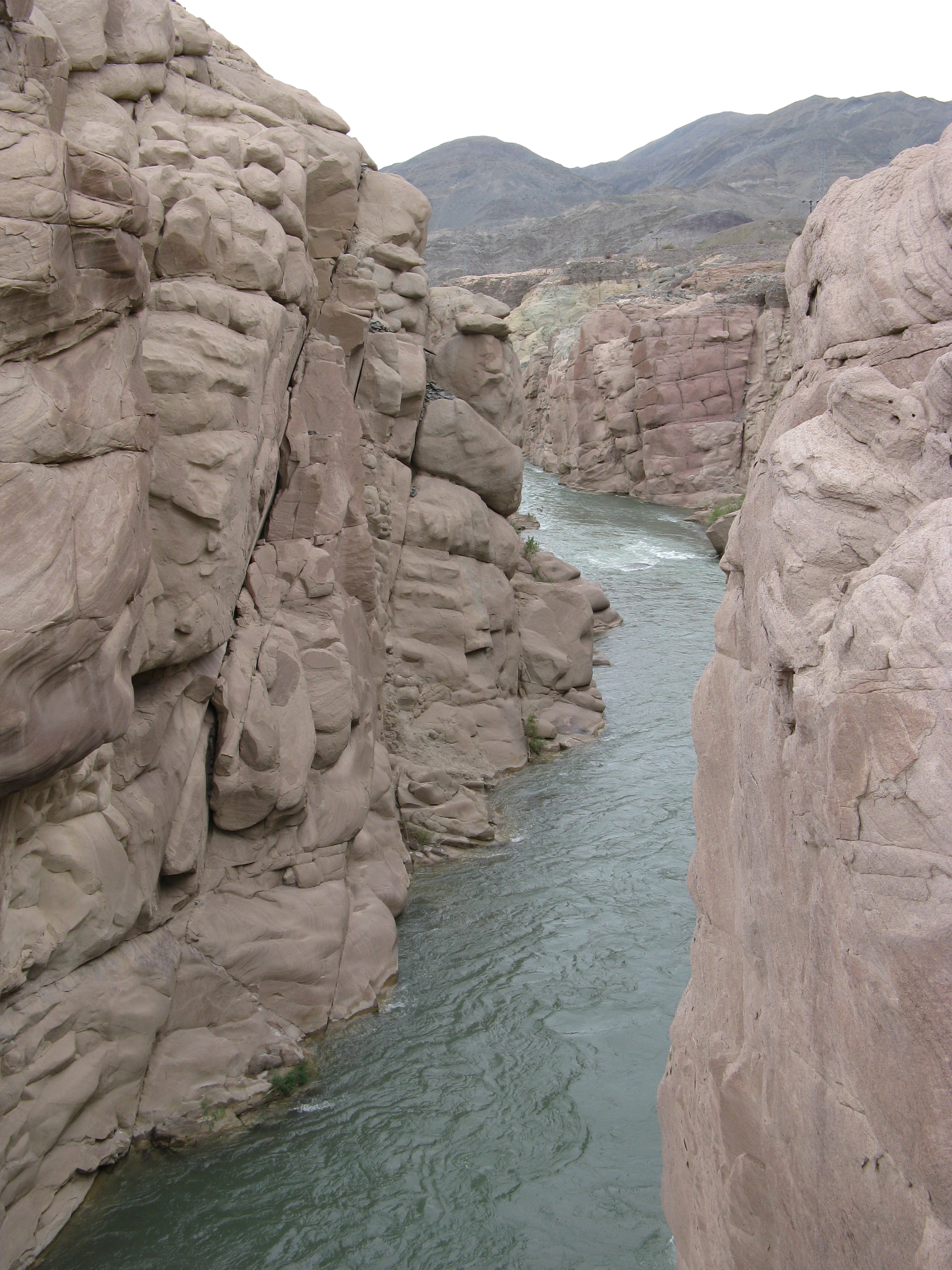
Cañón del río Jachal, Andino, Provincia de San Juan.
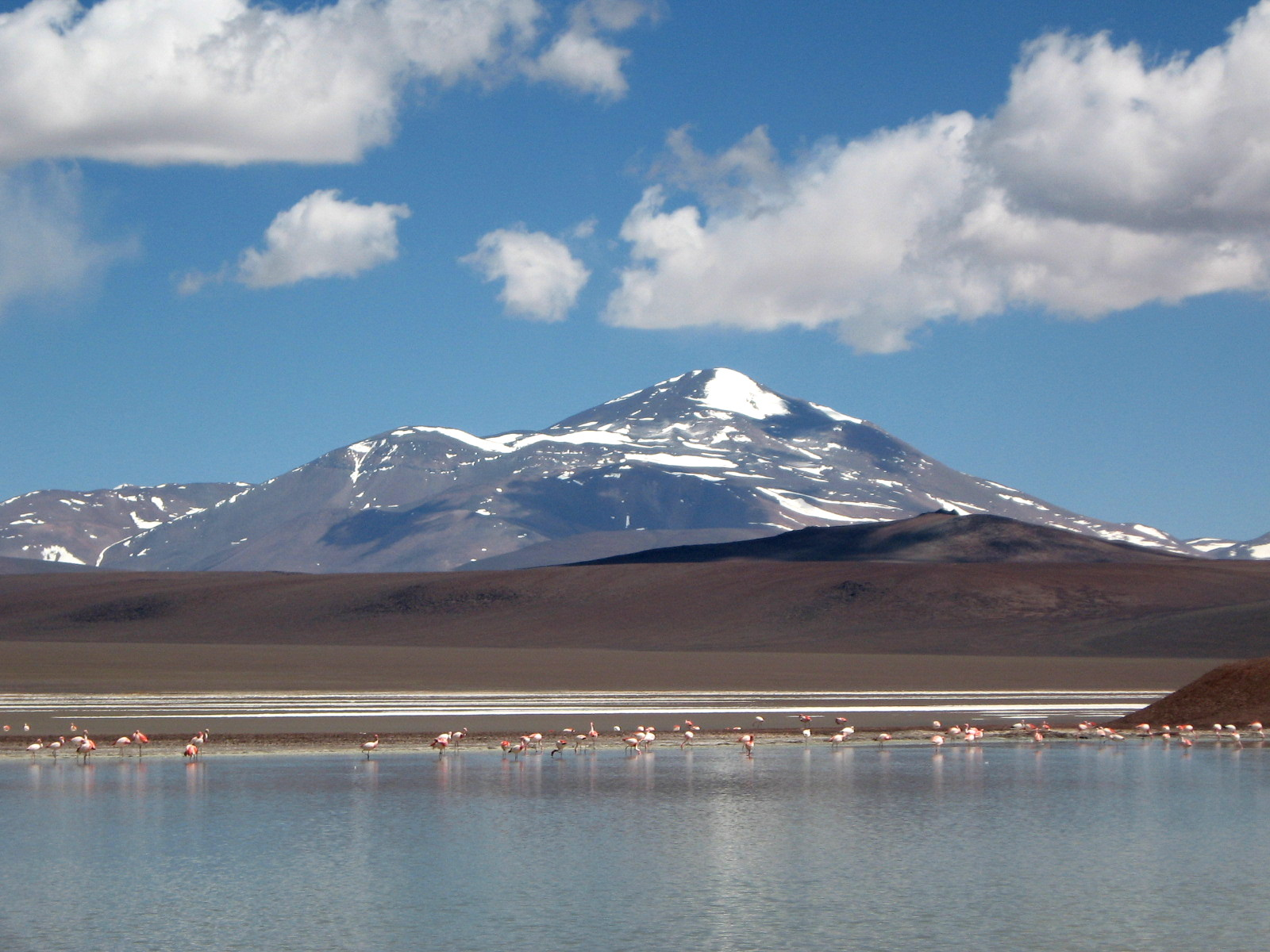
Laguna Brava (4000 msnm), humedal en la zona altoandina de la provincia de La Rioja.

### Clima
El clima de la Argentina está determinado por la posición de casi todo su territorio en la zona templada del hemisferio sur terrestre. Su gran desarrollo en latitud posibilita climas cálidos subtropicales en el norte y fríos en el sur./
Muchas regiones argentinas se caracterizan por una escasa diferencia de temperatura entre el invierno y el verano, típica de los climas oceánicos. Las precipitaciones del país dependen de dos masas de aire marítimas de escala planetaria que traen aire húmedo de los océanos: La masa de aire tropical del océano Atlántico Sur y la polar marítima del Pacífico Sur. La primera es la responsable de las lluvias abundantes y suficientes de las amplias zonas de la llanura Chaco-Pampeana. La cordillera de los Andes y otros sistemas montañosos favorecen las lluvias orográficas en unas regiones y las reducen en otras. Allí donde se ven favorecidas, se presentan climas húmedos. Las zonas donde las lluvias se reducen forman una amplia zona de climas áridos que pertenecen a la diagonal árida de América del Sur que atraviesa el país del noroeste al sudeste.
Los climas argentinos han sido clasificados por diversos autores. La más reciente de las clasificaciones es la del Instituto Geográfico Nacional (IGN) (Mapa 1) que actualiza una larga tradición de clasificaciones nacionales que, a su vez, se basan en la clasificación internacional de Köppen y Geiger.

## Símbolos patrios

### Bandera
La bandera nacional de Argentina es, junto con el escudo nacional, el himno nacional y la escarapela, uno de los cuatro símbolos nacionales de ese país. Su creación corresponde a Manuel Belgrano, quien la diseñó con los colores celeste y blanco de la escarapela nacional; si bien más tarde tuvo algunas modificaciones, y siendo su fecha de fallecimiento el 20 de junio, el día de la bandera argentina. Fue enarbolada por primera vez en Rosario, el 27 de febrero de 1812:

Siendo preciso enarbolar bandera y no teniéndola, mandela hacer blanca y celeste, conforme a los colores de la escarapela nacional. Espero que sea de la aprobación de V.E.
Manuel Belgrano. Oficio al Primer Triunvirato.

### Sol de Mayo
El Sol de Mayo, también llamado Sol incaico, es uno de los emblemas nacionales argentinos, uruguayos, y ecuatorianos presente en sus banderas y escudos. Está también presente en diversas banderas históricas y escudos estatales y militares del Perú, así como en la bandera de la Primera República filipina.
Fue creado por el grabador cuzqueño de origen peruano, Juan de Dios Rivera Túpac-Amaru (1760-1843).Según el historiador Diego Abad de Santillán, se trata de una representación del dios solar inca, Inti. La versión que figuraba en la primera moneda argentina y en su actual bandera contiene dieciséis rayos rectos y dieciséis rayos flamígeros (32 en total) intercalados que salen de un sol con rostro humano. Mientras que la versión que utiliza la bandera de Uruguay cuenta con ocho rayos rectos y ocho flamígeros, también intercalados.
La denominación «de Mayo» hace referencia a la Revolución de Mayo, ocurrida en la semana del 18 al 25 de mayo de 1810, y que marcó el inicio del proceso de independencia de España de los actuales países que en ese momento formaban el Virreinato del Río de La Plata.

### Escudo
El escudo de la Argentina  es  —junto con la bandera de la Argentina, el Himno Nacional Argentino y la escarapela de Argentina— uno de los cuatro símbolos nacionales de la República Argentina. Fue aceptado oficialmente el 12 de marzo de 1813 por la Asamblea General Constituyente de ese año. Aun así, se conservan documentos emitidos por la Asamblea que testimonian que antes de conocerse el decreto que aprobara su diseño ya se empleaba el actual escudo, habiéndose utilizado con anterioridad a este el escudo de armas del Virreinato del Río de la Plata.
El escudo de Argentina tiene la forma de una elipse en la proporción 14:11. La elipse en el eje principal se divide entre celeste (azul claro) y plata o argén (blanco) y, por lo tanto, se mantiene en los colores nacionales.
La Asamblea del Año XIII comisionó al diputado por San Luis, Agustín Donado para que se encargara de la confección del sello con el cual se autenticaría la documentación del Gobierno, el grabado definitivo de tal sello fue realizado por el orfebre peruano Juan de Dios Rivera (1760-1843), quien parece haberse inspirado en un escudo usado por los jacobinos durante la Revolución francesa.
En el AGN se halla el decreto del 12 de marzo de 1813 firmado por Hipólito Vieytes y Tomás Antonio Valle, secretario y presidente respectivamente de la Asamblea por el cual se ordena:

Que el Supremo Poder Ejecutivo use el mismo sello de este Cuerpo Soberano con la sola diferencia de que la inscripción del círculo sea la de Supremo Poder Ejecutivo de las Provincias Unidas del Río de la Plata.

El hecho de que Manuel Belgrano lo usara como símbolo central del gallardete de las tropas emancipadoras consagró el emblema, siendo adoptado por pueblos y gobiernos como símbolo de la nacionalidad argentina.

### Himno
El Himno Nacional Argentino es el himno oficial de Argentina y uno de los símbolos patrios de ese país. Fue escrito por  Vicente López y Planes en 1812 y compuesto por Blas Parera un año más tarde. Originalmente fue denominado Marcha patriótica, luego Canción patriótica nacional y posteriormente fue Canción patriótica. Una publicación en 1847 lo llamó «Himno Nacional Argentino», nombre que ha conservado y con el cual es conocido.

### Escarapela
La escarapela es un distintivo que acompaña a los símbolos nacionales de Argentina. Fue instituida por un decreto del 18 de febrero de 1812 del Primer Triunvirato de la Argentina, quien determinó que:

Sea la escarapela nacional de las Provincias Unidas del Río de la Plata de color blanco y azul celeste.

### Logo
El logo de Argentina (o Marca Argentina) es el logo oficial del estado y es usado para representar a la Marca País, creada para impulsar el turismo, principalmente, desde el exterior.
El primer logotipo fue elegido en un concurso llevado a cabo en el año 2006, llamado Concurso para la Identidad Visual de la Marca Argentina, que incluyó a algunos de los mejores diseñadores del país.
A través del Decreto Presidencial 1372/2008, publicado el 29 de agosto de 2008 en el Boletín Oficial, el gobierno argentino creó la Comisión Intersectorial de la Estrategia Marca País Argentina, formada por el Ministerio de Relaciones Exteriores y Comercio Internacional, la Secretaría de Turismo y la Secretaría de Medios de Comunicación de la Jefatura de Gabinete de Ministros.
En julio del año 2021 se seleccionó el último (y actual) logotipo mediante el Decreto 460/2021. En la selección del mismo participaron compañías nacionales como el CONICET, Aerolíneas Argentinas, también la Cámara Argentina de Turismo y la Organización Mundial del Turismo.
En el mismo decreto, el logotipo que representa a Argentina en el exterior se hizo oficial.

Artículo 1 - Créase la «Marca Argentina», cuyo Signo Oficial será el isologotipo que luce en el Anexo que forma parte integrante del presente, la que permitirá homogeneizar la imagen nacional en el mundo.

### Símbolos patrios provinciales
| Jurisdicción              | Bandera | Escudo |
| ------------------------- | ------- | ------ |
| Ciudad de Buenos Aires    |         |        |
| Catamarca                 |         |        |
| Chaco                     |         |        |
| Chubut                    |         |        |
| Córdoba                   |         |        |
| Corrientes                |         |        |
| Entre Ríos                |         |        |
| Formosa                   |         |        |
| Jujuy                     |         |        |
| La Pampa                  |         |        |
| La Rioja                  |         |        |
| Mendoza                   |         |        |
| Misiones                  |         |        |
| Neuquén                   |         |        |
| Río Negro                 |         |        |
| Salta                     |         |        |
| San Juan                  |         |        |
| San Luis                  |         |        |
| Santa Cruz                |         |        |
| Santa Fe                  |         |        |
| Santiago del Estero       |         |        |
| Provincia de Buenos Aires |         |        |
| Tierra del Fuego          |         |        |
| Tucumán                   |         |        |

## Flora y fauna

### Flora
La flora de Argentina es muy diversa y comprende árboles, arbustos, pastos y otras especies. 
Las plantas subtropicales dominan el norte del país, como parte de la región del Gran Chaco. El género Aspidosperma de árboles está bien diseminado y se halla representado por el palo de rosa y el árbol del quebracho; también son predominantes los árboles blancos y negros del algarrobo (Prosopis alba y Prosopis nigra). La sabana existe en las regiones más secas, cerca de los Andes. Las plantas acuáticas prosperan en los humedales que dotan a la región.
En la zona central del país se encuentra la Pampa húmeda, una gran pradera. Originalmente, la pampa no tenía virtualmente ningún árbol; pero debido a la intervención humana se encuentran presentes ciertas especies importadas como el sicómoro americano o el eucalipto. Uno de los árboles nativos de la zona es el ombú, un árbol de tipo perennifolio.
Los suelos superficiales de la llanura pampeana poseen una gran cantidad de humus. Esto hace que la región sea muy productiva para la agricultura.
La pampa occidental o pampa seca recibe menos de 500mm/año de precipitaciones, y es una llanura de hierbas duras o estepa. En gran parte su tussok es el mismo del Comahue, la región central de la pampa occidental, y se halla recubierta de «montes» o bosques del árbol caducifolio llamado caldén. El mismo se distribuye en una diagonal que va desde los límites meridionales de las provincias de Córdoba y San Luis hasta los límites meridionales de las provincias de La Pampa y Buenos Aires.
La mayor parte de la vegetación de la Patagonia argentina está compuesta de arbustos y hierbas, adaptadas para soportar las condiciones secas de dicho hábitat. El suelo es duro y rocoso e imposibilita la agricultura a gran escala, a excepción de los valles. Los bosques coníferos crecen en la Patagonia occidental y en la isla de Tierra del Fuego. Las coníferas nativas de la región incluyen el alerce, ciprés de la cordillera, ciprés de las guaitecas, el huililahuán, el lleuque, mañío hembra, y la araucaria, mientras que los árboles hojosos nativos incluyen varias especies de Nothofagus, entre ellos el coigüe, el lenga y el ñire.
Árboles foráneos presentes en plantaciones de la silvicultura son la Picea, el ciprés, y el pino. Las plantas comunes son el copihue y el colihue. En Cuyo, abundan los arbustos espinosos semiáridos y otras plantas xerófilas. A lo largo de varios oasis, las hierbas y árboles de río crecen en números significativos. El área presenta las condiciones óptimas para el crecimiento a gran escala de las vides de uva. En el noroeste de la Argentina hay muchas especies del cactus. En las elevaciones más altas (sobre 4000 m s. n. m.), no crece ninguna vegetación importante debido a la altitud extrema, y los suelos están virtualmente desprovistos de cualquier vida de plantas.
La mayor parte de la Argentina se encuentra dentro de la región fitogeográfica Neotropical (Cabrera, 1976), hallándose 4 dominios representados en esta región. La mayor riqueza florística de la Argentina se halla en selvas subtropicales del dominio Amazónico situado en el norte del país. El dominio Chaqueño es a su vez la formación más extensa, con bosques subtropicales caducos, estepas y sabanas desde el océano Atlántico a la región andina, y desde los límites con Bolivia y Paraguay hasta el norte de la provincia de Chubut. Al sur y oeste de Argentina se encuentra el dominio Andino patagónico, que comprende los desiertos de altura de los Andes, la Puna y las estepas patagónicas, y el dominio Subantártico que comprende una angosta franja de bosques templados caducifolios y perennifolios a lo largo de los Andes patagónicos.
- El ombú, propio de la pampa argentina.
- Quebracho colorado chaqueño.
- Araucarias en Neuquén.
- Caldén, en La Pampa.
- Lengas en Tierra del Fuego.
- Lahuán o la conífera llamada alerce patagónico, en Chubut.
- Palmeras yatay en Entre Ríos
- Cury, prospera desde el este de la provincia de Misiones.
- Jacarandá, árbol endémico del país que fue introducido en otras partes del mundo.

### Fauna
El territorio argentino incluye una gran variedad de biomas y biotopos, debido a su extensión y variedad climática condicionada por factores tan diversos como la latitud, altitudes, condiciones edafológicas, etc. Esta variedad tiene como consecuencia una importante diversidad en la fauna autóctona. Para entender la existencia de las especies animales es necesario entender cómo es la red trófica de cada ecosistema y dentro de ella, la de cada biotopo, pero en el caso de Argentina una explicación en detalle resulta casi imposible precisamente debido a su gran diversidad ecológica.
Buena parte de la fauna de mamíferos argentinos llegaron hace miles o millones de años desde América del Norte; siendo relativamente pocos los que procediendo del antiguo megacontinente de Gondwana han sobrevivido hasta el presente. Entre estos últimos, los más destacados son los armadillos, osos hormigueros, y marsupiales como las zarigüeyas, el monito del monte o la comadreja colorada y primates (todos platirrinos). 
De este modo el territorio argentino (como el de todo el Cono Sur) es señalado como parte de la región faunística y la ecozona neotropical, el clima templado y frío de gran parte del territorio han generado endemismos y evoluciones convergentes y han permitido rápidas aclimataciones de especies provenientes de la región holártica, ya sea de las debidas desde hace ca 9 millones de años por el Gran Intercambio Americano o a las producidas hace medio milenio y hasta el presente. 
En el norte tropical y mayormente subtropical se encuentra una gran cantidad de especies animales. Hay grandes felinos como el yaguareté, el puma, y el ocelote; grandes cánidos como el aguará guazú o lobo de crin, el úrsido llamado oso de anteojos; primates como los monos aulladores y el mono caí; reptiles grandes como dos especies de yacarés. Otros animales son el tapir, los carpinchos, dos especies de osos hormigueros, el hurón mayor, tres especies de pecaríes, la nutria gigante, el coatí, y varias especies de tortugas.
En la zona subtropical de la Argentina existen muchas aves como el águila harpía (la mayor ave predadora del continente), decenas de especies de diminutos colibríes, tres especies de flamencos, cinco especies de tucanes y diversas especies de loros. Las praderas centrales están pobladas por los tatúes, el colo colo, y el ñandú o avestruz sudamericana. Los halcones, diversos patos así como las garzas y las perdices, también habitan la zona, al igual que varias especies de ciervos y zorros. Algunas especies se extienden hacia la Patagonia.
Las montañas occidentales son el hogar de diversos animales. Entre ellos están la llama, la taruca, el guanaco y la vicuña, que son algunas de las especies más reconocibles de Sudamérica. También en esta región están el gato andino y el cóndor. Este último es el ave voladora de mayor tamaño del mundo, así como también una de las que vuela hasta mayores alturas.
En la Argentina meridional habitan el puma, el huemul, el pudú (el ciervo más pequeño del mundo) y el introducido jabalí. La costa de la Patagonia es rica en vida animal: el elefante marino, el lobo marino, el león marino, y diversas especies de pingüinos. En el extremo sur se encuentran los cormoranes, que se alimentan de peces.
Las aguas territoriales de la Argentina tienen abundante vida oceánica; están los mamíferos como los delfines y las ballenas. Una de las ballenas más destacadas es la ballena franca, junto con las orcas son el gran atractivo turístico de península Valdés y Puerto Madryn. Los peces marinos incluyen las sardinas, las merluzas, los salmones, y los cazones; también está presente el calamar y la centolla en Tierra del Fuego. Los ríos y las corrientes en la Argentina tienen muchas especies de peces de agua dulce como las truchas y un pez sudamericano como el dorado. Según la cultura general, el pez Nacional Argentino es el Surubí.

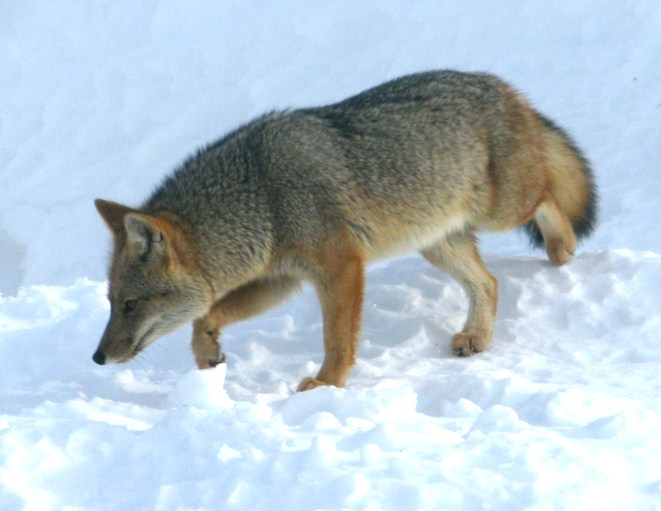
Zorro colorado fueguino.
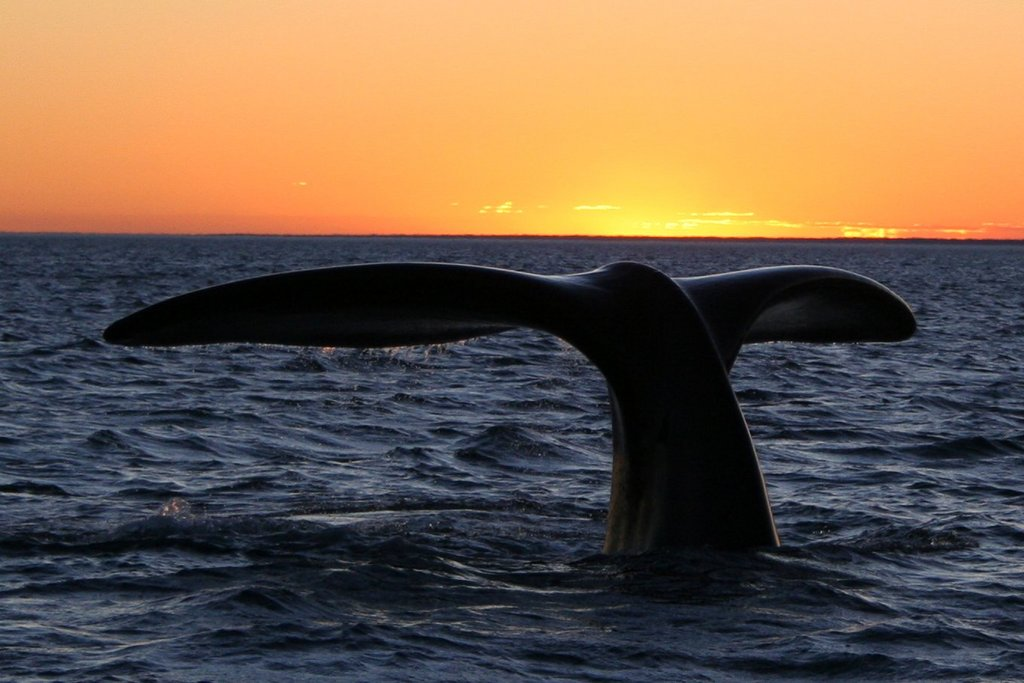
Ballena franca austral.
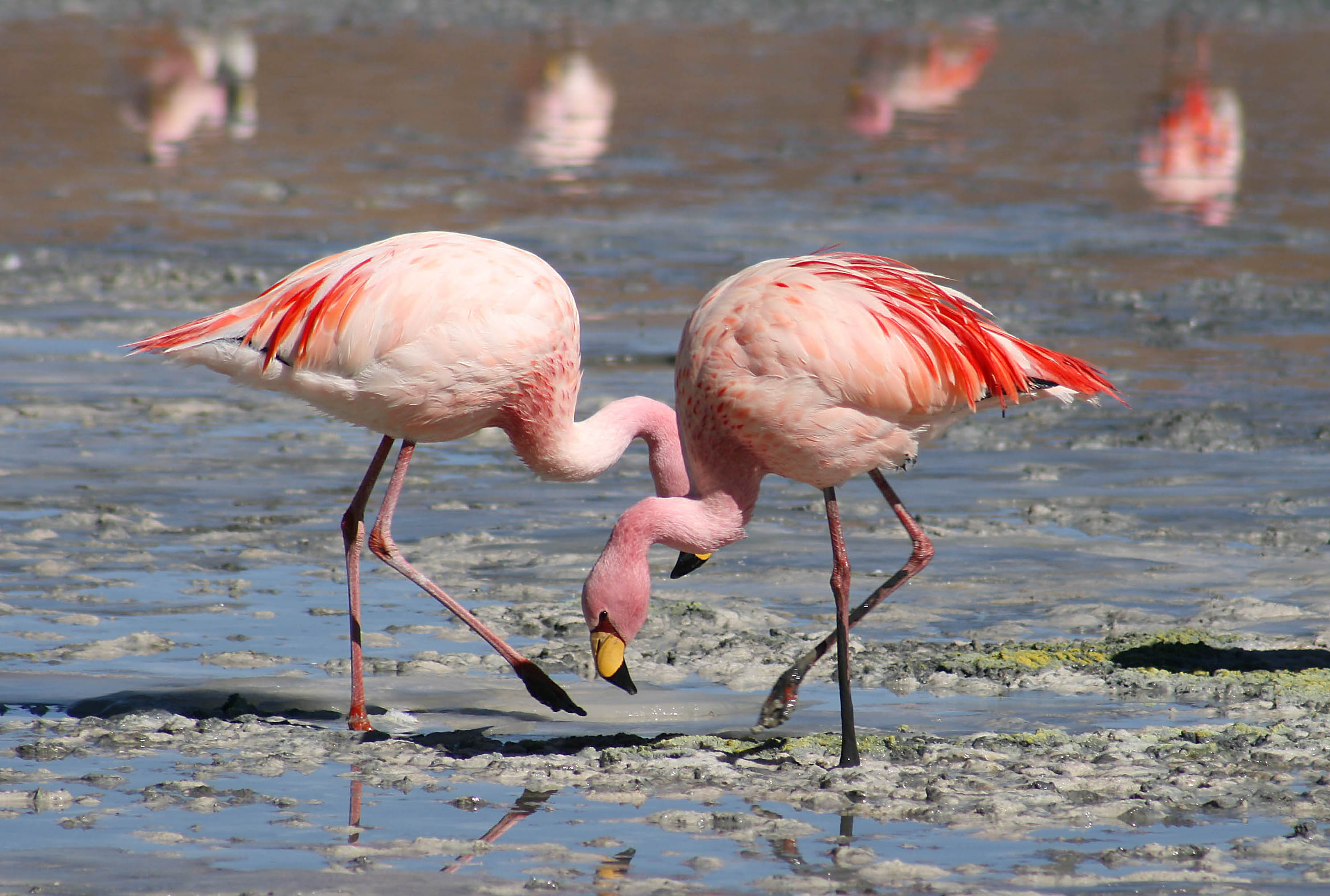
Flamencos de la puna.
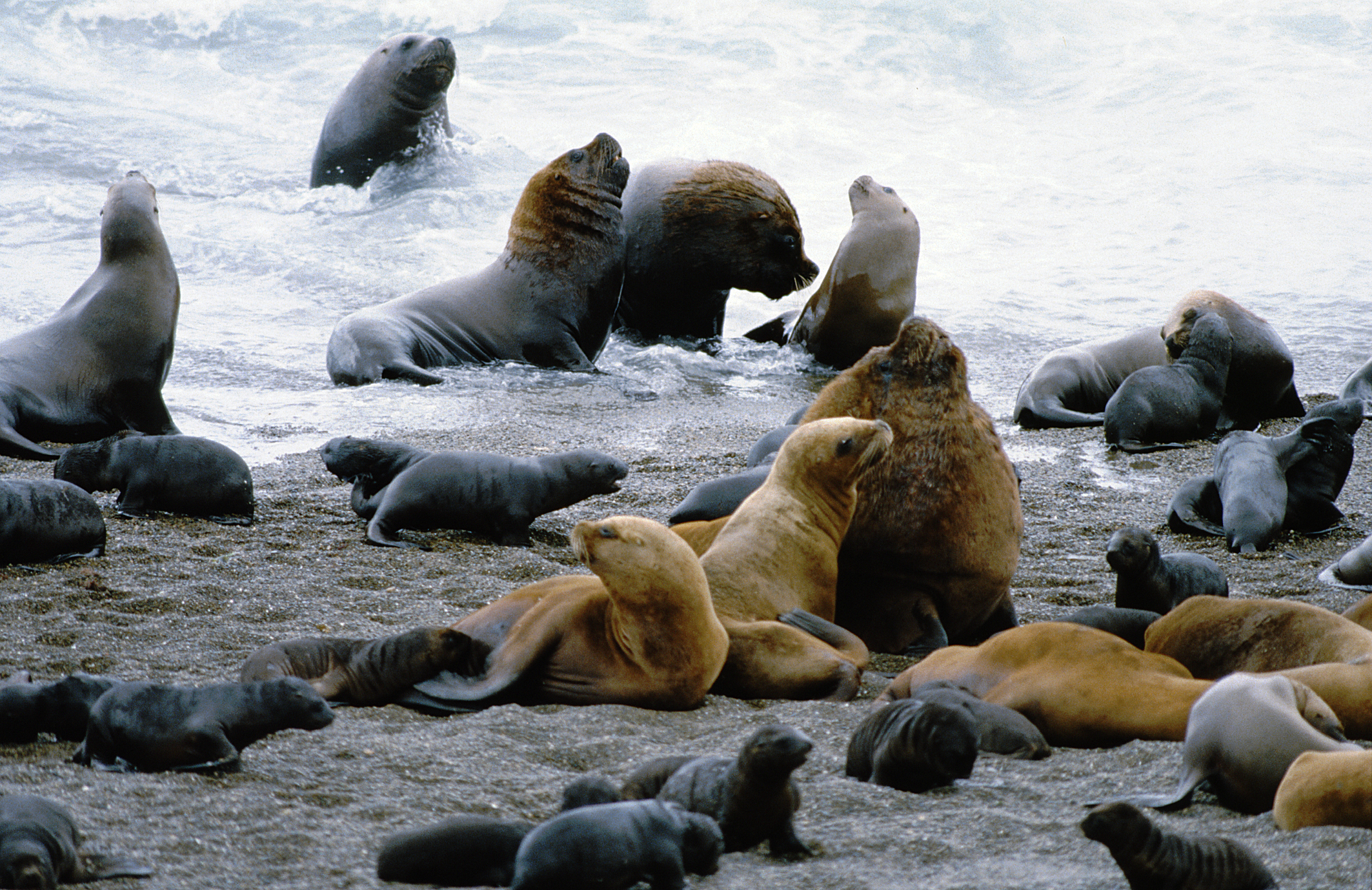
Lobos marinos de un pelo en la península de Valdés
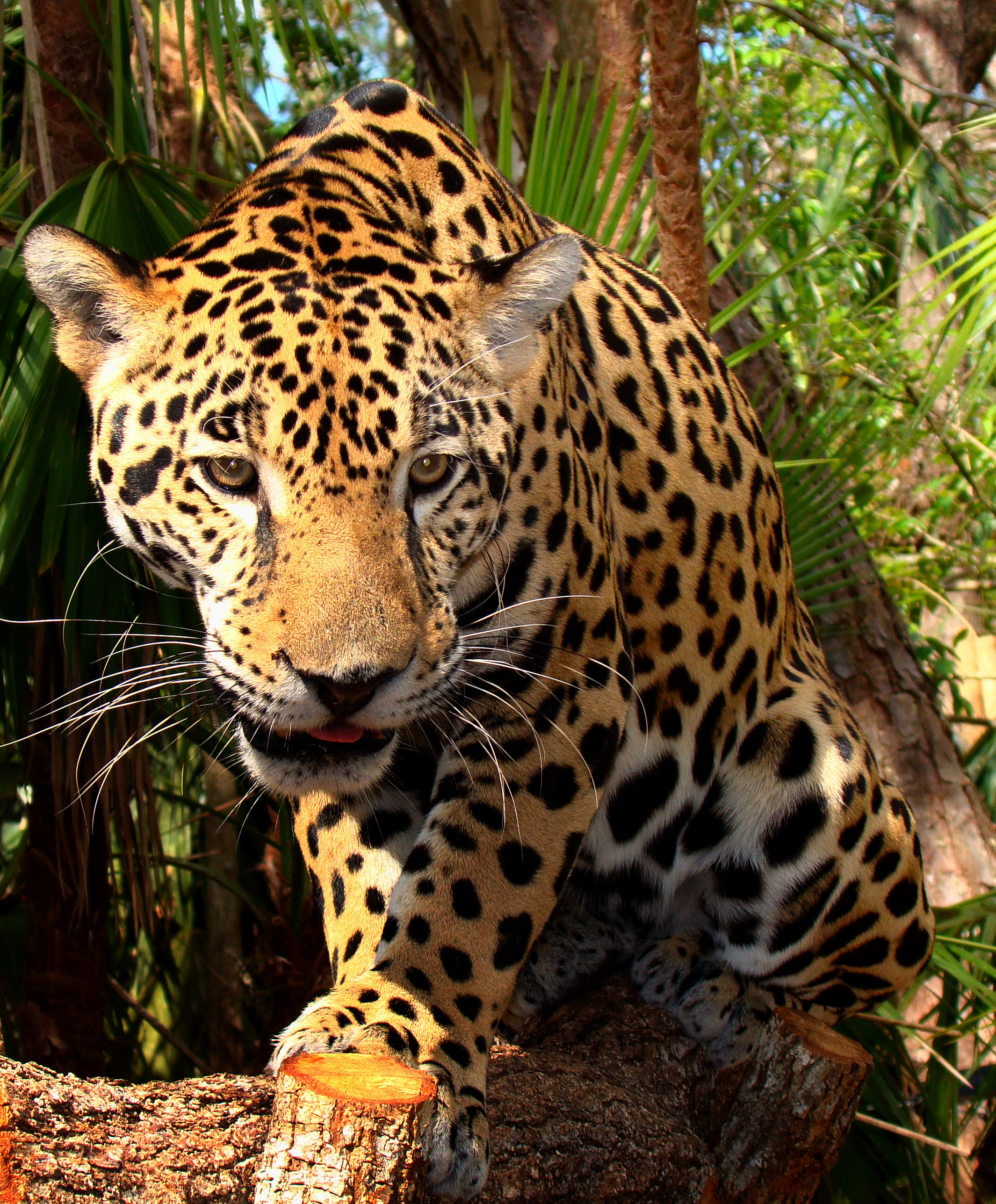
Yaguareté, habitante del norte argentino.
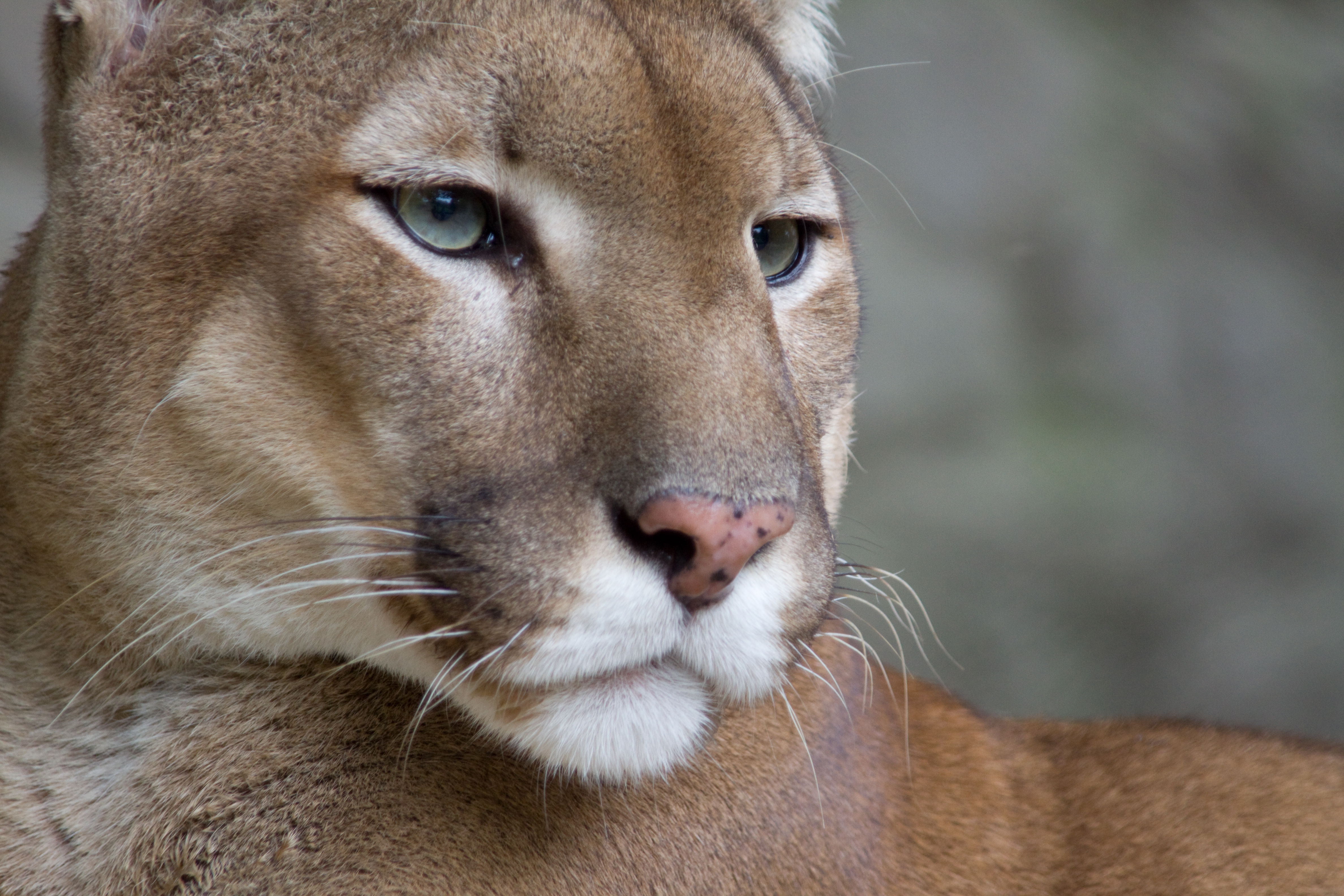
El puma habita en casi todo el país.
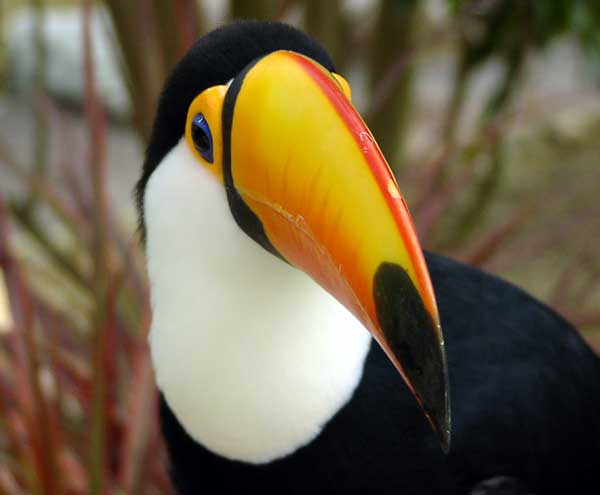
Tucán de Formosa.
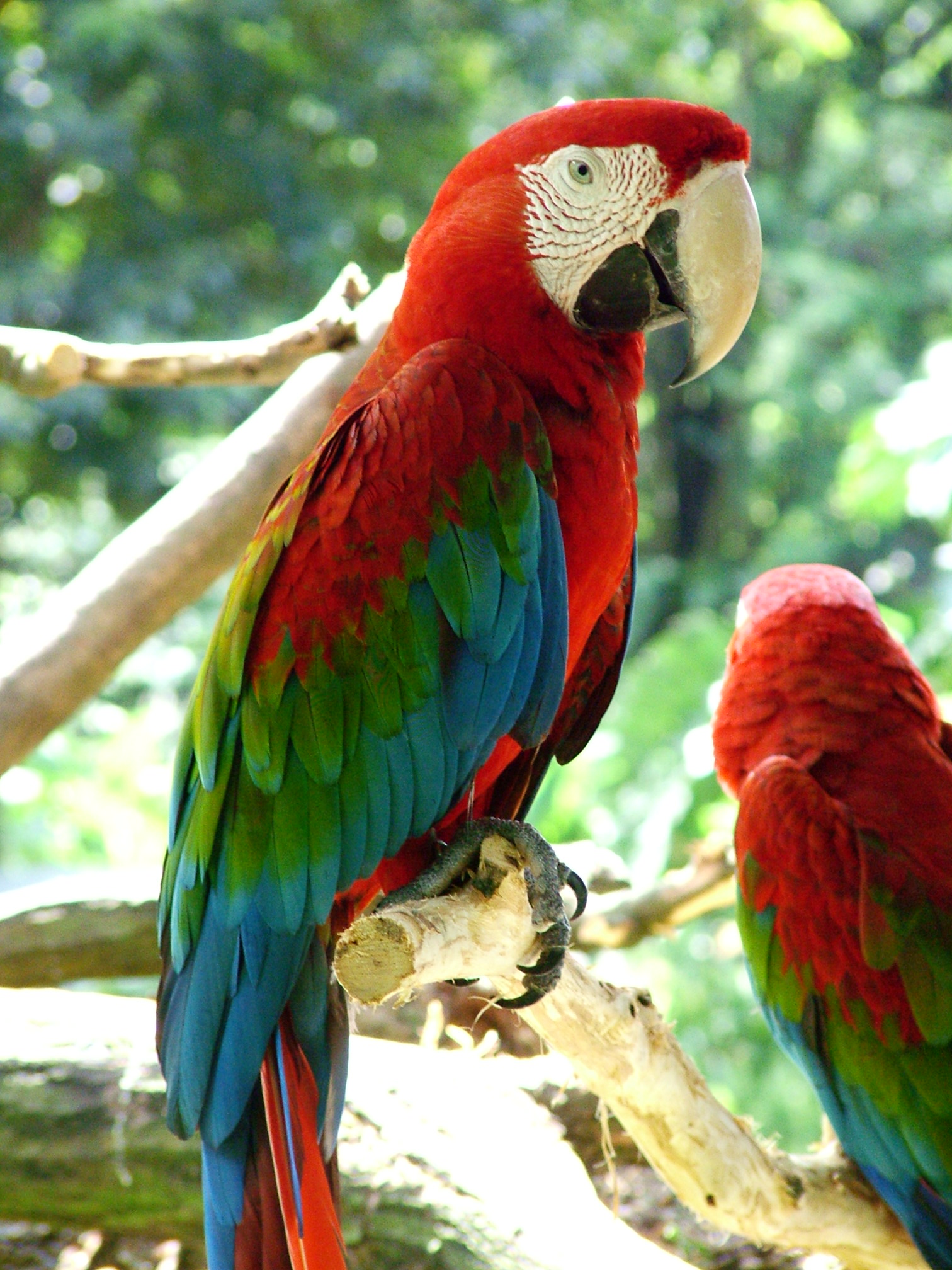
Guacamayo Rojo de Corrientes.
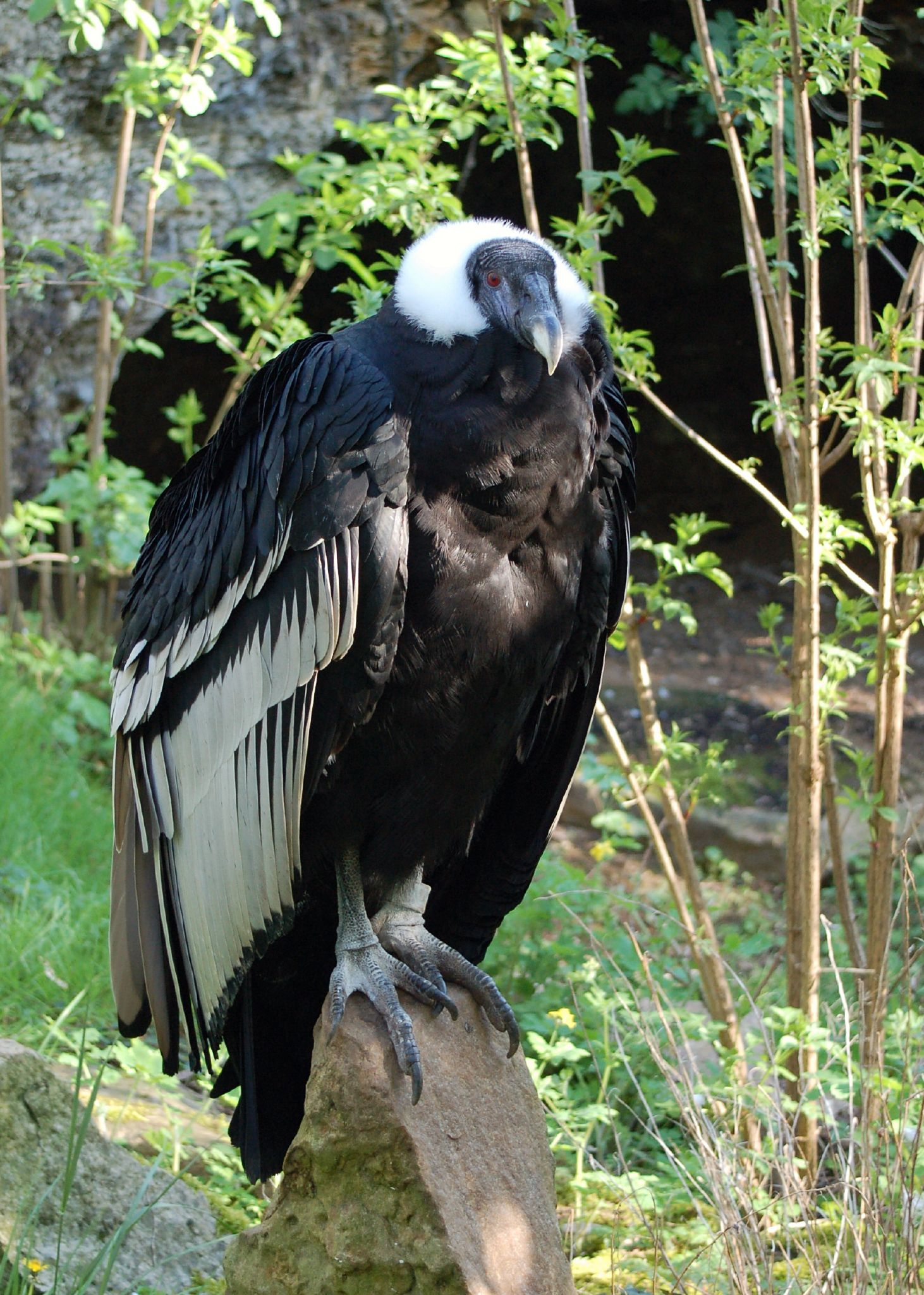
Cóndor andino.

### Bosques
Los bosques de Argentina son el conjunto de ecosistemas de tipo boscoso de la Argentina. Los bosques de Argentina se ubican en la región fitogreográfica neotropical y antártico. Argentina cuenta con siete regiones forestales de bosque nativo: el bosque andino patagónico, el bosque chaqueño, el monte, la selva misionera, la selva tucumana-boliviana, el espinal y el monte blanco o bosque ribereño del Río de la Plata. Argentina es un país con cubierta forestal reducida (PCFR),: 16  es decir, que en la actualidad el área forestal nativa representa menos del 10 % de la superficie total del país, en un total de aproximadamente veintiséis millones de hectáreas. Ocupa la posición número 22 de países según superficie forestal.
La Argentina es el noveno país con mayor riqueza y biodiversidad natural, la mayoría de la cual se encuentra en sus bosques. Los bosques de Argentina prestan numerosos servicios ambientales, y contienen 25 928 636 gigagramos (Gg) de CO2. Las provincias que concentran la mayor parte de los bosques nativos son Chaco, Formosa, Santiago del Estero, Salta, Misiones, Santa Fe y La Pampa. Santiago del Estero es la provincia con más superficie de bosques, con 7.7 millones de hectáreas.
Argentina cuenta además con 1 287 232 hectáreas de bosques implantados (casi en su totalidad con especies alóctonas), según datos actualizados del Inventario Nacional de Plantaciones por Superficie. De estos bosques implantados, el 79 % se encuentra en las provincias de Misiones, Corrientes y Entre Ríos.

## Economía

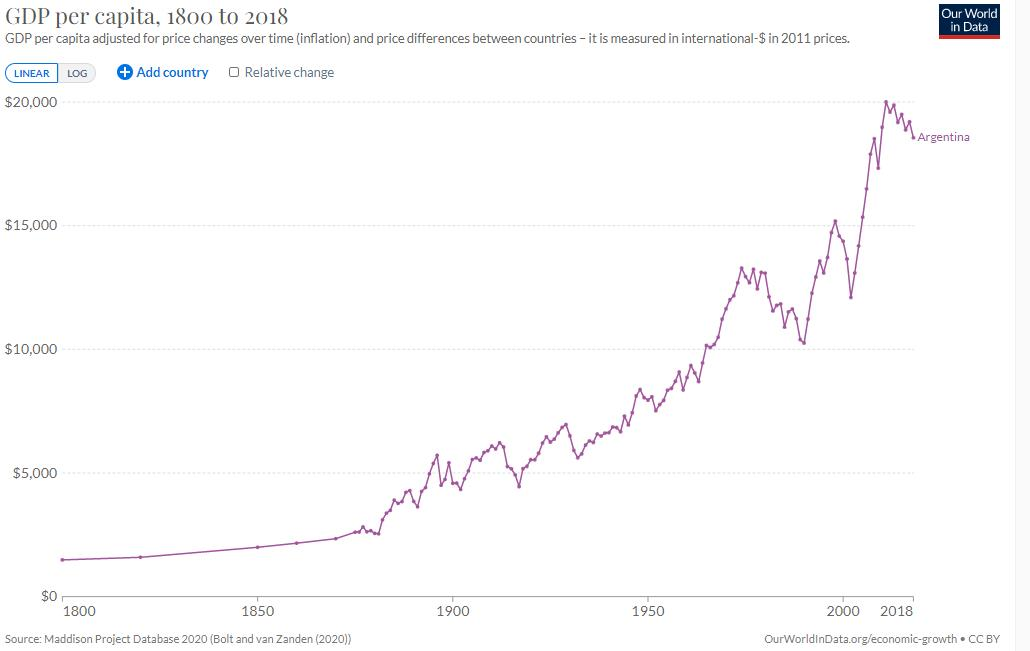
Evolución histórica del PIB per cápita de Argentina

La economía de Argentina es la segunda en tamaño de América del Sur según datos de 2023, solo superada por Brasil. Junto con este, son los únicos países sudamericanos en integrar el G‑20, que reúne a la mayoría de las economías más grandes, ricas e industrializadas del planeta. Argentina cuenta con grandes recursos naturales y se beneficia de ello —especialmente de sus extensas llanuras de tierras fértiles—, tiene un sector orientado a la explotación y exportación agrícola de avanzada tecnología, con exportaciones de los servicios basados en el conocimiento (SBC) y tecnología con una proyección de exportaciones por más de siete mil millones en 2022. considerable desarrollo de su industria nuclear y satelital, una base industrial diversificada sustitutiva de importaciones, un desarrollo científico-tecnológico considerable por no tratarse de un país desarrollado, y una población alfabetizada virtualmente en su totalidad, con una considerable tasa de afiliación sindical. Según el índice de clasificación de mercados por país de la MSCI, la economía de Argentina pasó de ser considerada «mercado emergente» a ser parte de la categoría «standalone» en 2021.
A principios del siglo XX, Argentina era uno de los países con mejores perspectivas, pero al mismo tiempo con una economía rural con poca industrialización, basada en grandes latifundios denominados «estancias», muy concentrada social y territorialmente, Hacia la misma época la economía argentina representaba poco menos de la mitad de los de Australia y Estados Unidos. Entre 1975 y 2002, varias depresiones económicas afectaron su desenvolvimiento. En el año 2016, el Banco Mundial calificó a la Argentina como una economía de ingresos medios. En ese mismo año, el país tenía una renta per cápita de más de dieciséis mil dólares estadounidenses (USD) en paridad de poder adquisitivo (PPA).
Según un informe anual de la ONU sobre el Desarrollo Humano para el año 2021, Argentina es la cuarta nación iberoamericana con más alto índice de desarrollo humano detrás de España, Chile y Portugal, y por delante de Uruguay.
En exportaciones e importaciones, en 2020, Argentina fue el 46.º mayor exportador y el 52.º mayor importador más grande del mundo. En términos industriales, el Banco Mundial enumera los principales países productores cada año, sobre la base del valor total de la producción. Según la lista de 2019, Argentina tiene la 31.ª industria más valiosa del mundo (75 400 MUSD). Es uno de los mayores productores de soja del mundo, después de los Estados Unidos y Brasil, con 48 millones de toneladas en el año 2011. El país es uno de los mayores exportadores de carne en el mundo y su producción se ha reconocido numerosas veces como la de mejor calidad. Es el primer productor mundial de yerba mate, y es uno de los 5 mayores productores del mundo de soja, maíz, limones, pera y semilla de girasol, el más grande productor de trigo y lana en Latinoamérica, entre otros cultivos. Es el mayor productor de vino en América Latina, quinto en el mundo y el principal productor de biodiésel a nivel global. A nivel continental, en 2014 se encontraba en cuarto lugar en producción de petróleo (después de Brasil, Venezuela y Colombia) y posee la tercera reserva de gas más grande del planeta. El Yacimiento Aguilar en Jujuy es la mayor concentración de minerales de plomo y zinc de Sudamérica y el Bajo de la Alumbrera en Catamarca es uno de los yacimientos para la extracción más grandes de oro y cobre en América Latina, siendo la Argentina el decimotercer mayor productor de oro del mundo. Argentina es el más importante productor de software de Sudamérica y ocupa el segundo puesto en cuanto a fabricación de autopartes, después de Brasil.
El país mantiene una deuda externa de aproximadamente 120 000 MUSD (2009), equivalente al 38.7 % del PIB. El monto de la misma se debe principalmente a las operaciones realizadas durante la última dictadura cívico-militar (1976‑1983), período en el cual la deuda creció un 364 % y a una toma masiva de préstamos externos durante los dos gobiernos sucesivos de Carlos Menem, debido a la política de dólar barato llevada adelante por la ley de convertibilidad. En este último el crecimiento de la deuda fue del 123 %. La relación entre el PIB y la deuda externa alcanzó su punto crítico en enero de 2002 cuando representó el 190 % del PIB. Desde entonces una combinación de reducción de la deuda, moderación en la toma de nuevos créditos y aumento considerable del PIB, redujeron la deuda externa a poco menos del 41.5 % del PIB.
La inflación es otro de los problemas que ha enfrentado la economía argentina. En el año 2023 cerró con la inflación más alta de América con 211.4 % de inflación, en el año 2022 fue de 94.8 %, el año 2020 se registró una inflación anual de un 36.1 %, mientras que la de 2019 fue de un 53.8 %. Entre los años 1945 a 1975, la tasa anual promedio fue de dos dígitos, con un gran pico de tres dígitos en 1959 (129.5 %), y picos superiores al 30 % en 1948 (31 %), 1951 (36.7 %), 1952, 1966 (31.9 %), 1971 (34.7 %), 1972 (58.5 %) y 1973 (60.3 %).
La población argentina, en cierta forma, se encuentra acostumbrada a los altibajos que de vez en cuando afectan a la economía nacional. Sus ciudadanos saben cómo actuar frente a nuevas situaciones desfavorables que luego vuelven a retornar a la normalidad. Diversas irregularidades en las estadísticas han propiciado que el Fondo Monetario Internacional, en una medida sin precedentes, haya recomendado suspender al país del derecho al voto y otros derechos relacionados dentro del organismo.
En 2002 durante el momento más crítico de la crisis, los valores de pobreza estaban cercanos al 54 % y los de desempleo del 21.5 %. Durante los años siguientes estos indicadores sociales lograron reducirse muy considerablemente. En el país, los índices de indigencia y la pobreza se miden a partir de la información del Índice de Precios al Consumidor (IPC) que realiza el INDEC a partir de la estimación de la Canasta Básica de Alimentos y la Canasta Básica Total. En el primer semestre de 2012, el índice de pobreza se ubicó en el orden de 6.5 %, siendo la más baja de América Latina para ese año, por debajo de Uruguay (6.7 %). Según la Cepal (que realiza la medición a partir de la Encuesta Permanente de Hogares del propio INDEC) la pobreza en la Argentina en 2012 fue la más baja de América Latina para ese año, por debajo incluso de Uruguay (5.7 %). En octubre de 2013, el INDEC decidió discontinuar la publicación de los indicadores de pobreza e indigencia debido a discrepancias en la metodología. En enero de 2016, tras el cambio de gobierno, el INDEC fue intervenido y modificó la metodología de medición, lo cual dio como resultado que en el segundo trimestre de 2016 se calculaba un índice de pobreza del 32.2 %. Este índice colocó al país levemente por encima del promedio de población en condiciones de pobreza en Latinoamérica, 28 % según Cepal. La metodología fue criticada por diversos sectores, que señalaban que por razones políticas se mostraba una sobreestimación de los índices de pobreza e indigencia, atribuyendo la situación a la gestión previa.
El Banco Mundial considera de «clase media» a aquellas personas que reciben un ingreso por día y per cápita de entre 10 y 50 USD; con este parámetro, el Banco Mundial estableció a fines de 2012 que Argentina había duplicado su clase media desde 2003, representando un aumento de 9.3 millones de personas (25 % de la población) siendo el mayor crecimiento de la Región.

### Agricultura y ganadería
La agricultura de Argentina se basa principalmente en la producción de granos (cereales y oleaginosas) y la cadena de la soja en conjunto (porotos, semillas, aceite, pellets alimenticios, harina y biodiésel), uno de los principales encadenamientos productivos del país. La producción de alimentos agropecuarios es, tradicionalmente, uno de los puntales de las exportaciones argentinas. Argentina es uno de los líderes en el mercado mundial de granos, aceites y subproductos. La agricultura y ganadería en Argentina son intensivas y en 2018 el sector representaba el 6.14 % del PIB. Hacia julio de 2016, el sector agrario empleaba, junto a la silvicultura, la caza y la pesca, a 337 196 personas, sobre una fuerza laboral de 17.47 millones de personas, lo que representaba a menos del 2 % del total. Al 2023, el 7.54 % de la población argentina vivía en áreas rurales, uno de los porcentajes más bajos del mundo. El Ministerio de Agricultura, Ganadería y Pesca es la organización del gobierno nacional a cargo de la supervisión de la agricultura.
Argentina es el primer productor mundial de yerba mate, es uno de los cinco mayores productores del mundo de soja, maíz, limones, pera y semilla de girasol, uno de los diez mayores productores del mundo de uva, cebada, alcachofa, tabaco y algodón, y uno de los quince mayores productores del mundo de trigo, caña de azúcar, sorgo y pomelo. Argentina es el tercer productor más grande de soja en el mundo, con 37.7 millones de toneladas producidas (está por detrás de Estados Unidos y Brasil); el cuarto mayor productor de maíz en el mundo, con 43.5 millones de toneladas producidas (por detrás de Estados Unidos, China y Brasil); el duodécimo productor de trigo en el mundo, con 18.5 millones de toneladas producidas; el undécimo mayor productor mundial de sorgo, con 1.5 millones de toneladas producidas; el décimo productor más grande de uva en el mundo, con 1.9 millones de toneladas producidas; además de haber producido diecinueve millones de toneladas de caña de azúcar, principalmente en la provincia de Tucumán. Argentina produce cerca de dos millones de toneladas de azúcar con la caña producida. En el mismo año, Argentina produjo 4.1 millones de toneladas de cebada, siendo uno de los veinte mayores productores de este cereal en el mundo. El país también es uno de los mayores productores mundiales de semillas de girasol: en 2010, fue el tercer productor mundial, con 2.2 millones de toneladas. En 2018, Argentina también produjo 2.3 millones de toneladas de patata, casi dos millones de toneladas de limón, 1.3 millones de toneladas de arroz, un millón de  toneladas de naranja, 921 000 toneladas de maní, 813 000 toneladas de algodón, 707 000 toneladas de cebolla, 656 000 toneladas de tomate, 565 000 toneladas de pera, 510 000 toneladas de manzana, 491 000 toneladas de avena, 473 000 toneladas de frijoles, 431 000 toneladas de mandarina, 302 000 toneladas de yerba mate, 283 000 toneladas de zanahoria, 226 000 toneladas de melocotón, 194 000 toneladas de mandioca, 174 000 toneladas de aceitunas, 174 000 toneladas de plátano, 148 000 toneladas de ajo, 114 000 toneladas de pomelo, 110 000 toneladas de alcachofa, además de producciones menores de otros productos agrícolas.
En ganadería, Argentina es el 4.º productor mundial de carne de vacuno, con una producción de tres millones de toneladas (solo por detrás de Estados Unidos, Brasil y China), el 4.º productor mundial de miel, el 10.º productor mundial de lana, el 13.er productor mundial de carne de pollo, el 23.er productor mundial de carne de cerdo, el 18.º mayor productor de leche de vaca y el 14.º productor mundial de huevo de gallina.
Argentina es uno de los diez productores de vino más grandes del mundo (fue el quinto productor más grande del mundo en 2018). A lo largo de los años, la producción de vinos finos ha dado grandes saltos de calidad. Mendoza es la región vinícola más grande, seguida de San Juan.
En el año 2002, el Censo Nacional Agropecuario realizado por el Instituto Nacional de Estadística y Censos estimó que en las explotaciones agropecuarias residen 1 233 589 personas, siendo las provincias de Buenos Aires, Córdoba, Mendoza, Misiones y Santa Fe las que concentran la mayor cantidad de establecimientos agropecuarios.
Una parte sustancial de la producción agrícola se exporta sin manufacturación en forma de granos (soja, maíz, trigo y girasol), representando el 15% de las exportaciones totales. El resto se destina como materia prima, principalmente a la industria de la alimentación. La soja se diferencia sustancialmente del resto de los productos agropecuarios por el hecho de que no se consume en el mercado interno y por lo tanto prácticamente la totalidad se exporta. Por el contrario, los cereales, lácteos y la carne vacuna constituyen la base de la dieta alimentaria de la población, razón por la cual una parte considerable se destina al consumo en el mercado interno.
Argentina se ha caracterizado lo largo de todo el siglo XX por ser uno de los principales exportadores de carne vacuna del mundo. Asimismo la carne argentina sigue siendo reconocida como la de mejor calidad en el mundo.

### Petróleo
En la actualidad, el petróleo en Argentina, junto con el gas natural y los productos petroquímicos, son el segundo mayor producto de exportación, responsables de un 20 % del total, de las cuales solo el 4.6 % se exporta en bruto, sin industrialización. Argentina posee una considerable riqueza petrolera y gasífera, que le permite organizar una cadena de producción petroquímica que, junto a la cadena de la soja y la industria metal-mecánica, constituyen la base de la economía nacional.
Los principales yacimientos se encuentran en el este de la provincia del Neuquén, el golfo de San Jorge y el noreste de la provincia de Salta. Otras cuencas significativas son la cuenca marítima del norte de Tierra del Fuego, el centro de la provincia de Mendoza, la provincia de Santa Cruz en inmediaciones de Río Gallegos, el noroeste de Formosa y el extremo norte de Río Negro. La provincia del Neuquén concentra cerca de la mitad de toda la producción de hidrocarburos. Una red de oleoductos y gasoductos transporta los productos a Bahía Blanca, donde se encuentra el principal polo petroquímico, y a la conurbación industrial que se extiende entre Rosario y La Plata, y que tiene como núcleo principal el Gran Buenos Aires.
Argentina posee la tercera reserva de gas más grande del planeta. Según estimaciones del Departamento de Energía de los Estados Unidos, la Argentina ocupa el cuarto puesto mundial en reservas de petróleo no convencional y el segundo en gas pizarra. El país cuenta con reservas por 27 000 millones de barriles de petróleo no convencional.
Entre 2010 y 2020, se produjo un proceso de renacionalzación del negocio de hidrocarburos. En 2012 se produjo la estatización de YPF, la más importante empresa de hidrocarburos del país; en 2013 el grupo argentino Bridas compró los negocios de la estadounidense ExxonMobil en la Argentina, Paraguay y Uruguay, incluyendo 530 bocas de expendio en Argentina. En 2015 la argentina Pampa Energía oficializó la compra de Petrobras Argentina por 892 MUSD y alrededor de cien estaciones de servicio.
Hacia el año 2015 YPF alcanzó un 62.5 % de participación de mercado argentino de naftas prémium y 55.7% de nafta súper. Durante el primer cuatrimestre de 2016, YPF mostró una caída en sus ganancias operativas del 63.8 %. En el primer semestre de 2017 la producción de petróleo y gas en Argentina fue la peor en veinticinco años y estuvo apenas por encima de 1981, retrocediendo su nivel de producción treinta y seis años.
Se han perforado 260 pozos en la zona de recursos no convencionales de Vaca Muerta, con una inversión de tres mil millones de dólares; para este emprendimiento,  YPFse ha asociado a empresas como Chevron, Dow Chemical Company y Petrobras. YPF aumentó su producción en un 5.6 % en 2014 con respecto a la producción de 2011, mientras que la producción de gas se elevó al 31 % para el mismo periodo. Para ello se adquirieron el triple de equipos de perforación, pasado de 25 que había en 2011 a 75 para 2014.
La extracción de crudo disminuyó en un 1.44 % durante 2014, según datos de la Secretaría de Energía. No obstante, si se pone el foco en la producción por provincias, Chubut es la mayor productora, con un incremento de un 2.8 %, pero en Santa Cruz hubo un retroceso del 3.18 %. La producción de la provincia de Neuquén creció un 2.24 % gracias a los recursos no convencionales. En Mendoza la extracción de crudo también bajó en un 3.7 %. Las cuatro provincias citadas anteriormente representan poco más de ocho de cada diez metros cúbicos que se extraen. YPF fue la empresa que experimentó un mayor crecimiento en producción de hidrocarburos, con un alza del 8.85 % (gracias también a la adquisición de activos de Petrobras), mientras que Pan American Energy que explota en Cerro Dragón, provincia de Chubut registró un aumento del 2.69 %, mientras que Pluspetrol y Sinopec registraron bajas del 4.7 % y 15 %.
Para 2018, la extracción de crudo disminuyó un 8.1% con respecto al 2014. No obstante creció un 2.1% con respecto al año pasado, siendo el primer año de crecimiento desde más de una década. En Gas Natural, la extracción superó la de 2014 en 13.5% (y en un 5.3% la del año anterior). El incremento en los montos extraídos, se explica fundamentalmente por el desarrollo de Vaca Muerta y la incorporación de nuevos yacimientos en la Cuenca Austral y fueron el resultado de la aplicación de importantes incentivos por parte del Estado Nacional.
La producción de petróleo de Argentina en 2017 fue de 580 000 barriles por día, cayendo a 469 000 barriles por día en 2020 por falta de inversiones. La producción de gas natural también cayó entre 2015 y 2020, a poco menos de 798 000 barriles de petróleo equivalente en 2020. Después de casi veinte años como exportador de energía, una combinación de producción de petróleo en caída y consumo de energía en aumento ha causado que Argentina se convirtiera en un importador de energía en 2011. Aunque Vaca Muerta tiene cerca de 16 millones de barriles de petróleo de esquisto técnicamente recuperable y es el segundo depósito más grande de gas natural de esquisto en el mundo, el país carece de la capacidad para explorar el depósito: se necesitan capital, tecnología y conocimientos que solo pueden provenir de las empresas energéticas offshore, que ven a la Argentina y sus erráticas políticas económicas con considerable recelo, sin querer invertir en el país.
Diversas cuestiones, desde que el precio del barril como el hecho que el crudo no convencional ronda los treinta dólares y no es rentable para Vaca Muerta, la reducción del consumo de combustible durante la pandemia de COVID de 2020, la devaluación del peso y la escasez de dólares, llevaron la valuación de YPF para marzo de 2021 a solamente mil quinientos millones de dólares, sin contar que la empresa tiene deudas por seis mil doscientos millones de dólares y juicios aún vigentes. Cabe resaltar que –en su momento– el gobierno de Cristina Kirchner pagó a Repsol una cifra de cinco mil millones de dólares por el 51 % de YPF. Pese a que la empresa cuenta con el segundo yacimiento del mundo de gas no convencional y el cuarto de petróleo ubicado en la Patagonia –por lo que existían grandes expectativas en torno a los ingresos de divisas gracias al yacimiento– ni ella, ni su sucesor Mauricio Macri, tuvieron políticas activas para activar su potencial.
Durante la post-pandemia la producción petrolera comenzó a crecer. En 2021 la empresa YPF redujo su déficit en un 96,9 % y tuvo una suba en sus ganancias de un 41,2 %, a su vez el total de su deuda ascendía para finales de 2021 a 7379 millones de dólares, con una reducción del 8,6 % en comparación al año anterior. Estas cifras fueron consecuencia de un incremento de la producción de petróleo y gas no convencionales del 62,3 % y 98,7 % respectivamente, durante el cuarto trimestre de 2021, en comparación al mismo periodo de 2020. Un informe de 2022 marcó que la producción de petróleo creció un 6.1% entre 2012-2022, mientras que la demandas de productos derivados del petróleo como el gasoil fue del 9.5%, y las naftas aumentaron un 32.2%, por lo que el país se volvió dependiente del consumo externo de energía. La producción petrolera de 2023 total fue de 36.868 Mm3, un 9% mayor a la registrada en el año anterior y 16,1% mayor a la del año 2013, siendo la producción mayor de la década, Pero un 25% menor que la producción del año 1998. El país alcanzó marcas históricas en la producción de hidrocarburos en 2024, con un aporte del 55% y 50% en petróleo y gas por parte de Vaca Muerta. La producción de crudo promedio al rededor de los 390 mil barriles diarios tratándose de un incremento del 27% en comparación con 2023 por parte de Vaca Muerta, por otra parte en lo respectivo a la producción de gas, se dio un incremento del 20% interanual, además la producción gasífera de Vaca Muerta representó la mitad del total nacional.
En 2017 se fundó Vista Oil & Gas (luego renombrada Vista Energy) bajo el liderazgo del ex CEO de YPF, Miguel Galuccio. Desde entonces, la compañía se posicionó como una de las principales operadoras privadas en el desarrollo no convencional de Vaca Muerta. Su actividad se concentra en el bloque Bajada del Palo Oeste, en la Cuenca Neuquina, donde implementó esquemas de perforación horizontal con múltiples etapas de fractura y alcanzó producciones relevantes de shale oil.

### Minería
La minería en Argentina se beneficia de características geológicas que favorecen la explotación minera. La parte argentina de la Cordillera de los Andes media y austral ―unos 3500 km de norte a sur, aproximadamente la mitad de la longitud total de la cadena montañosa― que constituye su límite occidental, el ensanchamiento montañoso de la zona de la precordillera en las provincias de Mendoza, San Juan, La Rioja y Catamarca, los valles longitudinales entre ambas formaciones y los valles transversales, escasos en otros sectores del macizo andino, poseen un notable potencial para el desarrollo de la minería, en gran parte aún sin explotar.
La minería ha sido una actividad tradicionalmente poco importante en Argentina (en comparación con países como Estados Unidos, Canadá, Rusia, China, Australia, Chile y Perú, ejemplos significativos en los cuales la minería tiene gran influencia en sus economías), pero hacia finales del siglo XX el sector de la minería metalífera a gran escala empezó a experimentar un fuerte desarrollo, luego de que la Nación y las provincias firmaran un acuerdo federal minero y un conjunto de leyes que impulsaron la actividad; esas normas generaron las condiciones de promoción y estabilidad que demandan las actividades intensivas en capital. A partir de esto y sumado a sus particularidades geológicas, Argentina comenzó a ser atractiva a la inversión extranjera directa (IED) minera. Se ha impulsado la apertura de nuevas minas y la continuidad de las explotaciones ya existentes, a veces con oposición social por el costo ambiental de las actividades extractivas.
El segmento más relevante en valores corrientes es el de la minería metalífera, seguido por el de minerales no metalíferos y, por último, el de rocas de aplicación. Es el sexto complejo exportador argentino para el año 2020, con más del 90 % de las exportaciones mineras con origen en solo cuatro provincias: Santa Cruz, San Juan, Catamarca y Jujuy.
Para el año 2019, las exportaciones del sector minero metalífero alcanzaron los 5106 millones de dólares estadounidenses (USD), representando un 7.8 % del total de las exportaciones argentinas. El complejo de mayores ventas al exterior fue el de oro y plata, con una participación sobre el total exportado por el sector del 55.6 %, le siguieron el siderúrgico (22 %), aluminio (16 %), litio (3.6 %), plomo (1.9 %) y otros minerales metalíferos (0.9 %). Argentina fue el cuarto productor mundial de litio, el noveno productor mundial de plata, el decimoséptimo productor mundial de oro y el séptimo productor mundial de boro.
La minería a gran escala cuenta con la activa promoción de varios sectores, incluso en algunos casos las máximas autoridades de algunas provincias. Este tipo de minería a gran escala hace viables proyectos en zonas que son prácticamente inaccesibles para el común de las personas, de carácter muy remoto y con poca o nula infraestructura. Esto es así dado que este tipo de proyecto permite incluir en sus costos a toda la infraestructura para el acceso y la producción en esas zonas, y seguir siendo rentables. 
Sin embargo, continúa en debate el tema de su sostenibilidad o sustentabilidad, la cual, si se considera una de las primeras definiciones del concepto es «el desarrollo que satisface las necesidades de la generación presente, sin comprometer la capacidad de las generaciones futuras, para satisfacer sus propias necesidades».
Entre 2007 y 2012, la IED (inversión extranjera directa) orientada a la minería creció a una tasa anual del 47 %. En 2003, la minería generaba 79 000 puestos de trabajo ―directos e indirectos―, contra los 505 000 de 2013. En el caso de las exportaciones de minerales, que en 2003 equivalieron a 2900 millones de pesos, en 2013 crecieron a 23 059 millones. La minería presenta superávit en su balance cambiario para todos los años y todos los meses desde enero de 2003 hasta octubre de 2021, con un aporte total de 53 813 MUSD netos. Entre 2003 y 2013, los proyectos de inversión en ejecución pasaron de dieciocho que había en 2003 a 614 en 2013, mientras que la producción de minerales que se multiplicó por diez. Desde 2014 el país produce un millón de toneladas anuales de mineral crudo, y cuatrocientas mil de hierro concentrado, de las cuales exporta cincuenta mil toneladas a Estados Unidos.
El yacimiento Aguilar (en la provincia de Jujuy) es la mayor concentración de minerales de plomo y cinc de Sudamérica, y Bajo de la Alumbrera (en la provincia de Catamarca) es uno de los yacimientos para la extracción más grandes de oro y cobre en América Latina, siendo la Argentina el cuarto productor mundial de litio, el decimotercer mayor productor de oro, el décimo de plata.

### Manufacturas
El Banco Mundial enumera los principales países productores cada año, basándose en el valor total de la producción. Según la lista de 2020, Argentina tiene la 31.ª industria más valiosa del mundo (53 094 MUSD), detrás de México, Brasil y Venezuela, pero por delante de Colombia, Perú y Chile.
En 2019, Argentina fue el 31.er productor mundial de acero, el 28.° productor de vehículos, el 22.° productor mundial de cerveza, el 4.° productor mundial de aceite de soja y el 3.° productor mundial de aceite de girasol, entre otros productos industriales.
La industria manufacturera argentina es el sector que más valor aporta al PIB, con un 23 % del total en 2005, aunque su participación se redujo de un 17.5 % en 2007 a un 15 % en 2019. El sector industrial manufacturero también es uno de los sectores principales de generación de empleo (junto con el comercio y el sector público), con 13 % en 2007. Hacia 2017 la actividad industrial representaba el 25.6 % del PIB y generaba 22.4 % del trabajo registrado, conformada por más de 115 000 establecimientos industriales que generaban 1.38 millones puestos de trabajo formales.
En la industria argentina se distinguen dos grandes sectores, de tamaño similar, que aportan cada una, aproximadamente un tercio de las exportaciones totales: la agroindustria, denominada manufactura de origen agropecuario (MOA) y la industria de origen no agrario, denominada manufactura de origen industrial (MOI)
Entre las industrias de manufacturas de origen agropecuario se destaca la industria aceitera, integrante de la cadena de la soja, la de mayor crecimiento en las últimas dos décadas, concentrando el 31.8 % del total del sector alimentos y el 20 % de las exportaciones totales del país. Luego le siguen la de la carne (11.1 %), la de la leche (7.7 %), la del café y chocolate (7.5 %), la del vino y otras bebidas alcohólicas (5.7 %), la del pan, pastas y galletas (4.5 %), la de la harina de trigo (4.5 %), la de la cerveza (4.1 %), etc.
Las principales ramas de las industrias de origen no agropecuario, son la fabricación de automotores que aporta el 8.7 % de las exportaciones, química (5.6 %) y metalúrgica (5.3 %), maquinaria (3.4 %) y plásticos (2.6 %) (porcentajes correspondientes a 2006). También son importantes las industrias del papel, de las piedras preciosas, caucho y textiles.
A partir de 2003 la industria ha tenido un proceso de revitalización competitiva, movido principalmente por la política económica de dólar alto. Aunque la actividad industrial está mayormente orientada a sustituir importaciones, la industria de los automotores aporta el 7 % de las exportaciones, mientras que el sector siderúrgico aporta el 3 % del total. Otros sectores industriales importantes son el textil y calzado, alimentario, químico, papelero, maderero y cementero. En el caso particular del sector industrial alimentario, en los últimos años se han desarrollado, en muchas provincias, economías de tipo agroindustrial, mediante la creación de industrias de procesado y envasado, sobre todo de productos frutícolas, hortícolas, lácteos, vitivinícolas y cárnicos. La producción local de línea blanca creció fuertemente desde el 2003 a 2013, la producción de heladeras creció un 402 % y la de lavarropas y la de cocinas un 201 % cada una.
Históricamente el país tuvo importantes sectores industriales como la industria naval relacionada con la Flota Mercante de Argentina, que se redujo considerablemente a partir de los años noventa a raíz del proceso de privatizaciones y que en la actualidad se ha recuperado.
El Gran Buenos Aires es el área industrial más importante del país, donde se concentra la mayor parte de la actividad fabril de la Argentina. Otros centros industriales importantes se ubican en Córdoba, Rosario, Tucumán y Mendoza, San Luis, Santa Fe y Tierra del Fuego, muchos de ellos fomentados para descentralizar la industria. Entre 2009 y 2013, en Tierra del Fuego la producción de aires acondicionados creció de 0.57 a 1.5 millones; la de hornos microondas de 0.23 a 0.67 millones; la de televisores de 1.2 a 3 millones y la de celulares, de 0.4 a catorce millones. En línea blanca, Argentina marcó récords de producción, con aproximadamente 1.1 millones de lavarropas, 1.1 millones de heladeras y frízeres, y 0.6 millones de cocinas.
El período 2003-2012 se destaca por el avance de la producción de vehículos, de minerales no metálicos, de los insumos de la construcción, y de metalmecánica, la industria automotriz en la última década creció en promedio un 17 % anual. La producción metalmecánica tuvo un incremento del 7.5 % entre 2003 y 2012. En el caso del rubro textil, creció 3.8 % anual en los últimos años. Otros rubros que mejoraron en última década fueron la producción de papel y cartón, que pasó de un crecimiento anual promedio del  %; la de caucho y plástico 5.2 %; y la de edición e impresión al 6 %.
En lo que respecta al sector industrial, cabe señalar que durante el período comprendido entre los años 2003 y 2013, la Argentina ha experimentado una tendencia opuesta al resto de la región en relación con la participación del PIB Industrial sobre el PIB Total. Mientras que para el conjunto de América Latina y el Caribe y para Brasil, la participación del PIB industrial ha disminuido a lo largo del período, en la Argentina se ha incrementado.
También hubo un fuerte crecimiento en la producción de electrodomésticos, se espera que en 2013 una producción de 1 056 000 lavarropas automáticos, y unos 380 000 semiautomáticos, lo que marca un nuevo récord histórico.
La producción de automóviles se incrementó desde los 169 621 vehículos fabricados en 2003 al récord histórico de 828 771 unidades solo en 2011, lo que representó un crecimiento del 388 %, y que se ajusta al 350 % de incremento a lo largo de los últimos diez años. La industria automotriz es el segundo sector industrial más relevante en términos de IED (inversión extranjera directa). En el período 2008-2013 se registraron inversiones por 16 900 millones de pesos en empresas automotrices, orientados a la producción de nuevos modelos, ampliación de plantas, desarrollo de proveedores y capacitación. El sector automotriz experimentó durante la década 2003-2013 un crecimiento exponencial de producción de casi el 400%.
Desde el 2003 se duplicó el PIB industrial, al registrar un aumento del 105%, con una fuerte suba de la productividad laboral. Se logró además un crecimiento diversificado, en especial en sectores de alto valor agregado: el sector automotor creció en este período un 409%; el de minerales no metálicos un 177 %; la metalmecánica un 175%; el textil, 158%; el de caucho y plástico 102%.
Desde el año 2003, hasta el 2013, se registró un crecimiento de las exportaciones industriales del 274 %; incrementándose la participación de los productos de mediana y alta tecnología en las exportaciones: en el 2003 la participación fue del 17.4 %, y en el 2013 alcanzó el 25.3 %.
En 2015, Argentina se consolidó como el quinto exportador mundial de camiones. Las exportaciones de camiones aumentaron un 18 % por encima del mismo período de 2014, superando así a grandes productores mundiales como China, Brasil, Canadá y Rusia.

### Turismo
El turismo en Argentina fue, con 6 759 000 turistas en 2017 según la Organización Mundial del Turismo, el país más visitado de Sudamérica y el segundo más visitado de toda América Latina después de México, siendo superados en América también por Estados Unidos (82.9 millones) y Canadá (27.3 millones). En 2023, Argentina recibió más de 7 millones de turistas internacionales, alcanzando una recuperación del 93 % respecto de los niveles prepandemia de 2019.
Dotada de un inmenso territorio con grandes atracciones turísticas, una variedad de climas, maravillas naturales, cultura, costumbres, gastronomía reconocida a nivel internacional y una infraestructura adecuada, Argentina es receptora de turistas. 
El país presenta toda la gama de climas posibles: templado, cálido seco, cálido húmedo, frío seco, frío húmedo, semiárido, estepario, subantártico, subtropical, frío de montaña y una enorme variedad de microclimas. El territorio argentino se extiende desde las más elevadas cumbres de los Andes en el oeste hacia los grandes ríos y las extensas playas y acantilados del Mar argentino en el este, desde la selva tropical de las yungas al norte hasta los valles, glaciares, lagos y bosques fríos de la Patagonia Andina en el sur hasta la Antártida. Las gigantescas distancias exigen en la mayoría de los casos viajes en avión.
La valuación de la moneda local tras la devaluación de 2002 favoreció el arribo de grandes cantidades de turistas extranjeros, haciendo al país comercialmente más accesible que en la década de 1990. Al encarecerse los costos para viajar al exterior, muchos argentinos también se volcaron al turismo nacional. El repunte del sector es muy notorio: los ingresos por turismo receptivo ocupan el tercer lugar en el ranking de entrada de divisas como equivalente de exportaciones. En 2006, el sector representó el 7.41 % del PIB, aunque hay que tener en cuenta que la salida de residentes argentinos con fines turísticos supera las entradas y equivale a un 12 % del PIB. En 2010, el país recibió unos 4930 millones de dólares de ingreso de divisas. Los extranjeros reconocen a la Argentina como una zona libre de conflictos armados, terrorismo o crisis sanitarias. Los turistas extranjeros provienen principalmente de Brasil, Chile, Perú, Colombia, México, Bolivia, Ecuador, Puerto Rico, Uruguay, Costa Rica, Venezuela y Paraguay de entre los países latinoamericanos; los países europeos de España, Italia, Francia, Países Bajos, Alemania, Irlanda, Portugal, Reino Unido, Bélgica y Suiza; y de Estados Unidos, Canadá y China de los países del resto del mundo.
El crecimiento del turismo fue muy importante en los últimos años, la llegada de turistas extranjeros se duplicó entre 2003 y 2011. En 2011 Argentina se destacó como el país con mayor crecimiento del turismo a nivel mundial. Como consecuencia, los ingresos en dólares registraron un aumento cercano a 270 %. En 2012 ingresaron al país 5211 millones de dólares gracias al turismo. Mientras que el turismo interno movilizó a más de 25.6 millones de viajeros, generando ingresos por 35 228 millones de pesos en las economías regionales.
La capital del país, Buenos Aires, es la ciudad más visitada de América del Sur. El país posee también una de las siete nuevas maravillas del mundo (las Cataratas del Iguazú). Otros destinos principales son Salta, el glaciar Perito Moreno, San Carlos de Bariloche, Ushuaia, las Sierras de Córdoba, el Valle de la Luna, la Costa Atlántica y península Valdés, entre otros.
Argentina cuenta con una importante variedad de sitios montañosos, en varios de ellos se practica el montañismo y otros basan su atractivo turístico en el contacto con la nieve o en sus paisajes característicos. Los principales se encuentran en el oeste del país, en la Cordillera de los Andes, aunque también hay formaciones montañosas en las Sierras de Córdoba. Entre los sitios utilizados para el alpinismo se encuentra el cerro Aconcagua, la montaña más alta de América. Los parajes turísticos más importantes por su nieve son Bariloche y Las Leñas. Una formación conocida internacionalmente es la Quebrada de Humahuaca. El Tren a las Nubes es uno de los tres ferrocarriles más altos del mundo. Parte desde la provincia de Salta, y cruza la Quebrada del Toro pasando por Tastil ―considerada como uno de los principales centros urbanos prehispánicos de Sudamérica― donde se hallan ruinas arqueológicas.
En los últimos años ha tenido importancia la implementación del turismo enólogo, un turismo temático basado en la vitivinicultura con la iniciativa de la denominadas «Rutas del Vino» en las provincias de San Juan y Mendoza así como en los Valles Calchaquíes salteños, turismo que atrae numerosos turistas extranjeros para degustar los vinos argentinos.
El turismo invernal tiene su máximo exponente en la región de los Lagos, ubicada al pie de la Cordillera de los Andes en las Provincias de Neuquén, Río Negro, Chubut, Santa Cruz y Tierra del Fuego Antártida e Islas del Atlántico Sur; además de la práctica de deportes de montaña, la zona tiene como atractivos lagos de origen glaciar y Parques Nacionales rodeados de frondosa vegetación. En el centro de la misma, la ciudad de San Carlos de Bariloche a orillas del lago Nahuel Huapi y a pocos kilómetros del cerro Catedral, se posiciona como el principal centro invernal de Sudamérica, atrayendo a la mayor parte del turismo tanto nacional como extranjero.

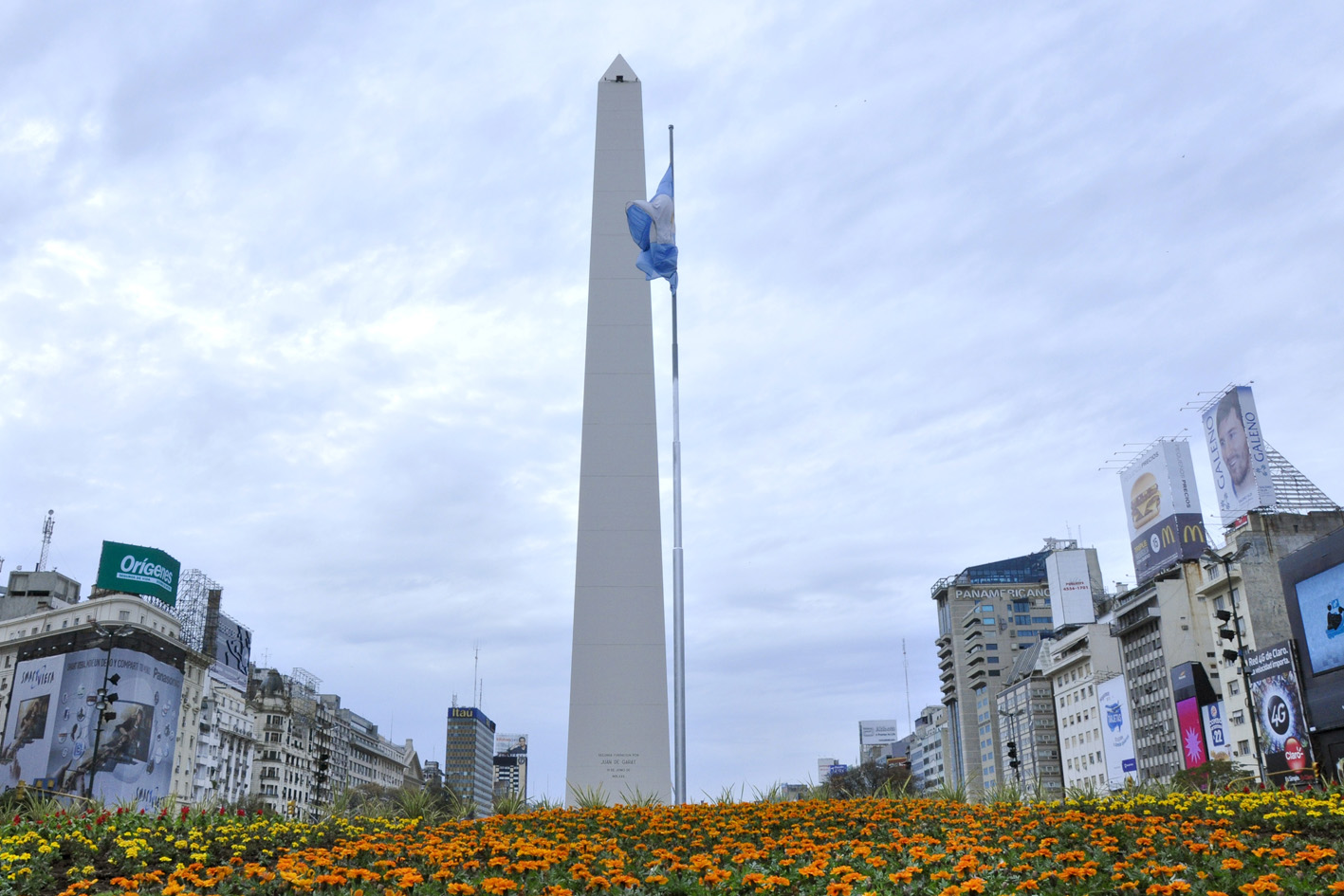
Buenos Aires es la ciudad más visitada por el turismo internacional de América del Sur.
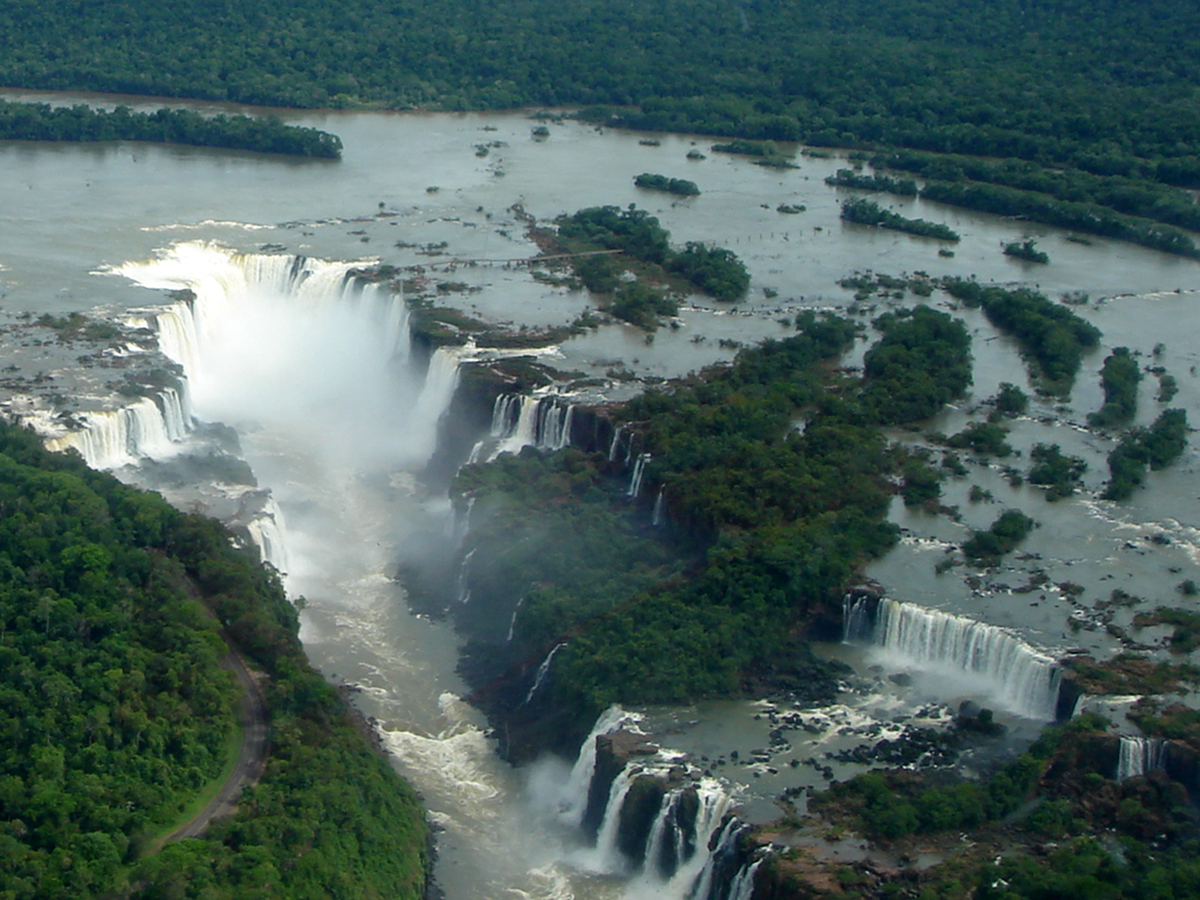
Cataratas del Iguazú, una de las Siete Maravillas del Mundo.
Valle de la Luna o Ischigualasto, en San Juan, posee un valor paleontológico incalculable. Declarado Patrimonio de la Humanidad por la UNESCO en el 2000.
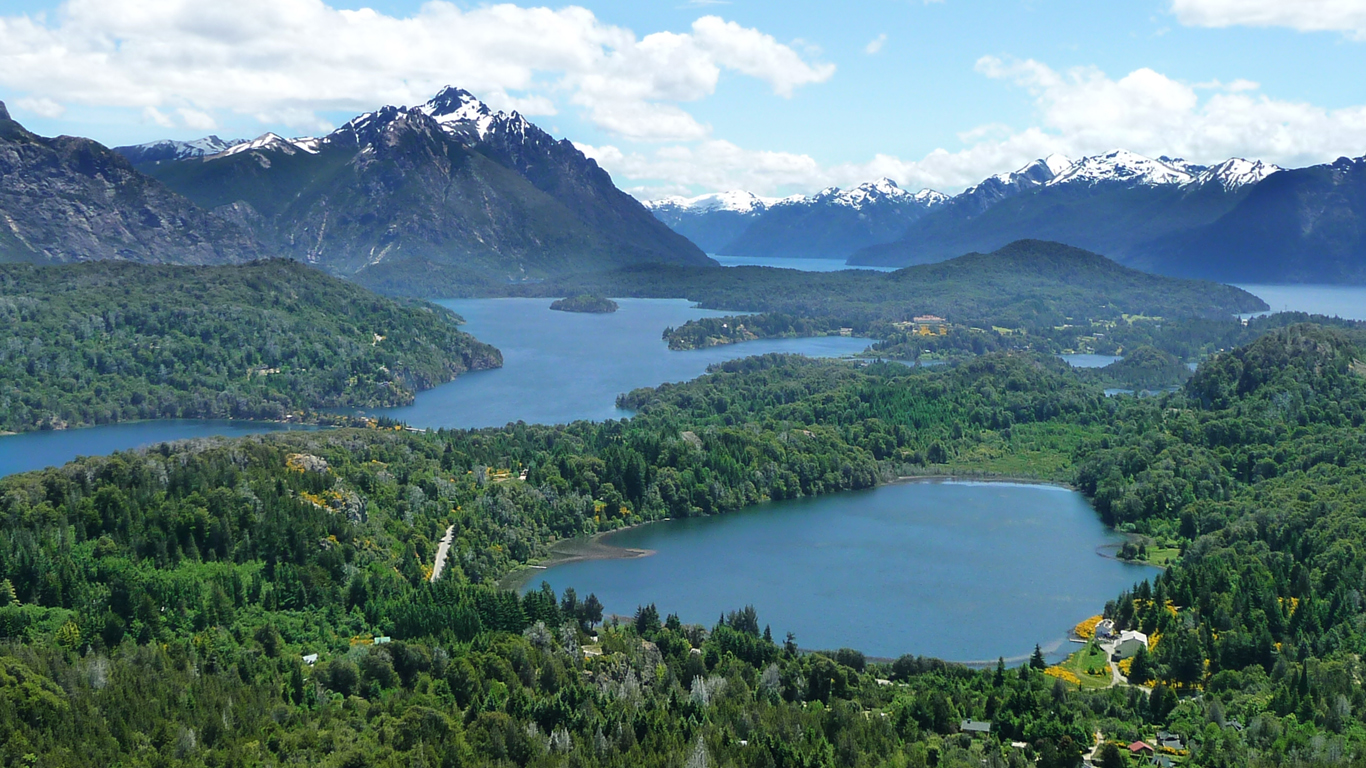
Vista del Lago Nahuel Huapi, en las provincias de Neuquén y Río Negro.
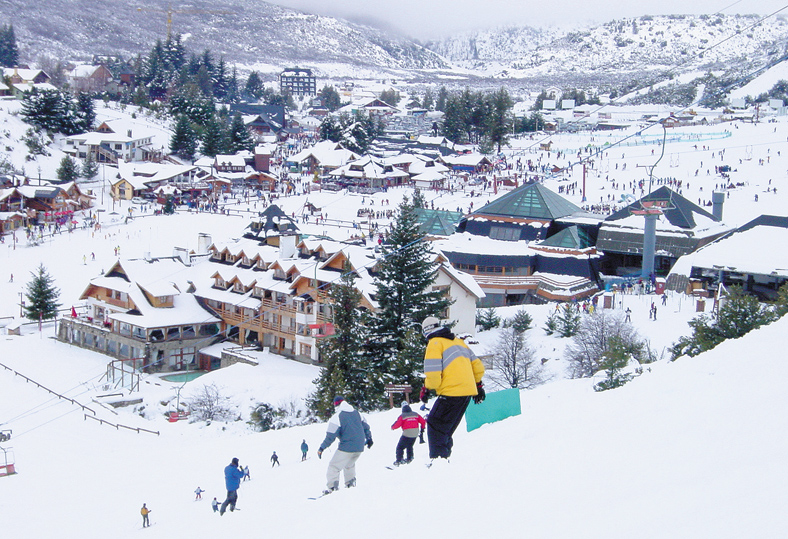
El Cerro Catedral en Bariloche, Río Negro, es el centro de esquí más grande de América Latina. Bariloche es asimismo el mayor destino turístico de la Patagonia
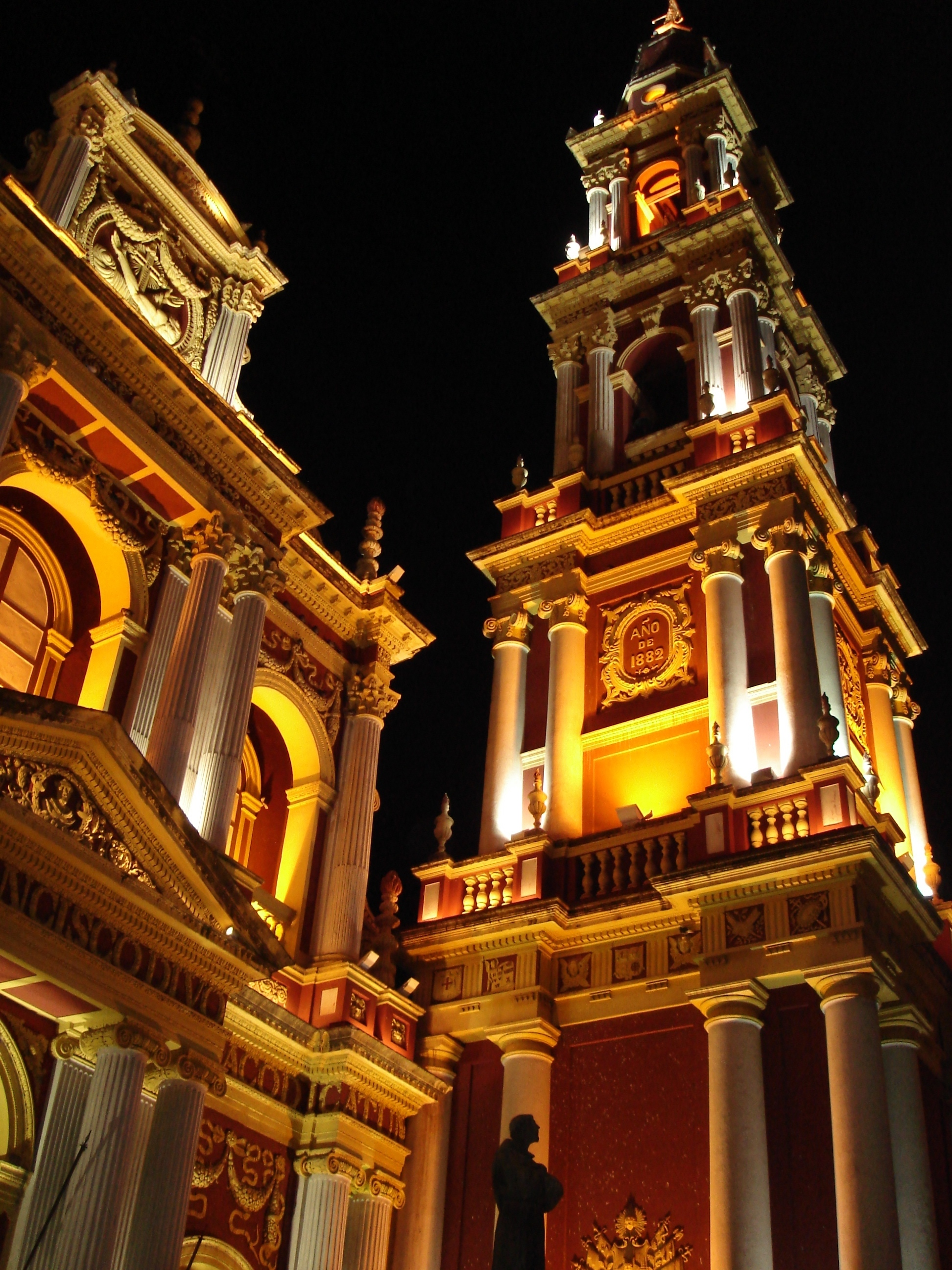
La Iglesia San Francisco en Salta.
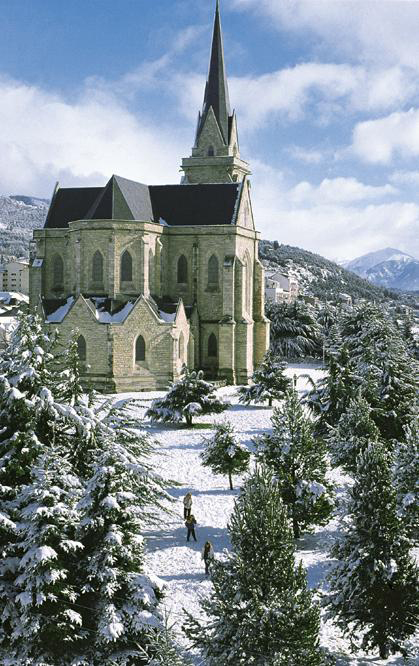
Catedral de Bariloche.
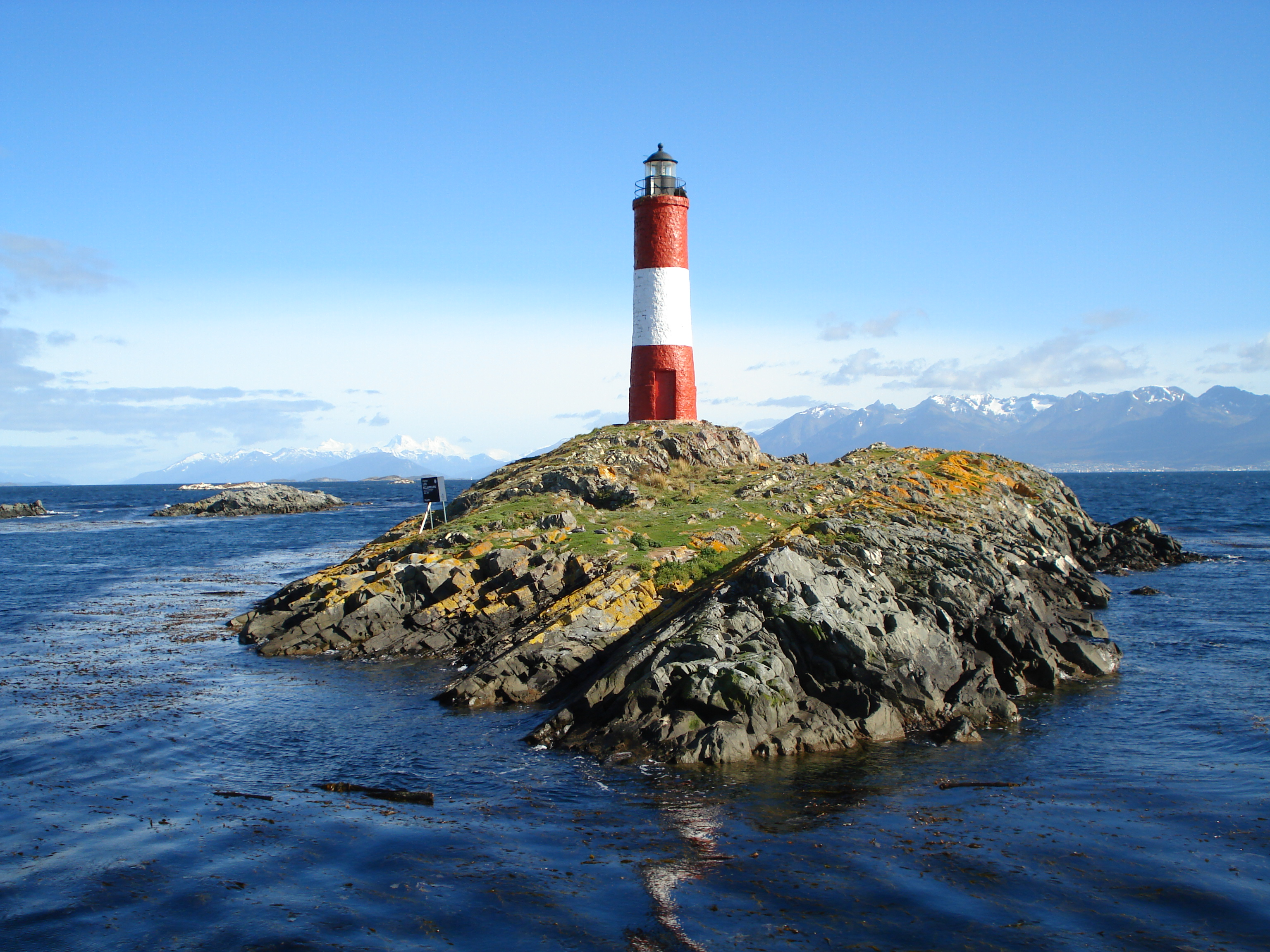
El Faro Les Éclaireurs en Ushuaia, ciudad internacionalmente reconocida como la más austral del Planeta.
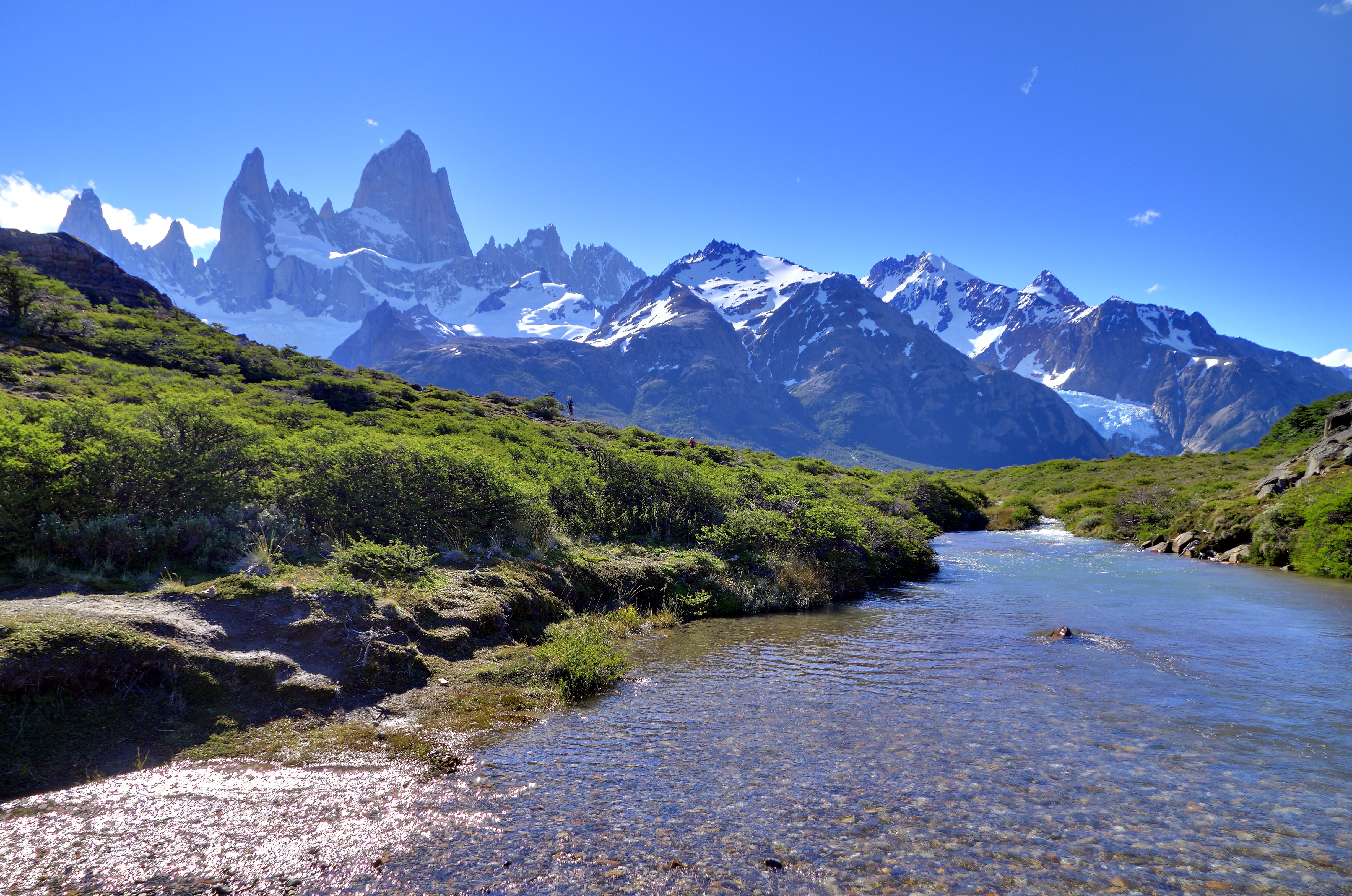
El Cerro Chaltén
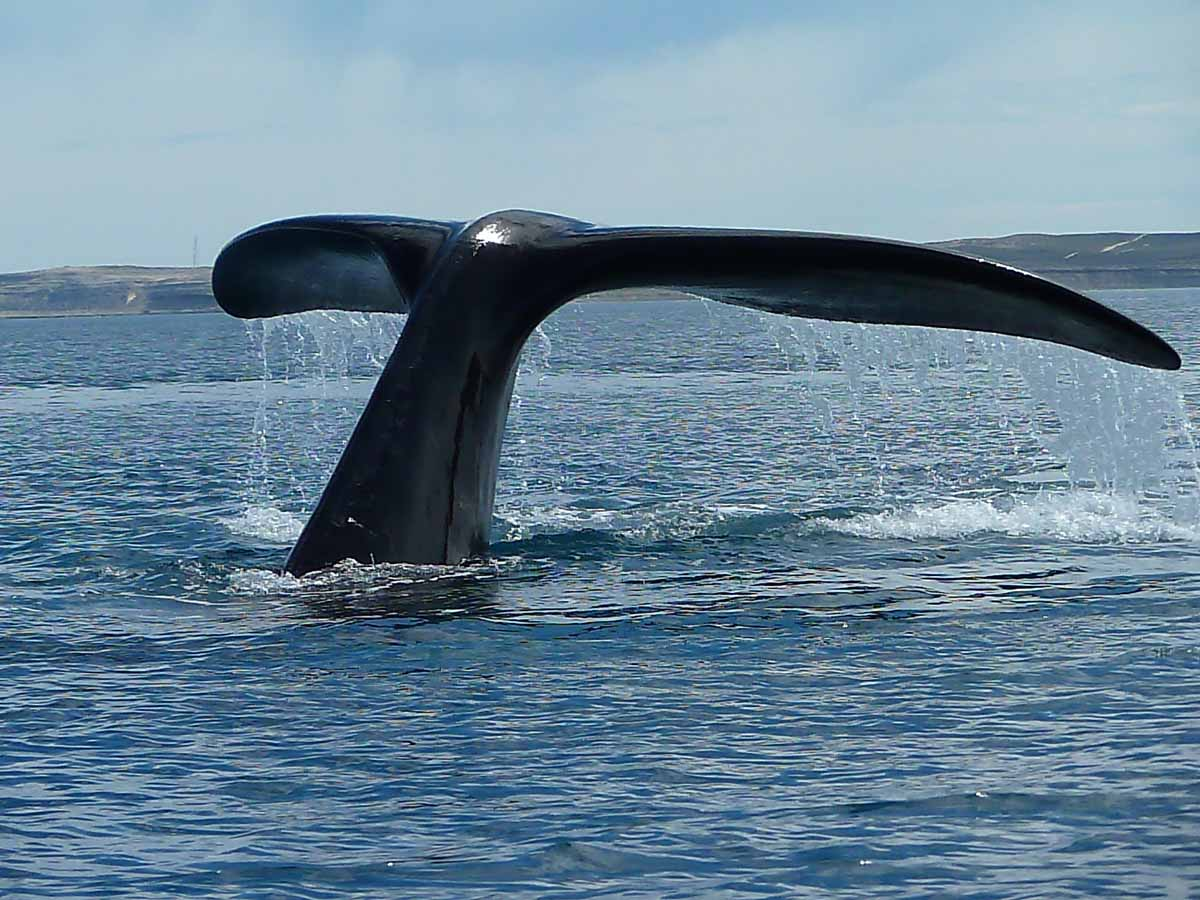
Península Valdés recibe la mayor población reproductora de ballenas francas australes del mundo.
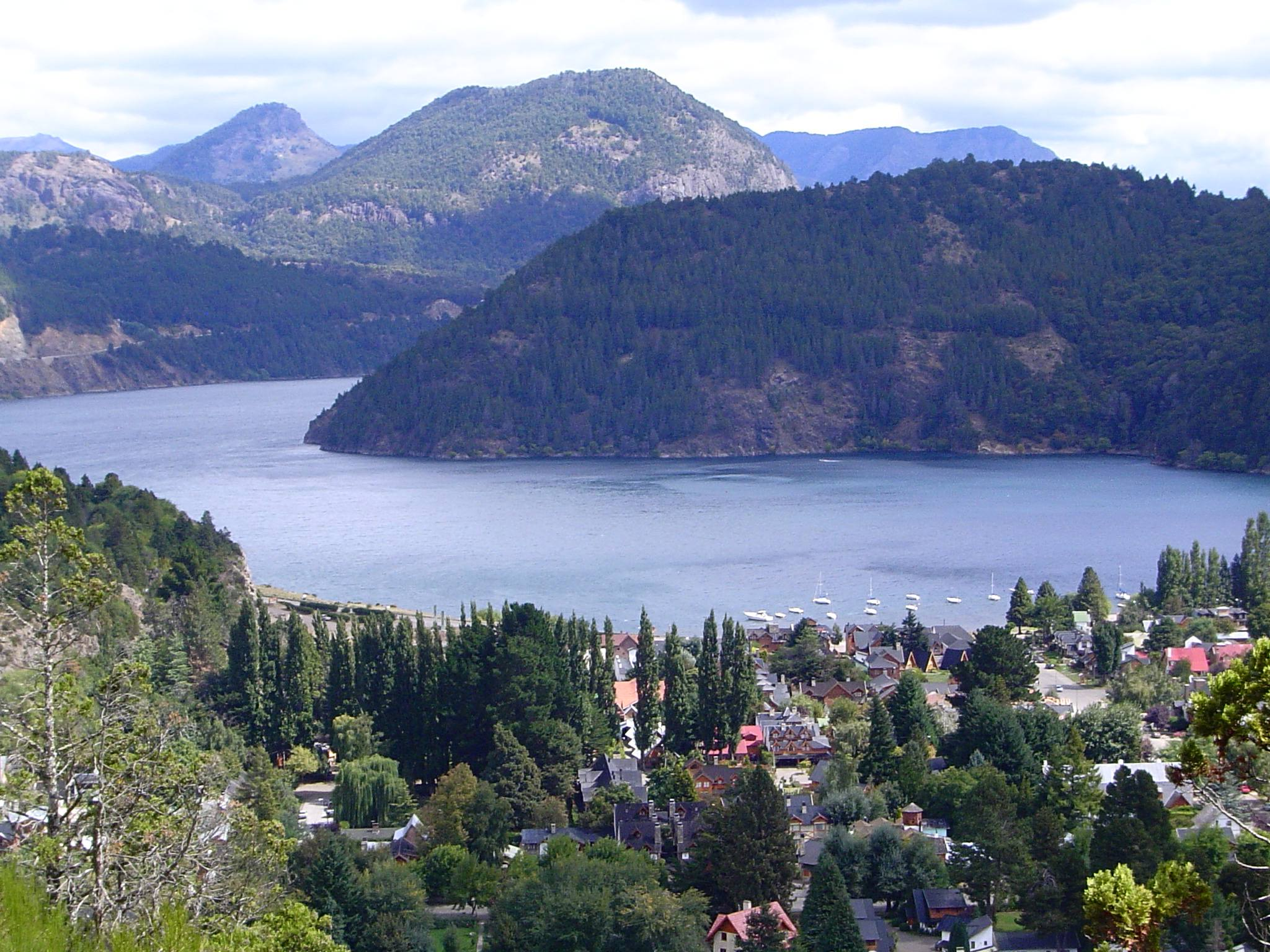
San Martín de los Andes a orillas del Lago Lácar
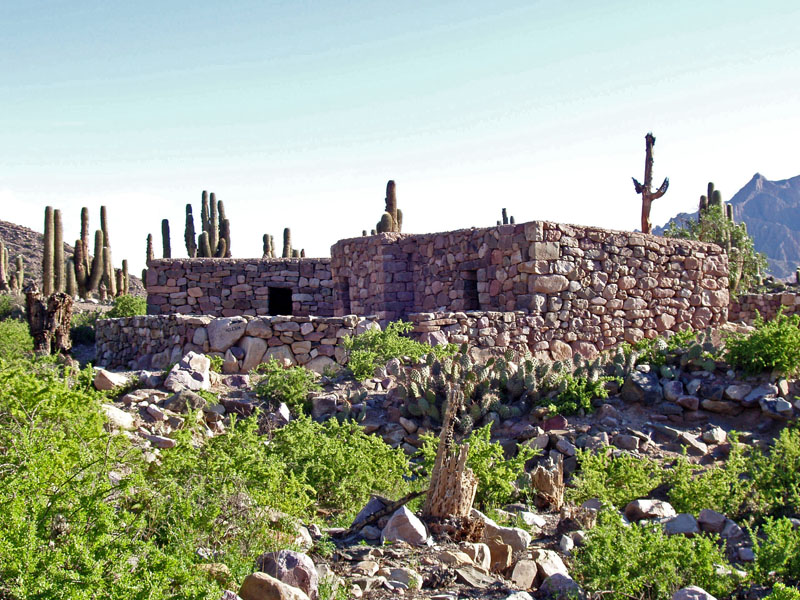
Ruinas Pucará de Tilcara en Jujuy.
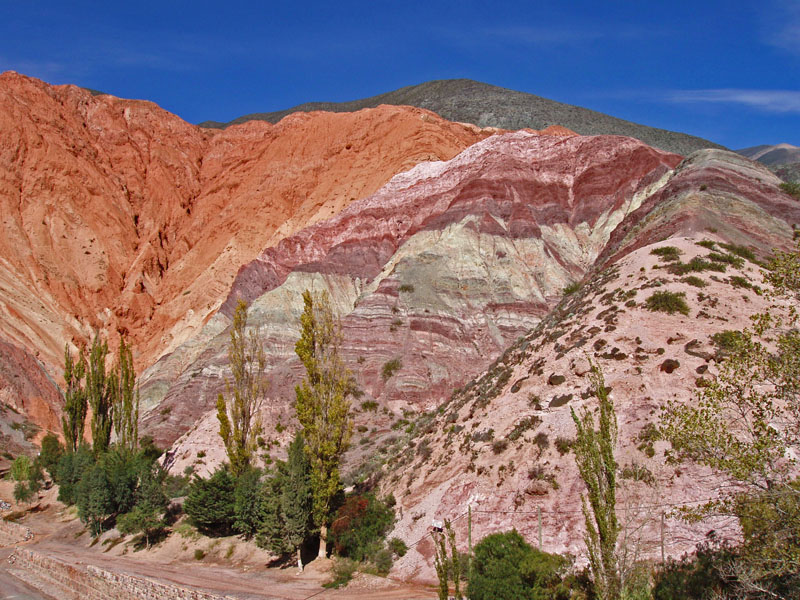
Cerro de los Siete Colores en Purmamarca
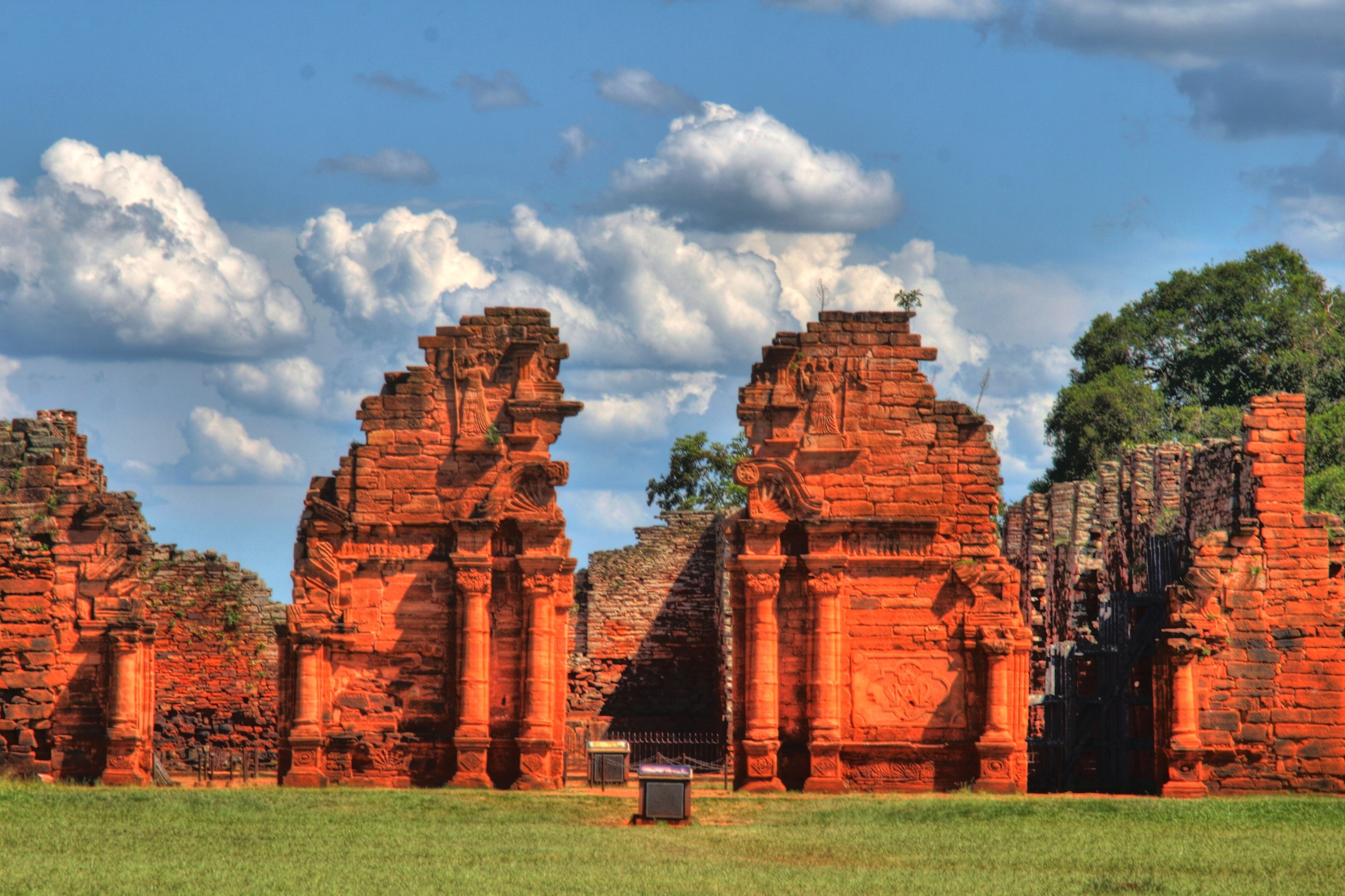
Reducción jesuítica de San Ignacio Miní, próxima a la localidad de San Ignacio, en la provincia de Misiones.
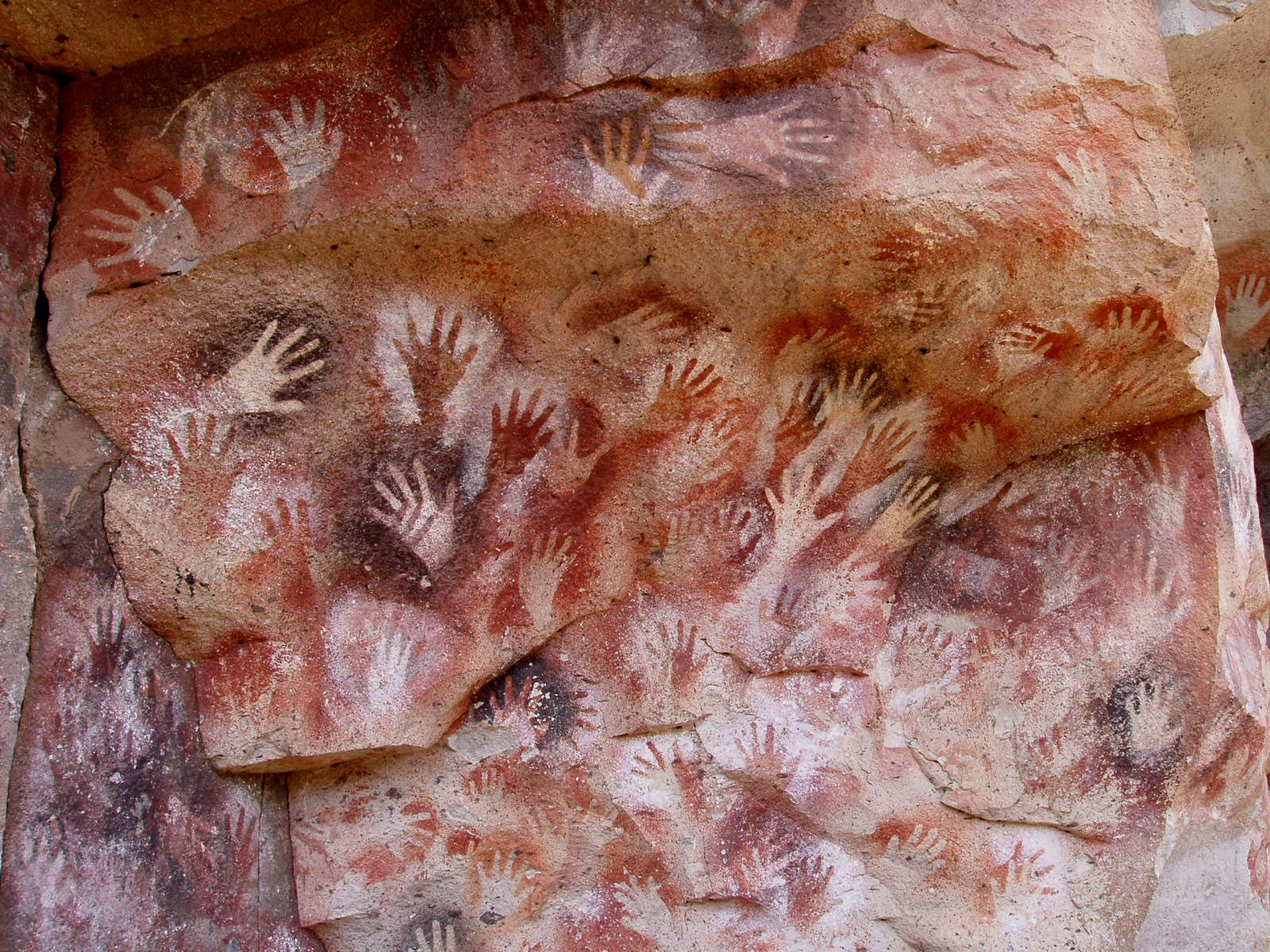
La Cueva de las manos, fechadas en el 7350 a. C, son una de las expresiones artísticas más antiguas de América.
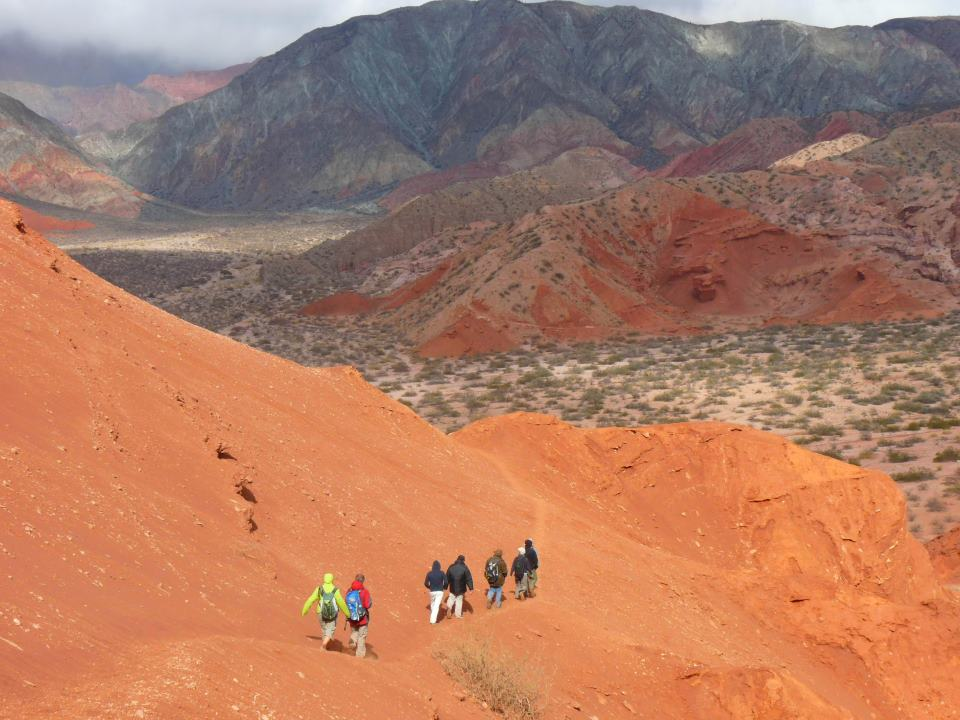
Quebrada de las Conchas en Salta.
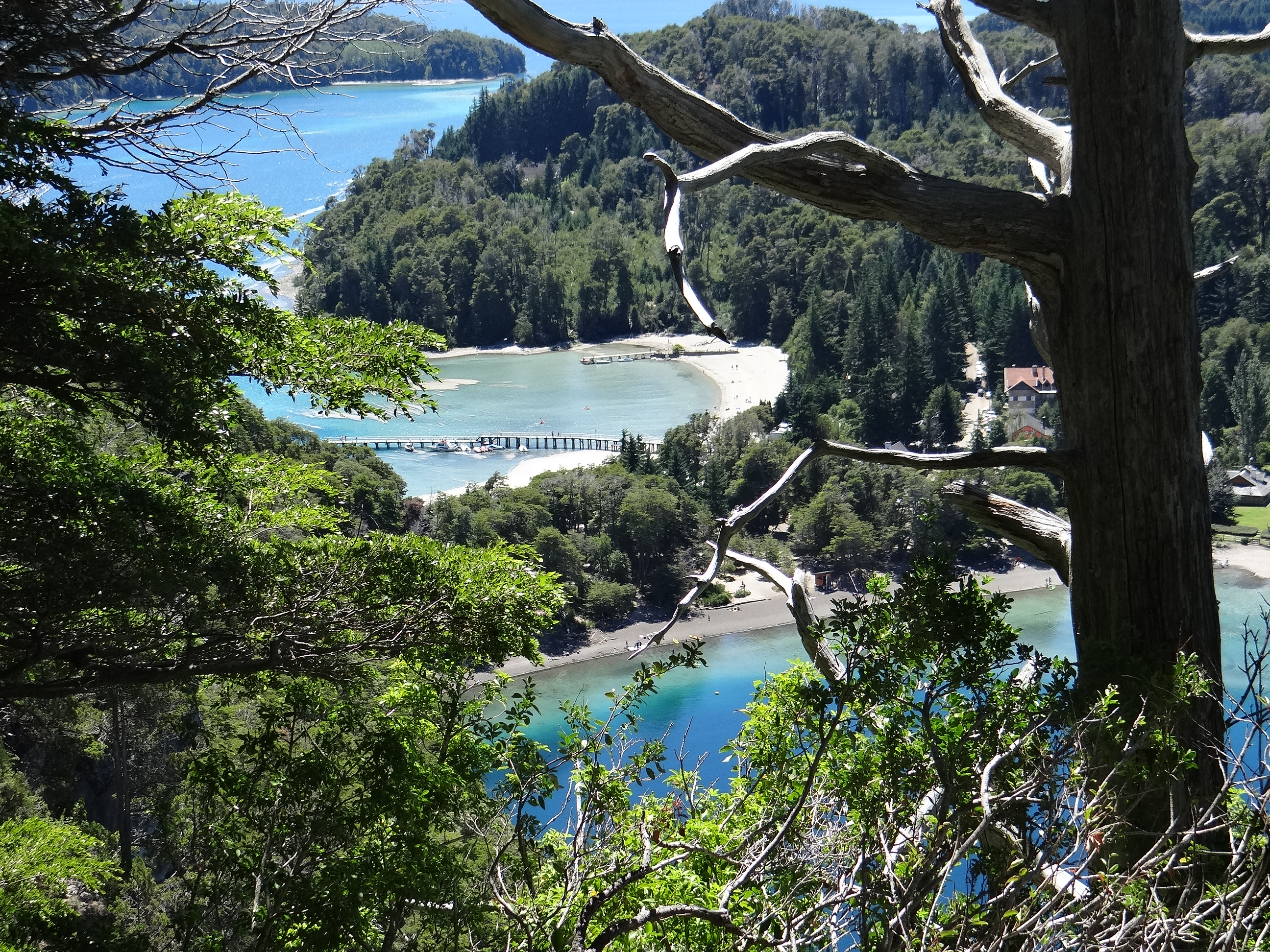
Istmo de Quetrihué visto desde el mirador de Bahía Mansa, Villa La Angostura.
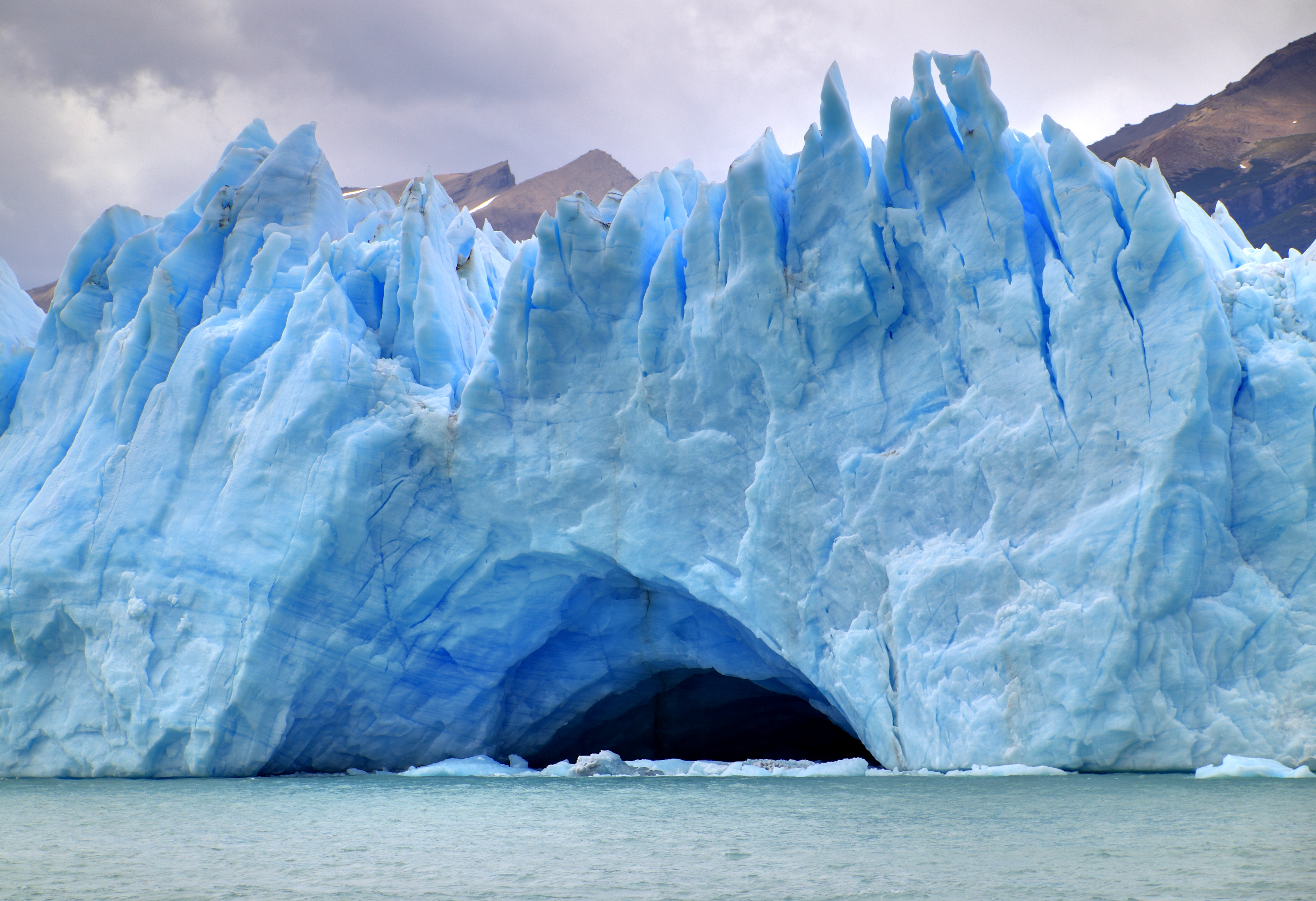
Cueva glaciar en el Parque Nacional Los Glaciares
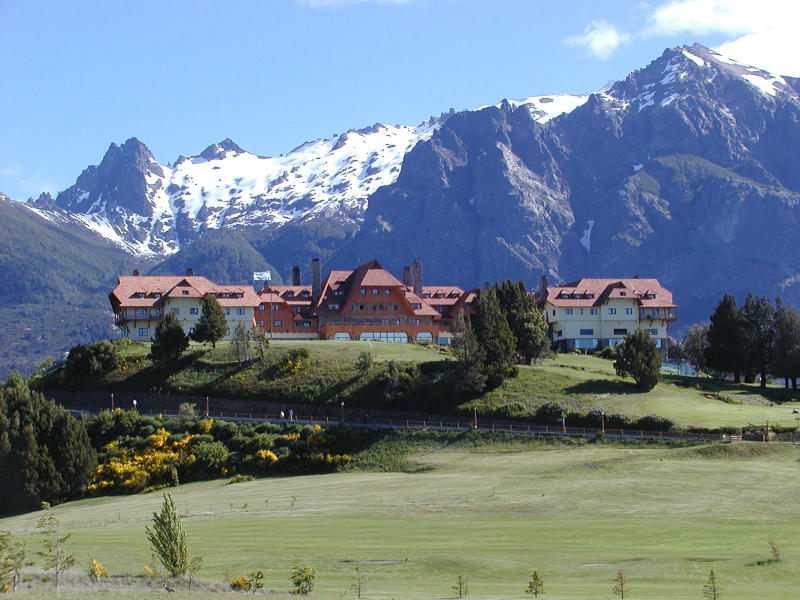
Hotel Llao Llao, Bariloche.
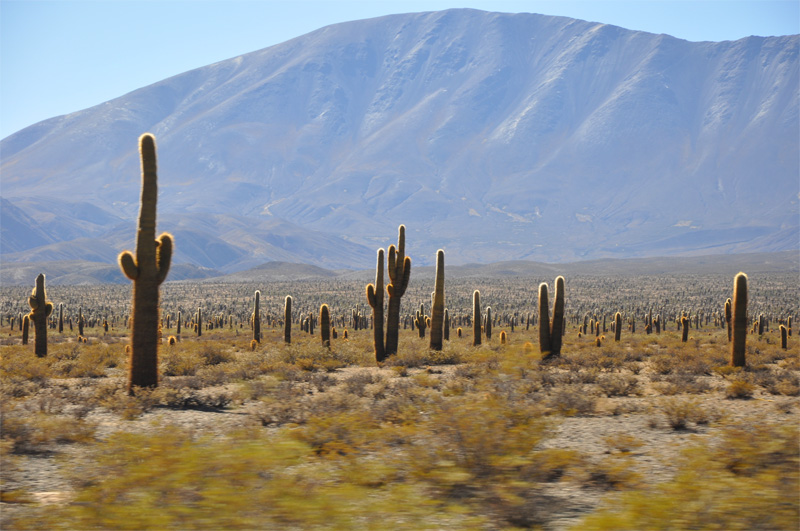
Parque nacional Los Cardones, Salta
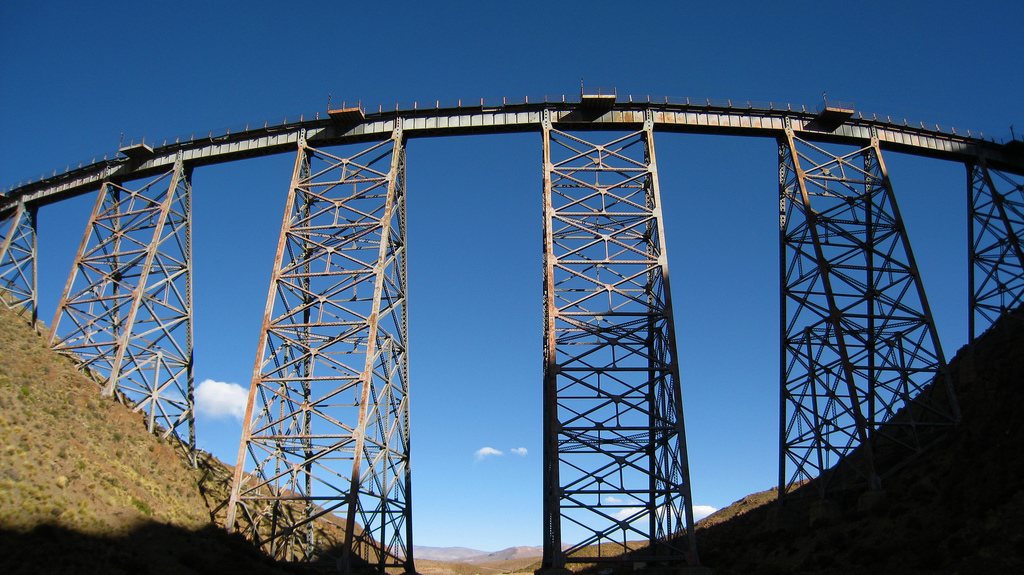
Viaducto La Polvorilla, uno de los principales puntos de perspectiva del Tren a las nubes
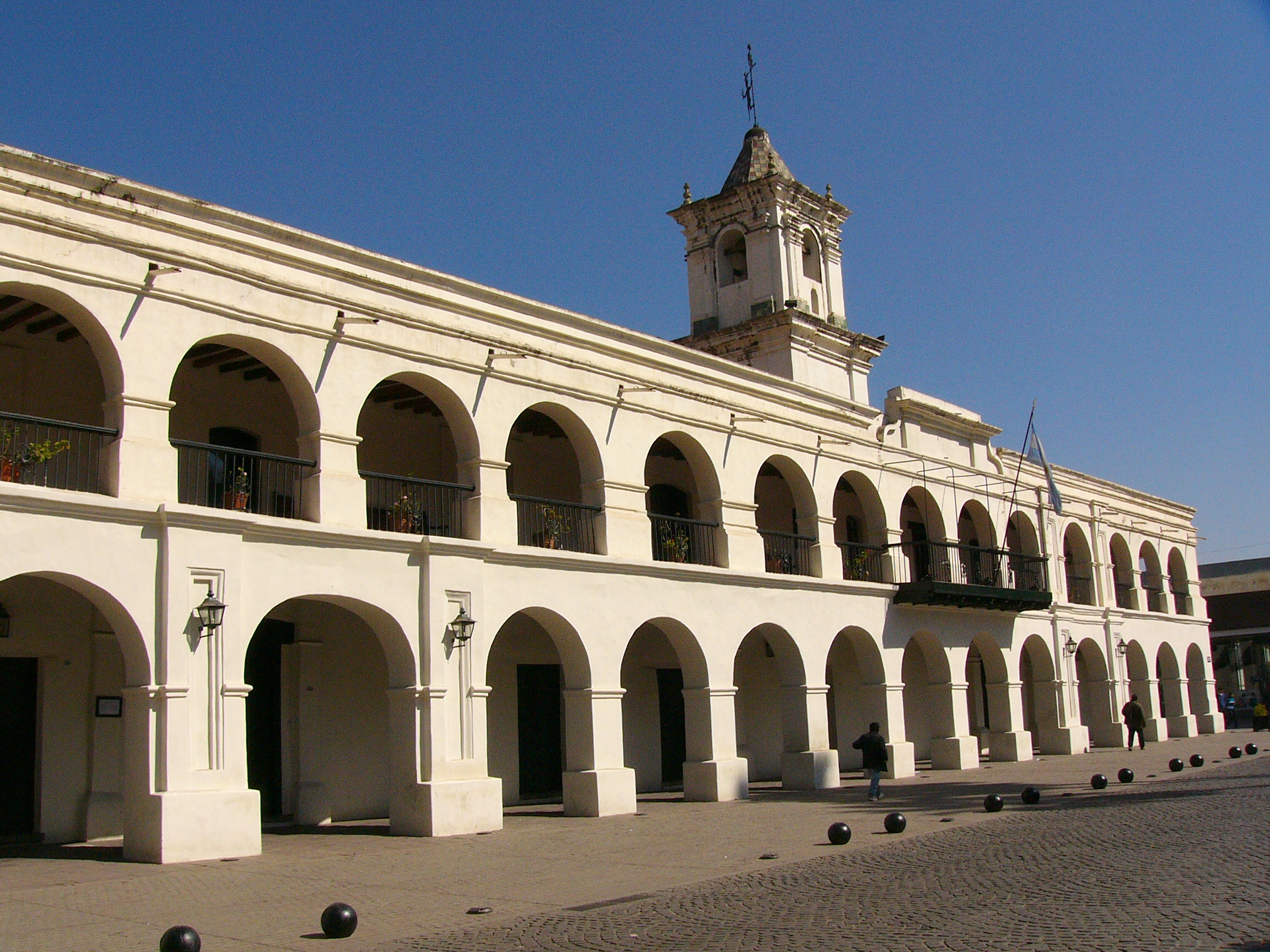
Cabildo colonial, hoy Museo histórico del norte
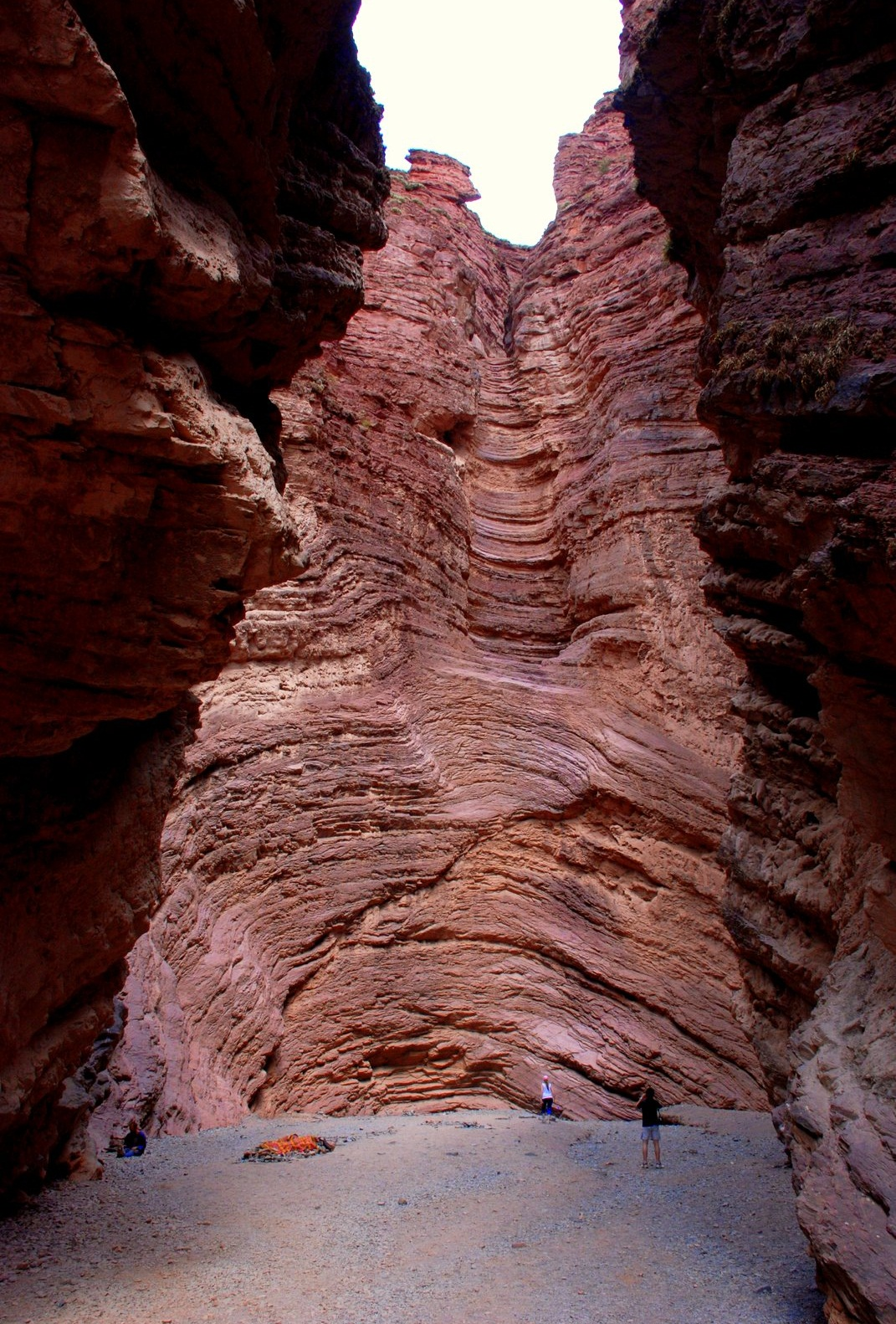
Formación rocosa en Cafayate
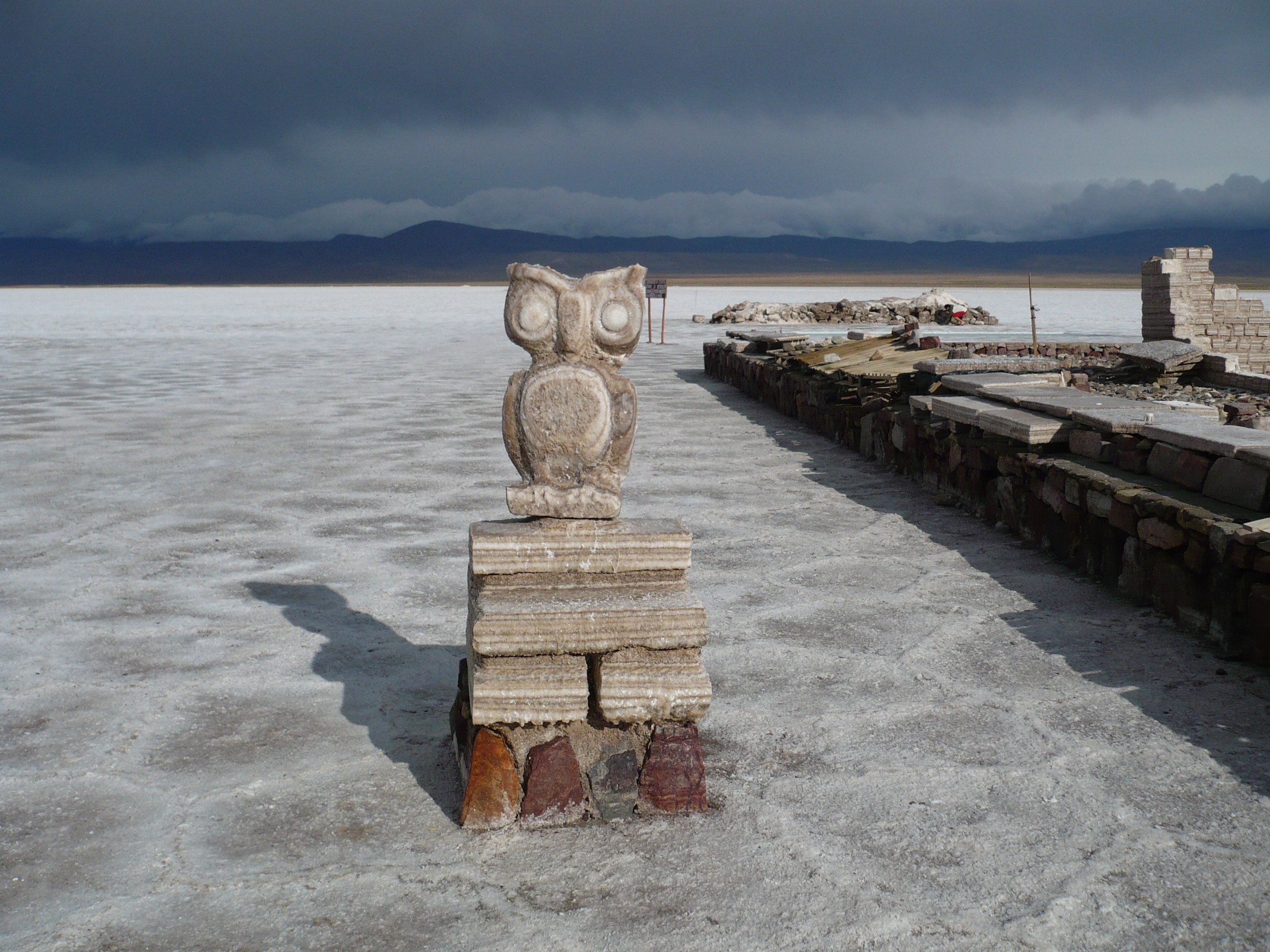
Salinas Grandes noroestinas ubicadas en la zona limítrofe entre las provincias de Salta y Jujuy
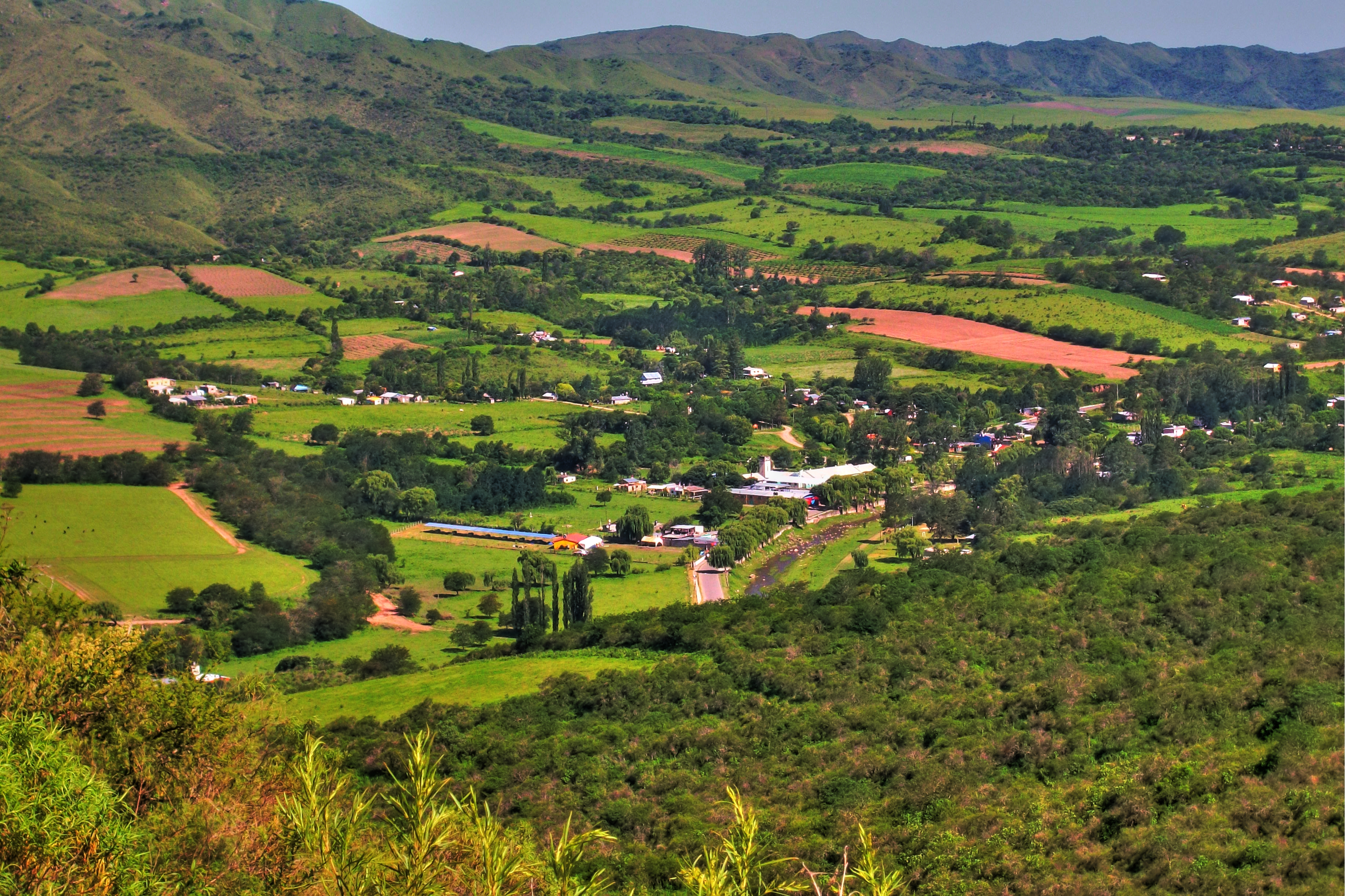
Villa de Balcozna en Catamarca
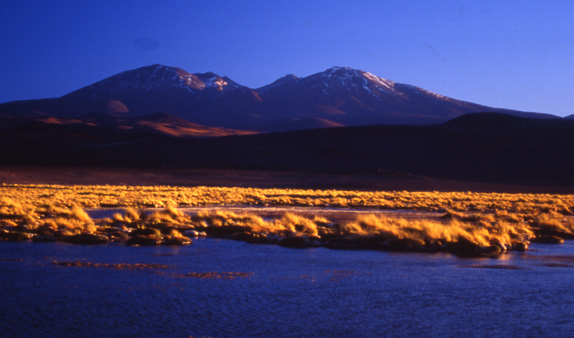
Volcán Antofalla en Catamarca
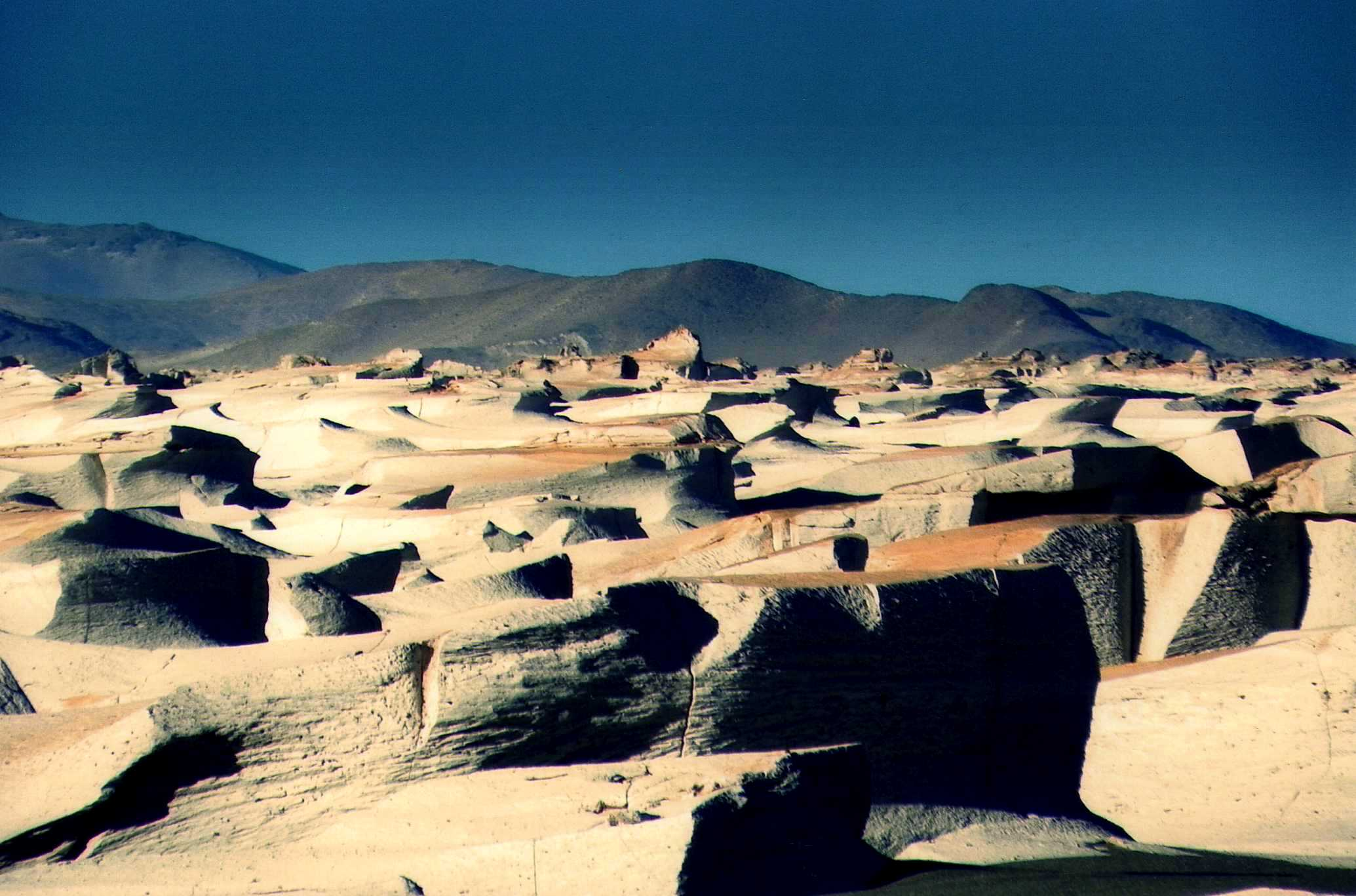
Campo de Piedra Pómez en la puna de Catamarca
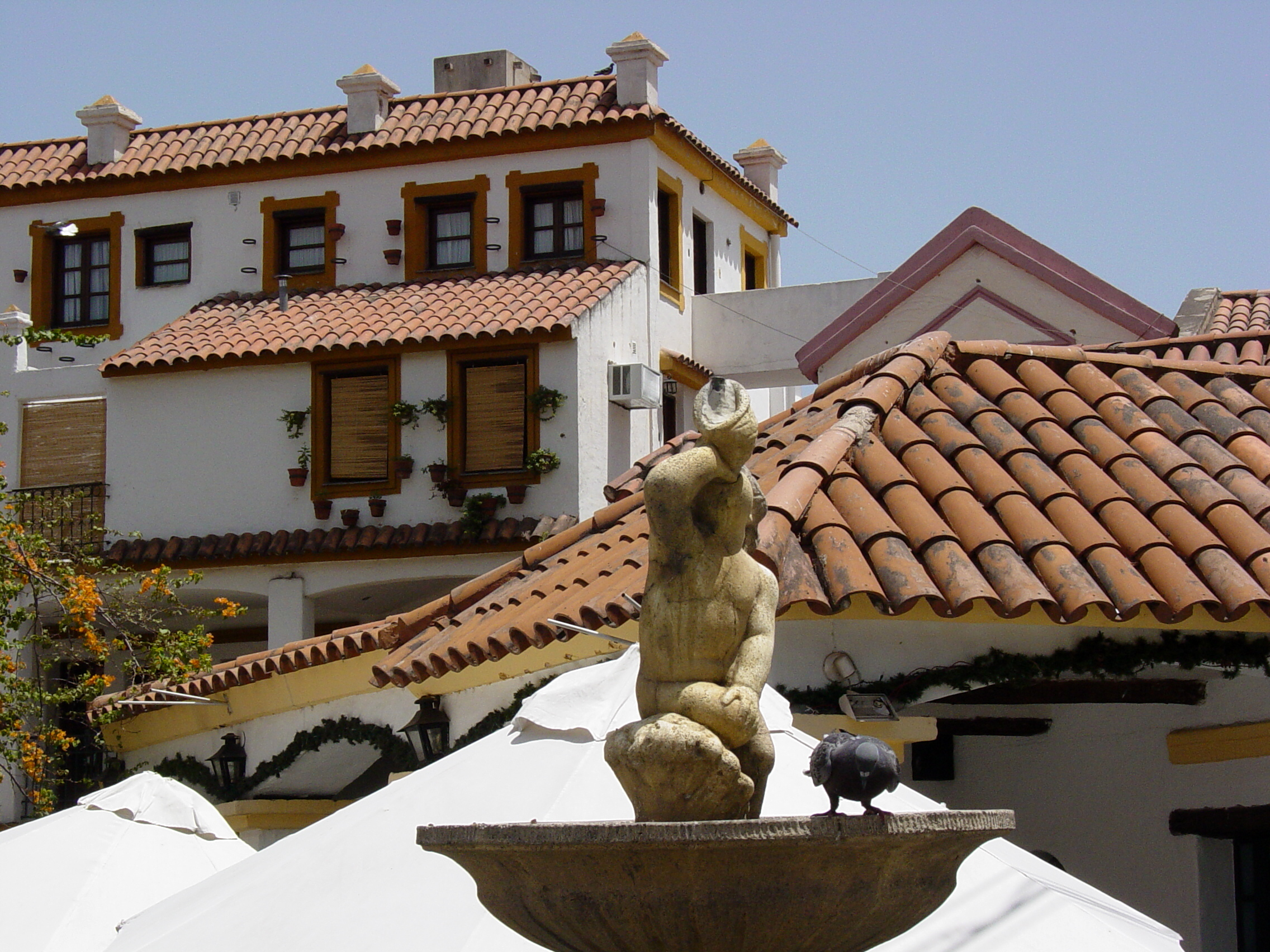
Arquitectura neocolonial en la ciudad de La Rioja
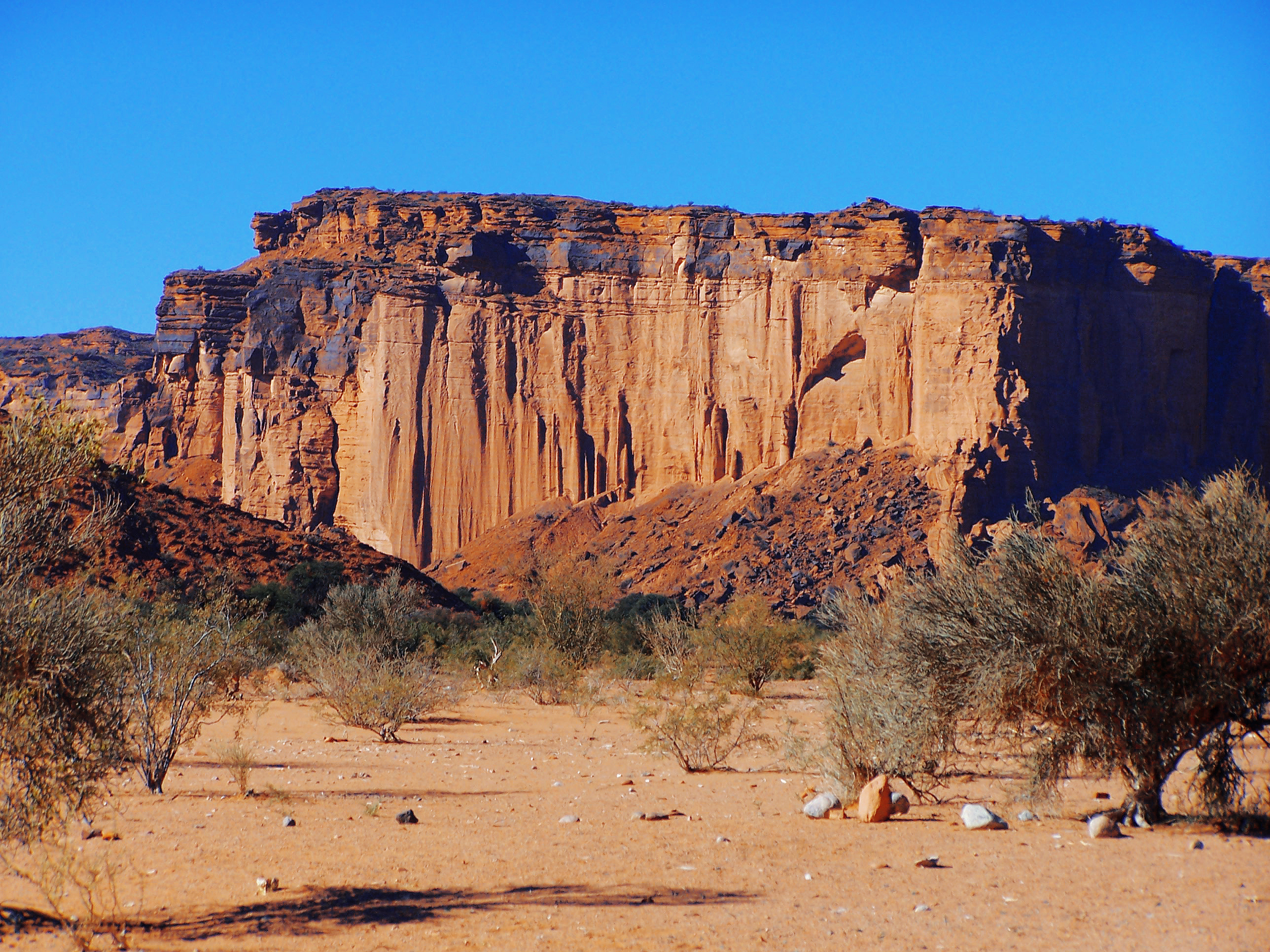
Parque Nacional Talampaya, La Rioja

### Transporte
El transporte en Argentina está basado en una compleja red de carreteras, cruzado frecuentemente por autobuses y por camiones de carga. Buenos Aires y todas las capitales provinciales (excepto Ushuaia y municipios de tamaño medio) se encuentran interconectados por los 37 740 km de rutas asfaltadas. Argentina también tiene 600 000 km de calles municipales. En las ciudades el principal medio de transporte es el colectivo (autobús), con líneas que transportan millones de personas todos los días. Buenos Aires ofrece a sus habitantes el subte, el único de toda Argentina. En 2021, el país contaba con alrededor de 2.800 km de carreteras duplicadas, la mayoría saliendo de la capital Buenos Aires, conectándola con ciudades como Rosario y Córdoba, Santa Fe, Mar del Plata y Paso de los Libres (en la frontera con Brasil), y también hay carreteras duplicadas que salen de Mendoza hacia la capital, y entre Córdoba y Santa Fe, entre otras localidades. A las históricas Autopista Buenos Aires - La Plata y Autovía 2 se han incorporado la Autopista Córdoba - Carlos Paz, Rosario - Córdoba, Villa Mercedes - Mendoza, Autovía Mesopotámica, entre otras. Además varias ciudades tienen circunvalaciones de cuatro carriles. Se estima en 8 527 256 el número de vehículos que forman el parque automotor argentino, distribuido en 5 325 231 de automóviles, 1 370 312 de vehículos livianos, 417 042 de carga y 62 785 para transporte de pasajeros, sin contabilizar 517 449 unidades no especificadas.
La importancia del tren en trayectos de larga distancia es menor hoy en día, aunque fue prioritario en el pasado. El sistema ferroviario fue privatizado a comienzos de la década de 1990, comprendiendo tanto el transporte de carga como el traslado urbano de pasajeros. A la fecha del 2006 cuenta con alrededor de 31 902 kilómetros operativos de líneas férreas. En total existen unos 40 245 km de ferrovías, pero muchos tramos han quedado abandonados en las etapas 1963, 1977 y los años 1990.
El transporte marítimo es muy usado para el transporte de mercancías. Argentina cuenta con alrededor de 11 000 km de vías navegables. La red de hidrovías está compuesta por los ríos de La Plata, Paraná, Paraguay y Uruguay. Los principales puertos fluviales son los de Zárate y Campana. La mayoría de los productos importados por la Argentina llega al país por vía marítima. Los principales puertos son los siguientes: Buenos Aires, La Plata-Ensenada, Bahía Blanca, los puertos del Up-River, Mar del Plata, Quequén-Necochea, Comodoro Rivadavia, Puerto Deseado, Puerto Madryn y Ushuaia. El puerto de Buenos Aires es históricamente el primero en importancia individual, pero la zona conocida como Up-River, que se extiende a lo largo de 67 km de la porción santafesina del río Paraná, reúne 17 puertos que concentran el 50 % del total de las exportaciones del país.

### Energía

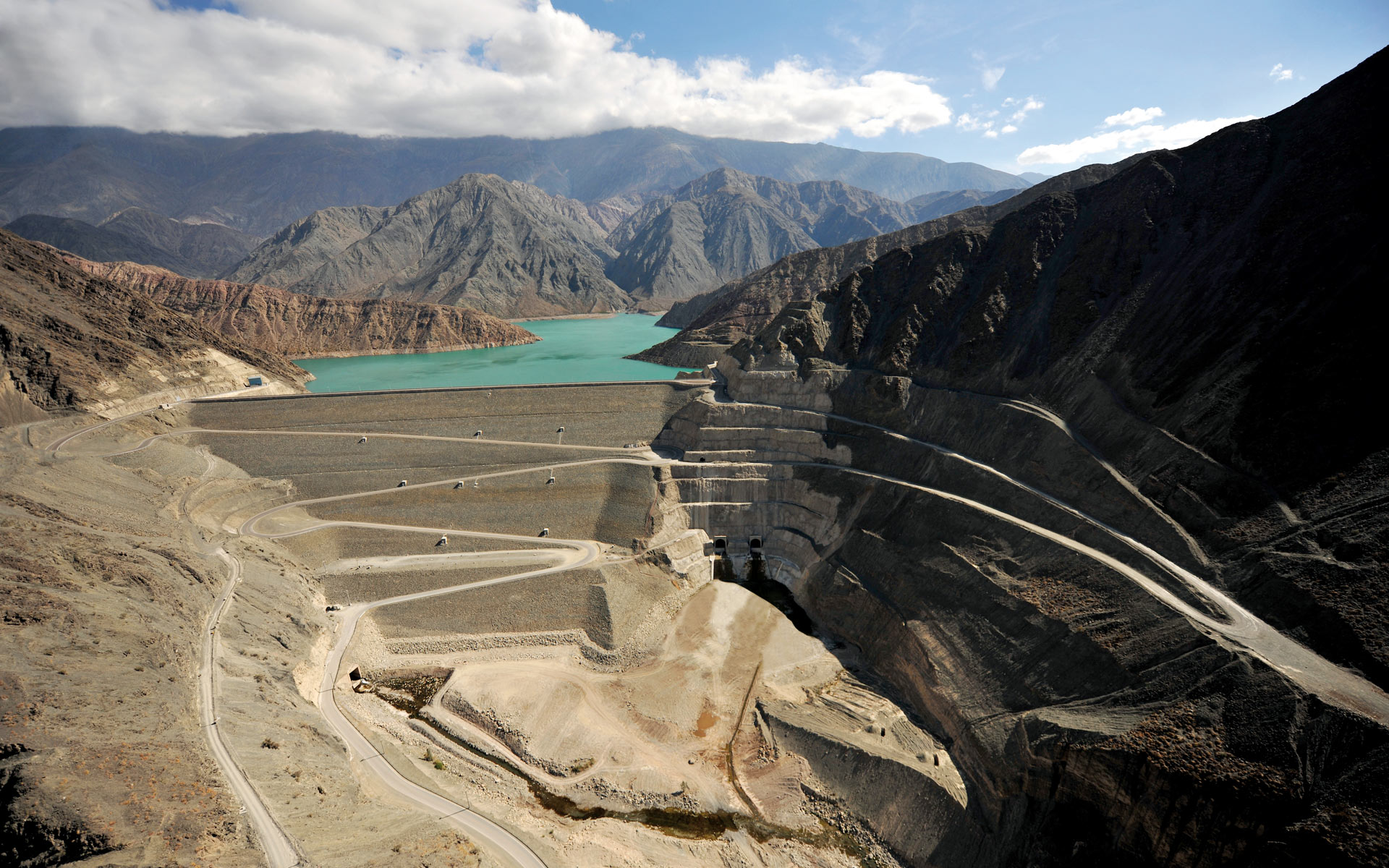
Represa Los Caracoles, sobre el río San Juan en la provincia de San Juan.

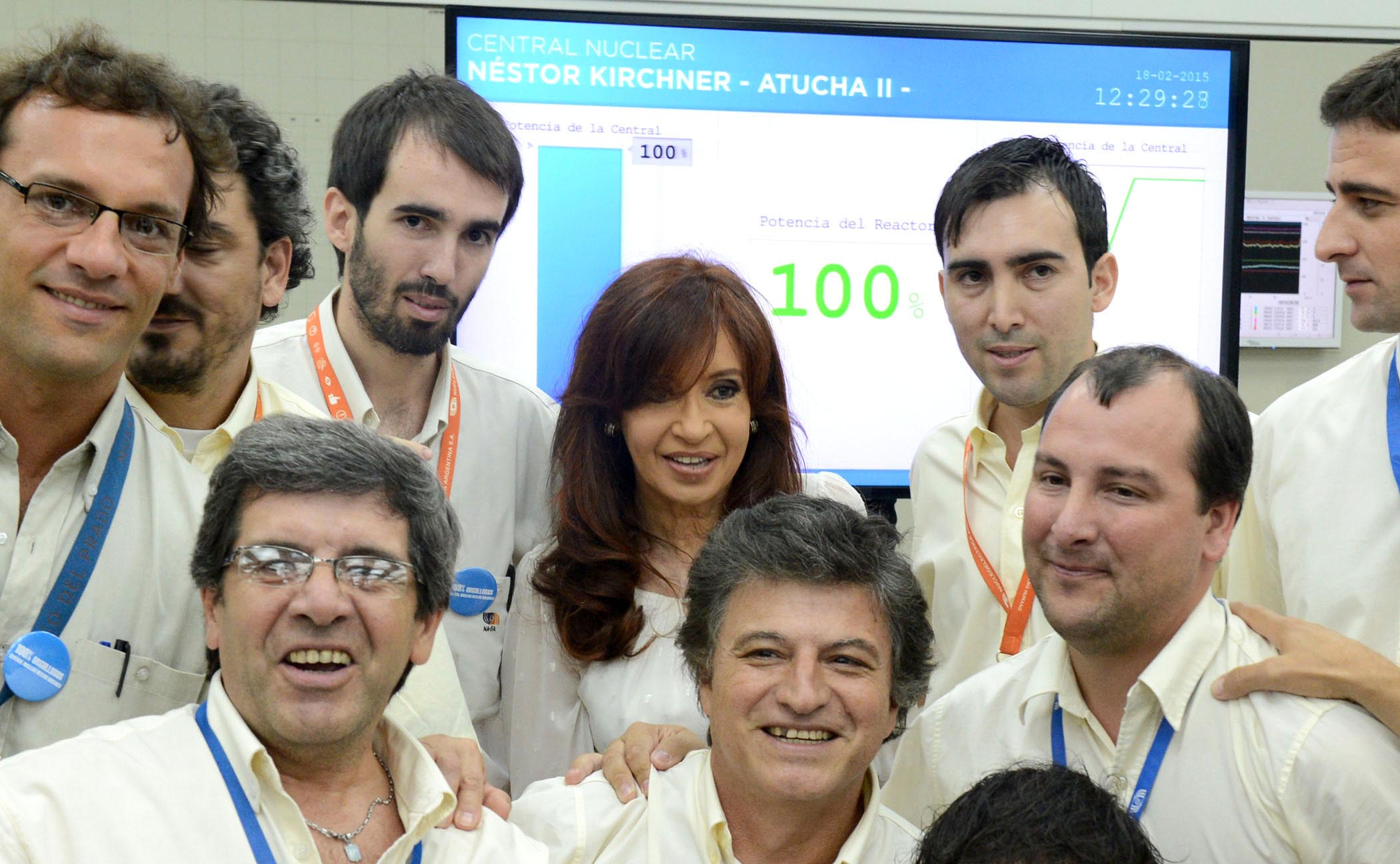
Cristina Fernández de Kirchner junto a ingenieros nucleares, pone en funcionamiento la capacidad total de la central nuclear Atucha II Dr Néstor Kirchner. Argentina fue el primer país en América Latina en desarrollar este tipo de energía.

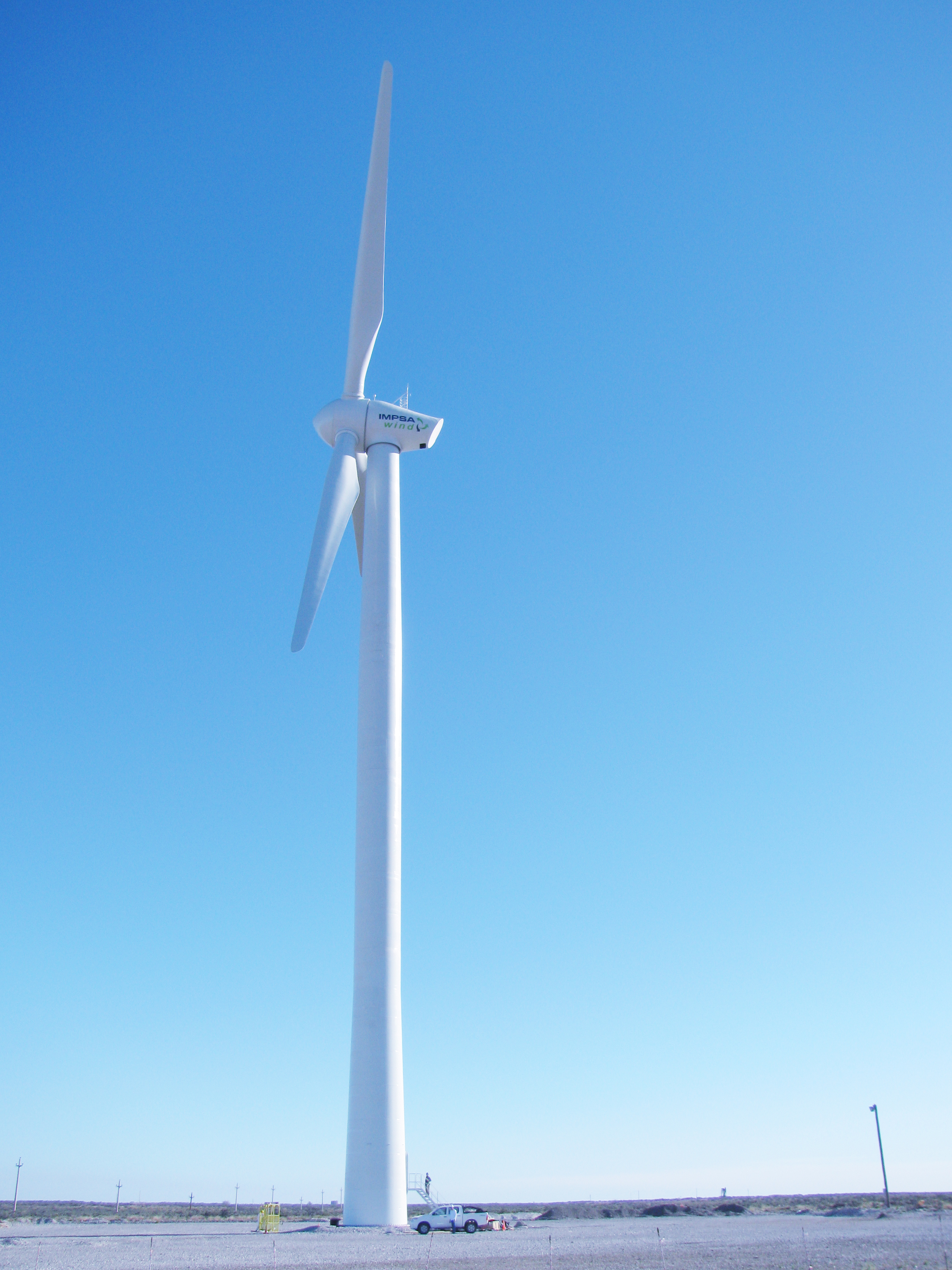
Aerogenerador en las inmediaciones de la ciudad de Comodoro Rivadavia, provincia de Chubut.

El sector eléctrico en la Argentina se organiza a partir de la articulación de entidades o empresas que desarrollan la generación, el transporte y la distribución de la energía.
En 2020, Argentina fue el 18.º mayor productor de gas natural del mundo (44,6 millones de metros cúbicos); el 28.º mayor productor de petróleo del mundo (440 000 barriles/día); el 21.er mayor productor de energía hidroeléctrica del mundo, con 11,3 GW de potencia instalada; el 27.º mayor productor de energía eólica del mundo, con 2,6 GW de potencia instalada; y el 42.º mayor productor de energía solar del mundo, con 0,7 GW de potencia instalada.
El potencial eólico de la región de la Patagonia se considera gigantesco, con estimaciones de que el área podría proporcionar suficiente electricidad para sostener el consumo de un país como Brasil solo. Sin embargo, Argentina tiene deficiencias de infraestructura para llevar a cabo la transmisión de energía eléctrica desde áreas deshabitadas y con mucho viento hacia los grandes centros del país.
La generación de energía eléctrica alcanzó los 129 815 GWh en 2014, lo que representa un crecimiento de algo más del 40 % respecto de los 91 845 GWh registrados en 2004. El 64 % se generó en plantas térmicas, el 31 % hidráulicas, el 4 % nucleares y solamente el 1 % eólicas y solares.
El desarrollo de instalaciones de generación de energía a partir de recursos renovables se encuentra en pleno desarrollo. Hacia finales del año 2014, existía una potencia instalada de 187 MW de generación de energía eólica en la región patagónica y noroeste argentino y 8 MW de generación de energía solar en la región cuyana.
Argentina cuenta con gran potencial de generación de energía mareomotriz, dadas las condiciones de las corrientes y la amplitud de mareas de la costa patagónica. En diciembre de 2014, se instalaron en la provincia de Santa Cruz los primeros dos equipos para la obtención de datos sobre la potencialidad de este recurso.
Esta nación fue la primera en América Latina en construir una central nuclear, actualmente cuenta con tres campos nucleares (Atucha I «Juan Domingo Perón», Atucha II «Dr Néstor Kirchner» y «Embalse») y una cuarta en período de construcción.
El desarrollo de la energía geotérmica prácticamente no presenta avances destacables, pese a la presencia de afluentes termales y la evidencia de actividad volcánica potencial en diversos puntos del país.
El transporte de energía eléctrica se desarrolla a través de una red de líneas de alta tensión y distribución troncal de 33 453 km de longitud lo que representa un incremento de más del 65 % en la longitud del sistema de redes existente en 2004.
La distribución de energía eléctrica está a cargo de empresas que, a fines del año 2014 sumaban más de 40 entidades, cubriendo un área de 2 262 664 km², lo que representa algo más del 80 % de la superficie del país y proporcionando el servicio a 13 496 085 usuarios de pequeños consumos (demanda menor a 4000 kWh/bimestre), la mayoría usuarios residenciales.
En 2014, se produjeron 30 880 627 m³ de petróleo y 41 483 811 millones de metros cúbicos de gas natural. Paralelamente, durante los últimos años cobró notoriedad el hallazgo de grandes volúmenes de hidrocarburos en reservorios no convencionales (I.e: gas de lutita). Según un informe, Argentina estaría en el segundo puesto a nivel mundial en cuanto a este tipo de reservas.

## Ciencia y tecnología
La ciencia y tecnología en Argentina constituye un conjunto de políticas, planes y programas llevados a cabo por el Estado, las universidades e institutos nacionales, las empresas, y otros organismos y asociaciones nacionales e internacionales orientadas hacia la investigación, desarrollo e innovación (I+D+i) en Argentina, así como las infraestructuras e instalaciones científicas y tecnológicas. El país, según datos de 2021, invierte el 0.52 % de su PBI en investigación y desarrollo, siendo el 59 % de esta inversión realizada por el sector público. Según el Índice mundial de innovación, a cargo de la Organización Mundial de la Propiedad Intelectual, en 2024, Argentina se ubicó en lugar 76 en innovación entre 133 países del mundo y el lugar 8 entre los países de la región de Latinoamérica y el Caribe; mientras que en 2023 ocupó el lugar 73 y el lugar 69 en 2022.
La actividad científico-tecnológica pública es coordinada y planificada principalmente por el Ministerio de Ciencia, Tecnología e Innovación (MinCyT), aunque se pueden encontrar entes y organismos de investigación en otros ministerios. El MinCyT traza sus lineamientos a través de planes estratégicos como Argentina Innovadora 2020. Una de sus principales políticas durante las primeras décadas del siglo XXI es el Programa Raíces que permitió repatriar a más de mil científicos, revirtiendo la tendencia de fuga de cerebros que existía en la Argentina. La actividad científica del país se concentra fundamentalmente en el CONICET y las universidad nacionales, mientras que la producción tecnológica tiene como eje a diversas instituciones estatales sectoriales como la CNEA, el INTA, el INTI y la CONAE, entre otros.
El principal organismo de investigación científica en la Argentina es el Consejo Nacional de Investigaciones Científicas y Técnicas (CONICET). Es una institución dependiente del MinCYT que abarca todas las áreas del conocimiento y es considerada una de las más prestigiosas en América. El CONICET está organizado en institutos, que gozan de autonomía temática y científica y su personal supera las 20 000 personas entre investigadores, profesionales, técnicos y becarios doctorales y posdoctorales.
Argentina desarrolló una sólida tradición de investigación en las áreas de biomedicina, física y ciencias agrarias. La investigación en biomedicina le dio tres Premios Nobel al país:  Bernardo Houssay (1947, el primero en Latinoamérica),  Luis Federico Leloir (1970) y César Milstein (1984). Si se incluyen los Premios Nobel de la Paz, Argentina llega a un total de cinco Premios Nobel, siendo el país latinoamericano más galardonado. A ellos se podría sumar a la bióloga Sandra Myrna Díaz quien recibió el Premio Nobel de la Paz como miembro del Grupo Intergubernamental de Expertos sobre el Cambio Climático en 2007. En el campo de la física, Juan Martín Maldacena recibió el premio Yuri Milner de Física Fundamental en 2012.
En temas como la informática, la nanotecnología y la biotecnología se desarrollan programas bien estructurados que tienden a concentrar esfuerzos y dar sentido a las capacidades que se desarrollan. En biotecnología se destacan hitos como la producción de hormonas en vacas clonadas y el desarrollo de nuevas variedades transgénicas de cereales y leguminosas tolerantes a agroquímicos o a estrés. En informática se produjo un aumento sostenido en la cantidad de empresas de software tras la sanción de la Ley del Software y su sucesora la Ley de Economía del Conocimiento.
Argentina tiene importantes capacidades en tecnología nuclear y satelital, siendo pionero en América Latina. Es el único país del continente americano ―junto con Estados Unidos― que produce y exporta satélites. En materia nuclear produce el ciclo completo de la energía nuclear y provee de reactores nucleares a diversos países, diseñados y producidos en el país. En ambas áreas los principales actores son la Comisión Nacional de Energía Atómica (CNEA), la Comisión Nacional de Actividades Espaciales (CONAE) y la empresa pública INVAP. El centro educativo más importante en la temática es el Instituto Balseiro, considerado como una de las instituciones científicas más prestigiosas del país y la región.

## Medios de comunicación

### Telecomunicaciones
Las telecomunicaciones en Argentina se brindan en forma telegráfica, telefónica, postal, emisión de canales de televisión, radios y provisión de conexión a internet abarcando todo el territorio nacional.
El servicio postal, que cubre todo el país, es de propiedad mixta (privada y estatal). El principal exponente del sector es el Correo Argentino.

### Diarios
La prensa de Argentina tiene sus orígenes en 1801 con la aparición del Telégrafo Mercantil y continua hasta la actualidad con una gran variedad de diarios, periódicos y revistas. Circulan en la Argentina más de 200 diarios, de los cuales los más vendidos son publicados en Buenos Aires: Clarín (el de mayor circulación), La Nación y Diario Popular. Entre los más vendidos del interior se encuentran: La Gaceta (Tucumán), La Voz del Interior (Córdoba) y Los Andes (Mendoza).

## Población

### Demografía
La población de la República Argentina, según el resultado del censo que fuese realizado el miércoles 18 de mayo de 2022, asciende a 45 892 285 habitantes.

### Composición étnica

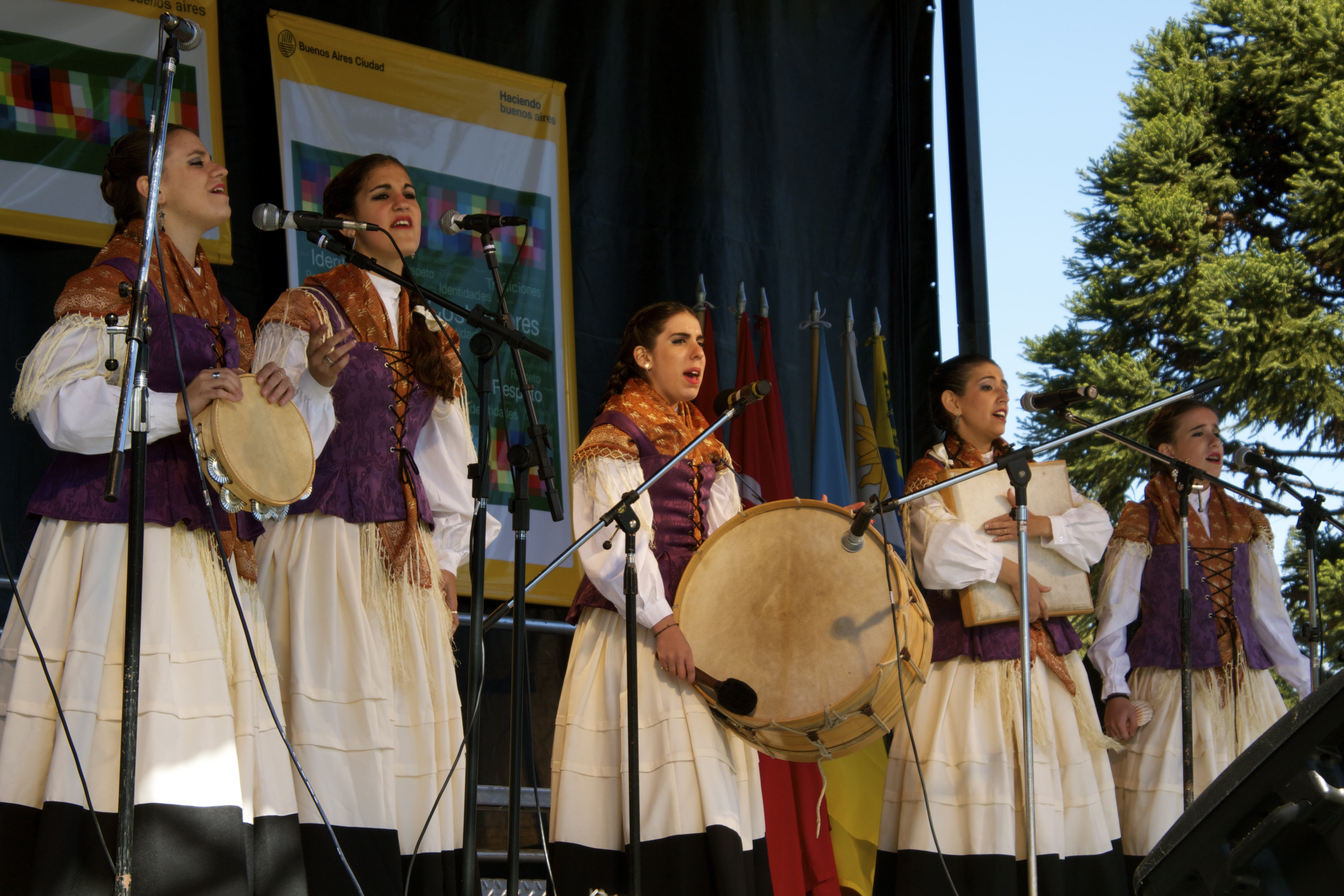
Colectividad gallega en Buenos Aires en el Día del Inmigrante de 2010.

La actual composición étnica de Argentina es, en orden cronológico, el resultado de la interacción de la población indígena-nativa precolombina con una corriente de población de conquistadores y colonizadores ibéricos y con otra de origen africano-subsahariano, inmigrada forzosamente y esclavizada (que dio origen a la población afroargentina), todo en la época colonial y primera mitad del siglo XIX.
A esta población, que formó la totalidad de la población argentina hasta aproximadamente 1860, se le sumó el flujo proveniente de la gran ola de inmigración europeo/asiática, mayoritariamente italiana y española. Esta ola inmigratoria sucedió en la segunda mitad del siglo XIX y la primera mitad del siglo XX, aunque la inmigración más importante, cuantitativamente hablando, se produjo entre 1880 y 1930.
Desde mediados de siglo XX, la composición étnica estuvo influida por las grandes migraciones internas del campo a la ciudad, y del norte y el litoral hacia las grandes urbes del país. Finalmente, el territorio argentino siempre recibió una considerable corriente migratoria procedente de otros países hispanoamericanos, destacando principalmente las comunidades procedentes de Paraguay y Bolivia; y, en menor medida, las de Chile, Perú, Uruguay, Colombia, República Dominicana y Venezuela. 
Como resultado de la continuidad de los pueblos originarios y los flujos inmigratorios, la población argentina cuenta con considerables comunidades étnicas. Particularmente, se encuentran comunidades qom, wichi, aimara, coya, mapuche, napolitana, calabresa, lombardesa, murciana, extremeña, asturiana, vasca, leonesa, catalana, gallega, castellana, navarra, valenciana, balear, andaluza, canaria, riojana, cántabra, aragonesa, francesa, alemana, árabe, ucraniana, croata, polaca, judía, armenia, chilena, uruguaya, inglesa, peruana, japonesa, china y coreana, entre otras.
Al igual que Estados Unidos, Canadá, Australia, Nueva Zelanda, Brasil o Uruguay, Argentina se considera como un «país de inmigración» por el fuerte impacto que las corrientes migratorias han tenido en la composición étnica de la población.
El mestizaje ha desempeñado un papel en la composición étnica de la población argentina. Las corrientes inmigratorias durante la época colonial y luego en la época de la gran inmigración ultramarina (1850-1930) estuvieron integradas mayoritariamente por varones solos que en varios casos se mezclaron en Argentina con mujeres indígenas o de origen africano o sus descendientes.
Diversos estudios genéticos concuerdan en términos generales que la proporción del componente genético amerindio es considerable, así como el indicio cierto de aporte africano, habiendo un grueso poblacional cuya genética se corresponde con la mixtura latinoamericana en grados variables.
El proceso de mestización registra una inusitada intensidad en Argentina, no solo con amplios intercambios sexuales entre las tres grandes ramas étnico-culturales (euroasiáticos, indígenas y africanos), sino también entre las decenas de etnias particulares que integran a cada una de ellas (italianos, españoles, polacos, árabes, alemanes, irlandeses, franceses, rusos, turcos, ucranianos, británicos, suizos, galeses, croatas, neerlandeses, belgas, checos, libaneses, sirios, judíos, mapuches, diaguitas, collas, guaraníes, bantúes, yorubas, etc.). Territorialmente, la composición genética varía entre las distintas regiones, provincias y ciudades, influenciada en gran medida por las grandes migraciones internas del campo a la ciudad, del norte hacia la región pampeana y hacia la Patagonia desde el resto del país.

### Emigración
Argentina fue un país de inmigración considerable, fundamentalmente en el período comprendido entre las décadas de 1880 y 1930, en las que inmigrantes principalmente españoles e italianos protagonizaron el último aporte a la composición étnica del país. Los argentinos tuvieron un aumento como emigrantes a partir del último tercio del siglo XX. La Organización Internacional para las Migraciones (OIM) indicó en 2012 en 971 698 el número de argentinos en el exterior. Por lejos, los dos destinos favoritos de los argentinos son España (30 %) y Estados Unidos (23.3 %) en el 1° y 2° puesto, respectivamente, que juntos concentran más de la mitad del total de argentinos en el exterior (53.3%). Considerando datos a 2020 del Portal de datos mundiales sobre la migración, existen 1.1 millones de emigrantes argentinos en el mundo (no necesariamente se cuentan los de segunda generación y posteriores). Esto supone un incremento del 54.9 % frente a los emigrantes que había en el 2010 e implica que los emigrantes representan el 2.5 % del total de personas nacidas en Argentina.
La emigración argentina se concentró sobre todo en varios períodos históricos, el primero después del golpe de Estado de 1966 que produjo una emigración muy cualificada de técnicos y científicos, luego durante la dictadura militar de 1976 a 1983, después durante el año 1989 y 1991 durante un proceso de hiperinflación hubo una masiva emigración a EE. UU. y Europa{{Failed verification}} y el segundo durante la crisis de diciembre de 2001, que ocurrió en el gobierno de Fernando de la Rúa, Argentina se convirtió en uno de los países de mayor emigración en la región, siendo la mayoría de los argentinos que se van profesionales altamente calificados.

### Inmigración

Inmigrantes residiendo en Argentina, según el Censo de 2022.
300 000+: Bolivia y Paraguay.
100 000-300 000: Chile, Perú y Venezuela.
40 000-99 999: Brasil, Colombia, España, Italia y Uruguay.
10 000-39 999: China y Estados Unidos.
5000-9999: Corea del Sur, Ecuador, México y República Dominicana.
1000-4999: Alemania, Canadá, Cuba, Francia, Haití, Israel, Japón, Polonia, Portugal, Reino Unido, Rusia, Siria, Senegal, Suiza y Ucrania.
500-999: El resto.

De acuerdo con dos sucesivos informes de la Organización de las Naciones Unidas (ONU), al 2015, Argentina contaba con 2 086 302 inmigrantes y, al 2017, con 2 164 524, equivalentes a un 4.6 % y 4.9 % de la población, respectivamente, asentando esta tendencia creciente.
La tasa de extranjeros en proporción a los nacidos en el país es muy pequeña en comparación con otras naciones (121.º), pero medido en términos absolutos, Argentina es el mayor receptor de inmigrantes de toda América Latina, así como el que más cantidad tiene en la región y se ubica 28.º en el ranking mundial.

#### Las 20 mayores comunidades inmigrantes según los censos nacionales de 1991, 2001, 2010 y 2022
| Puesto | País de procedencia  | 2023 (est.) | 2022      | 2010      | 2001      | 1991      |
| ------ | -------------------- | ----------- | --------- | --------- | --------- | --------- |
| 1.º    | Paraguay             | 916 136     | 522 598   | 550 713   | 325 046   | 254 115   |
| 2.º    | Bolivia              | 671 193     | 338 299   | 345 272   | 233 464   | 145 670   |
| 4.º    | Perú                 | 291 181     | 156 251   | 157 514   | 88 260    | 15 939    |
| 3.º    | Venezuela            | 236 929     | 161 495   | 6 379     | 2 774     | 1 934     |
| 5.º    | Chile                | 209 449     | 149 082   | 191 147   | 212 429   | 247 987   |
| 6.º    | Uruguay              | 127 813     | 95 384    | 116 592   | 117 564   | 135 406   |
| 10.º   | Colombia             | 118 687     | 46 482    | 17 576    | 3 876     | 2 638     |
| 8.º    | Brasil               | 106 023     | 49 943    | 41 330    | 34 712    | 33 966    |
| 7.º    | Italia               | 84 437      | 68 169    | 147 499   | 216 718   | 356 923   |
| 9.º    | España               | 68 748      | 48 492    | 94 030    | 134 417   | 244 212   |
| 11.º   | China                | 52 341      | 18 629    | 8 929     | 4 184     | 2 297     |
| 12.º   | Ecuador              | 37 264      | 8 879     | 4 820     | N/D       | N/D       |
| 13.º   | Estados Unidos       | 32 803      | 13 986    | 19 147    | 10 552    | 9 755     |
| 14.º   | República Dominicana | 14 248      | 7 817     | 5 661     | 1 497     | N/D       |
| 15.º   | México               | 13 902      | 5 833     | 6 042     | 3 323     | 2 277     |
| 16.º   | Corea del Sur        | 9 579       | 5 337     | 7 321     | 8 290     | 8 371     |
| 17.º   | Francia              | 9 953       | 3 960     | 6 995     | 6 578     | 6 309     |
| 18.º   | Alemania             | 7 888       | 4 087     | 8 416     | 10 362    | 15 451    |
| 19.º   | Cuba                 | 6 896       | 3 921     | 3 461     | N/D       | N/D       |
| 20.º   | Ucrania              | 4 811       | 3 486     | 4 830     | 8 290     | 3 498     |
|        | Otros países         | 74 091      | 221 333   | 70 564    | 109 604   | 141 462   |
| TOTAL  | TOTAL                | 3 094 372   | 1 933 463 | 1 805 957 | 1 531 940 | 1 628 210 |

Fuente: Instituto Nacional de Estadística y Censos (INDEC), 1991, 2001, 2010, 2022.

### Pueblos indígenas
Los indígenas, aborígenes u originarios de Argentina son el conjunto de comunidades, familias e individuos que se autorreconocen o reconocieron de ascendencia total o predominantemente de los nativos americanos que habitaban en los límites del actual territorio argentino al momento del primer contacto de los europeos con el territorio en el siglo XVI. Por extensión, esos nombres pueden referir también a los de igual condición que migraron hacia el actual territorio argentino desde países limítrofes y a sus descendientes, una vez integrados al conjunto indígena nacional, principalmente estos son originarios de Bolivia, Paraguay, Perú o Chile y de étnia quechua, aimara o mapuche.
Actualmente el gobierno de Argentina realiza una encuesta en los censos étnicos para poder contar el número de "indígenas" que hay en el país. Las cifras del Censo de 2022 indicaron que 1.306.730 personas en Argentina se reconocían de origen mayormente indígena, lo que representa el 2,83% de la población total.

### Salud
La Salud en Argentina está garantizada por el sistema de salud público, el sistema de obras sociales y el de la salud privada. Alrededor de un 37.62 % de la población se atiende por el sistema público y un 62.38 % por obras sociales y prepagas. Argentina cuenta además con un abarcativo calendario de vacunación y tratamientos de VIH y de fertilización asistida a su población.
La regulación del sistema de salud está a cargo del Ministerio de Salud, dependiente del Poder Ejecutivo. El porcentaje del gasto en salud correspondiente al PBI fue de un 8.9 % en 2003 y a 2015 había aumentado a 10.2 %. Esta cifra es considerablemente mayor que el promedio de América Latina y está cerca de los valores de países europeos, se encuentra en el puesto 49 entre 191 países. Además, el país cuenta con una proporción favorable de 4.06 médicos por cada mil habitantes.
La medicina argentina es prestigiosa a nivel global por haber sido inventora de diversas técnicas y descubrimientos que hoy son utilizadas en todo el mundo y por las investigaciones que se mantienen constantemente en todas las especialidades médicas.
Las enfermedades que más afectan a la población son la enfermedad de Chagas, la principal enfermedad endémica de la Argentina, que se estima en dos millones de infectados, el sida, que afecta 5000 nuevas personas cada año, y la tuberculosis.

#### Discapacidad
En 2018, el Indec llevó a cabo una encuesta nacional en localidades de más de 5000 habitantes, de la que surgió que el 10.2 % de la población total padece algún tipo de discapacidad.
De ese total, un 48.8 % tiene alguna discapacidad motora, con un 30.0 % con dificultades para caminar, un 6.1 % con dificultades en los miembros superiores, y 12.9 % con ambas. Otro 25 % del conjunto de las personas con discapacidades tiene dificultades visuales, de las cuales el 3.6 % —casi uno de cada mil habitantes— son completamente no videntes. Del total de personas con discapacidad, el 20.8 % tiene dificultades en la audición, de los cuales el 49 % no pueden oír sin audífono —un 1 % de la población total. Del total de personas con dificultades, el 7.9 % tiene dificultades en el habla y de ellos el 10.6 % —algo menos de uno de cada mil habitantes— no puede hablar en absoluto. Un 12.3 % tiene dificultades para comprender lo que oye o aprender lo que estudia o se le enseña —un 1.25 % del total de la población—, de entre los cuales uno de cada ocho afirma no poder aprender nada.
El mismo estudio detalla también que el porcentaje de personas de más de catorce años de edad con alguna discapacidad que desempeña alguna tarea remunerada es del 35.9 %, pero alcanzando al 64.3 % para el grupo de edad de entre 30 y 49 años, y disminuyendo al 13.3 % para 65 años de edad y más.

### Urbanización
La urbanización en Argentina es el reflejo en Argentina del proceso de aglomeración de población que se pronunció en el mundo a comienzos del siglo XIX donde la concentración de la población mundial en sistemas urbanos con una población mayor a veinte mil habitantes pasó del 2.4 % en 1800 a 9.2 % en 1900. Hacia 2011 el 92 % de la población argentina vivía en ciudades.
Entre los factores principales del rápido crecimiento en las zonas urbanas, es el de la inmigración principalmente europea hacia los centros urbanos. En particular, hacia Buenos Aires, Córdoba, Mendoza y Rosario.
En 1869, Argentina tiene al 11 % de su población en aglomeraciones de más de cien mil habitantes, concentración cinco veces superior al promedio mundial, similar al de Estados Unidos y aproximadamente el doble de la concentración de la población europea.
En 1914 la población urbana superó por primera vez a la rural. Uno de los principales factores del rápido crecimiento de las zonas urbanas fue la gran inmigración europea que fue desarrollando los principales centros urbanos del país como Buenos Aires, Córdoba y Rosario.
En 1960 quince ciudades tenían una población que superaba a los cien mil habitantes, representando estas ciudades el 71 % de la población urbana. Por entonces, las zonas urbanas de la Argentina constituían el 59 % de la población, igual que en los Estados Unidos, en forma ligeramente superior a Oceanía (53 %) y por debajo de Inglaterra, país que lideró el porcentaje de conglomeraciones urbanas desde los inicios del siglo XIX, con 69 %.
En 1970 la Argentina alcanza al 78.5 % en su índice de urbanización y en 1975 supera el 80 % al alcanzar los 80.7 %. En 1990, la población en zonas urbanas alcanza el 86.9 %, siendo un factor importante desde los años 50, al igual que en toda América Latina, el flujo de inmigración interna de zonas rurales hacia zonas urbanas debido a condiciones económicas y sociales desfavorables.
En 2001, la urbanización del país alcanza al 89.3 % de la población total. Hacia 2011 el 92 % de la población argentina vivía en ciudades siendo junto a Bélgica, Dinamarca y Singapur uno de los países más urbanizados del mundo. En ocho aglomeraciones urbanas se concentraba el 47.6 % de la población total de Argentina, en el Área Metropolitana de Buenos Aires vivían 12 806 866 personas, el 31.9 % de la población total, en el Gran Córdoba 1 454 536 el 3.6 %, en el Gran Rosario 1 237 664, el 3.1 % en el Gran Mendoza 937 154 el 2.3 %. Gran San Miguel de Tucumán 800 087 personas el 2 %, La Plata 643 133 el 1.6 %, en Mar del Plata 593 337 el 1.5 % y en Gran Salta 539 187 el 1.5 %.

### Ciudades principales
Las ciudades de Argentina varían su definición en la Argentina de acuerdo a cada provincia. De  acuerdo con la Ley Orgánica de Municipios de la provincia de Santa Fe 2756, una localidad adquiere el estatus de municipio al superar los diez mil habitantes. En la provincia de Buenos Aires, se requieren más de treinta mil habitantes para las localidades ubicadas en los partidos-municipios pertenecientes al área metropolitana de Buenos Aires (que son cuarenta partidos‑municipios tocados por o adentro de la ruta provincial 6), y cinco mil habitantes en el resto de los partidos-municipios, además de otras condiciones, según Ley Provincial 10.806.
Aproximadamente, más del 92 % de la población argentina vive en ciudades. Habiendo 91 aglomerados urbanos que superan los cien mil habitantes. Este crecimiento se debe a los grandes flujos migratorios que tuvieron lugar a principios del siglo XX, y a la industrialización.

## Cultura
La cultura de Argentina está marcada por el carácter multiétnico y multicultural de su población, el fuerte sincretismo de sus formas de expresión y una positiva valoración del progreso y la modernidad, en la que se conjugan, no sin conflictos, muchas identidades étnicas y un sentido de pertenencia a las culturas europeas y latinoamericanas, con algunos aportes asiáticos y africanos.
El escritor argentino Ernesto Sabato ha reflexionado sobre la naturaleza de la cultura argentina del siguiente modo:

Fracturada la primitiva realidad hispanoamericana en esta cuenca del Plata por la inmigración, sus habitantes venimos a ser algo dual, con todos los peligros pero asimismo con todas las ventajas de esa condición: por nuestras raíces europeas vinculamos de modo entrañable el interior de la nación con los perdurables valores del viejo mundo; por nuestra condición de americanos, a través del folclore interior y el viejo castellano que nos unifica, nos vinculamos al resto del continente, sintiendo de algún modo la vocación de aquella Patria grande que imaginaron San Martín y Bolívar.
Ernesto Sabato.

La cultura argentina tiene como origen la mezcla de otras que se encontraron durante los años de las inmigraciones. En cuanto a sus ideologías se destacan sus pensamientos y lenguajes liberales o socialdemócratas, mucho valor a la libertad, también la democracia y el respeto a los derechos humanos.

### Literatura
La literatura argentina, es decir, el conjunto de obras literarias producidas por escritores de la Argentina, es una de las más prolíficas, relevantes e influyentes del idioma castellano y ocupa un lugar destacado dentro de la literatura en español y de la literatura universal.
Los orígenes de la expresión literaria en la región del Río de la Plata se remontan a las crónicas iniciales de los exploradores y misioneros.
La literatura argentina se consolidó en el marco del romanticismo del siglo XIX, con el movimiento de la Generación del 37, el cual propugnaba el abandono de los modos monárquicos y la búsqueda de una identidad nacional, con exponentes como Esteban Echeverría a través de su obra El Matadero, y Domingo F. Sarmiento con su ensayo Facundo. En la segunda mitad del siglo XIX, la literatura gauchesca alcanzó su madurez, con la obra cumbre de José Hernández, el poema El Gaucho Martín Fierro (1872). A finales del siglo XIX, Leopoldo Lugones se erigió como el principal exponente del modernismo argentino, siendo su obra poética considerada como un hito fundacional de la poesía moderna en lengua castellana.
En el siglo XX, hacia la década del 1920, surgen movimientos de vanguardia antagónicos como el 
Grupo Florida y el Grupo Boedo. El Grupo Florida conocido así por reunirse en la Confitería Richmond de la calle Florida en Buenos Aires y publicar en la revista Martín Fierro, con autores como Jorge Luis Borges, Leopoldo Marechal, Ricardo Guiraldes, Victoria Ocampo, Oliverio Girondo, entre otros y artistas como Antonio Berni, contra el Grupo Boedo que reunía a escritores cómo Roberto Arlt, Leónidas Barletta, Álvaro Yunque y artistas como Homero Manzi y recibía visitas de Juan de Dios Filiberto compositor del tango Caminito, de raigambre más humilde y se reunían en la geografía del barrio de Boedo en el Café El Japonés de Avenida Boedo y publicaban en la Editorial Claridad, constituyeron un fenómeno literario de raíces sociales que enriqueció la literatura argentina con la producción literaria de dichos autores.
En la década de 1960, el Boom latinoamericano llevó la narrativa argentina a la escena mundial, con figuras como Julio Cortázar y Manuel Puig.

### Música
La música de Argentina, por su vasta extensión territorial y diversidad demográfica, presenta una notable variedad cultural. Entre sus expresiones musicales más destacadas se encuentran el tango, la música folklórica, el rock nacional, el bolero, la balada romántica, la cumbia, el cuarteto, la electrónica, así como la música y el ballet clásicos.
El tango es un estilo musical y un baile nacido en los arrabales porteños y montevideanos, con difusión internacional, que tiene como máximos exponentes a Carlos Gardel y Astor Piazzolla. En el baile se destaca el éxito mundial de Tango Argentino, creado en 1983 por Claudio Segovia y Héctor Orezzoli, con bailarines como Juan Carlos Copes, María Nieves y Virulazo. Anualmente, se realiza en Buenos Aires el Festival y Campeonato Mundial de Baile de Tango.
En Argentina tiene una amplia difusión la llamada música folklórica o simplemente folklore, inspirada en los géneros rurales tradicionales. La música folklórica argentina tiene características regionales diferenciadas: en la música litoraleña predominan géneros como el chamamé y la chamarrita; en el folklore "surero" (que corresponde a la región pampeana, lo cual era el "sur" hasta la Campaña del Desierto a fines de la década de 1870) existen géneros como la milonga campera, el triunfo, la huella, el malambo surero y el "Estilo" o "Triste"; en el folklore cuyano predomina la cueca y la tonada; en el folklore norteño predominan las chacareras y las zambas; y en el folklore del noroeste andino, predominan los carnavalitos, Huaynos y Bailecitose. Entre los intérpretes y compositores se destacan Ariel Ramírez, Los Fronterizos, Los Chalchaleros, El Dúo Salteño, Atahualpa Yupanqui, Suma Paz, Mercedes Sosa, Ramona Galarza, Chaqueño Palavecino, Soledad Pastorutti y Los Nocheros se encuentran entre los exponentes más importantes de estos géneros. Entre los varios encuentros de música folklórica se destacan el Festival de Cosquín en Córdoba y el carnaval jujeño.   
El rock nacional argentino tiene un amplio desarrollo desde finales de los años 1960 y una fuerte influencia en el rock iberoamericano cantado en español ampliamente conocido en todo el continente. Posee exponentes destacados como los grupos fundacionales Los Gatos, Almendra, Manal y Sui Generis, además de Patricio Rey y sus Redonditos de Ricota, Soda Stereo y músicos como Luis Alberto Spinetta, Charly García, Indio Solari y Gustavo Cerati. Los festivales más exitosos de la actualidad son el Cosquín Rock y el Quilmes Rock, celebrados anualmente. El 23 de Enero se festeja el «Día Nacional del Músico» en honor al aniversario del fallecimiento de Spinetta - indicando la importancia del rock nacional en la cultura argentina de las últimas generaciones 
El bolero y la balada romántica cuenta con intérpretes y compositores de fama sudamericana como Sandro de América, Los Cinco Latinos, Mario Clavell, Estela Raval, Chico Novarro, Vicentico, Patricia Sosa y Diego Torres. La cumbia, también llamada «movida tropical» o «bailanta», con un ritmo más simple que el modelo original colombiano, destacándose en este género Los Wawancó, Los Palmeras y Karina La Princesita. En la provincia de Córdoba se destaca la popularidad del cuarteto. 
La Ciudad de Buenos Aires es la principal elegida para los conciertos de artistas extranjeros al realizar sus giras, y suele ser escenario de la música electrónica en América Latina, con importantes fiestas como la South American Music Conference, la Creamfields que con su convocatoria de más de 60 000 personas, se convirtió en una de las más importantes del mundo y el Ultra Music Festival Buenos Aires. La ciudad, junto con Mar del Plata y Bariloche, tienen también su propio estilo de música electrónica, con artistas como Hernán Cattáneo y Fuerza Bruta.
Con base en el Conservatorio Nacional de Música y el Teatro Colón, se ha desarrollado una sólida escuela de música y danza clásicas. En la música clásica, destacan compositores como Amancio Alcorta, Alberto Williams, Arturo Berutti, Carlos López Buchardo, Alberto Ginastera, Carlos Guastavino, Mauricio Kagel, Marta Lambertini, Alicia Terzian, Gerardo Gandini y Pía Sebastiani; intérpretes como Martha Argerich y directores como Daniel Barenboim. En danza clásica, destacan Jorge Donn, Norma Fontenla, José Neglia, Julio Bocca, Paloma Herrera, Ludmila Pagliero y Marianela Núñez, entre otros.

### Cine
El cine de Argentina es uno de los más desarrollados del ámbito latinoamericano. Cuenta con el promedio de salas por persona más alto de América Latina. A lo largo del siglo XX, la producción argentina, apoyada por el Estado y avalada por el trabajo de una larga lista de directores y artistas, se convirtió en una de las principales del mundo en castellano. Los primeros largometrajes animados, mudos y sonoros fueron realizados por Quirino Cristiani. Dos películas fueron galardonadas con el premio Óscar a la mejor película internacional, La historia oficial (1985), dirigida por Luis Puenzo y el El secreto de sus ojos (2009), de Juan José Campanella. El cine argentino ha cosechado numerosos galardones internacionales: los Premios Goya, los del Festival Internacional de Cine de Berlín, Festival de Cine de Cannes y, en la región, los del Festival Internacional del Nuevo Cine Latinoamericano de La Habana, entre otros.
Según estadísticas del INCAA las películas más vistas del cine argentino en el siglo XXI son Relatos salvajes (2014), de Damián Szifron (3.9 millones), El Clan (2015), dirigida por Pablo Trapero (2.6 millones), El secreto de sus ojos (2009), de Campanella (2.4 millones), Metegol (2013), de Campanella (2.1 millones) y El robo del siglo (2020), dirigida por Ariel Winograd (2 millones). Merecen mención Nazareno Cruz y el lobo (1975), de Leonardo Favio (3.3 millones), El santo de la espada (1970), de Leopoldo Torre Nilsson y Juan Moreira (1973), de Favio, (2.41 millones).

### Teatro
El teatro argentino, aunque con aislados antecedentes en ritos indígenas, manifestaciones africanas y representaciones coloniales y poscoloniales de origen español-americano, tiene su origen como tal del circo criollo en las últimas décadas del siglo XIX, con un carácter eminentemente popular, combinando elementos provenientes de diversas disciplinas dramáticas, como la pantomima, la farsa y el monólogo crítico. El teatro argentino tomó identidad a través de expresiones particulares como el sainete —principalmente—, la pieza cómica, el grotesco, la revista criolla y la revista porteña. Una variedad dramática de gran importancia para la cultura popular han sido el radioteatro y el teleteatro.
Debido al fenómeno de concentración urbana conocido como macrocefalia que afecta a la Argentina, gran parte de la actividad teatral del país se concentra en la ciudad de Buenos Aires. El eje de la actividad teatral es la avenida Corrientes, en cuya zona de influencia se ubican muchos de los teatros y salas más importantes, como el Teatro Colón, el Teatro General San Martín, el Teatro Presidente Alvear, el Teatro Nacional Cervantes, el Teatro Gran Rex y el Teatro Maipo. La ciudad en total cuenta con más de 300 teatros.

### Pintura
La pintura de Argentina es toda la producción pictórica realizada en territorio de la Argentina a lo largo del tiempo. Al igual que su escultura, la pintura de Argentina se nutre de estilos novedosos con influencias europeas y amerindias.
La tercera década del siglo XX representó una etapa fundamental para el desarrollo de la pintura, realizándose grandes acontecimientos relacionados con nuevas orientaciones estéticas. Es por este motivo que el lapso comprendido entre 1920 y 1930 es considerado como el de formación de la pintura moderna argentina, teniendo exponentes como Antonio Berni, Gyula Kosice ―fundador del Movimiento Madí, el movimiento de la Nueva Figuración Argentina―, Raúl Soldi y León Ferrari; y exponentes de pintura popular como Florencio Molina Campos y Benito Quinquela Martín.

### Historieta
Argentina es a través de la historieta uno de los países con mayor producción a nivel mundial y el más importante a nivel latinoamericano, viviendo su «época dorada» entre las décadas de 1940 y 1960 con picos creativos y comerciales posteriores entre las de 1970 y 1980. El teórico Oscar Masotta sintetizaba en 1970 sus aportaciones en el desarrollo de modelos propios de historieta de acción (Oesterheld, Hugo Pratt), cómica (Roberto  Battaglia, Divito, Quino) y folclórica (Walter Ciocca) y la presencia de cuatro grandes dibujantes (José Luis Salinas, Arturo del Castillo, Hugo Pratt y Alberto Breccia).
La historieta argentina también tiene importantes representantes de fama internacional; al menos durante todo el siglo XX, el humor gráfico argentino ha ocupado un lugar preeminente en el género, gracias a artistas como Quino, con su famoso personaje de Mafalda, Guillermo Mordillo y Roberto Fontanarrosa. En la historieta de ficción se destacan Héctor Germán Oesterheld y Francisco Solano López con la obra El eternauta. En la historieta infantil es relevante la obra de Manuel García Ferré, con personajes como Hijitus y Anteojito, así como revistas y películas de dibujos animados.

### Idioma
Las lenguas de Argentina comprenden tanto el castellano como las lenguas autóctonas históricamente habladas por pueblos indígenas, o las lenguas alóctonas habladas de manera estable y por generaciones por comunidades de migrantes y sus descendientes, que las han conservado o usaron durante períodos históricos prolongados.
Actualmente, el castellano es la lengua predominante, entendido y hablado como primera o segunda lengua por casi toda la población de la Argentina, que según el censo de 2022 llega a 45.89 millones de habitantes. Es el único idioma de uso en la administración pública a nivel nacional. De todos los países del mundo donde el español o castellano tiene estatus predominante, la Argentina es el de mayor extensión territorial. La amplitud del país, la existencia de distintos sustratos lingüísticos producidos por la variedad de lenguas amerindias y las diferentes aportaciones de las lenguas vernáculas de los inmigrantes europeos de finales del siglo XIX y comienzos del XX, han dado lugar a varias modalidades dialectales diferentes.
El inglés es la segunda lengua más conocida en el país, y su enseñanza es obligatoria desde la escuela primaria en varias provincias. Argentina es el único país latinoamericano calificado como país de «alta aptitud» en el inglés, ubicándose en el puesto 28 a nivel mundial y primero de Iberoamérica, según un informe del Índice de Aptitud en Inglés (EF EPI, 2024).
El guaraní y el quechua tienen más de un millón de hablantes en el Norte Grande. El idioma guaraní especialmente en el interior de la provincia de Corrientes, que en 2004 declaró su cooficialidad para la enseñanza y los actos de gobierno, aunque la ley no se encuentra reglamentada. Por su parte, el quechua cuenta con un elevado número de hablantes en la provincia de Santiago del Estero, donde se utiliza un dialecto muy diferenciado denominado quichua y también en zonas de la provincia de Jujuy, donde se usa una variedad de este idioma más similar a la que se habla en el suroeste de Bolivia. En la periferia de las grandes aglomeraciones urbanas, producto de constantes migraciones del noreste argentino, del NOA, de Paraguay, Bolivia y Perú, hay hablantes del guaraní, quechua y aimara.
Las lenguas indígenas vivas son el mocoví, pilagá, mataco (o wichí) y toba (qom), del grupo mataco guaycurú, el guaraní que llegó al actual territorio argentino hacia los siglos XIV y XV y luego fue propagado por los misioneros europeos jesuitas como lengua vehicular entre diversas etnias del Noreste y el Litoral y el quechua (junto con el aimara) que llegaron con la expansión de los estados andinos, en especial tras la conquista inca en el siglo XV y fueron usados como lengua vehicular para la catequesis en Cuyo y el Noroeste a partir de la Conquista española en el siglo XVI. La provincia del Chaco estableció en la Ley 6.604 de 2010 (reglamentada por Decreto 257/2010) la cooficialidad de los idiomas qom, wichí y mocoví.
El mapudungun, lengua de los mapuches, también se considera vernácula pues hay testimonios etnohistóricos de su presencia al este de la cordillera de los Andes desde el siglo XV. Hoy cuenta con hablantes en las provincias de la Patagonia, reflejando la larga y fuerte influencia de los mapuches, o araucanización, sobre los nativos argentinos de las áreas patagónicas y la llanura pampeana.
Otra lengua nativa es la lengua de señas argentina (LSA), lengua señalada por las comunidades sordas que surge claramente a partir de 1885 e influencia a muchas otras lenguas de señas de países limítrofes.

### Religión
La religión en Argentina se practica en el marco de la libertad de culto garantizada por el artículo 14 de la Constitución Nacional, aunque el Estado reconoce un carácter preeminente a la Iglesia católica que cuenta con un estatus jurídico diferenciado respecto al del resto de iglesias y confesiones. Según la Constitución argentina (artículo 2), el Estado Nacional debe sostenerla y según el Código Civil y Comercial, es jurídicamente asimilable a un ente de derecho público no estatal. Este régimen diferenciado, sin embargo, no eleva al catolicismo al estatus de religión oficial de la República. La Santa Sede y la Argentina tienen firmado un concordato que regula las relaciones entre el Estado y la Iglesia católica. El Arzobispo de Buenos Aires, actualmente Jorge Ignacio García Cuerva, es el Primado de la Iglesia católica en Argentina. El anterior Arzobispo de Buenos Aires fue Mario Aurelio Poli. Jorge Mario Bergoglio era el antiguo arzobispo hasta que en el cónclave del 2013 fue elegido como el papa Francisco.
Asimismo, además del catolicismo, en la Argentina se encuentran adherentes de diversas religiones y creencias, entre las más destacadas pertenecientes al iglesias protestantes (evangelicalismo, anglicanismo, presbiterianismo, metodismo, iglesia bautista, pentecostalismo, etc.) y otras denominaciones cristianas como La Iglesia de Jesucristo de los Santos de los Últimos Días, Iglesia Adventista del Séptimo Día y los Testigos de Jehová. Otras religiones de gran importancia en el país son el judaísmo, el islam, las religiones afroamericanas y el budismo, entre otras.
Por otra parte, la Argentina es uno de los países de la región que cuenta con una gran población irreligiosa, es decir, que no adhiere a ninguna religión o creencia en particular. De acuerdo con una encuesta hecha por Gallup, Argentina tiene la tercera población que declara una menor importancia a la religión en su vida en Latinoamérica, después de Cuba y Uruguay. Solo el 63 % de los argentinos estuvo de acuerdo con que la religión es algo importante diariamente en su vida.
La Primera Encuesta Nacional sobre Creencias y Actitudes Religiosas en Argentina realizada en 2008 había establecido que el 91.1 % de la población creía en Dios en ese año, reduciéndose ese porcentaje al 85 % en la franja de personas de 18 a 29 años de edad. La Segunda Encuesta Nacional sobre Creencias y Actitudes Religiosas en Argentina llevada a cabo en 2019 mostró que la creencia en Dios se redujo hasta el 81.9 % en once años. El mismo estudio del CONICET reveló cambios en la religión del país: católica 62.9 %, evangélica 15.3 %, testigos de Jehová/mormones 1.4 %, agnóstica 3.2 %, atea 6.0 %, sin filiación religiosa 18.9 %, ninguna 9.7 %, otras 1.2 % y Ns/Nc 0.3 %.
La reciente encuesta de IPSOS 2023 considera que los católicos son el 48 %, los protestantes 10 %, otros cristianos 5 %, los sin religión 25 %, otras religiones 5 %, y los que prefieren no decirlo 8 %.

### Educación
El sistema educativo de Argentina se compone de cuatro niveles: inicial, primaria, secundaria y superior. La educación argentina está regida por la Ley de Educación Nacional 26.206 que establece que la educación es un bien público, un derecho personal y social de las personas, del cual el Estado es quien debe garantizarla. Además determina que es obligatoria entre los cuatro y los 17 o 18 años de juventud. La Ley de Educación Nacional N.º 26.206 establece que el país debe destinar el 6 % de su PBI a la educación, un índice acorde con otros países de la región pero muy por debajo de los países desarrollados. 
En 1869, cuando Domingo Faustino Sarmiento era presidente, se llevó a cabo el primer censo nacional que arrojaba las siguientes cifras: 82 % de la población era analfabeta. De allí que fue el mismo Sarmiento quien inició una lucha muy persistente con la creación de escuelas y formación de docentes; las primeras vinieron de Estados Unidos para unirse a la infatigable lucha por la educación. En el caso de las mujeres, el índice de analfabetismo era aún más alto, pues comprendía al 81,8 % del total de mujeres en tanto que en los varones era de 74,9 %. Este estado de cosas, lo llevó a impulsar la Ley de Educación Común N.º 1.420, promulgada en 1884 durante la presidencia de Julio Argentino Roca. En esa ley se estableció  por primera vez la obligatoriedad, la gratuidad y la laicidad de la educación para todos los niños de 6 a 14 años, y se instauró el derecho a que  todos los habitantes del país que residieran en localidades de más de 300 habitantes pudieran contar con una escuela pública a su alcance. El uso del delantal blanco como uniforme escolar, se transformó en paradigma de un ideal de igualdad o unidad, ha caracterizado siempre a la  educación argentina. Esa Ley fue el inicio del camino hacia  la educación en la Argentina.
Argentina fue el segundo país de América Latina (luego de Uruguay) en establecer la educación primaria, secundaria y universitaria pública y de calidad. En 1945, durante el gobierno dictatorial de Edelmiro Farrell, se sancionó la Ley de Enseñanza Secundaria y Superior, que estableció la gratuidad de la educación secundaria y superior en Argentina. La histórica lucha por tener una población alfabetizada, llevó al país a tener algunos científicos e intelectuales reconocidos mundialmente.
En la actualidad, según el Censo Nacional de Población, Hogares y Viviendas 2010 del INDEC, el porcentaje de alfabetización asciende al 98,1 % de la población, siendo relativamente alto.

### Museos, espacios de memoria y salas de espectáculos

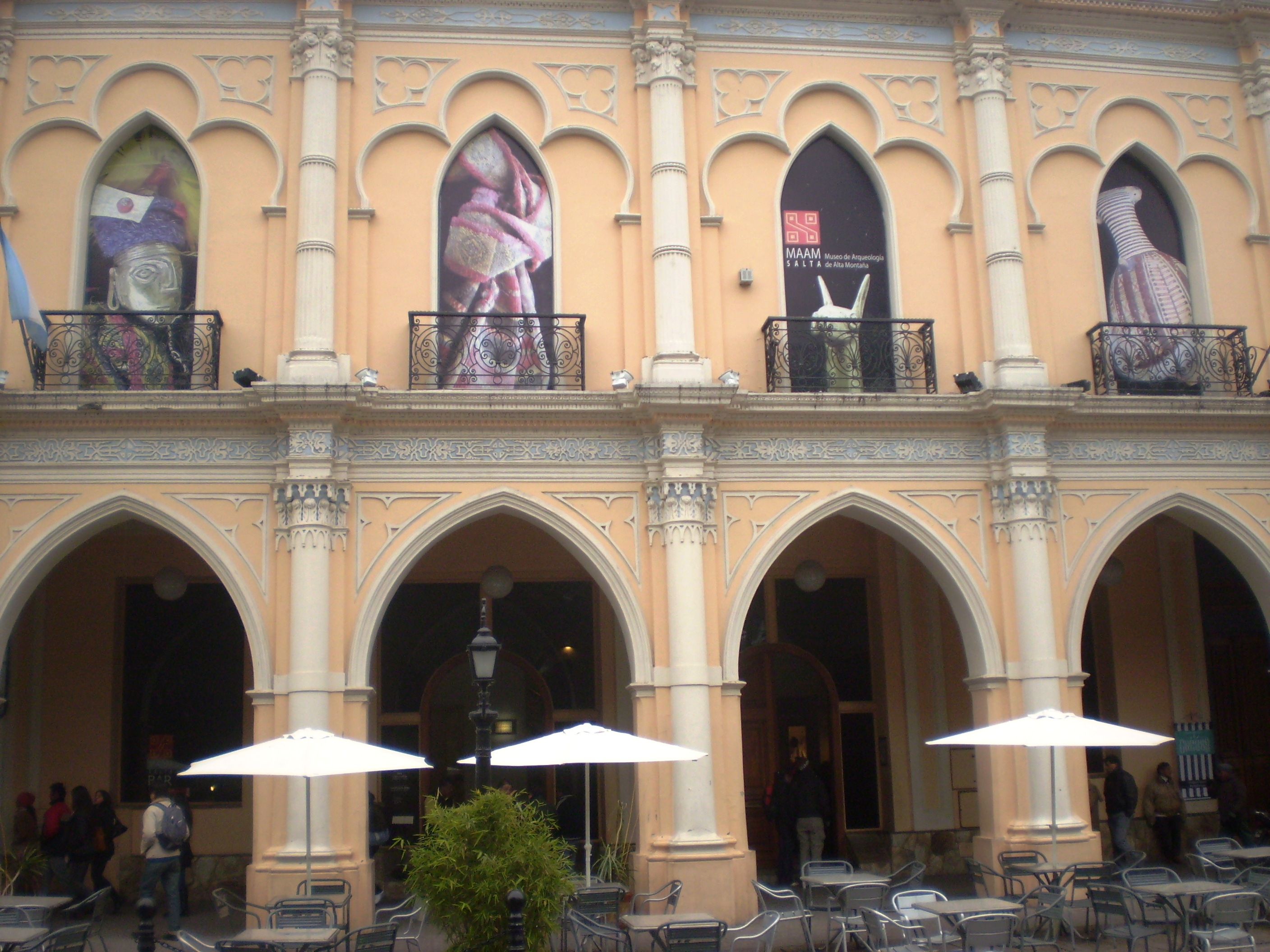
Fachada del Museo Arqueológico de Alta Montaña. MAAM. Ciudad de Salta.

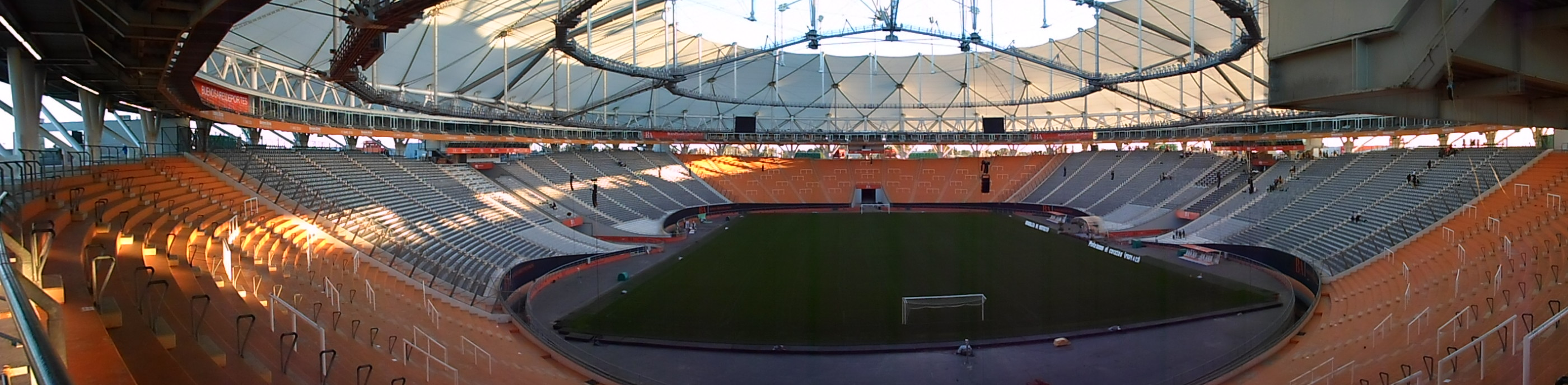
Estadio Único de La Plata por dentro.

Los museos más sobresalientes son el Museo Histórico Nacional de Argentina y el MALBA, donde se hacen exposiciones de pintura y escultura. Son muy importantes también los museos paleontológicos de la Patagonia (Trelew, Plaza Huincul, etc.); las ruinas jesuíticas de San Ignacio, en Misiones o el Palacio San José en Entre Ríos.
También son importantes los espacios de memoria creados donde funcionaron centros de detención clandestina durante la dictadura de Videla, como la ESMA en Buenos Aires y La Perla en Córdoba.
Por otro lado, se destaca la actividad cultural veraniega en Mar del Plata y Villa Carlos Paz; y las fiestas y festivales populares como el Festival de Cosquín o el de Jesús María en la provincia de Córdoba. El Carnaval de Gualeguaychú es el espectáculo teatral a cielo abierto más grande de la Argentina y considerado el tercer carnaval más importante del mundo. Cientos de fiestas nacionales se desarrollan en el país durante todo el año.
En Buenos Aires existen alrededor de cien cines y noventa teatros, con una abundante cartelera de espectáculos. La capital de Argentina también se distingue en la presentación de espectáculos o artistas de renombre internacional. Se encuentran, entre otros, los centros culturales como el Borges, el Recoleta o el San Martín.

### Gastronomía
La gastronomía de Argentina combina influjos provenientes de muy diversas culturas, desde los pueblos originarios ―maíz, papa, batata, mandioca, ají, tomate, morrón, poroto, yerba mate―, la llamada «cocina criolla» influida por los colonizadores españoles y los gauchos ―la carne vacuna, el vino y el dulce de leche― y la africana subsahariana ―el consumo de achuras y mondongo―, hasta las grandes corrientes migratorias provenientes de Europa y Asia occidental a partir de mediados-fines del siglo XIX, principalmente la italiana ―la pasta y la pizza― la española ―la tortilla de patatas― y la boliviana, con gran incidencia en la producción hortícola.
Un factor determinante para su gastronomía es que Argentina, debido a la extensión y fertilidad natural de sus amplias llanuras, ha sido tradicionalmente un importante productor agrícola y ganadero. Entre los principales productos alimenticios se encuentran el trigo, poroto, maíz, girasol, carne (vacuna, ovina, avícola), leche y derivados, huevos, té, arroz, azúcar, aceitunas, embutidos, cítricos, manzanas, uvas, melones, sandías, duraznos, tomates, frutillas, limones, miel (tercer productor mundial), aceites comestibles (maíz, girasol, oliva), etc. En los últimos años el principal producto rural del país es la soja, destinada principalmente a la exportación y usado como alimento para animales.
La gran producción de carne vacuna determina que sea esta la de mayor consumo en el país. Argentina es uno de los países con mayor consumo per cápita de carne en general y de carne vacuna en particular, situación que no sufrió cambios significativos a lo largo del tiempo. Una comida típica argentina es el asado o parrillada (carne y entrañas de vaca cocinadas a las brasas), además de las empanadas (especie de pasteles rellenos de carne u otros ingredientes). Además, es muy habitual el consumo de un sándwich de chorizo, denominado choripán.
De modo semejante, las enormes producciones trigueras hacen que el pan más común sea el pan blanco de harina de trigo y explican en gran medida el éxito de ciertas comidas difundidas por el gran número de inmigrantes italianos, entre ellas la pizza argentina, extremadamente popular, caracterizada por tener mayor grosor de masa que las italianas.
La producción y consumo de leche es muy importante, consumiéndose alrededor de 240 litros por persona por año. De la existencia de grandes disponibilidades de leche se ha derivado un alto consumo de alimentos derivados como quesos (el país cuenta con 8 quesos propios) y dulce de leche, entre otros.
Entre los dulces, el alfajor es un producto ampliamente consumido y producido con múltiples variables regionales. Lo mismo sucede con los helados, en especial con los de tipo italiano, aunque ya desde el tiempo de la colonia española existía alguna afición a los helados de tipo sorbete. Hoy en día se mantiene el consumo de alfeñiques, típicos del Noroeste Argentino.
La bebida característica que Argentina comparte con otros países vecinos es una infusión precolombina de origen guaraní preparada con hojas de yerba mate (planta originaria de la Cuenca del Plata) llamada mate. El mate también puede ser preparado como un té, siendo denominado en este caso mate cocido. La colonización española introdujo el consumo del café, que se ha hecho masivo, generalizándose desde los tiempos coloniales los «cafés» como lugares de encuentro. Existe también un amplio consumo de té, ya sea de su variedad clásica introducida por influencia de la inmigración británica, como de hierbas digestivas de provenientes de antiguas tradiciones precolombinas como el boldo y la peperina. En menor medida, existe la costumbre de consumir infusiones de chocolate, también por influencia colonial.
Entre las bebidas alcohólicas se destaca el vino, del cual Argentina es el quinto productor mundial, elaborado principalmente en Mendoza, San Juan y en otras provincias cordilleranas.  Entre los vinos característicos del país se destaca el malbec. Otras bebidas alcohólicas, mayormente conocidas en las zonas rurales del norte, como lo son la caña y algunas de origen precolombino, como la aloja, la chicha y el guarapo (una variedad de hidromiel).
El desayuno clásico es pan con manteca y dulce, acompañado de café, leche y, eventualmente, mate; este último suele reemplazar totalmente al desayuno. La cena se suele realizar después de las 21:00 h. Existe la tradición de dedicar el almuerzo del domingo al asado o las pastas, en reuniones familiares o con amigos.

### Deporte
El deporte en Argentina se caracteriza por una relevancia extraordinaria del fútbol masculino. El primer ídolo popular deportivo fue Jorge Newbery (1875-1914), quien se destacó como esgrimista, boxeador y aviador. La difusión masiva del deporte se produjo en las tres primeras décadas del siglo XX sobre la base de la pasión popular por tres actividades: el fútbol, el boxeo y el automovilismo. Aparte de los mencionados, en el país se han desarrollado deportes que alcanzaron la primera línea mundial como el básquetbol, el pádel, el polo, el hockey sobre césped, el hockey sobre patines, el tenis, el fútbol sala, fútbol a ciegas, el cestoball, el ciclismo de ruta, el golf, la pelota paleta (una variante de la pelota vasca), el remo, el rugby, el sóftbol, el voleibol y el yachting.
Otros deportes de desarrollo considerable son el balonmano, la natación, el patinaje de velocidad, el taekwondo, el judo, el ciclismo de pista, el BMX, el tiro, la esgrima, el atletismo, el voleibol de playa, el surf, la motonáutica, la equitación y el turf. En la zona andina del sur del país se practican de forma muy extendida los deportes de invierno, en especial esquí y snowboard. El deporte nacional es el pato. Otros deportes de origen argentino son la jineteada gaucha, el padbol, el cestoball, entre otros.
Argentina fue uno de los doce países —el único iberoamericano— que fundó el Comité Olímpico Internacional (COI) en 1894, estando representada en el primer Consejo Ejecutivo por José Benjamín Zubiaur, quien se desempeñó en ese cargo hasta 1907. Ha albergado los primeros Juegos Panamericanos en 1951 y también los de 1995, la única edición de los Juegos Panamericanos de Invierno en 1990, los Juegos Suramericanos de 1982 y 2006, los Juegos Sudamericanos de Playa de 2019 y los Juegos Olímpicos de la Juventud 2018, la Copa Mundial de Fútbol de 1978, el Campeonato Mundial de básquetbol de 1950 y 1990, el Campeonato Mundial de hockey sobre césped masculino de 1978, los Campeonatos Mundiales de hockey sobre césped femenino de 1981 y 2010, los Campeonatos Mundiales de Hockey sobre Patines Masculino de 1970, 1978, 1989, 2001 y 2011, el Campeonato Mundial de Hockey sobre Patines Femenino de 1998, el Campeonato Mundial de Polo de 1987 y 2011, los Campeonatos Mundiales Masculinos de Futsal de la AMF de 1994, 2007 y 2019, el Campeonato Mundial Femenino de Futsal de la AMF de 2006, el Campeonato Mundial de Voleibol Masculino de 1982 y 2002, la Copa del Mundo de Rugby 7 Masculino de 2001, el Rally Dakar entre 2009 y 2018, el Campeonato Mundial de BMX del 2000, los Campeonatos Mundiales de Esgrima de 1962 y 1977,  el Campeonato Mundial de Lucha (Libre y Grecorromana) de 1969, el Campeonato Mundial de Canotaje de Estilo Libre de 2017, el Campeonato Mundial de Saltos Ecuestres de 1966, los Campeonatos del Mundo de Ajedrez de 1927 y 2005, los Campeonatos Mundiales de Faustball Masculino de 1986 y 2015 y Femenino de 1994, el Campeonato Mundial de Cestoball de 1994, los Campeonatos Mundiales de Patinaje de Velocidad de 1997 y 2014, los Campeonatos Mundiales de Tiro Absoluto de 1903 y 1949, el Campeonato Mundial de Tiro al Plato de 1981, el Campeonato Mundial de Tiro al Blanco Móvil de 1981, la Copa Mundial de Padbol de 2013, los Campeonatos Mundiales de Padel de 1994, 1998 y 2004, las Copas Mundiales de Golf de 1962, 1970 y 2000, los Campeonatos Mundiales de Vuelo a Vela de 1963 y 2012, así como varios campeonatos mundiales de Vela dependiendo de la clase: Tornado en 2006, Star en 1988, 2005 y 2015, Mistral en 2000, 49er y 49er FX en 2015, 470 en 2016, Soling en 2001, 2007 y 2018, Snipe en 1985, Optimist en 1992 y 2014, 420 en 2011, Lightning en 1969, J/24 en 1997 y 2011, 29er en 2007 y 2011, clase 505 en 1969 y Cadete en 1981, 1991, 2001, 2009 y 2016. Argentina es el país que más veces fue anfitrión de la Copa América con un total de 9 ocasiones. 
También en Argentina se organizaron campeonatos mundiales juveniles en diversos deportes como la Copa Mundial de Fútbol Sub-20 de 2001 y 2023, los Campeonatos Mundiales de Rugby Juvenil de 2010 y 2019, el Campeonato Mundial de Rugby M19 de 1997, el Campeonato Mundial de Rugby M21 de 2005, la Copa Mundial Junior de Hockey sobre Césped Femenino de 2001, el Campeonato Mundial Junior de Hockey Sobre Patines Masculino de 2005, el Campeonato Mundial de Baloncesto sub-17 Masculino de 2018, el Campeonato Mundial de Balonmano Masculino sub-21 de 1995, el Campeonato Mundial de Balonmano Masculino Juvenil (sub-19) de 2011, el Campeonato Mundial de Softbol Masculino Juvenil de 2012, el Campeonato Mundial de Voleibol Masculino sub-21 de 1993, los Campeonatos Mundiales de Voleibol Masculino sub-19 de 2011 y 2015 y el Campeonato Mundial de Voleibol Femenino Sub-18 de 2017. 

### Días festivos
Feriados públicos de Argentina días festivos en la Argentina se clasifican en días feriados y días no laborables. Estos pueden ser nacionales, provinciales o municipales, o ser exclusivos de una rama laboral o educativa. Los feriados nacionales son de observancia obligatoria para todos los empleadores, mientras que un día no laborable es facultativo del empleador si quiere otorgárselo a sus empleados. Además pueden ser fijos, trasladables por motivos turísticos, o caer en distintos días de año a año debido a que se establecen por otros calendarios. Los feriados se rigen por el Decreto 1584/2010 y su modificatoria Decreto 923/2017. Asimismo, existen diversos aniversarios no tipificados como feriados, en los cuales se recuerdan acontecimientos generalmente de tipo contemporáneo y que pueden incluir actividad social o cobertura mediática, pero que permanecen como días laborables.
Los feriados nacionales incluyen festividades de la Iglesia católica, fiestas cívicas, conmemoraciones y feriados turísticos. Existen feriados que caen siempre en el mismo día de cada año y otros que son móviles. Algunos feriados son trasladables a un día lunes por motivos de promoción turística. Los días no laborables nacionales incluyen al Jueves Santo y días específicos para los habitantes judíos y musulmanes. Así mismo se han implementado desde 2011 mediante el Decreto 1585/2010 los denominados feriados puente con fines turísticos.
Los feriados trasladables cuyas fechas coincidan con los días martes y miércoles serán trasladados al día lunes anterior. Los que coincidan con los días jueves y viernes serán trasladados al día lunes siguiente.